# السعودية
السُّعُودِيَّة (أو رَسْمِيًّا: المَمْلَكة العَرَبيَّة السُّعُودِيَّة) هي دولة عربية، وتعد أكبر دول الشرق الأوسط مساحة، وتقع تحديدًا في الجنوب الغربي من قارة آسيا، وتشكل الجزء الأكبر من شبه الجزيرة العربية إذ تبلغ مساحتها حوالي مليوني كيلومتر مربع. يحدها من الشمال جمهورية العراق والأردن وتحدها دولة الكويت من الشمال الشرقي، ومن الشرق تحدها كل من دولة قطر والإمارات العربية المتحدة بالإضافة إلى مملكة البحرين التي ترتبط بالسعودية من خلال جسر الملك فهد الواقع على مياه الخليج العربي، ومن الجنوب تحدها اليمن، وسلطنة عُمان من الجنوب الشرقي، كما يحدها البحر الأحمر من جهة الغرب.
حكم آل سُعُود تاريخيًّا في نجد ومناطق واسعة من شبه الجزيرة العربية أكثر من مرة، وتعتبر المملكة السعودية الحالية نتاجًا ووارثة لتلك الكيانات التاريخية، أول تلك الكيانات إمارة الدرعية التي أسسها محمد بن سعود حين توليه إمارة الدرعية سنة 1139هـ / 1727م، وظلت قائمة حتى قاد إبراهيم باشا الجيش العثماني في حملة للقضاء عليها عام 1231هـ/ 1816م فدارت بينه وبين عبدالله بن سعود عدة معارك كان خاتمتها حصارها للدرعية وتسليم عبد الله نفسه سنة 1233 هـ / 1818م؛ حقنًا للدماء، ويشار إلى تلك المرحلة باسم «الدولة السعودية الأولى»، لم يطل الوقت بعد سقوط الدولة الأولى حتى أقام تركي بن عبد الله بن محمد في عام 1240هـ/ 1824م دولة جديدة لآل سعود في نجد، جاعلًا من الرياض عاصمة لها، واستمرت حتى انتزع حكام إمارة حائل إمارة الرياض منهم سنة 1309هـ / 1891، ويشار إلى تلك المرحلة باسم "الدولة السعودية الثانية". لاحقًا استرد عبد العزيز آل سعود الشاب سنة 1319 هـ / 1902 إمارة الرياض من يد آل رشيد، وتوسع مسيطرا على كامل نجد 1340هـ/ 1921م وتسمت بسلطنة نجد حتى نجح عبد العزيز في ضم مملكة الحجاز، فنصب ملكا عليها إضافةً إلى سلطنته على نجد وملحقاتها وذلك في شهر رجب 1344هـ الموافق يناير من عام 1926م، وبعدها بعام غيّر لقبه من ملك الحجاز وسلطان نجد وملحقاتها إلى ملك الحجاز ونجد وملحقاتها، وسميت المناطق التي يسيطر عليها مملكة الحجاز ونجد وملحقاتها، وظلت بذلك الاسم حتى وحد عبد العزيز جميع المناطق التي يسيطر عليها في كيان واحد، وكان ذلك في يوم الجمعة 22 جمادى الأول عام 1351 هـ الموافق لتاريخ 23 سبتمبر 1932 وأُعلن اسمها «المملكة العربية السعودية».
تتألف السعودية حَالِيًّا من 13 منطقةً إداريّةً، تنقسم كلّ منطقةٍ منها إلى عددٍ من المحافظات يختلف عددها من منطقةٍ إلى أخرى، وتنقسم المحافظة إلى مراكز ترتبط إِدَارِيًّا بالمحافظة أو الإمارة. يوجد بها المسجد الحرام الواقع في مكة المكرمة، والمسجد النبوي في المدينة المنورة، واللذان يعدان أهم الأماكن المقدسة عند المسلمين.
السعودية عضو في مجلس التعاون لدول الخليج العربية وجامعة الدول العربية والأمم المتحدة وحركة عدم الانحياز ورابطة العالم الإسلامي ومنظمة التعاون الإسلامي ومجموعة العشرين وصندوق النقد الدولي ومنظمة التجارة العالمية ومنظمة الدول المصدرة للنفط (أوبك).
تتمتع السعودية بوضع سياسي واقتصادي مستقر في العموم؛ إذ إنها تمتلك ثاني أكبر احتياطي للبترول، وسادس احتياطي غاز، وأكبر مصدر نفط خام في العالم والذي يشكل قرابة 90% من الصادرات، وغير الموارد النفطية تتصدر السعودية المركز والأول من حيث الكم والقيمة في تصدير التمور، وتحتل المملكة المرتبة السابعة عشر من بين أكبر اقتصادات العالم، وتُعتبر السعودية من القوى المؤثرة سِيَاسِيًّا وَاقْتِصَادِيًّا في العالم، لمكانتها الإسلامية وثروتها الاقتصادية وتحكمها بأسعار النفط وإمداداته العالمية ووجودها الإعلامي الكبير المتمثل في عدد من القنوات الفضائية والصحف الإلكترونية ومواقع التواصل الاجتماعي.
وتمتلك السعودية إرثا ثقافيا وحضاريا يعود لآلاف السنين، كما أنها شهدت تغييرات كبيرة في مجالات الثقافة والتعليم وحماية التراث الحضاري، وفق رؤية 2030، وهي عضو مؤسس لمنظمة الأمم المتحدة للتربية والثقافة والعلوم (اليونسكو) وعضو في مجلسها التنفيذي المنتخب في ربيع الأول من عام 1441هـ الموافق نوفمبر 2019م.

## التسمية

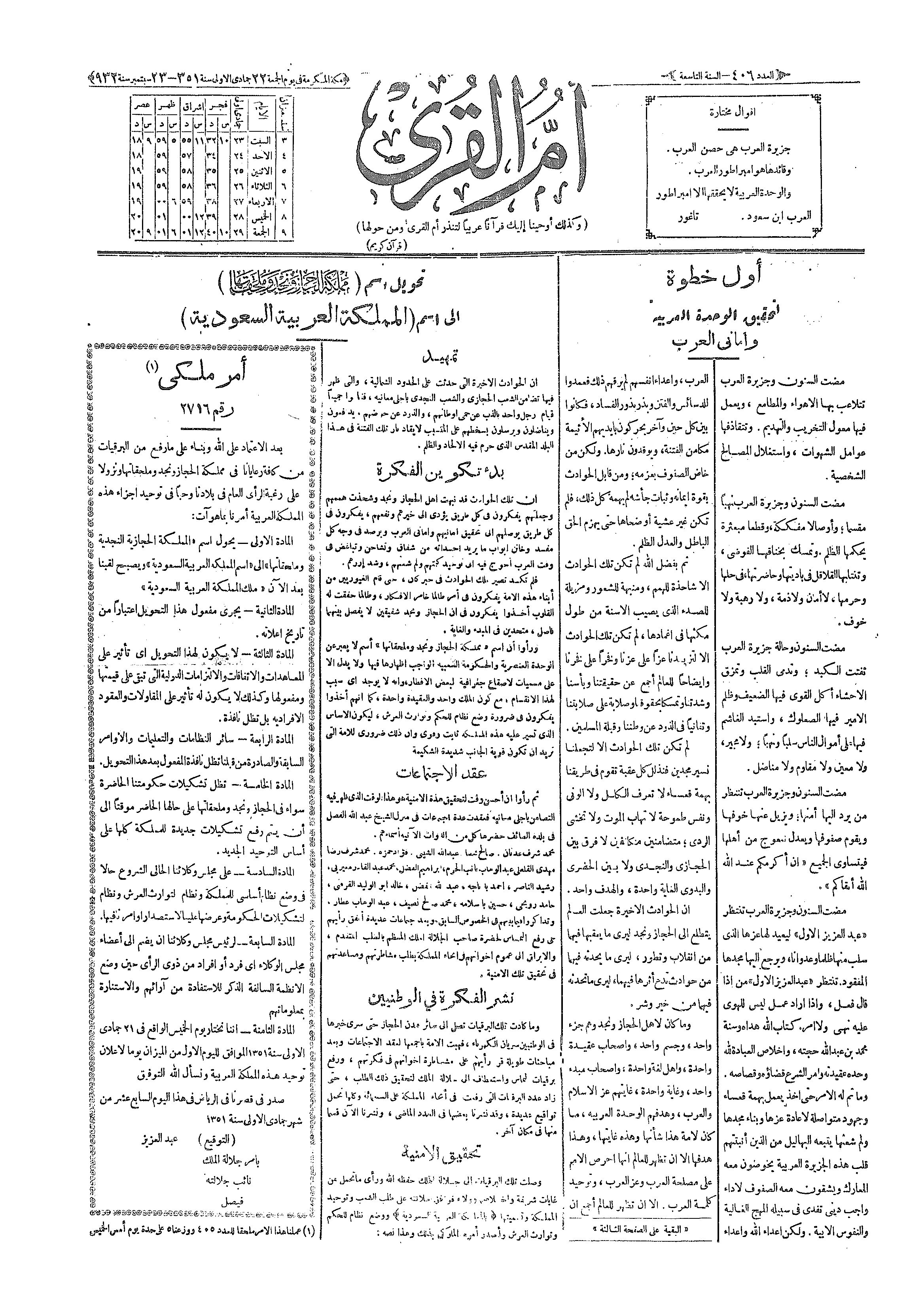
خبر تحويل أسم البلاد إلى المملكة العربية السعودية يتصدر الصفحة الأولى للعدد 406 من صحيفة أم القرى الذي أصدرته في يوم الخميس 22 سبتمبر عام 1932م

ينسب اسم الدولة إلى "سعود بن محمد بن مقرن بن مرخان بن إبراهيم بن موسى بن ربيعة بن مانع المريدي" أمير الدرعية الملقب بسعود الكبير؛ كونه كبير فرع آل مقرن من آل سعود، والجد الأكبر للأسرة الحاكمة اليوم.
كان الشاعر والنسابة والمؤرخ حمد بن محمد بن لعبون (ت: 1260هـ/ 1844م) أول من أطلق على المناطق التابعة لحكم آل سعود اسم "الدولة السعودية الحنفية" وقد ذهب المؤرخ عبد الله بن إبراهيم العسكر إلى القول بأن سبب ربطها هنا بالحنفية ربما قُصد به " نسبتها إلى وادي حنيفة أو نسبتها إلى بني حنيفة، أو إلى الشرع الحنفي السمح"، ثم جاء البريطانيون من بعده وصاروا يشيرون في مراسلاتهم وتقاريرهم التي يبعثونها لحكوماتهم إلى الرجال والقوات التابعة لإبن سعود باسم السعوديين أو القوات السعودية.
وفي 12 جمادى الأولى 1351هـ الموافق 10 أغسطس 1932م انعقد بالطائف اجتماع للعلماء والأعيان وممثلي رعايا المملكة وجمع من المواطنين ورأوا ضرورة تغيير اسم الدولة من مملكة الحجاز ونجد وملحقاتها إلى اسم يُظهر الدولة كوحدة متكتلة وعلى ضوء نتائج ذلك الاجتماع تم تغيير الاسم إلى المملكة العربية السعودية.

## التاريخ

### تاريخ شبه الجزيرة العربية
شبه الجزيرة العربية هي تلك المنطقة الجغرافية التي تقع في جنوب غرب قارة آسيا عند تلاقي قارة آسيا مع قارة أفريقيا. ولها حدود بَحْرِيَّة من الشمال الغربي تتمثل في البحر الأحمر وخليج العقبة، ومن الجنوب بحر العرب ومن الجنوب الشرقي خليج عمان والخليج العربي وتضم شبه الجزيرة العربية من الناحية السياسية حاليا عدة دول هي السعودية واليمن وعُمان والإمارات والكويت وقطر والبحرين والأردن.
وتقدر المساحة الإجمالية للجزيرة العربية بثلاثة ملايين كيلو متر مربع أغلبها مناطق صحراوية غير مستغلة. وقد أثبتت العديد من الدراسات الجيولوجية الحديثة بأن جزيرة العرب كانت قبل حقب زمنية بعيدة واحة خضراء تجري فيها الأنهار وتعج بمظاهر الحياة المتنوعة، الأمر الذي جعل اختيارها مكاناً مناسبًا لحياة الإنسان منذ أقدم العصور. تتمتع أراضي الجزيرة العربية بالكثير من الموارد والخيرات الطبيعية التي أكسبت المنطقة أهمية اقتصادية وجعلت منها محورًا مُهِمًّا يلعب دورا كبيرا وحيويا على الساحة الدولية. تجلت تجليًا أوضح بالاكتشافات النفطية في القرنين الماضيين وتقديرات كبيرة لاحتياطيات النفط داخل أراضيها.

#### التاريخ القديم

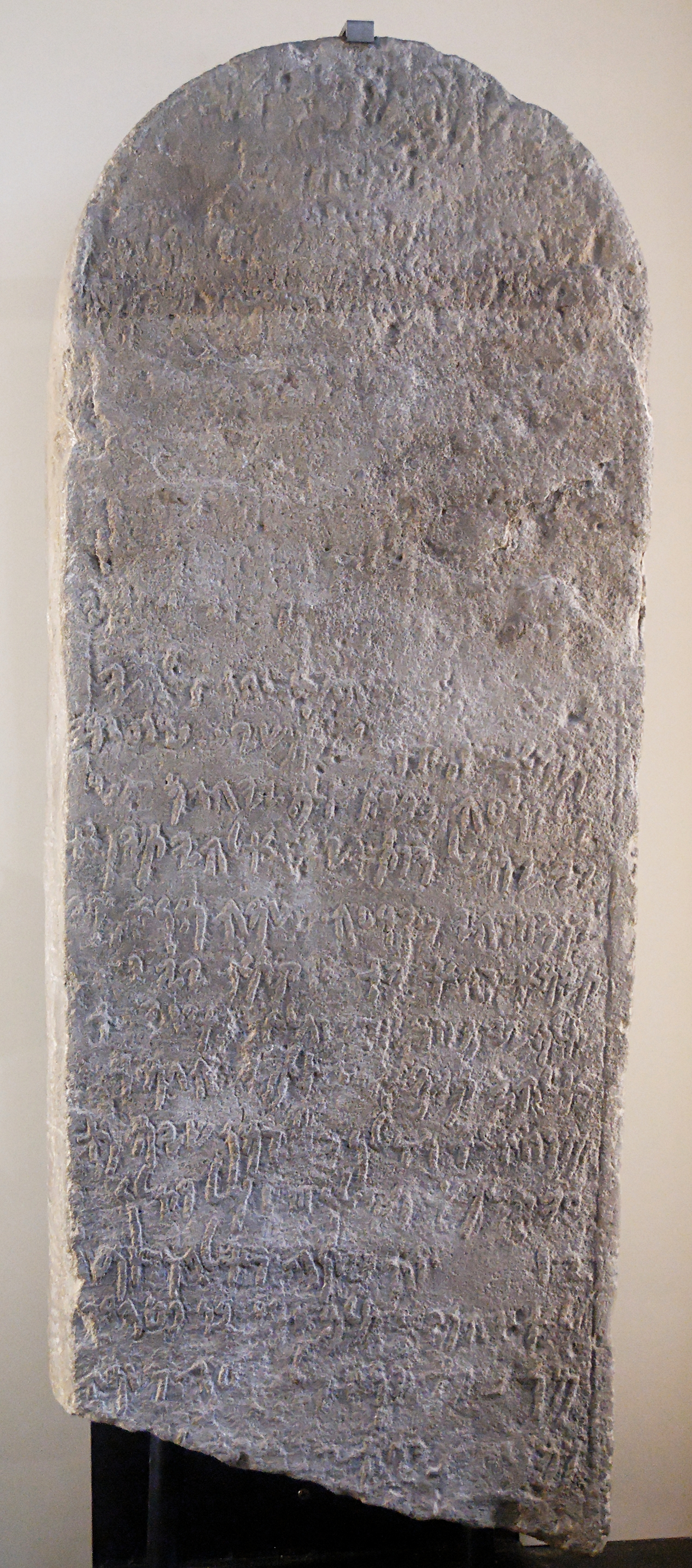
حجر تيماء عثر عليه المستشرق تشارلز هوبر في قصر طليحان في تيماء، وتحوي كتابات آرامية ومشهدًا دِينِيًّا. ويعود تاريخها إلى أكثر من ألفين وستمائة عام، ويعرض الآن في متحف اللوفر.

تميزت شبه الجزيرة العربية بموقعها الذي يتوسط بلاد الشرق الأدنى القديم، ودورها البشري المؤثر في تكوين السلالات الأكثر عددًا بين سكانه الأقدمين، كما كان لها نصيب أيضًا من دور الوساطة والتأثير في بعض خطوط اتصالاته واقتصادياته. تدل الآثار الباقية أن شبه الجزيرة مرت بفترات متعاقبة بداية بما خلفه الإنسان البدائي القديم في العصور الحجرية من أدوات حجرية ورسوم بدائية متفرقة، كما أنها تتضمن أساسًا ما تركته الجماعات العربية المتحضرة في عصورها التاريخية القديمة من آثار معمارية قائمة كبقايا المعابد والأسوار والسدود والحصون والأبراج والمساكن والمقابر، وما عثر على ما تحتويه من آثار متنوعة لأدوات الاستعمال اليومي وأدوات الزينة وفنون النحت والنقش، في مناطق عدة من أنحاء شبه الجزيرة العربية. أشارت الاكتشافات الأثرية إلى وجود أقدم الحضارات التاريخية على مستوى شبه الجزيرة العربية في منطقة نجران، ومن أقدم الحضارات المكتشفة في شبه الجزيرة حضارتي العبيد ودلمون اللتين ازدهرتا في منطقة الأحساء والخليج العربي، حيث اكتشفت أقدم آثار الحضارة الإنسانية، وقد جاء ذكر دلمون في الكتابات المسمارية القديمة التي تعود إلى الألفية الثالثة قبل الميلاد التي وجدت في بلاد الرافدين وشمال سوريا.

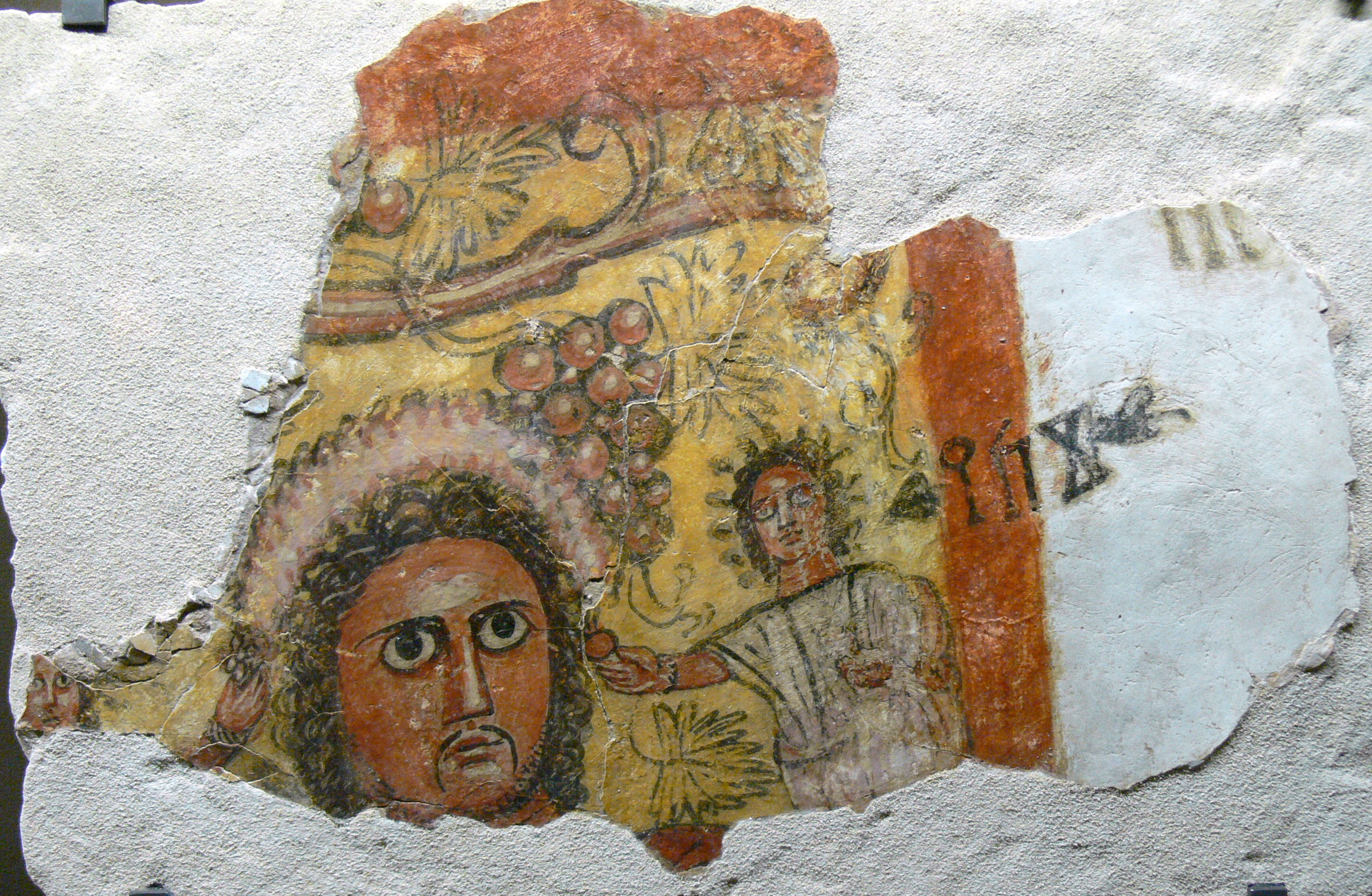
لوحة جدارية وجدت في قرية الفاو تعود لحوالي القرن الأول / الثاني للميلاد.

من الحضارات التي ازدهرت في شبه الجزيرة، حضارة قوم عاد الذين سكنوا شبه الجزيرة العربية، ويقول الباحثون أن مساكن عاد كانت في الأحقاف الواقعة في جنوب الربع الخالي. ومن الحضارات التي ظهرت في شبه الجزيرة أيضاً حضارة قوم ثمود التي تعد من ضمن الحضارات البائدة التي تألفت من قبائل وعشائر متعددة. وقد بلغت حَدًّا عظيمًا من المدنية والازدهار في شمال الجزيرة العربية، واتفق بعض المؤرخون المسلمون على أن أهم ديارهم كانت بوادي القرى فيما بين الحجاز والشام، وقد وجدت آثار لهم في مدينة العلا بين المدينة المنورة وتبوك وكانوا بعد قوم عاد، وقد تميزوا كونهم ينحتون بيوتهم في الجبال.
ازدهرت كذلك حضارة مدين، وهم الذين أرسل الله إليهم نبيه شعيب عليه السلام، ليأمرهم بعبادة الله تعالى. وتعود حضارتهم إلى ما قبل القرن الثالث عشر ق.م وانتشرت في إقليم يمتد إلى الشرق والجنوب الشرقي من خليج العقبة، ويتوقع وصولها حين فترة ازدهارها إلى حدود منطقة ما يعرف الآن العلا شمال الحجاز وكان لهم شأن كبير في السيطرة على طرق التجارة.
كما توجد الكثير من الحضارات التي توالت في شبه الجزيرة العربية، حيث ازدهرت مملكة معين التي قامت على ضفتي وادي جوف وهي المنطقة السهلية الواقعة بين نجران وحضرموت، التي تميز أهلها في فنون العمارة والزخرفة، التي وضعت فنون الحضارة المعينية في مركز رفيع يضاهي فنون حضارات مراكز الشرق القديم في مصر وبلاد الرافدين، كما برعوا في الزراعة والصناعة واشتهروا أيضاً بالتجارة، وامتد نفوذهم إلى بعض المناطق في شمال الجزيرة العربية وخارجها، وتعود إليهم نقوش قديمة عُثر عليها في مدينة العلا قرب وادي القرى. وقد ازدادت شهرة الحضارة المعينية حتى وصلت إلى مراكز حضارات العالم القديم، وكتب عنها الكلاسيكيون من اليونان والرومان والبعثات الأثرية الإيطالية والفرنسية التي قامت بأعمال تنقيب في مواقع من أرض الجوف كشفت عن نتائج علمية تشير أن الدولة المعينية عاصرت مرحلة ازدهار مملكة سبأ وكانت أحياناً تابعة لها وأحياناً أخرى تعمل عَمَلًا مُسْتَقِلًّا عنها، وإضافةً إلى هذه الحضارات التي قامت على أطراف شبه الجزيرة العربية تلك التي ظهرت في وسطها وهي حضارة قبيلتي طسم وجديس إحدى قبائل العرب البائدة التي سكنت إقليم اليمامة، وهو إذ ذاك كما جاء في إحدى المصادر "من أخصب البلاد وأعمرها وأكثرها خيرًا، لهم فيها صنوف الثمار ومعجبات الحدائق والقصور الشامخة، ثم فنت لأسباب غير معروفة فخلفتها في سكنى المنطقة قبيلة بنو حنيفة.
مؤخراً وتحديداً في نوفمبر 2024م قامت الهيئة الملكية لمحافظة العلا وعلماء آثار بالإعلان عن اكتشاف مدينة النطاة الأثرية شمال غربي شبه الجزيرة العربية والتي يعود تاريخها إلى أكثر من 4000 عام، حيث كانت مأهولة بالسكان في العصر البرونزي حوالي 2400 قبل الميلاد.

#### التاريخ الإسلامي

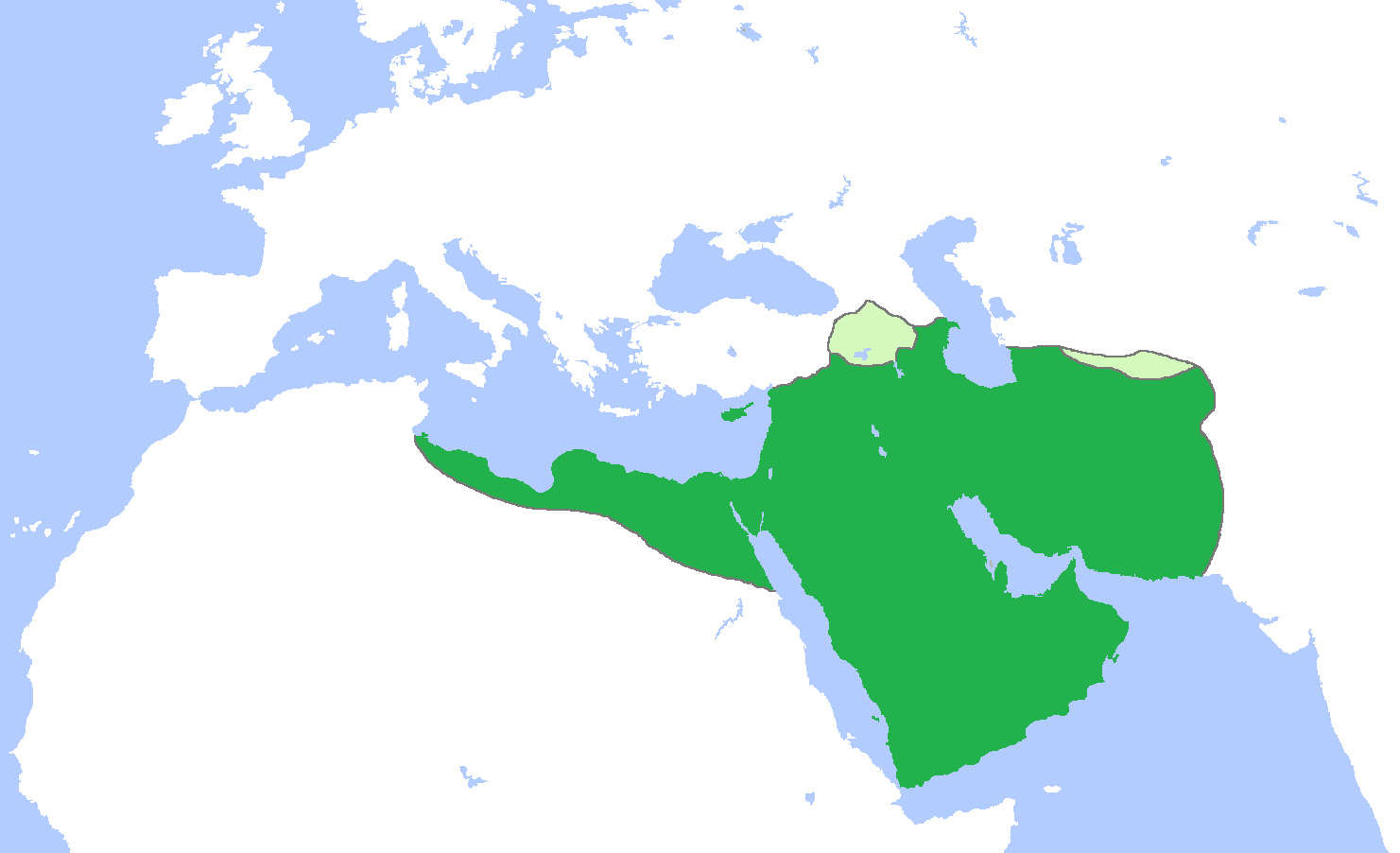
دولة الخلفاء الراشدين في أقصى اتساعها سنة 654م.

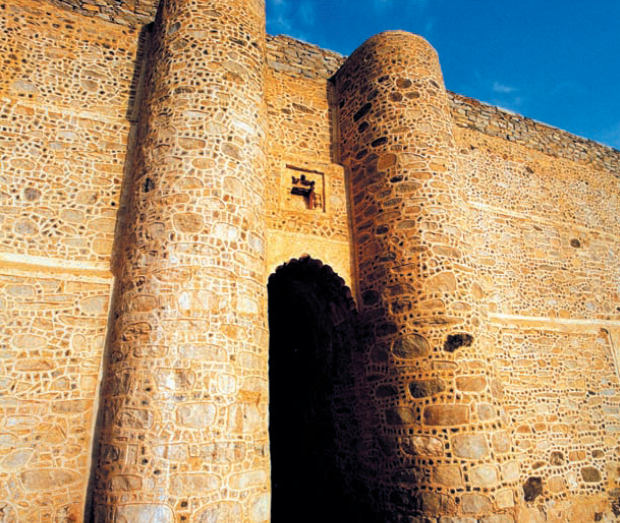
عين زبيدة في مكة، بنيت في عهد هارون الرشيد بطلب من السيدة زبيدة، وأعيد ترميمها عام 979 هـ في عهد سليمان القانوني.

بعد أن ظلت شبه الجزيرة العربية فترة من الاضطرابات وعدم الاستقرار الاقتصادي والسياسي وبادت كثير من القبائل العربية أو وقعت في الأسر أو اضطرت إلى هجر مواطنها الأصلية، جاء العصر الذهبي للحضارة العربية مع ظهور الإسلام، حيث بُعِث رسول الإسلام محمد في شبه الجزيرة العربية، لينتشر الإسلام فيها واستمرت الدعوة إلى أن وصلت خارجها شرقًا وغربًا، والذي ميّز الحضارة الإسلامية أنها لم تقم على التمييز العنصري لفئة أو جماعة معينة، الأمر الذي هيأ بيئة مناسبة لتنوع الإبداع لدى مختلف الشعوب الإسلامية.
اتخذت الدولة الإسلامية من المدينة المنورة عاصمة لها وتوسعت حدودها في عهد النبي محمد وفي عهد خلفائه الراشدين لتشمل كافة أنحاء شبه الجزيرة العربية ثم اتجهت إلى خارجها، ولكن شبه الجزيرة لم تخلوا من أحداث مثيرة وخاصة تلك التي حصلت بعد وفاة النبي محمد، أبرزها حروب الردة التي وقعت في عهد أبو بكر الصديق والتي قام فيها بالقضاء على المرتدين عن الإسلام. ثم انتقل مركز الخلافة بعد عهد الخلفاء الراشدين إلى دمشق خلال فترة حكم الدولة الأموية، وكانت شبه الجزيرة في تلك الفترة تابعة للدولة الأموية التي اعتمدت على دعم القبائل العربية وعملوا على ترسيخ مبادئ الإسلام في البلاد التي فتحوها وازدهرت العلوم في العصر الأموي، وجاء من بعدها الدولة العباسية والتي انتقل فيها مركز الخلافة من دمشق إلى بغداد ليعزز من مكانة الخليج العربي كطريق بحري للتجارة مع الصين وبلدان أفريقيا الشرقية، وذلك على حساب طريق التجارة عبر البحر الأحمر، ولكن سيطرة الدولة العباسية لم تستمر على شبه الجزيرة العربية استمرارًا كاملًا سوى مائة عام. وقد شجع الخلفاء العباسيون الأوائل الحج إلى مكة من خلال تحسينهم لطرق المواصلات وتأمين السلامة.

الحرم المكي عام 1709م

شهدت الأوضاع في شبه الجزيرة العربية بعد ذلك تدهورًا واضطرابًا مع تفكك الخلافة العباسية وعجزها عن السيطرة على أرجاء الدولة، ثم دخولها مع الفاطميين في صراع طويل من أجل السيطرة على الحجاز وعندما أنهى صلاح الدين الأيوبي الدولة الفاطمية في مصر، استطاع أن يفرض سيطرته على الحجاز باسم الخلافة العباسية. ثم امتد سلطان المماليك على هذه البلاد من عام 650 هـ/ 1235م حتى عام 923 هـ/ 1517م، حيث تسلم العثمانيون الخلافة بعد ذلك. وقد كان للعثمانيين نفوذ اسمي على بعض أقاليم شبه الجزيرة العربية خاصةً الحجاز، إضافة إلى ذلك فإن البرتغاليين كانوا يهاجمون حدود شبه الجزيرة وخصوصاً من ناحية الخليج العربي، في الوقت الذي كانت فيه الدولة العثمانية تحارب الجبهة الأوروبية ضد النمسا وروسيا، والجبهة الشرقية ضد الأسرة الصفوية في فارس. حينها كان الضعف قد دَبَّ في الدولة العثمانية، فأخذ الولاة يتمردون على سلطتها ويميلون عنها ويطلبون الاستقلال. في أواسط القرن التاسع الهجري/ الخامس عشر الميلادي هاجر الجد الأكبر لأسرة آل سعود مانع بن ربيعة المريدي من جوار القطيف إلى نجد حيث استقر وقام بتأسيس مدينة الدرعية.

### التاريخ الحديث

#### الدولة السعودية الأولى

علم الدولة السعودية الأولى (إمارة الدرعية).

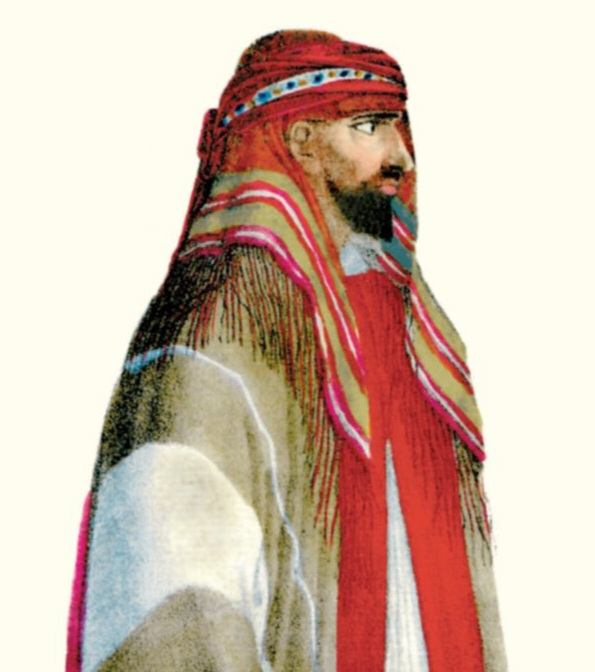
رسم يصور آخر أئمة الدولة السعودية الأولى، عبد الله بن سعود الكبير

قامت الدولة السعودية الأولى في الفترة (1139 - 1233 هـ / 1727 - 1818م)، بعد أن كانت شبه الجزيرة العربية في أوائل القرن الثاني عشر الهجري الموافق للثامن عشر الميلادي تعيش حالة من التفكك وانعدام الأمن مما أوجد حالة من الفوضى وعدم الاستقرار السياسي والاجتماعي، إضافة إلى انتشار البدع والخرافات، فَمَهَّدَ هذا الأمر لعمل تحالف بين أمير الدرعية محمد بن سعود وبين محمد بن عبد الوهاب. كان محمد بن سعود قد تولى إمارة الدرعية في 1139 هـ / 1727م، بعد مقتل أميرها زيد بن مرخان بن وطبان، وأسس إمارة أصبحت فيما بعد انطلاقة لتأسيس الدولة السعودية الأولى. عمل محمد بن عبد الوهاب على تصحيح العقيدة وتطبيق الشريعة الإسلامية وتحقيق التوحيد، بينما يرى خالد الدخيل أن ضعف الرابطة القبلية في نجد حينها وظهور ممالك المدينة المستقلة الصغيرة كانت دافع محمد بن عبد الوهاب لنشر دعوته بغية توحيد هذه المناطق وإخراجها من حالة التدهور السياسي والاجتماعي وليس انتشار الشرك.
بدأ محمد بن سعود بدعوة القبائل البدوية القريبة واستطاع من خلال الغارات المتواصلة إخضاع عدد من تلك القبائل. وتوفي محمد بن سعود بعد عام واحد وتولى ابنه عبد العزيز قيادة الجيش، وقد استطاع ضم الرياض بعد سبعة وعشرين عامًا من الاقتتال، وأخضع الأحساء والبريمي إلى دولته، ووصل إلى كربلاء، كما استولى على ولايات الساحل المتصالح، وقد خاض عدة معارك مع شريف مكة الذي اضطر إلى عقد معاهدة سلام مع بن سعود عام 1798م / 1213 هـ بعد هزيمته، إلا أن ابن سعود نقض العهد عام 1801م / 1216 هـ وسيطر على الطائف ومكة وجدة إلى أن تم اغتياله عام 1803م / 1218 هـ.

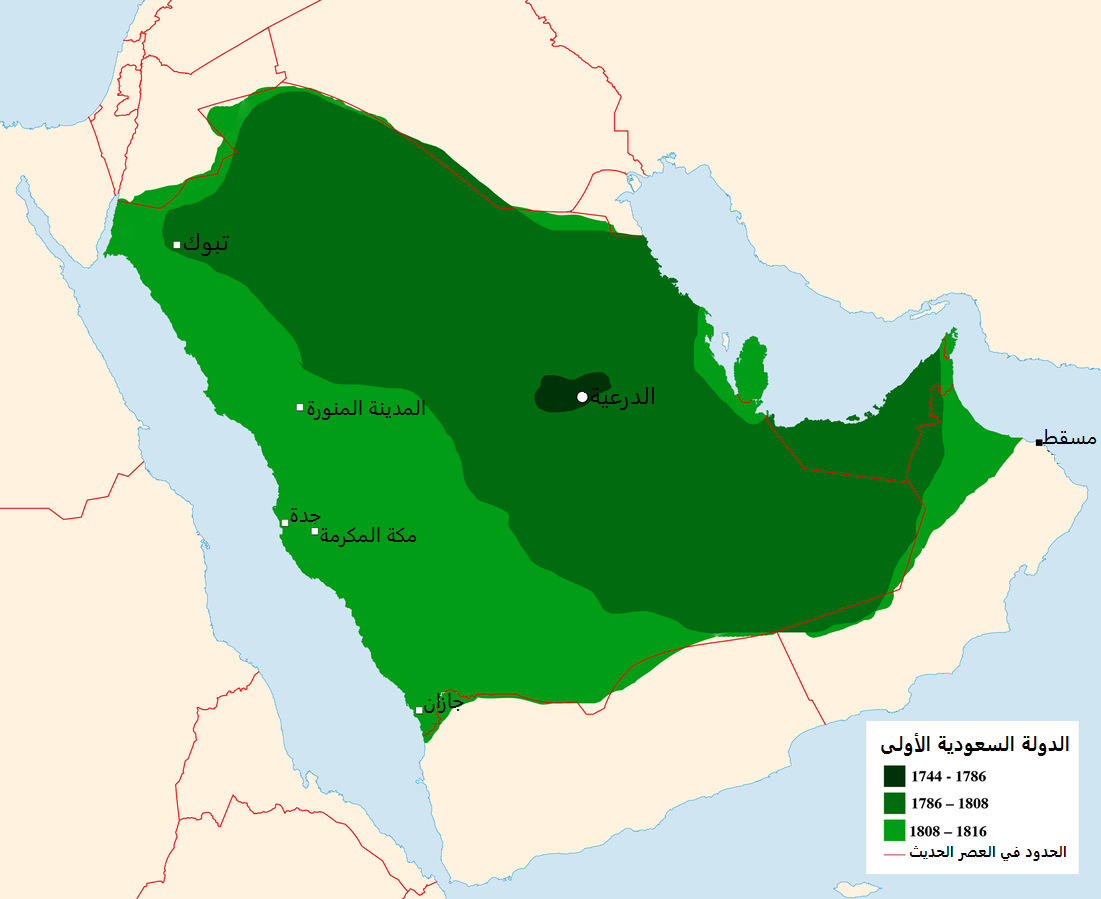
الدولة السعودية الأولى في أقصى توسع لها عام 1816م.

لاحقًا تمكن ابنه سعود الكبير من إخضاع المدينة المنورة الذي هدم عددًا كبيرًا من الأضرحة مشيًا على تعاليم الدين الإسلامي، فاضطرب موسم الحج في تلك الفترة مما حدا بمحمد علي باشا إلى التدخل وإرسال ابنه طوسون باشا الذي نزل ينبع وتوجه منها صوب المدينة وفي منتصف الطريق هُزم في معركة وادي الصفراء في 1812م / 1227 هـ، مما أجبره على التراجع والعودة إلى ينبع طلبا للتعزيزات من والده، ثم عاد ليخرج قوات سعود الكبير من مكة والمدينة في نفس العام، وبعدها أرسل محمد على باشا ابنه إبراهيم باشا كقائد للحملة المصرية ضد آل سعود، وخاض عدة معارك في نجد في الفترة ما بين 1816م / 1231 هـ و1819م / 1232 هـ. إلا إن عائلة آل سعود لم تنته، وتولى عبد الله بن سعود الكبير القيادة في وضع حَرِج، ودخل في معارك مع قوات إبراهيم محمد علي باشا الذي خلف طوسون وكانت أوامر محمد علي باشا بتدمير مركز بن سعود، وكانت المسافة بين المدينة والدرعية قرابة 650 كم من الصحراء، فأراد عبد الله بن سعود استغلال الجغرافيا الصعبة لصالحه، فوزّع جيشه على شكل وحدات صغيرة في قرى نجد أملاً في تجاوز الهوة العددية بينه وبين قوات إبراهيم باشا، لكن إبراهيم باشا فَطِن لذلك وقام بتدمير وتسوية كل القرى النجدية التي أبدت مقاومة لقواته بالأرض إلى أن وصل عام 1819م / 1232 هـ إلى الدرعية وقام بهدم أسوارها، وعمل على أسر عبد الله بن سعود وعدد كبير من عائلته وأنصاره بعد حصار دام ستة أشهر، وبذلك انتهت الدولة السعودية الأولى.

#### الدولة السعودية الثانية

علم الدولة السعودية الثانية استخدم ذات علم الدولة الأولى.

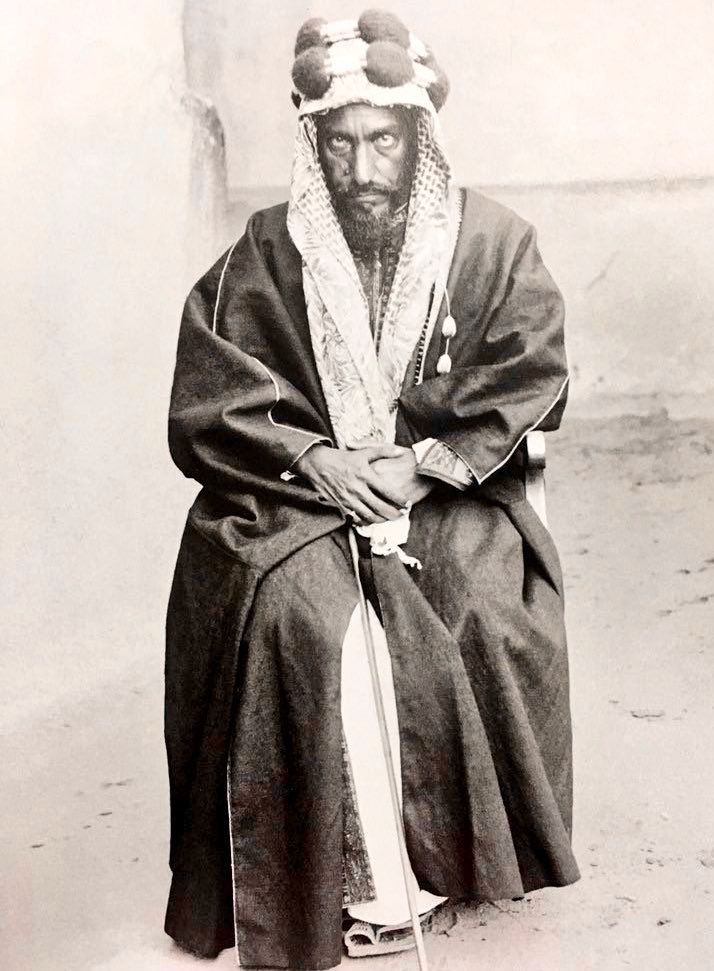
عبد الرحمن بن فيصل بن تركي آخر أئمة الدولة السعودية الثانية.

امتدت ما بين عامي (1240- 1309هـ/ 1824- 1891م)، ففي شهر مايو سنة 1233هـ/ 1818م غادر إبراهيم باشا نجدًا بأمر من والده محمد علي. وقد جرت محاولات لإعادة بناء دولة نجدية أولاها محاولة محمد بن مشاري آل معمر والذي أعاد إعمار الدرعية وانتقل إليها، لكنه لم يستمر طويلاً حيث استطاع مشاري بن الإمام سعود العودة إلى الدرعية بعد الفرار من السجن، وحاول ابن معمر محاربته ولم يستطع فبايع لمشاري ثم أهل سدير والمحمل وحريملاء وأهل الدرعية والكثير من أهل الوشم. بعد ذلك عاد بعض أفراد آل سعود الهاربين وأمر مشاري بالغزو وحارب أهل السلمية واستولى عليها وعلى اليمامة، ثم ذهب إلى الدلم حيث بايعه صاحبها ثم عاد إلى الدرعية.
بعد ازدياد قوة مشاري تم إبلاغ السلطان العثماني بذلك، وانتقل ابن معمر إلى سدوس ليحشد ضد مشاري، فقام لاحقًا بتحريك جيشه إلى الدرعية والقبض على مشاري. ثم تحرك إلى الرياض للقبض على تركي بن عبد الله الذي استطاع الهرب ثم مباغتة قوات ابن معمر في ضرمى، ومنها اتجه إلى الدرعية فقبض عليه وأخذه إلى الرياض حيث حبسه مع ابنه للضغط على عشيرته في سدوس ليعيدوا مشاري، وكانوا قد سلموه إلى الترك، فأمر تركي بقتلهما. لكن تركي لم يستطع البقاء في الرياض لعودة القوات المصرية إليها فهرب مرة أخرى.
بعد خروج القوات المصرية عاد تركي إلى عرقة، ثم انضم إليه أمير الوشم ثم سويد صاحب جلاجل ومن معه، وأعلن تركي الحرب وإخراج من تبقى من الترك من الرياض لكن سويد انسحب، وحاصر الأتراك تركي في عرقة ولكنهم اضطروا للانسحاب. بعد ذلك قام تركي بمهاجمة ضرما والاستيلاء عليها. ثم كاتب أهل سدير فبايعوه ثم بايعه أهل جلاجل والزلفي ومنيخ والغاط ثم أهل حريملاء. بعد ذلك قرر تركي طرد الحامية التركية الوحيدة المتبقية في الرياض ولكنه لم يستطع لمعاونة فيصل الدويش لهم، وعندما انسحب الدويش حاصر تركي الرياض مرة أخرى فاستسلمت الحامية العسكرية وغادرت. بعد ذلك اختار تركي الرياض عاصمة له وأعاد بناء أسوارها وبناء جامعها.
بعد معركة السبية توجه تركي بجيوشه إلى الأحساء وبايعه أهلها وأقام فيها أربعين يومًا، فوفد عليه أهل القطيف وأهل عُمان من رأس الخيمة وبايعوه ثم استطاع أن يخضع سلطان مسقط وشيخ البحرين. عاش تركي حتى اغتيل على يد ابن أخته مشاري بن عبد الرحمن والذي استولى على الحكم حتى قتله فيصل بن تركي بعدما حاصر القصر واقتحمه.
حاولت مصر بعد ذلك شن حرب على عسير واختارت خالد بن سعود الكبير ليتولى شؤون الدولة بدلاً من فيصل، فانتهت فترة حكمه الأولى بالأسر والنفي إلى مصر. ولكن خالد لم يستمر طويلاً في الحكم فقد انتفض عبد الله بن ثنيان آل سعود ضده، كما استطاع فيصل الهروب من سجن القلعة بمعاونة عباس حلمي الأول.
استطاع فيصل بعد هروبه وعودته إلى نجد أن يأسر عبد الله بن ثنيان ويعيد الحكم له لتبدأ ولايته الثانية. في هذه الفترة كان فيصل يوطد حكمه في أرجاء الدولة وأخذت قوة آل الرشيد تزداد. أصيب فيصل في آخر حياته بالعمى وأصبح ابنه عبد الله يتولى إدارة شؤون الدولة بمشورة أبيه.
بعد وفاة فيصل تولى ابنه عبد الله الحكم وبايعه الناس، لكن أخاه سعود شن حربًا ضده استمرت عشر سنين. انتقل سعود إلى نجران حيث ساعده رئيسها في جمع ما يحتاجه من الرجال، وانطلق بجيشه إلى الرياض، لكنه هُزِم من قِبَل الجيش الذي كان قد جهّزه عبد الله بقيادة أخيه محمد مما أدى إلى هروبه إلى الأحساء. لاحقًا بعد أن استعاد سعود قوته، جهز جيشًا آخر استطاع به هزيمة أخيه محمد وأسره ثم توجه إلى الرياض، لكن أهلها ثاروا عليه بقيادة عمه وهزموه فعاد عبد الله إليها.
حاول سعود بعد ذلك دخول الرياض مرة أخرى ونجح في ذلك، حيث هرب عبد الله إلى قرب الكويت. بعد ذلك قام سعود بمحاربة عتيبة وانهزم أمامهم وقتل كثير من أتباعه. في نفس الوقت استطاع عبد الرحمن بن فيصل العودة من العراق، وعندما وصل الرياض وجد أخاه سعود خارج الرياض وقد أصابه المرض وتوفي مريضاً، فتولى عبد الرحمن الحكم، فقام عبد الله بعد ذلك بهزيمة عبد الرحمن والعودة إلى الحكم.
في خضم هذه الحرب زادت شوكة آل الرشيد حكام إمارة جبل شمر وتحارب محمد بن عبد الله الرشيد مع قوات عبد الله بن فيصل في أم العصافير وانهزم فيها وقُتل الكثير من أتباعه. بعد هذه الهزيمة تفاوض الاثنان وحصلت بينهم هدنة. قام بعد ذلك أبناء سعود بن فيصل بالتحرك بجيوشهم تجاه الرياض وقبضوا على عمهم، فتذرع ابن رشيد بذلك وتوجه بجيشه إلى الرياض وتصالح مع أبناء سعود على أن يخرجوا من الرياض ويطلقوا سراح عمهم عبد الله، وبعد ذلك أصبحت الرياض تحت سيطرة آل الرشيد، وعُين سالم بن سبهان أميرًا عليها والذي قام بقتل ثلاثة من أبناء سعود الأمر الذي أغضب آل سعود وابن رشيد فقام بعزله.
سمح ابن رشيد لعبد الله وأخيه عبد الرحمن بالعودة إلى الرياض، لكن عبد الله توفي وزادت مخاوف ابن رشيد من محاولة عبد الرحمن استعادة السلطة فأرسل سالم مرة أخرى لكن عبد الرحمن خدعه وأصابه بجراح وقتل كثيرًا ممن معه، ففاوض ابن رشيد أهل الرياض على أن يكون عبد الرحمن إمامًا على العارض والخرج وأن يطلق سراح سالم مقابل سراح آل سعود الموجودين في حائل. بعد ذلك توجه ابن رشيد لمحاربة أهل القصيم والذين هُزِموا في معركة المليداء. لمّا علم عبد الرحمن بذلك خرج من الرياض لكنه تلقى تشجيعاً بالعودة، وعندما التقى بجيش ابن رشيد انهزم أمامهم في حريملاء.
بعد ذلك عاش عبد الرحمن في البادية ثم انتقل إلى قطر ثم إلى الكويت، وكانت نهاية الدولة السعودية الثانية بمعركة حريملاء.

#### التاريخ المعاصر

علم المملكة العربية السعودية

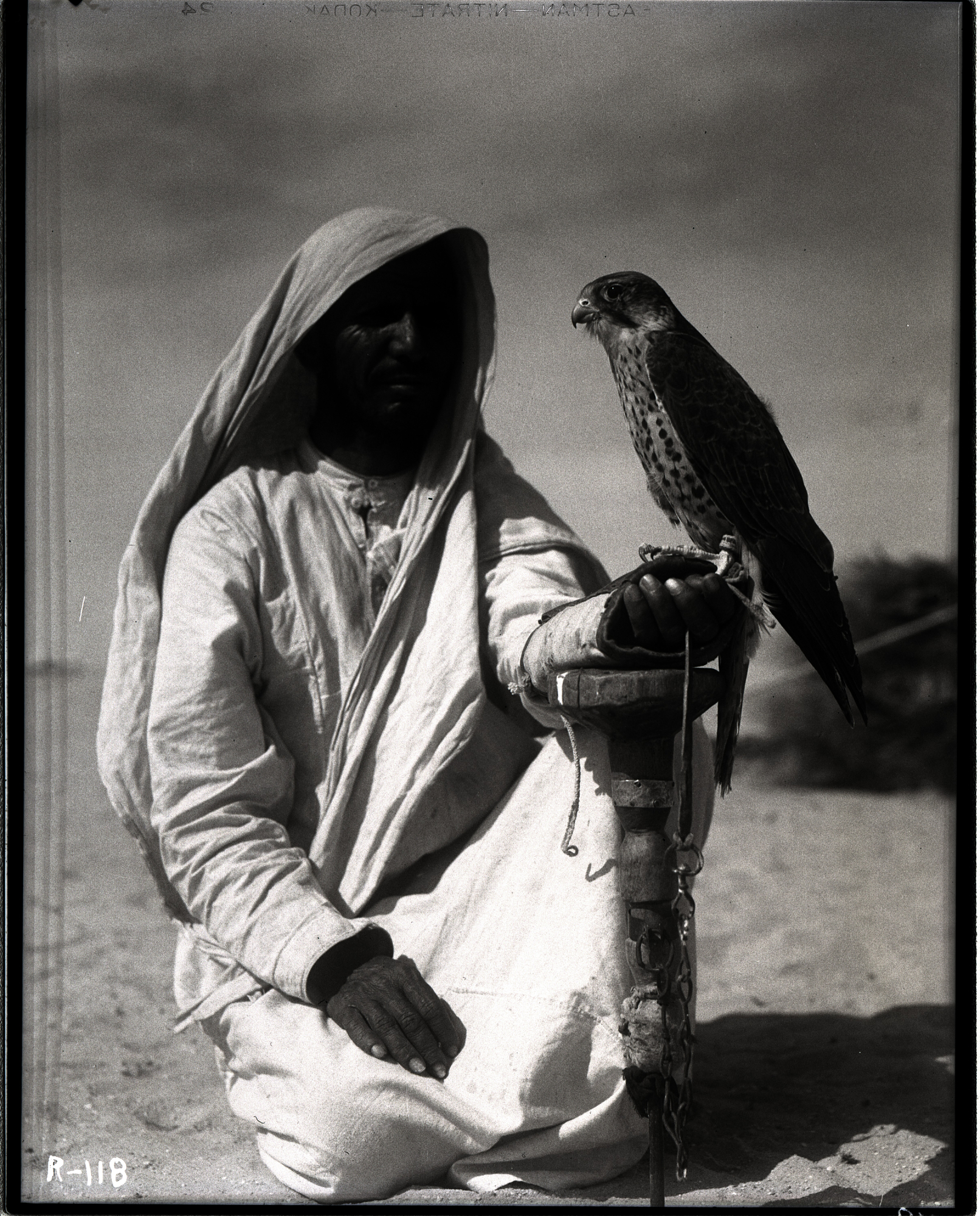
صياد سعودي مع صقر على ذراعه عام 1935م.

فقد آل سعود سلطتهم في نجد وغيرها من مناطق الجزيرة العربية في أعقاب سقوط الدولة السعودية الثانية إلاّ أنّ مقومات قيام الدولة السعودية الثالثة ظلت موجودة، لكنها خامدة تحتاج إلى من يحركها. فظل الولاء في نجد يزداد ازديادًا تدريجيًّا لآل سعود وهم في الغربة والمنفى، خاصة كلما شعروا بسوء إدارة آل رشيد وشدتهم في التعامل مع المجتمع النجدي. وظل عدد كبير من أهالي نجد يرون بأن حكم آل سعود حكم نجدي محلي في المقام الأول، وأن آل سعود هم رمز للاستقلال الوطني ولابد من دعمهم ومؤازرتهم، خاصة عندما تأكدوا من تبعية آل رشيد للدولة العثمانية وولائهم لها، وهي الدولة التي قادت ضد نجد حملات عسكرية كثيرة أساءت كثيرًا إلى علاقة تلك الدولة بسكان نجد وغيرها من أقاليم الجزيرة العربية الأخرى.

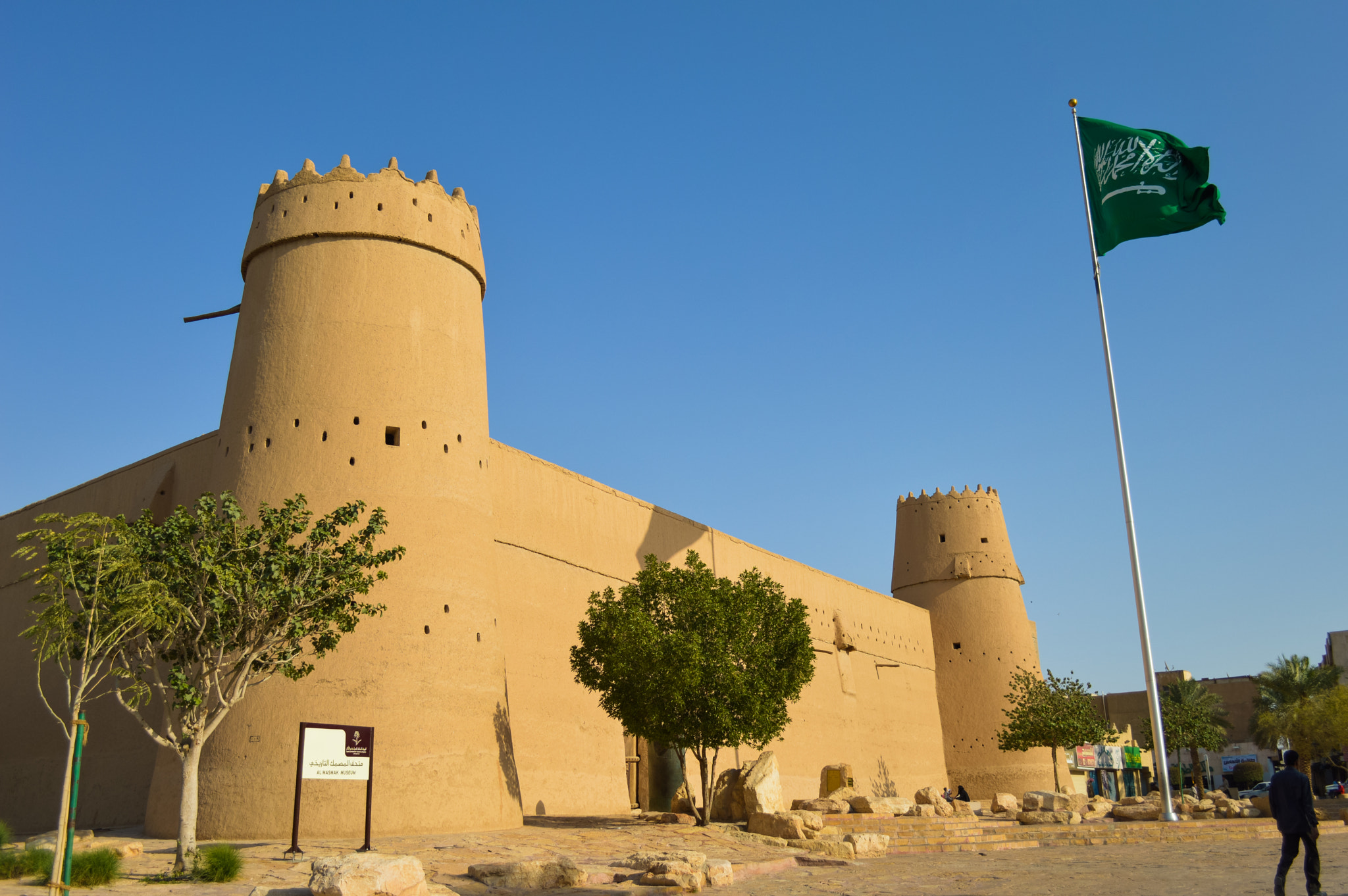
قصر المصمك في العاصمة الرياض

الدولة السعودية الثالثة في أقصى اتساعها عام 1921

استفاد آل سعود كثيرًا من إقامتهم في الكويت وقتذاك، حيث منها بدأت تحركاتهم السياسية وغير السياسية لاستعادة أمجاد حكمهم الذي فقدوه. وأكدت الدولة العثمانية لآل صباح أن آل سعود قوة لا يستهان بها في حال بروز أطماع محمد بن رشيد، أو محاولته الاستقلال عن الدولة العلية، أو الاتصال بالقوى السياسية الأجنبية ذات السيادة في الخليج. اتجه الأمير عبد العزيز بن عبد الرحمن بن فيصل آل سعود ومن معه صوب الرياض لمعركة استرداد الرياض وكان له ذلك بعد أن هزم قوات آل رشيد في قصر المصمك، عندما تتابع رجال عبد العزيز في دخول القصر، فاضطر باقي رجال الحماية إلى الاستسلام. ونودي، في الرياض، أن الحكم لله، ثم لعبد العزيز بن عبد الرحمن بن فيصل آل سعود. وبذلك خطا عبد العزيز خطوته الأولى، لاستعادة حكم آبائه وأجداده، ومن ثم، توحيد معظم أجزاء شبه الجزيرة العربية. وفي ذلك التاريخ، 5 شوال 1319هـ / 15 يناير 1902م، بدأت الدولة السعودية الثالثة.
ثم شرع عبد العزيز آل سعود في توحيد مناطق نجد تدريجيًا فبدأ في الفترة (1320هـ ـ 1321هـ / 1902 ـ 1903م) بتوحيد المناطق الواقعة جنوب الرياض بعد انتصاره على ابن رشيد في بلدة الدلم القريبة من الخرج، فدانت له كل بلدان الجنوب، الخرج والحريق والحوطة والأفلاج وبلدان وادي الدواسر.
بدأت الدولة السعودية الثالثة في (5 شوال 1319هـ / 15 يناير 1902م)، على يد مؤسسها عبد العزيز بن عبد الرحمن بن فيصل آل سعود في جهود لتوحيد البلاد في إطار دولة سعودية حديثة تعيد المناطق والأقاليم التي كانت تابعة للدولة السعودية الأولى والثانية. وظلت حتى عام 1340 هـ / 1921 في حروب شبه مستمرة مع إمارة حائل إلى أن سقطت إمارة جبل شمر في (29 صفر 1340هـ / 2 نوفمبر 1921م)، على يد قوات عبد العزيز بن عبد الرحمن بن فيصل آل سعود النجدية الذي بدوره أنهى بعد عدة مناوشات مع قوات آل رشيد حكم أسرة آل رشيد في حائل والجزيرة العربية، إعلان قيام سلطنة نجد. والتي ابتدأت بتعيين الامام فيصل بن تركي آل سعود لعبد الله بن رشيد واليا على حائل مكافأة له على مشاركته واصابته أثناء محاصرة مشاري بن عبد الرحمن بالرياض على إثر اغتياله للإمام تركي بن عبد الله. حتى 1340 هـ / 1921 عندما أعلن عبد العزيز بن عبد الرحمن بن فيصل آل سعود نفسه سلطانا على نجد لتأسيس سلطنة نجد التي ظلت قائمة حتى إعلان قيام المملكة العربية السعودية عام 1351 هـ / 1932.
في صيف عام 1339هـ / 1921م، عقد مؤتمر في الرياض، حضره العلماء والرؤساء، من أهل نجد، وقرروا أن يتخذ حاكم نجد، الأمير عبد العزيز بن عبد الرحمن بن فيصل آل سعود، ومن يخلفه، لقب «سلطان». وكتب الأمير عبد العزيز كتابًا إلى المفوض السامي البريطاني، يخبره بذلك واعترفت الحكومة البريطانية، في 27 ذو الحجة 1339هـ / 2 سبتمبر 1921م، لابن سعود، ومن يخلفه من ذريته، بلقب «سلطان نجد».

##### المملكة العربية السعودية
كان الملك عبد العزيز آل سعود أول ملك للسعودية بشكلها الحديث وذلك بعد توحيد مناطقها تحت مسمى المملكة العربية السعودية في 21 جمادى الأولى 1351 هـ الموافق 23 سبتمبر 1932 واتخذ لقب «جلالة ملك المملكة العربية السعودية»، وفي عام 1352هـ / 1933 عيّن ابنه الأكبر سعود بن عبد العزيز وليّاً للعهد بعد الموافقة وأخذ البيعة له، وقد كان يسانده في أمور الدولة، وفي الحجاز كان ينوب عنه ابنه فيصل بن عبد العزيز. استمر عبد العزيز في الحكم إلى أن توفي في الطائف سنة 1373 هـ / 1953.
بعد وفاة الملك عبد العزيز تمت مبايعة ابنه سعود ملكاً سنة 1373هـ (1953م)، وفي عهده تمت العديد من الإصلاحات الداخلية والمشروعات العمرانية من أهمها، إنشاء مجلس الوزراء وإسناد رئاسته إلى فيصل بن عبد العزيز، والنهضة التعليمية التي تم فيها تحويل مديرية المعارف إلى وزارة المعارف وعيّن فهد بن عبد العزيز وزيرًا للمعارف، وعمل على توسعة المسجد النبوي الذي اعُتمد مشروعه في عهد الملك عبد العزيز، ثم توسعة المسجد الحرام. أما فيما يتعلق بالإعلام فقد عمل على إنشاء المؤسسات الصحافية الأهلية، وأنشأ العديد من الإذاعات، كما أنشأ وزارة الإعلام سنة 1381 هـ وأسس التلفزيون في 1383 هـ. في 1383 هـ (1964م) مرض الملك سعود ولم يعد قادرًا على التصرف في شؤون الحكم الأمر الذي استوجب عزله في 1384 هـ، وتعيين أخاه فيصل بدلاً عنه، وفي 1388 هـ (1969م) توفي الملك سعود في أثينا باليونان.
بعد أن تولى الملك فيصل الحكم عمل على أمور عدة أبرزها، العمل على ضم جامعة الملك عبد العزيز الأهلية إلى الدولة وتحويل الكليات والمعاهد العلمية إلى جامعة أصبحت فيما بعد جامعة الإمام محمد بن سعود الإسلامية، كما عمل على تحويل كلية البترول إلى جامعة البترول والمعادن. في عهده كانت تدور الصراعات العربية الإسرائيلية وفي حرب العاشر من رمضان 1393 هـ الموافق السادس من أكتوبر 1973م حيث كانت السعودية إحدى الدول المشاركة في الحرب، وأمر بقطع إمداد البترول عن الدول المؤيدة لإسرائيل، فكان مساندًا لتلك القضية ماديّاً ومعنويًا إلى أن قُتِل سنة 1395 هـ (1975م).
في عام 1395 هـ / 1975 تولى الملك خالد الحكم، فشهدت المملكة في عهده تطورًا ملحوظاً في البناء والتنمية، وترأس العديد من المؤتمرات المحلية والإقليمية في شتى المجالات السياسية والاقتصادية والاجتماعية، وترأس عدة مؤتمرات إسلامية، ويُعد من مؤسسي مجلس التعاون الخليجي، وحضر أول مؤتمر قمة له والذي أقيم في عام 1401 هـ (1981م). كان عهده يتميز بالرخاء الاقتصادي فعمل على تطوير عدد من المرافق، فشهدت النهضة التعليمية تطورًا كبيرًا، حيث تم افتتاح جامعة الملك فيصل بالدمام وجامعة أم القرى بمكة المكرمة، وفي المجال السياسي فقد اهتم بعدد من القضايا العربية والإسلامية، من أبرزها القضية الفلسطينية، ودعم المجاهدين الأفغان إبان الحرب السوفيتية في أفغانستان ومساعدتهم في المحافل السياسية منها والإقليمية. توفى الملك خالد في الرياض سنة 1402 هـ (1982م).
|                                                                                        |  |  |
| الملك سلمان بن عبد العزيز الملك الحالي للبلاد، وولي العهد الأمير محمد بن سلمان آل سعود |  |  |

في سنة 1402 هـ 1982 تولى الملك فهد الحكم واتخذ لقب خادم الحرمين الشريفين، وفي عهده برزت العديد من الإنجازات على الصعيد الإسلامي، أهمها مشروع خادم الحرمين الشريفين لعمارة الحرمين الشريفين، وتوسعتهما كي يستوعب المسجد الحرام أكثر من مليون ونصف مليون مصل والحرم المدني أكثر من مليون ومائتي ألف مصل، بالإضافة إلى تطوير المناطق المحيطة بها. بالإضافة إلى مواقفه في القضايا العربية والإسلامية التي من أهمها القضية الفلسطينية من حيث الدعم السياسي والمادي والمعنوي، وفي عهده نهضت البلاد حضاريًا شملت العديد من المرافق، فقد تطور التعليم في عهده وازدهرت الحركة العمرانية، ونمت النهضة الصناعية. كما شهدت المملكة في عهده نهضة زراعية كبيرة إذ قدمت الدولة دعمًا كبيرًا لوزارة الزراعة بحيث تطورت الزراعة خاصة في مجال القمح. توفي سنة 1426 هـ (2005م)، بعد أن استمر حكمه نحو 24 عامًا.
في 26 جمادى الآخرة 1426 هـ الموافق 1 أغسطس 2005م تولى الملك عبد الله الحكم واحتفظ بلقب خادم الحرمين الشريفين، وعيّن سلطان بن عبد العزيز وليًا للعهد ونايف بن عبد العزيز نائبًا له، لكن سلطان توفي في 24 ذو القعدة 1432 هـ الموافق 22 أكتوبر 2011، فخلفه نايف بن عبد العزيز الذي استمر إلى وفاته في 26 رجب 1433 هـ الموافق 16 يونيو 2012، ثم عُيّن سلمان وليّاً للعهد. في عهد الملك عبد الله تطورت مختلف القطاعات، من أبرزها توسعة المسجد الحرام والمسجد النبوي، وزيادة عدد الجامعات والكليات وإنشاء جامعة الملك عبد الله للعلوم والتقنية، بالإضافة إلى برنامج خادم الحرمين الشريفين للابتعاث الخارجي، والأمر بإنشاء عدد من المدن الاقتصادية. استمر حكم الملك عبد الله إلى وفاته في 3 ربيع الآخر 1436 هـ الموافق 23 يناير 2015، ليصبح سلمان بن عبد العزيز آل سعود ملكاً على البلاد، حيث عيّن مقرن بن عبد العزيز آل سعود وليّاً للعهد. وفي 29 أبريل 2015 عُين الأمير محمد بن نايف بن عبد العزيز آل سعود ولياً للعهد. والذي كان يشغل سابقا وليا لولي العهد منذ 23 يناير 2015. وفي 21 يونيو 2017 أُعفي الأمير محمد بن نايف من منصبه وعُيِّن الأمير محمد بن سلمان آل سعود ولياً للعهد، في عهد الملك سلمان بن عبد العزيز شهد صندوق الاستثمارات العامة، وهو صندوق الثروة السيادية للمملكة العربية السعودية، تحقيق العديد من الإنجازات الكبيرة من بينها تعظيم أصول الصندوق وزيادة العائد الإجمالي والتوسع في إنشاء الشركات المحلية في مختلف المجالات، وإطلاق عدد من المشاريع الوطنية الكبرى، مما أسهم في استحداث مئات الألاف من الوظائف المباشرة وغير المباشرة، إلى جانب زيادة مشاركة الصندوق في الناتج المحلي غير النفطي، كما وافق في أبريل 2016م، على «رؤية السعودية 2030» التي قدمها بين يديه ولي العهد الأمير محمد بن سلمان، وهي الآن تُعد برنامج عمل الحكومة لتحقيق مستهدفاتها حتى العام 2030.

## رؤية السعودية 2030م

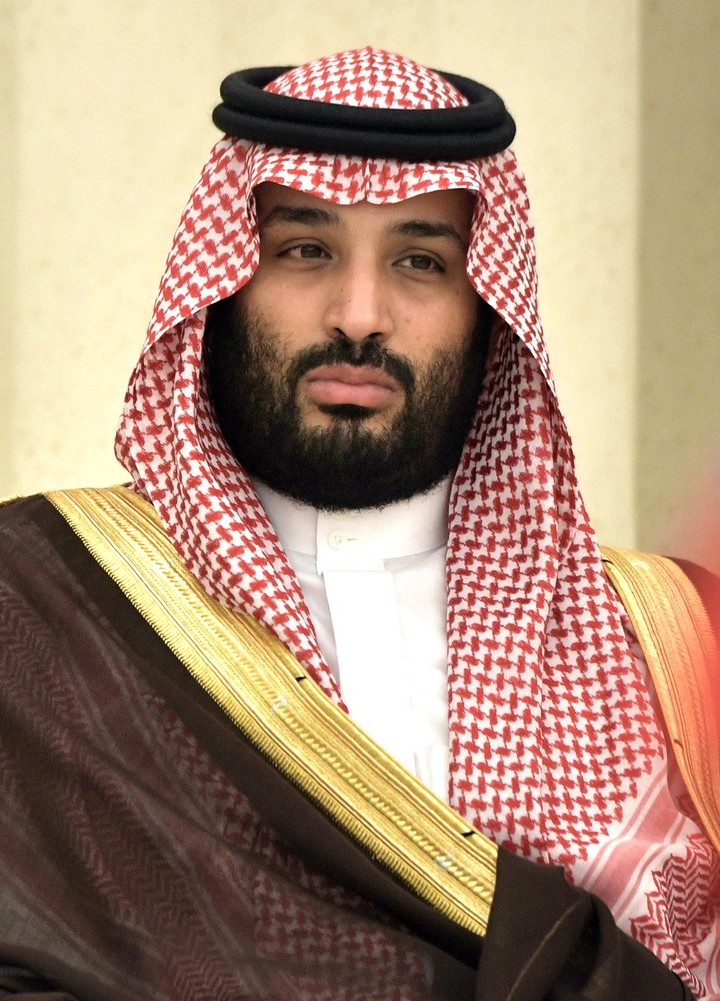
محمد بن سلمان آل سعود ولي العهد ورئيس مجلس الوزراء السعودي.

هي خطة تنموية ذات أهداف بعيدة المدى أُعلن عنها في تاريخ 18رجب 1437هـ الموافق 25 إبريل 2016م، وهو يتزامن مع التاريخ المحدد لإعلان الانتهاء من تسليم 80 مشروع حكومي، تبلغ كلفة الواحد منهم ما لا يقل عن 3.7 مليار ريال وتصل إلى 20 مليار ريال، كما في مشروع مترو الرياض. نظَّمَ الخُطَّة مجلس الشؤون الاقتصادية والتنمية برئاسة الأمير محمد بن سلمان حيث عرضت على مجلس الوزراء برئاسة الملك سلمان بن عبد العزيز آل سعود لاعتمادها. ويشترك في تحقيقها كل من القطاع العام والخاص وغير الربحي.
تهدف الرؤية إلى أن يكون المجتمع السعودي مجمعًا حيويًا وذلك عن طريق الاهتمام بسياحة الآثار والمتاحف، وخدمة الحجاج والمعتمرين، ورفع انفاق الأسر على الثقافة والترفيه، وزيادة اهتمامهم بممارسة الرياضة، وجعل مدن السعودية من أفضل المدن العالمية، وتمكين المجتمع في كافة المجالات، والاهتمام به من الناحية الصحية، كما تهدف إلى العمل على أن تكون المملكة العربية السعودية منطقة ذات اقتصاد مزدهر، وذلك من خلال تنمية وتنويع الموارد الاقتصادية، وزيادة معدلات التوظيف.

## السياسة

### نظام الحكم
نظام الحكم هو ملكي، ووفقا للنظام الأساسي للحكم. والذي أصدر عام 1412 هـ / 1992، فأن المملكة العربية السعودية دولة عربية إسلامية، ذات سيادة تامة، دينها الإسلام، ودستورها القرآن وسنة الرسول، ولغتها هي اللغة العربية، وعاصمتها مدينة الرياض. ونظام الحكم في المملكة ملكي، ويكون الحكم في أبناء الملك المؤسس عبد العزيز بن عبد الرحمن الفيصل آل سعود وأبناء الأبناء، ويبايع الأصلح منهم للحكم على كتاب الله وسنة رسوله صلى الله عليه وسلم. ويستمد الحكم في المملكة سلطته من كتاب الله وسنة رسوله، وهما الحاكمان على هذا النظام وجميع أنظمة الدولة، ويقوم الحكم على أساس العدل والشورى والمساواة وفق الشريعة الإسلامية.

#### مجلس الوزراء
تعقد جلساته مره كل أسبوع والملك هو رئيس مجلِس الوزراء الذي يُوجه السياسة العامة للدولة، ويكفل التوجيه والتنسيق والتعاون بين مُختلف الأجهزة الحكومية، ويضمن الانسجام والاستمرار والوحدة في أعمال مجلِس الوزراء، وله الإشراف على مجلِس الوزراء والوزارات والأجهزة الحكومية، وهو الذي يُراقب تنفيذ الأنظمة واللوائح والقرارات، وعلى جميع الوزارات والأجهزة الحكومية الأُخرى أن ترفع إليه، خلال تسعين يومًا من بداية كُل سنة مالية، تقريرًا عما حققته من إنجازات مقارنة بما ورد في الخطة العامة للتنمية خلال السنة المالية المُنقضِية، وما واجهها من صعوبات، وما تراه من مُقترحات لحسن سير العمل فيها، ويرأس مجلس الوزراء اليوم ولي العهد السعودي محمد بن سلمان، والوزارات الماثلة في ديوان المجلس اليوم في مجملها 24 وزارة.

###### قائمة وزارات المملكة العربية السعودية الحالية
راجع "قائمة وزارات السعودية" للاستزادة:
- وزارة الاتصالات وتقنية المعلومات
- وزارة الاقتصاد والتخطيط
- وزارة الطاقة
- وزارة الصناعة والثروة المعدنية
- وزارة التجارة
- وزارة التعليم
- وزارة الإعلام
- وزارة الثقافة
- وزارة الحج والعمرة
- وزارة الحرس الوطني
- وزارة الخارجية
- وزارة الداخلية
- وزارة الدفاع
- وزارة البيئة والمياه والزراعة
- وزارة الشؤون الإسلامية والدعوة والإرشاد
- وزارة الموارد البشرية والتنمية الاجتماعية
- وزارة الشؤون البلدية والقروية والإسكان
- وزارة الصحة
- وزارة العدل
- وزارة المالية
- وزارة النقل والخدمات اللوجستية
- وزارة الرياضة
- وزارة الاستثمار
- وزارة السياحة

#### مجلس الشورى
يتكون مجلس الشورى اليوم من رئيس ومائة وخمسين عضواً يختارهم الملك، من أهل العلم والخبرة والاختصاص، وتحدد حقوق الأعضاء وواجباتهم وكافة شؤونهم بأمر ملكي. ومدة مجلس الشورى، أربع سنوات هجرية، تبدأ من التاريخ المحدد في الأمر الملكي الصادر بتكوينه. ويتم تكوين المجلس الجديد قبل انتهاء مدة سلفه بشهرين على الأقل، وفي حالة انتهاء المدة قبل تكوين المجلس الجديد يستمر المجلس السابق في أداء عمله حتى يتم تكوين المجلس الجديد، ويُراعى عند تكوين المجلس الجديد اختيار أعضاء جدد لا يقل عددهم عن نصف عدد أعضاء المجلس.

### القضاء

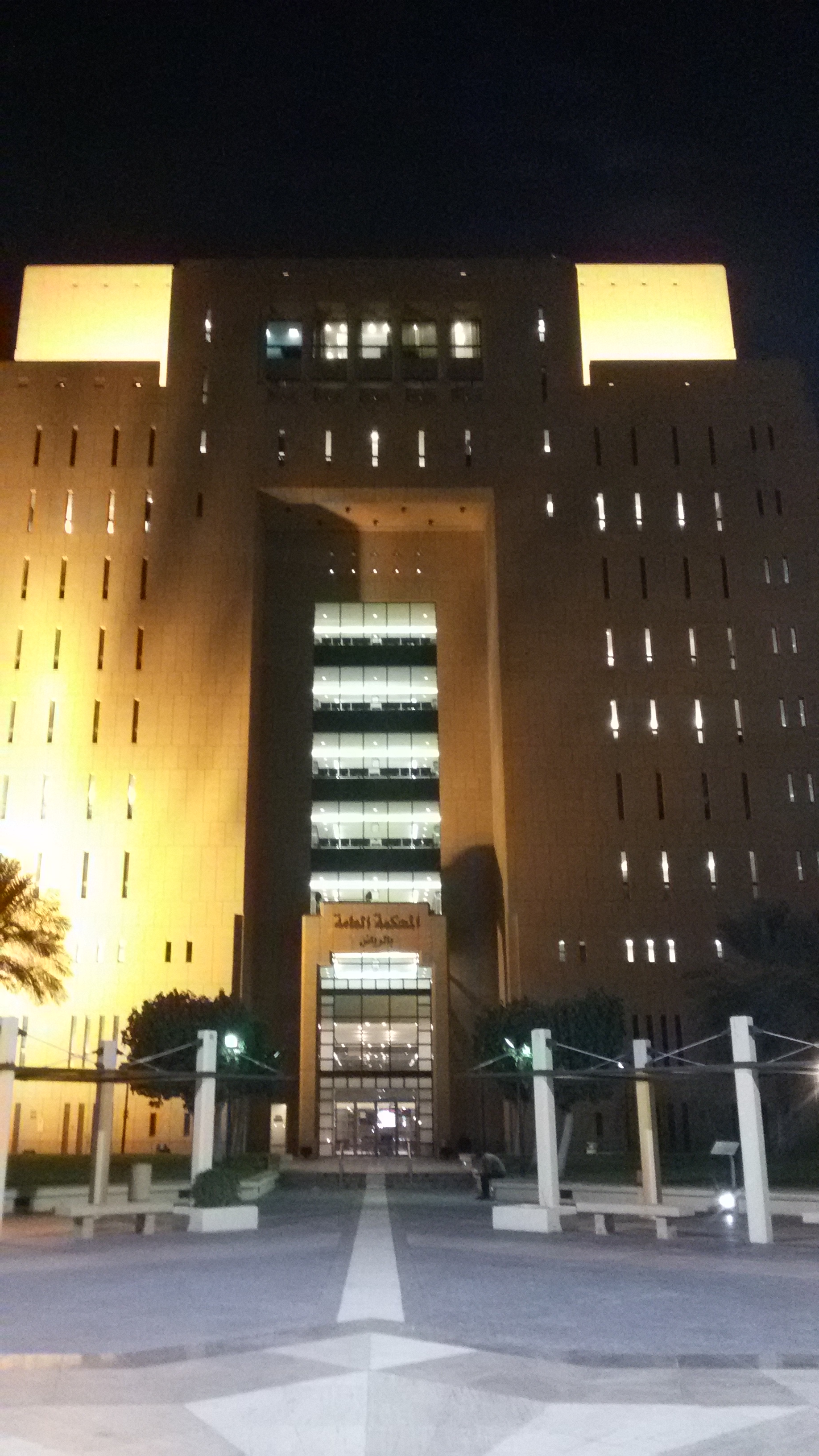
المحكمة العليا بالمملكة العربية السعودية.

كانت بداية القضاء في المملكة عندما أصدر الملك عبد العزيز إعلان التشكيلات المؤقتة لرئاسة القضاء في عام 1344هـ / 1926م وعرفت هذه التعليمات باسم مواد إصلاحية مؤقتة للمحاكم الشرعية، وفي عام 1345 هـ أمر الملك عبد العزيز ببقاء العمل بالمذهب الحنفي (القانون العثماني) بالحجاز، وفي عام 1346هـ /1928م صدر نظام أوضاع المحاكم الشرعية وتشكيلاتها وهو أول نظام إداري للقضاء في الحجاز، وفي عام 1346هـ/ 1928م صدر أمر ملكي يلزم القضاة بالحكم بمقتضى المذهب الحنبلي في العموم وفي حال الخروج عن المذهب فيذكر الدليل والمستند، وفي عام 1346هـ / 1928م أعلن الملك عبد العزيز بأن النظر في شؤون المحكمة الشرعية وترتيبها على الوجه المطابق للشرع، وفي عام 1350هـ/ 1931م صدر نظام سير المحاكمات الشرعية الذي يوضح سير المحاكمات ويخول رئاسة القضاء تدقيق الأحكام وتمييزها، وفي عام 1355هـ / 1936م صدر نظام المرافعات وأعيد إصداره عام 1372هـ / 1953م بمسمى تنظيم الأعمال الإدارية في الدوائر الشرعية، وفي عام 1357هـ / 1939م صدر نظام تركيز مسؤوليات القضاء الشرعي، وفي عام 1372هـ/ 1953م صدر نظام تنظيم الأعمال الإدارية في الدوائر الشرعية، وفي 1381هـ / 1961م صدرت تعليمات هيئة التمييز، وفي عام 1395هـ / 1975م صدر نظام القضاء، في عام 1402هـ/ 1982م صدر نظام ديوان المظالم، وفي 1410هـ/ 1990م صدر قرار مجلس الوزراء بالموافقة على لائحة تمييز الأحكام الشرعية، وفي عام 1421 هـ / 2000م صدر نظام المرافعات الشرعية، وفي عام 1422هـ/ 2001م صدر نظام الإجراءات الجزائية، وفي عام 1422هـ/ 2001م صدر نظام المحاماة، وفي عام 1428هـ/ 2007م صدر نظام القضاء المعدل ونظام «ديوان المظالم المعدل».
وتتعدد محاكم القضاء العام داخل النظام القضائي للمملكة وتنقسم إلى ثلاثة أنواع على قمتها المحكمة العليا وتتوسطها محاكم الاستئناف وتأتي محاكم الدرجة الأولى في قاعدة البناء القضائي، وذلك على النحو التالي:
- المحكمة العليا: وهي بحسب نظام القضاء محكمة واحدة في المملكة ومقرها مدينة الرياض وهدفها هو مراقبة سلامة تطبيق أحكام الشريعة الإسلامية وما يصدره ولي الأمر من أنظمة لا تتعارض معها في القضايا التي تدخل ضمن ولاية القضاء العام.
- محاكم الاستئناف: بحسب نظام القضاء يوجد في كل منطقة من مناطق المملكة محكمة استئناف أو أكثر وتتولى هذه المحاكم والتي يطلق عليها محاكم الدرجة الثانية النظر في الأحكام الصادرة عن محاكم الدرجة الأولى التي تقع في دائرتها والتي تكون قابلة للاستئناف.
- محاكم الدرجة الأولى: حسب نظام القضاء تنتشر محاكم الدرجة الأولى في جميع محافظات ومناطق المملكة وتختص هذه المحاكم بالنظر وإصدار الأحكام في جميع الدعاوي التي تقع في اختصاصها المكاني والنوعي، وتنقسم إلى خمسة أنواع وهي المحاكم العامة والمحاكم الجزائية ومحاكم الأحوال الشخصية والمحاكم التجارية والمحاكم العمالية.[123][124][125]

يشرف على القُضاة والمحاكم في المملكة المجلس الأعلى للقضاء السعودي، وتشمل مهامه: تحقيق استقلالية القضاء والقضاة وذلك من خلال إشراف المجلس على المحاكم وعلى شئون القضاة، وتوسيع الاختصاص الإداري للمجلس وسحب الاختصاص القضائي وإسناده للمحكمة العليا ليصبح المسمى الجديد لمجلس القضاء الأعلى المجلس الأعلى للقضاء، وليمارس المهام المسندة له في النظام بغية الإشراف على القضاء والقضاة، تخصيص ميزانية خاصة بالمجلس تساعده على القيام باختصاصاته، وتعيين العدد الكافي من الباحثين والفنيين والإداريين.

### العلاقات الخارجية

وزارة الخارجية

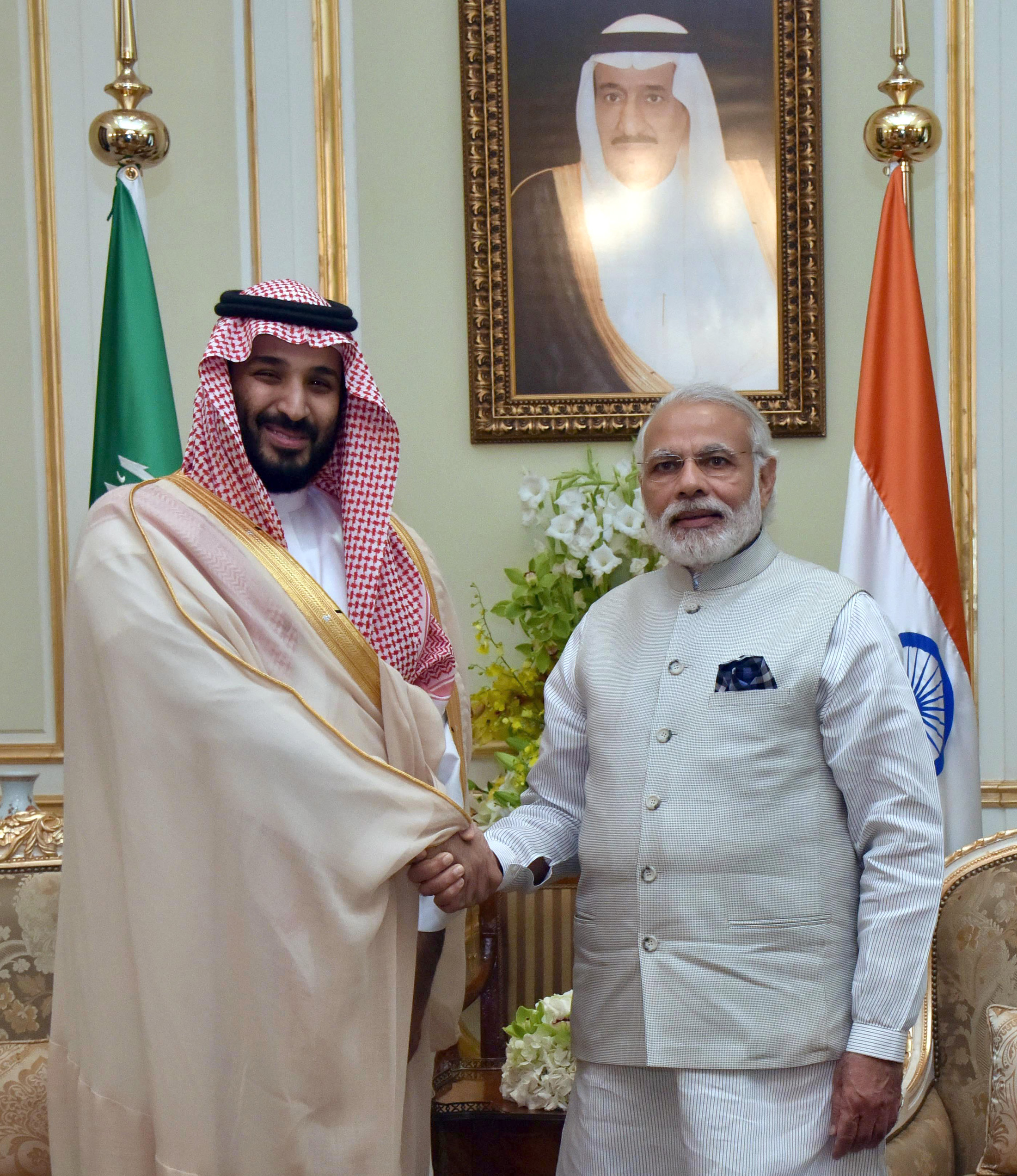
الأمير محمد بن سلمان يستقبل رئيس الوزراء الهندي ناريندرا مودي في الرياض.

تعد السعودية من دول عدم الانحياز وتهدف في سياستها الخارجية إلى الحفاظ على أمنها واستقرارها وعلى وضعها داخل شبه الجزيرة العربية، والدفاع عن العرب والإسلام وتعزيز التضامن بين الحكومات العربية، وكذلك تحافظ على علاقات جيدة من الدول المجاورة المنتجة للنفط والدول المستهلكة له.
فعند إنشاء المديرية العامة للشؤون الخارجية في عام 1344هـ/ 1925م والتي أصبح في عام 1349هـ/ 1930م وزارة الخارجية، كان عدد البعثات الدبلوماسية الأجنبية بالمملكة 9 بعثات، وازدادت بعد ذلك حتى أصبح الآن يصل إلى حوالي 157 ممثلية موزعة ما بين 98 سفارة في الرياض و59 قنصلية ما بين الرياض وجدة والظهران.
لم يكن للمملكة أي ممثليات أو بعثات دبلوماسية رسمية في الخارج، حتى عام 1348هـ،/ 1929م عندما افتتحت أول ممثلية سعودية في الخارج بالقاهرة، ثم ارتفع العدد إلى خمس بعثات في عام 1354 هـ / 1936، وارتفع إلى 18 بعثة عام 1370 هـ / 1951. حتى وصل العدد حاليًا إلى أكثر من 77 سفارة و13 قنصلية وثلاثة وفود ومكتب تجاري.
أولت السعودية أهمية كبيرة لدعم ومؤازرة المسلمين في كل أنحاء العالم منذ عهد الملك عبد العزيز آل سعود، حيث قامت بتوفير هذا الدعم عبر هيئات متخصصة أنشئت لهذا الغرض، منها هيئة الإغاثة الإسلامية العالمية. والندوة العالمية للشباب الإسلامي، والهيئة السعودية لجمع التبرعات.

## التقسيمات الإدارية
قُسّمت المملكة إلى 13 منطقةً إداريّةً،(1) تنقسم كلّ منطقةٍ منها إلى عددٍ من المحافظات يختلف عددها من منطقةٍ إلى أخرى، وتنقسم المحافظة إلى مراكز ترتبط إداريًا بالمحافظة أو الإمارة، وتشتمل الإمارة أو المحافظة أو المركز على عدد من المسميات السكانيّة (مدن، وقرى، ومزارع، وموارد مياه، وتجمع بادية) ترتبط بها إداريًا. تُصنّف المحافظات في المملكة إلى ثلاثة فئاتٍ حسب توفّر الخدمات، وتنص المادة الثالثة من نظام المناطق على: «تتكون كل منطقة إداريًا من عدد من المحافظات فئة (أ)، والمحافظات فئة (ب)، والمراكز فئة (أ)، والمراكز فئة (ب)، ويراعى في ذلك الاعتبارات السكانية والجغرافية والأمنية والظروف البيئية وطرق المواصلات». يبلغ عدد المحافظات في المملكة 134 محافظة بعد أن تمت الموافقة على زيادتها سنة 1433هـ/ 2012م. تُعدّ منطقة الرياض أكثر المناطق تقسيمًا إذ يبلغ عدد محافظاتها 20 محافظةً، بينما تُعد منطقة الجوف ومنطقة الحدود الشماليّة أقلّها بـ3 محافظات لكل منطقة. أكبر مناطق المملكة مساحةً هي المنطقة الشرقية، إذ تبلغ مساحتها نحو 540.000 كم2، تُمثِّل نحو 27٫6% من مساحة المملكة، أما أصغر مناطق المملكة مساحةً فهي منطقة الباحة، إذ تبلغ مساحتها نحو 12.000 كم2، تُمثِّل نحو 0.6% من مجمل المساحة. أكبر محافظات المملكة مساحةً هي محافظة الأحساء التابعة للمنطقة الشرقية، إذ تبلغ مساحتها نحو 375.000 كم2، تُمثِّل نحو 69% من مساحة المنطقة، وتضم أجزاءً كبيرةً من الربع الخالي، أما أصغر المحافظات مساحةً فهي محافظة الحُرَّث التابعة لمنطقة جازان، إذ تبلغ مساحتها نحو 100 كم2.
| م  | المنطقة               | العاصمة الإداريّة | عدد المحافظات(4) | المساحة (كم2) | مراجع           |  |
| 1  | منطقة الجوف           | سكاكا            | 3                | 85,000        | [ 135 ] [ 136 ] |  |
| 2  | منطقة الحدود الشمالية | عرعر             | 3                | 104,000       | [ 26 ] [ 137 ]  |  |
| 3  | منطقة تبوك            | تبوك             | 6                | 136,000       | [ 26 ] [ 138 ]  |  |
| 4  | منطقة حائل            | حائل             | 8                | 120,000       | [ 26 ] [ 139 ]  |  |
| 5  | منطقة المدينة المنورة | المدينة المنورة  | 8                | 150,000       | [ 26 ] [ 140 ]  |  |
| 6  | منطقة القصيم          | بريدة            | 12               | 73,000        | [ 26 ] [ 141 ]  |  |
| 7  | منطقة مكة المكرمة     | مكة المكرمة      | 16               | 137,000       | [ 26 ] [ 142 ]  |  |
| 8  | منطقة الرياض          | مدينة الرياض     | 20               | 380,000       | [ 143 ] [ 144 ] |  |
| 9  | المنطقة الشرقية       | الدمام           | 11               | 540,000       | [ 26 ] [ 145 ]  |  |
| 10 | منطقة الباحة          | الباحة           | 9                | 12,000        | [ 26 ] [ 146 ]  |  |
| 11 | منطقة عسير            | أبها             | 15               | 80,000        | [ 26 ] [ 147 ]  |  |
| 12 | منطقة جازان           | جازان            | 16               | 13,000        | [ 26 ] [ 148 ]  |  |
| 13 | منطقة نجران           | نجران            | 7                | 130,000       | [ 26 ] [ 149 ]  |  |

### أهم المدن

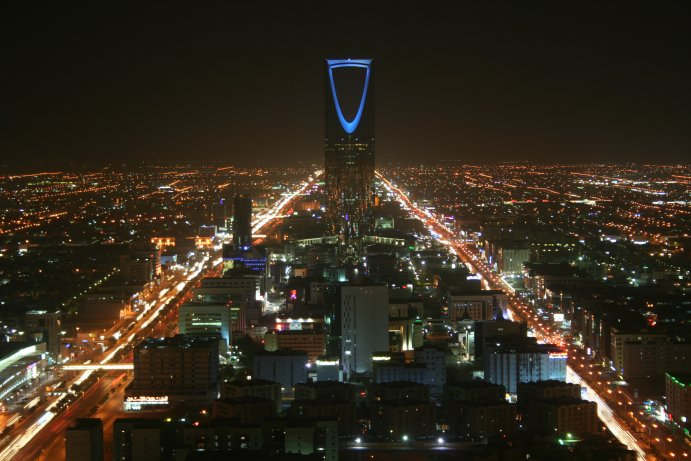
عاصمة السعودية الرياض وأهم مدنها

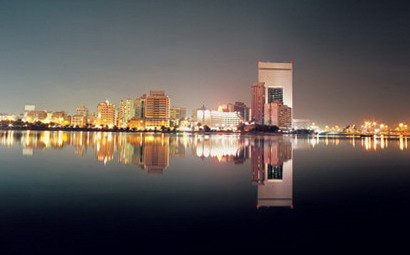
جدة العاصمة السياحية والإقتصادية للمملكة، وهي إحدى المدن الواقعة على ساحل البحر الأحمر

يبلغ عدد مدن السعودية الرئيسية حوالي 14 مدينة تقريبًا:
- مكة المكرمة: المدينة المقدسة وقبلة المسلمين وتقع في الناحية الغربية. ويقدر عدد سكانها بأكثر من مليون ونصف نسمة.
- المدينة المنورة: المدينة المقدسة والحاضنة لمسجد رسول الله والموجود فيها قبر نبي الإسلام، وتحتضن هذه المدينة المقدسة معظم المساجد الإسلامية الأكثر شهرة كمسجد قباء، ومسجد القبلتين. ويقدر عدد سكانها بأكثر من مليون نسمة مع وجود الآف الزوار فيها، وتقع المدينة في غرب المملكة.
- الرياض: العاصمة ومقر الحكم وتقع في وسط المملكة، ويقدر عدد سكانها بأكثر من خمس ملايين نسمة.
- جدة: ثاني أكبر مدينة سعودية، ويقدر عدد سكانها بأكثر من ثلاثة ملايين نسمة. وتعتبر العاصمة الاقتصادية والسياحية للمملكة كما تعتبر بوابة الحرمين الشريفين. ويكثر فيها السياح خلال أيام الإجازة.
- الدمام: تقع في المنطقة الشرقية، وهي ميناء البلاد الشرقي المطل على الخليج العربي. وبالقرب منها اكتشف أول بئر نفط والمعروفة ببئر رقم 7 (تسمى حاليا ببئر الخير) وذلك عام 1937م، [150] وبعد الاكتشاف كبرت الدمام وعظمت أهميتها فأصبحت مركز إدارة حقول النفط (سواء البحرية في مياه الخليج أو البرية في صحارى الربع الخالي والدهناء) ويقدر عدد سكانها بأكثر من مليون نسمة.
- الباحة: هي عاصمة منطقة الباحة ومقر الإمارة، تقع في جبال الحجاز في السعودية بين خطي طول 41/42 وخطي عرض 19/20 وتمثل موقعا وسطاً بين المناطق السياحية في المملكة حيث يحدها من الشمال والغرب منطقة مكة المكرمة ومن الجنوب والشرق منطقة عسير.
- الأحساء: في المنطقة الشرقية، وهي واحدة من المواقع المسجلة ضمن قائمة التراث الإنساني والعالمي باليونسكو، وعاصمة السياحة العربية لعام 2019م. تشتهر بالعيون كما أنها واحة زراعية فيها كثير من النخيل.
- جازان: تقع في الجزء الجنوبي الغربي من المملكة، وتعتبر المدينة الثانية على ساحل البحر الأحمر من حيث المساحة. يطلق عليها مسمى لؤلؤة الجنوب وتسمى أيضا بسلة غذاء المملكة لاحتوائها على الكثير من المصادر الغذائية. بها ميناء بحري ينقل المسافرين من وإلى جزر فرسان إضافة لشحن البضائع والسلع. وبالقرب منها تقع مدينة جازان الاقتصادية.

| المدن والبلدات الكبرى في السعودية الهيئة العامة للإحصاء - تعداد السعودية | المدن والبلدات الكبرى في السعودية الهيئة العامة للإحصاء - تعداد السعودية | المدن والبلدات الكبرى في السعودية الهيئة العامة للإحصاء - تعداد السعودية | المدن والبلدات الكبرى في السعودية الهيئة العامة للإحصاء - تعداد السعودية | المدن والبلدات الكبرى في السعودية الهيئة العامة للإحصاء - تعداد السعودية | المدن والبلدات الكبرى في السعودية الهيئة العامة للإحصاء - تعداد السعودية | المدن والبلدات الكبرى في السعودية الهيئة العامة للإحصاء - تعداد السعودية | المدن والبلدات الكبرى في السعودية الهيئة العامة للإحصاء - تعداد السعودية | المدن والبلدات الكبرى في السعودية الهيئة العامة للإحصاء - تعداد السعودية | المدن والبلدات الكبرى في السعودية الهيئة العامة للإحصاء - تعداد السعودية |
|                                                                          | الترتيب                                                                  | الاسم                                                                    | المنطقة                                                                  | السكان                                                                   | الترتيب                                                                  | الاسم                                                                    | المنطقة                                                                  | السكان                                                                   |                                                                          |
| ------------------------------------------------------------------------ | ------------------------------------------------------------------------ | ------------------------------------------------------------------------ | ------------------------------------------------------------------------ | ------------------------------------------------------------------------ | ------------------------------------------------------------------------ | ------------------------------------------------------------------------ | ------------------------------------------------------------------------ | ------------------------------------------------------------------------ | ------------------------------------------------------------------------ |
| الرياض جدة                                                               | 1                                                                        | الرياض                                                                   | الرياض                                                                   | 7,009,120                                                                | 11                                                                       | خميس مشيط                                                                | عسير                                                                     | 601,305                                                                  | مكة المدينة المنورة                                                      |
| الرياض جدة                                                               | 2                                                                        | جدة                                                                      | مكة المكرمة                                                              | 3.751.722                                                                | 12                                                                       | حائل                                                                     | حائل                                                                     | 498,575                                                                  | مكة المدينة المنورة                                                      |
| الرياض جدة                                                               | 3                                                                        | مكة                                                                      | مكة المكرمة                                                              | 2.427.924                                                                | 13                                                                       | حفر الباطن                                                               | الشرقية                                                                  | 467.007                                                                  | مكة المدينة المنورة                                                      |
| الرياض جدة                                                               | 4                                                                        | المدينة المنورة                                                          | المدينة المنورة                                                          | 1,477.047                                                                | 14                                                                       | الجبيل                                                                   | الشرقية                                                                  | 505,162                                                                  | مكة المدينة المنورة                                                      |
| الرياض جدة                                                               | 5                                                                        | الأحساء                                                                  | الشرقية                                                                  | 1.104.267                                                                | 15                                                                       | الخرج                                                                    | الرياض                                                                   | 373.177                                                                  | مكة المدينة المنورة                                                      |
| الرياض جدة                                                               | 6                                                                        | الطائف                                                                   | مكة المكرمة                                                              | 913.374                                                                  | 16                                                                       | أبها                                                                     | عسير                                                                     | 422.243                                                                  | مكة المدينة المنورة                                                      |
| الرياض جدة                                                               | 7                                                                        | الدمام                                                                   | الشرقية                                                                  | 1,532.326                                                                | 17                                                                       | نجران                                                                    | نجران                                                                    | 421.902                                                                  | مكة المدينة المنورة                                                      |
| الرياض جدة                                                               | 8                                                                        | بريدة                                                                    | القصيم                                                                   | 677,647                                                                  | 18                                                                       | ينبع                                                                     | المدينة المنورة                                                          | 359.631                                                                  | مكة المدينة المنورة                                                      |
| الرياض جدة                                                               | 9                                                                        | تبوك                                                                     | تبوك                                                                     | 623,667                                                                  | 19                                                                       | القنفذة                                                                  | مكة المكرمة                                                              | 205.188                                                                  | مكة المدينة المنورة                                                      |
| الرياض جدة                                                               | 10                                                                       | القطيف                                                                   | الشرقية                                                                  | 552.442                                                                  | 20                                                                       | جيزان                                                                    | جازان                                                                    | 200.911                                                                  | مكة المدينة المنورة                                                      |

## الجغرافيا

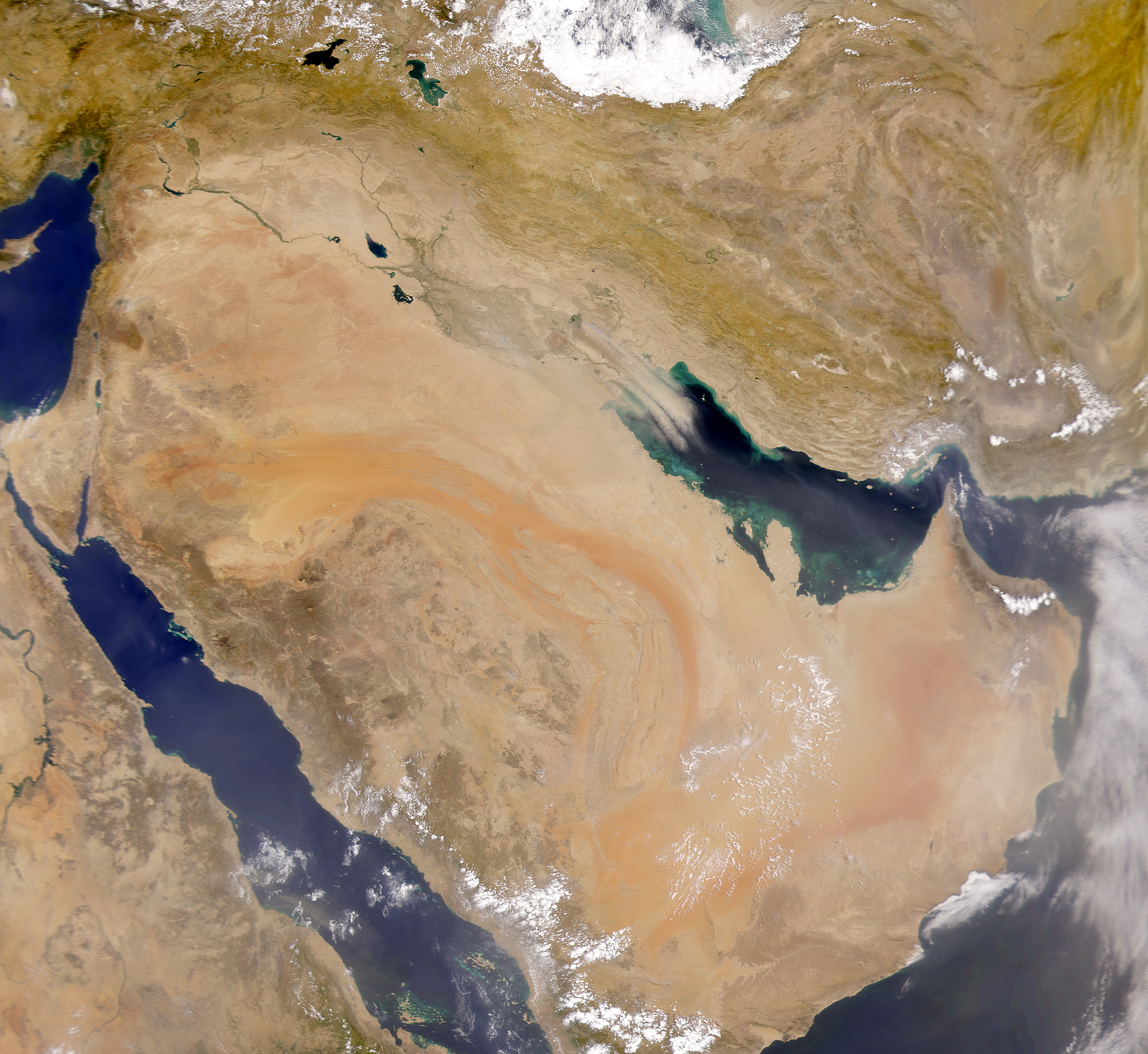
صورة فضائية لشبه الجزيرة العربية تبين موقع السعودية منها وأهم تضاريسها.

تتميز السعودية بتنوع تضاريسها نتيجة لما تمتلكه من مساحة كبيرة تشكل معظم أراضي شبه الجزيرة العربية، وقد مرت عبر العصور بمراحل جيولوجية متتابعة، وتغيرات مناخية كبيرة. هناك التضاريس المختلفة، حيث توجد المرتفعات الجبلية والأودية والكثبان الرملية والهضاب والسهول، فيقع على امتداد ساحل البحر الأحمر سهل تهامة بطول يبلغ حوالي 1100 كيلومتر، وترتفع شرقه سلسلة جبال السروات التي يتراوح ارتفاعها ما بين 9000 قدم في الجنوب ويقل الارتفاع تدريجيًا كلما اتجهت شمالاً لتصل إلى 3000 قدم، وتنحدر منها عدة أودية شرقًا وغربًا، ويلي هذه السلسلة من جهة الشرق هضبة نجد ومرتفعاتها التي تصل شرقا إلى صحراء الدهناء وصحراء الصمان وجنوبا بمنطقة يتخللها وادي الدواسر وتحاذي صحراء الربع الخالي، ومن الشمال تمتد سهول نجد إلى منطقة حائل حتى تتصل بصحراء النفود ثم بحدود العراق والأردن كما يوجد بها بعض المرتفعات الجبلية مثل جبال طويق والعارض وأجا وسلمى، أما بالنسبة لصحراء الربع الخالي فهي تشكل الجزء الجنوبي الشرقي للسعودية بمساحة تقدر بحوالي 640000 كيلومتر مربع وهي تتكون من كثبان رملية وسبخات. أما السهل الساحلي الشرقي الواقع على الخليج العربي فيتألف من سبخات ملحية ومناطق رملية.

### المساحة والحدود
تبلغ مساحة المملكة حوالي مليوني كم2 وهو ما يمثل قرابة 70% من شبه الجزيرة العربية. أكبر مناطق المملكة الإدارية مساحةً هي المنطقة الشرقية وتمثل حوالي 27,6% من مساحة المملكة، يليها بعد ذلك منطقة الرياض فمنطقة المدينة المنورة ثم منطقة مكة المكرمة. من جهة أخرى فإن منطقة الباحة ومنطقة جازان تعتبران أصغر المناطق الإدارية ولا تتجاوز مساحتهما 1,2% من مساحة المملكة.
للمملكة حدود برية وبحرية مع العديد من الدول المجاورة لها. يبلغ طول الحدود البرية 4531 كم2 ويحدها كل من الأردن، والعراق، و الكويت، وقطر، والإمارات، و عُمان، واليمن. كما يحد المملكة العديد من الدول بحريًا، حيث تحدها الكويت، والبحرين، وإيران، وقطر، والإمارات، والأردن، ومصر، والسودان، وإريتريا، واليمن.
| الأردن     | الشمال والشمال الغربي | 745 كم2  | - الدرة - حالة عمار - الحديثة      |
| العراق     | الشمال والشمال الشرقي | 812 كم2  | - جديدة عرعر                       |
| الكويت     | الشمال الشرقي         | 222 كم2  | - الرقعي - الخفجي                  |
| قطر        | الشرق                 | 86 كم2   | - سلوى                             |
| الإمارات   | الشرق                 | 682 كم2  | - البطحاء                          |
| سلطنة عمان | الجنوب والجنوب الشرقي | 657 كم2  | - الربع الخالي                     |
| اليمن      | الجنوب والجنوب الغربي | 1327 كم2 | - الطوال - علب - الخضراء - الوديعة |

### السطح

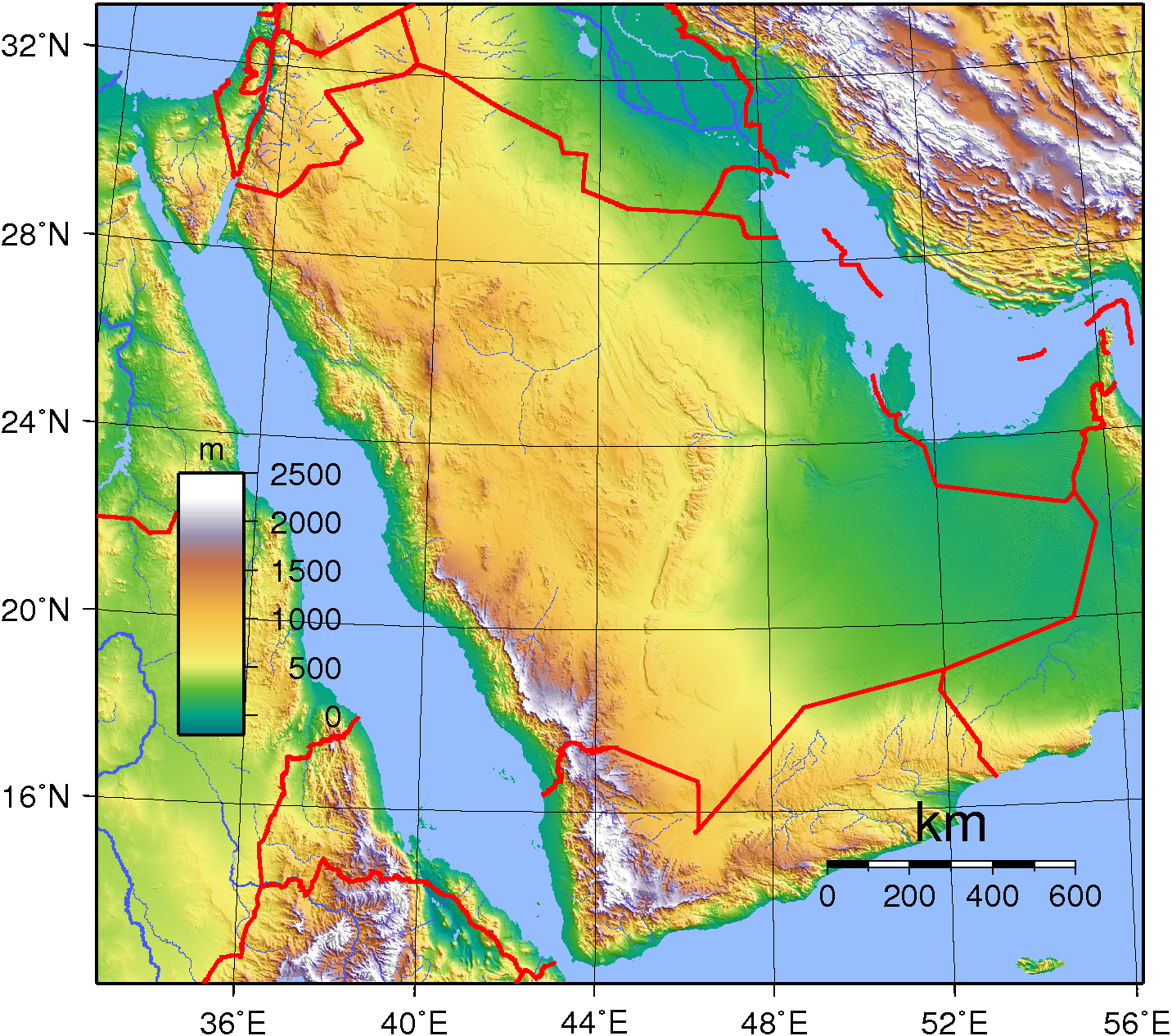
طبوغرافية السعودية.

تتنوع تضاريس المملكة نظرًا لاتساع مساحتها فعلى امتداد البحر الأحمر سهل تهامة الساحلي الذي يبلغ طوله حوالي 1100 كيلومتر ويتسع عرضه ليبلغ 60 كيلومترًا في الجنوب ويضيق كلما اتجه شمالاً عند خليج العقبة، وترتفع إلى الشرق من هذا السهل سلسلة جبال السروات الشاهقة والتي يتراوح ارتفاعها ما بين 9000 قدم في الجنوب ويقل الارتفاع تدريجيًا كلما اتجهت شمالاً لتصل إلى 3000 قدم، وتنحدر منها أودية كبيرة تتجه شرقًا وغربًا مثل وادي جازان ووادي نجران ووادي تثليث ووادي بيشة ووادي الحمض ووادي الرمة ووادي ينبع ووادي فاطمة، ويلي هذه السلسلة من جهة الشرق هضبة نجد ومرتفعاتها التي تنتهي شرقا بكثبان الدهناء وصحراء الصمان وجنوبا بمنطقة يتخللها وادي الدواسر وتحاذي صحراء الربع الخالي ومن الشمال تمتد سهول نجد إلى منطقة حائل حتى تتصل بصحراء النفود الكبرى ثم بحدود العراق والأردن كما يوجد بها بعض المرتفعات الجبلية مثل جبال طويق والعارض وأجا وسلمى، أما صحراء الربع الخالي فهي تشكل الجزء الجنوبي الشرقي من المملكة وهي منطقة صحراوية كبيرة تقدر مساحتها بـ 640000 كيلومتر مربع تتكون من كثبان رملية وسبخات. أما السهل الساحلي الشرقي والذي يبلغ طوله حوالي 610 كيلومتر فهو يتألف من سبخات ملحية ومناطق رملية.، وتشكل الأراضي السعودية العديد من الأشكال التضاريسية من جبال وهضاب ومخاريط وحرَّات بركانية وأودية عميقة وسهول ساحلية منخفضة وعروق رملية وجزر مرجانية. وتتكوّن تلك المظاهر الطبيعية من أغلب الصخور المعروفة.

#### السهول الساحلية
يمتد في السُّعُودِيَّة سهلان ساحليان الأول في غربها بمحاذاة البحر الأحمر من الشرق، والآخر في شرقها بمحاذاة الخليج العربي من الغرب وتبلغ المساحة التي يغطيها هذان الساحلان نحو 15765 كيلو متر مربع أي نحو 0.8٪ من مساحة المملكة.، يمتد السهل الساحلي للبحر الأحمر الذي يعرف باسم سهل تهامة على طول البحر الأحمر من خليج العقبة والحدود مع الأردن شمالاً حتى الحدود مع اليمن جنوبًا. ويبلغ طول هذا السهل بتعاريجه نحو 2400 كيلو مترًا تقريبًا. أما اتساعه فيختلف من مكان إلى آخر، فهو يتلاشى حينما تصل المرتفعات الجبلية إلى البحر كما هي الحال في شمال محافظة الوجه عند مركز زُبيَدَة، وقد يتسع أحياناً ليبلغ 45 إلى 50 كيلو متر عرضاً كما هي الحال في منطقة جازان، وتعود صخور هذا السهل إلى حقب الحياة الحديثة (السينوزوي)، ويمتد السهل الساحلي للخليج العربي من حدود مع دولة الكويت شمالاً، شمال رأس الخفجي، حتى حدودها مع دولة قطر في أسفل دوحة سَلْوَى. ثم يمتد هذا السهل مرة أخرى لمسافة قصيرة بعد شبه جزيرة قطر وذلك حول دوحة دُوَيْهِن جنوب خَوْر العديد. ويبلغ طول هذا السهل مع تعاريجه أكثر من 1000 كيلو متر. وهو محصور في معظمه بين هضبة الصمان غربًا والخليج العربي شرقًا. ويختلف اتساعه من مكان إلى آخر حيث يتراوح بين 60 كيلومتر في شمال الخفجي، إلى 130 كيلو متر غرب مدينة الدمام، وتعود صخور هذا السهل إلى حقب الحياة الحديثة (السينوزوي).

#### الصحاري

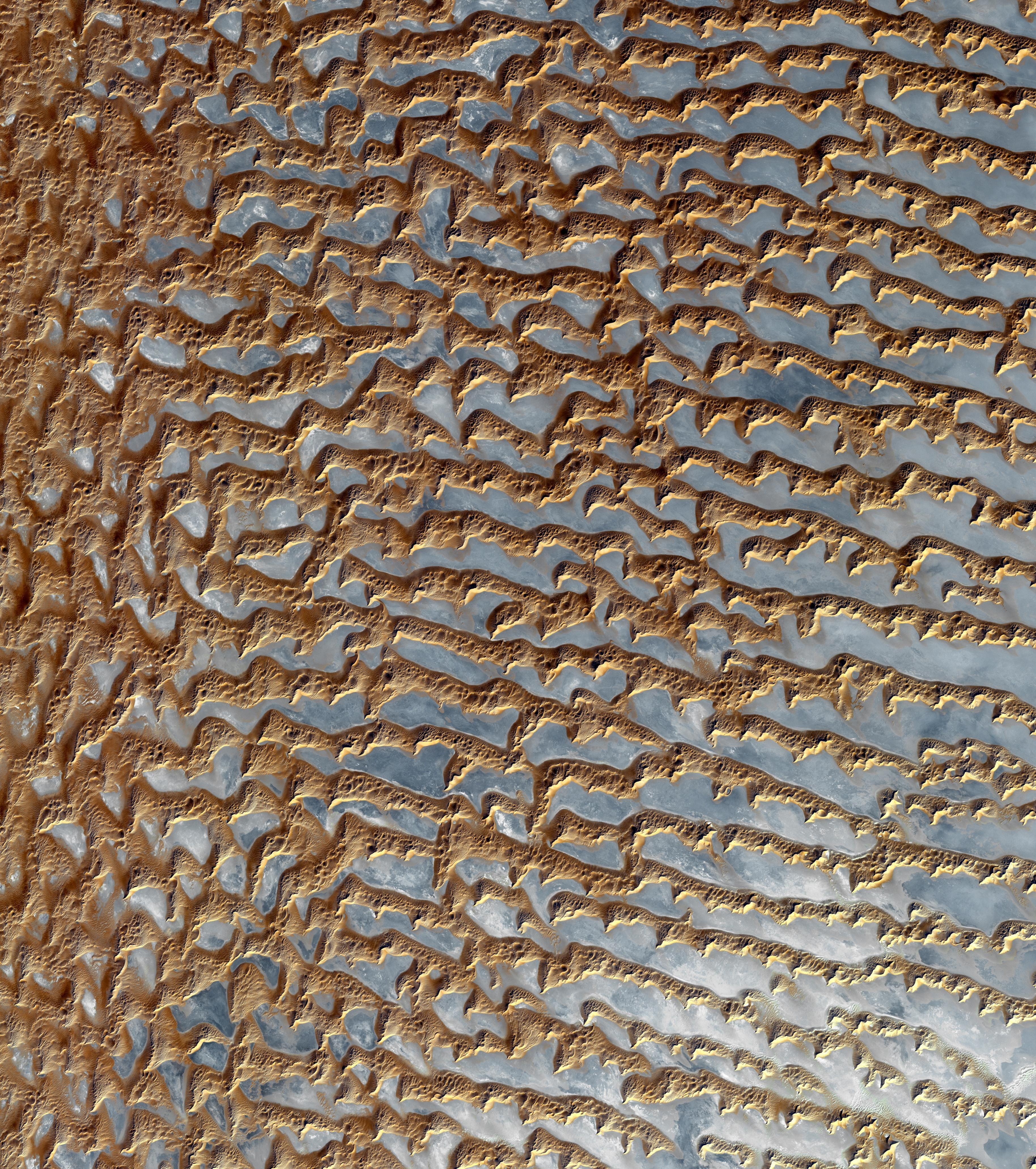
صورة ساتليَّة لِصحراء الرُبع الخالي

تغطي الرمال نصف المنطقة الرسوبية في السعودية، وثلث مساحة شبه الجزيرة العربية، وتبلغ إجمالي مساحة الصحاري في المملكة 780000 كم2 تقريباً وتنقسم إلى ثلاثة أقسام:
- صحراء الربع الخالي ثاني أكبر صحراء في العالم، وتحتل الثلث الجنوبي الشرقي من شبه الجزيرة العربية، تفوق مساحتها 600 ألف كيلو متر مربع.
- صحراء الدهناء هي صحراء رملية حمراء في وسط شبه الجزيرة العربية تمتد من النفود شمالاً إلى الربع الخالي.
- صحراء النفود الكبير تبدأ الرمال السعودية من محافظة الزلفي في المنطقة الوسطى مرورًا بالقصيم وبمنطقة حائل شمالاً.

يغلب الجفاف على أراضي البلاد الخالية من الأنهار أو المجاري المائية الدائمة. وبالرغم من أن الوديان الجافة المنتشرة في معظم الأنحاء تفيض بالمياه بعد العواصف المطيرة، إلا أن القيمة الفعلية للمياه ضعيفة، إما بسبب التبخر وإما بسبب التسرب إلى باطن الأرض.

#### الجبال

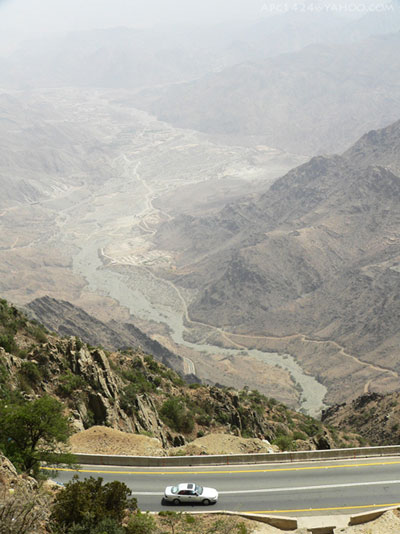
جانب من جبال السروات قرب الباحة المطلة على إقليم تهامة

هناك المرتفعات الغربية التي تقع في غرب المملكة تمتد بمحاذاة البحر الأحمر وذلك من الحدود مع المملكة الأردنية الهاشمية شمالاً حتى الحدود مع الجمهورية العربية اليمنية جنوبًا، وذلك بطول 1550 كيلو متر تقريبًا. ويتراوح عرضها بين بضعة كيلومترات إلى 140 كيلو متر. وهي أكثر ارتفاعاً في الجنوب والشمال عنها في الوسط. وفيها عدد من القمم الجبلية العالية التي يتجاوز ارتفاعها 2000م فوق مستوى سطح البحر، وتمثل قمة جبل السودة في غرب أبها أعلى قممها حيث يبلغ ارتفاعها 3015 مترًا فوق مستوى سطح البحر. تنقسم المرتفعات الغربية إلى ثلاثة أقسام وهي:جبال مَدْيَن التي تمثل القسم الشمالي من هذه المرتفعات، وتمتد إلى الشمال من دائرة عرض 28ْ شمالاً، وتحتوي على بعض السلاسل الجبلية المعقدة والقمم الجبلية العالية التي يزيد ارتفاع بعضها عن 2000 و 2500م فوق مستوى سطح البحر. جبال الحجاز التي تمثل القسم الأوسط من هذه المرتفعات، وتمتد من شمال مكة المكرمة حتى دائرة عرض 28ْ شمالاً، وهي أقل ارتفاعاً وتكتلاً من جبال السروات وجبال مَدْيَن ويسود فيها الحَرَّات والمخاريط البركانية، ويبلغ متوسط ارتفاعها 1200م فوق مستوى سطح البحر. أما جبال السروات فهي تمثل القسم الجنوبي من هذه المرتفعات وتمتد من حدود المملكة مع اليمن جنوبًا، إلى قبيل الطائف شمالاً، وهي الأكثر ارتفاعاً بين هذه الأقسام، حيث يتراوح ارتفاعها بين 800 إلى 3000م فوق مستوى سطح البحر.
يقسم القسم الجنوبي من المرتفعات الغربية (السروات) على وجه الخصوص من الغرب إلى الشرق إلى ثلاثة نطاقات رئيسة هي،
نطاق التلال الساحلية،(9) ونطاق الأَصْدَار،(10) ونطاق التلال الساحلية ويبدأ منها عدد لا حصر له من الأودية العرضية التي تصب مياهها غربًا نحو البحر الأحمر وهي في هذا النطاق تكون ضيقة وذات جوانب حادة مرتفعة، ونطاق المرتفعات العالية ويبدأ من خط تقسيم المياه حيث تتجه الأودية غربًا باتجاه تهامة أو شرقًا باتجاه المناطق السهلية الداخلية حيث ينتهي هذا النطاق في الأجزاء الغربية من هذه السهول. ويتراوح ارتفاع هذا النطاق ما بين 1800- 2400 متر فوق مستوى سطح البحر وقد يتجاوز ارتفاع بعض القمم 3000م فوق مستوى سطح البحر.

#### الهضاب

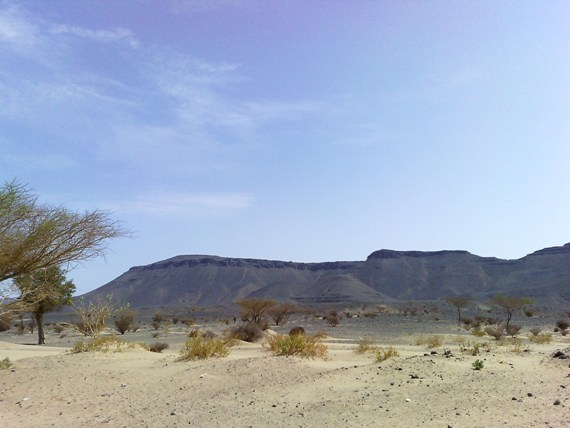
جزء من جبل حضن الواقع ضمن منطقة هضبة نجد.

تغطي الهضاب أكثر من نصف مساحة السُّعُودِيَّة، حيث تمتد الهضاب الغربية إلى الشرق من المرتفعات الغربية. أما هضبة نجد فتشغل مساحات واسعة من وسط المملكة، بينما تمتد هضبتا الحماد والحجرة في أقصى شمالها كما تمتد هضبة الصمان في شرقها. وإجمالاً تنحدر هذه الهضاب تدريجيًا من الغرب إلى الشرق أو الشمال، وهذه الهضاب تتعدد، فهناك الهضاب الغربية التي تمتد إلى الشرق من المرتفعات الغربية، وهي جزء من الدِّرْع العربي ذي الصخور الأركية القديمة النارية والمتحولة التي تعود إلى ما قبل عصر كمبري. وهي تتكون من هضبة حسمى،(5) وهضبة الحجاز،(6) وهضبة عسير،(7) وهضبة نجران.(8) تعد هضبة نجد أكبر هضاب المملكة. وهي تشغل مساحات واسعة في وسطها وذلك من صحراء النفود الكبير شمالاً حتى الربع الخالي جنوبًا، ومن الدهناء شرقًا حتى الهضاب الغربية غربًا. وهي تقسم إلى قسمين الأول الغربي وهو يعرف باسم عالية نجد، وهي تمتد من جبال شَمَّر شمالاً حتى جنوب وادي الدواسر جنوبًا، ومن نفودي السِّر والدِّحِي شرقًا حتى الحَرَّات والهضاب الغربية غربًا. وهي تعد جزءاً من الدِّرْع العربي ذي الصخور الأركية القديمة النارية والمتحولة التي تعود للعصر ما قبل الكامبري والتي تمتاز بصلابتها ومقاومتها لعمليات التعرية، وتبرز على شكل هضاب وقمم صخرية وذلك مثل جبال النير وجبال ذهلان وجبال العلم. وهي تنحدر بصفة عامة نحو الجنوب والشرق. ويتراوح ارتفاعها بين 800 – 1200م فوق مستوى سطح البحر. أما هضبتا الحماد والحجرة فهي تمتد في أقصى شمال المملكة وذلك فيما بين الحدود مع الأردن شمالاً والنفود الكبير جنوبًا، والحدود مع العراق شرقًا ومحمية حرة الحرة ووادي السرحان غربًا. ويتراوح ارتفاع هضبة الحَمَاد بين 650 إلى 900م فوق مستوى سطح البحر أما هضبة الحجرة فيتراوح ارتفاعها بين 400 إلى 560م فوق مستوى سطح البحر. وتقطع سطح هاتين الهضبتين الأودية ومسارب المياه، وهي تتجه إجمالاً نحو الشمال الشرقي. بالنسبة لهضبة الصمان فتمتد من الحدود مع دولة الكويت والجمهورية العراقية شمالاً حتى صحراء الربع الخالي جنوبًا وذلك بطول 1000 كيلو متر تقريبًا، ومن السهل الساحلي للخليج العربي شرقًا حتى رمال الدَهناء غربًا. ويتراوح عرضها بين 80 إلى 250 كيلو متر تقريبًا. وهي تنحدر بالتدريج من الغرب إلى الشرق حيث يتراوح ارتفاعها بين 25 متر عند حافتها الشرقية و400 متر عند حافتها الغربية. وتأخذ بعض أجزائها أسماء مختلفة مثل الدبدبة والصلب وربيداء وشدقم وصماء يبرِين.

#### الأودية

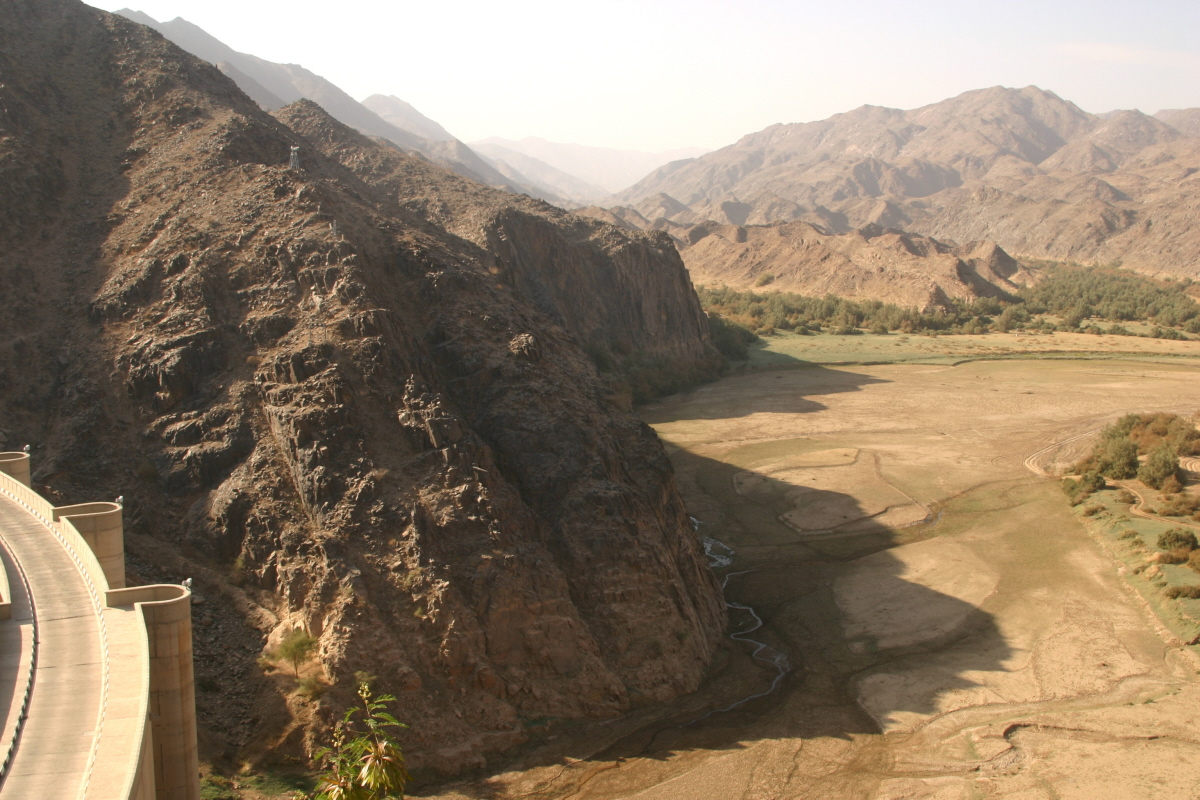
وادي نجران جنوب السعودية ويظهر طرفًا من السد الواقع عليه.

تنتشر في السعودية العديد من الأودية والمجاري المائية، التي تشكل معظمها خلال العصور المطيرة، وتتوزع على جميع مناطق المملكة. تقل الأودية فـي الجـزء الجنوبي مـن المنطقة الشرقية، وتنعدم في الربع الخالي، كما تختلف خصائصها من منطقة إلى أخرى، إذ تتميز الأودية المنحدرة من المرتفعات الغربية باتجاه الغرب بشدة الانحدار، وضيق المجاري وعمقها، وكثافة الأشجار وضخامتها، وجريان مياه السيول في معظمها طوال أيام السنة، وينتهي معظمها في البحر الأحمر. أما الأودية التي تنحدر من المرتفعات الغربية باتجاه الشرق فهي تتميز بطولها وسعة مجاريها، وانحدارها المتوسط. أما بالنسبة إلى وديان هضبة نجد وشعابها فتتميز بسعة مجاريها وقلة الأشجار الكبيرة في أكثرها؛ عدا أودية الحافات الصخرية التي تتميز بعمق المجاري وقصرها وشدة انحدارها. فيما يتعلق بأودية الهضاب الشمالية وشعابها فهي تتميز بالمجاري القصيرة، وقلة الانحدار، وندرة الأشجار، وتنتهي معظم أوديتها في أحواض وسهول داخلية مكونة الْفَيَّاض، والخباري، وَالرَّوْضَات.، عملت الدولة عددًا من السدود على بعض الأودية بغرض الاستفادة من مياهها، وأكبر السدود في المملكة من حيث السعة والتخزين؛ سد الملك فهد على وادي بيشة، يليه سد وادي حلي، ثم سد وادي بيش.

#### الجزر والشواطئ

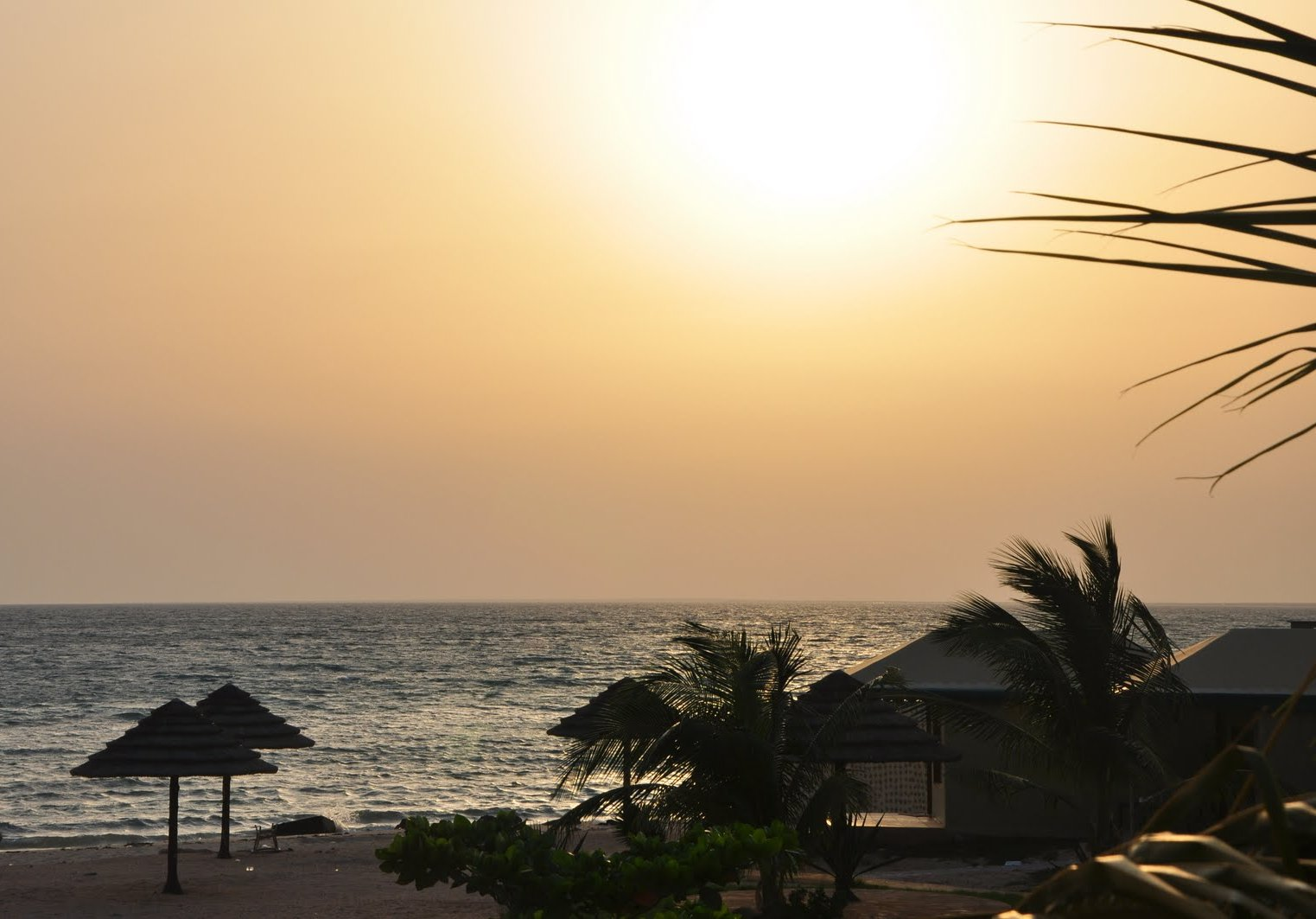
أرخبيل جزر فرسان يحتوي على عدد من أبرز الجزر الواقعة في البحر الأحمر، بها ثلاث جزر مأهولة بالسكان، وهي فرسان الكبير، وسـجيد، وقُمّاح، بتعداد يقدر بنحو 18000 نسمة حسب إحصائية سنة 2010.

تتمتع السعودية بثلاث واجهات بحرية يبلغ مجموع طول سواحلها نحو 3800 كم، إحداها على خليج العقبة والبحر الأحمر، والأخريان على الخليج العربي. وتطل المملكة من الغرب على ساحل خليج العقبة والبحر الأحمر من حدود الأردن شمالًا إلى حدود الجمهورية اليمنية جنوبًا بساحل يبلغ طوله نحو 2600 كم، كما تطل من الشرق على الخليج العربي بواجهتين بحريتين، إحداهما شمالية تبدأ من الحدود مع الكويت إلى الحدود مع قطر على دوحة سلوى بساحل يبلغ طوله نحو 1100 كم، والأخرى جنوبية تبدأ من الحدود مع قطر على خليج العديد إلى الحدود مع الإمارات العربية المتحدة على دوحة السميرة بساحل يبلغ طوله نحو 100 كم. وقد انعكس طول سواحل المملكة على عدد الجزر التابعة لها إذ يبلغ مجموع الجزر السعودية في خليج العقبة والبحر الأحمر والخليج العربي نحو 1285جزيرة مختلفة المساحة. يضم خليج العقبة والبحر الأحمر نحو 1150 جزيرة تمثل نحو 89% من مجموع جزر المملكة، في حين يضم الخليج العربي نحو 135 جزيرة تمثل نحو 11% من مجموع جزر المملكة. وتتركز معظم الجزر السعودية قرب السواحل نظرًا لاتساع الجرف القاري.
بعض الجزر السعودية

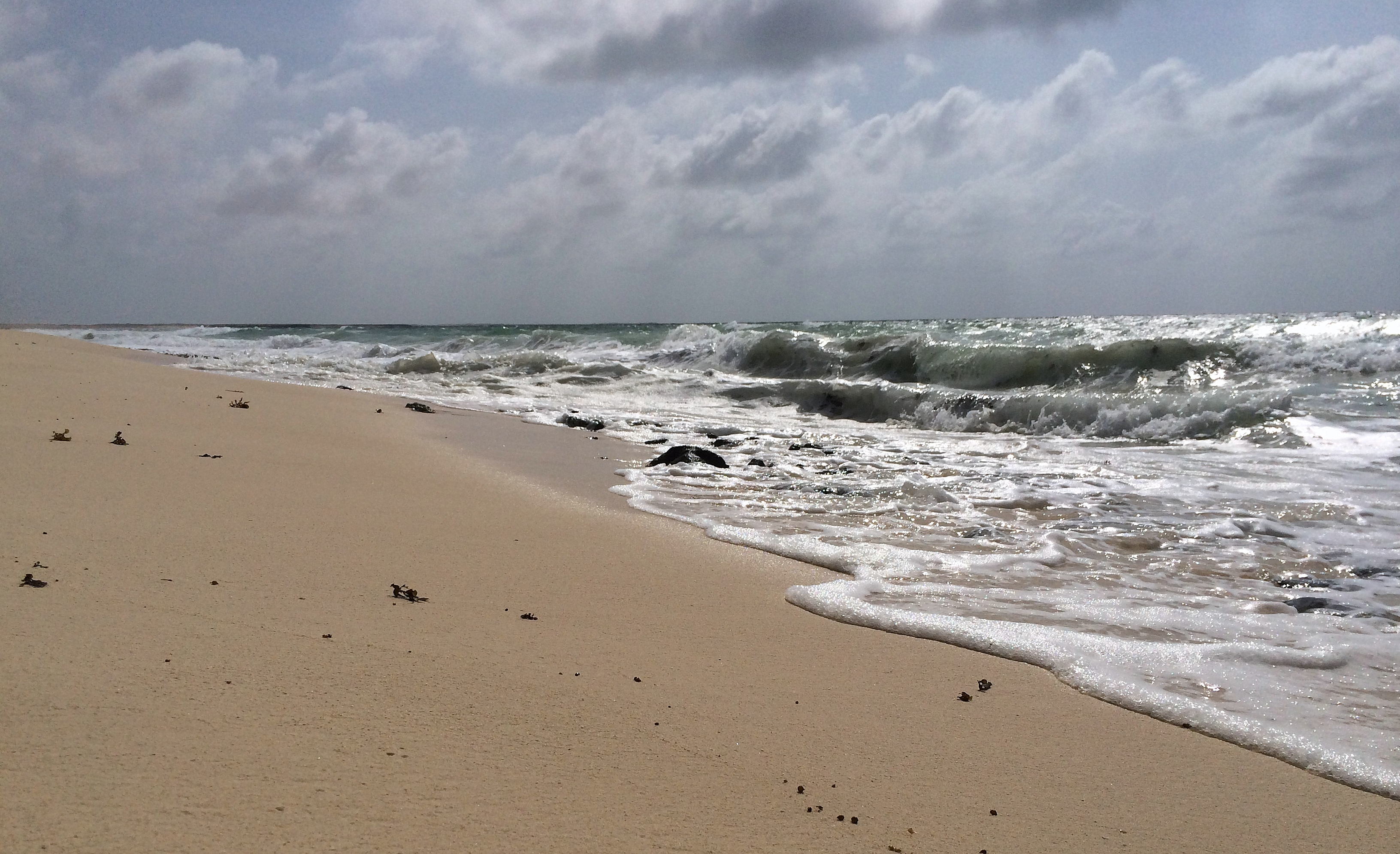
شاطئ في جزر فرسان.

- جزيرة البغلة: وهي إحدى (جزر أرخبيل فرسان) أبعد الجزر السعودية في البحر الأحمر عن الساحل، إذ تبعد عنه نحو 58 ميلًا بحريًا.
- جزيرة الوصل: (الحميضة) الواقعة في خليج العقبة، وهي أقصى الجزر السعودية في البحر الأحمر شمالا.
- جزيرة رامين: (إحدى جزر فرسان) أقصى الجزر السعودية في البحر الأحمر جنوبًا.
- جزيرة العربية: أبعد الجزر السعودية في الخليج العربي عن الساحل، إذ تبعد عنه نحو 50 ميلًا بحريًا.
- جزيرة مشعاب: (المقطع) أقصى الجزر السعودية في الخليج العربي شمالًا، وجزيرة الحويصات أقصى الجزر السعودية في الخليج العربي جنوبًا.
- أم القماري: (جزيرة ومحمية) وتقع جنوب غرب محافظة القنفذة في البحر الأحمر، وتبعد عنها بحوالي 19كم.
- جزيرة تاروت: تقع في الخليج العربي، وتتبع إدارياً محافظة القطيف إحدى محافظات المنطقة الشرقية.

### المناخ
يتأثر مناخ السعودية بعدة عوامل طبيعية، من أهمها الموقع الفلكي، إذ تقع المملكة بين دائرتي عرض 16 درجة و33 درجة شمالاً وبين خطي الطول 34 و56 شرقًا، مما جعل القسم الأكبر منها ضمن الإقليم الصحراوي المداري الجاف في غرب القارات، ومن ثم تقع في منطقة الضغط المرتفع المداري شتاءً، وضمن مجال نفوذ الضغط المنخفض الحار بجنوب آسيا، مما يجعلها في مهب الرياح التجارية الجافة شتاءً، والرياح القارية الجافة أيضاً صيفًا. لذا يتسم مناخ المملكة بالجفاف على مدار السنة، وبارتفاع درجات الحرارة خاصة في فصل الصيف وذلك لتعامد الشمس على مدار السرطان، الذي يمر بأراضي المملكة باتجاه شرقي غربي، ويقسمها إلى نصفين تقريبًا. كما يتأثر المناخ بموقعها الجغرافي، فهي تقع وسط كتلة واسعة من اليابسة، لا يتداخل فيها مسطحات مائية من بحار أو بحيرات أو أنهار. يقع البحر الأحمر في غربها والخليج العربي في شرقها، وتأثيرهما محدود في مناخ المملكة، لضيق مسطحهما المائي، بالإضافة إلى امتداد سلاسل المرتفعات الغربية والتلال الصخرية غرب وشرق المملكة على الترتيب، مما يمنع وصول المؤثرات البحرية إلى الداخل، وبالتالي يقتصر تأثيرهما على المنطقتين الساحليتين المجاورتين لهما.
لتنوع مظاهر سطح المملكة أثر مهمًا في مناخها، فأشكال السطح بها تتميز بالتباين، لذلك يختلف المناخ باختلاف التضاريس، إذ يعد الارتفاع عن سطح الأرض(2) من أهم العوامل المؤثرة في تلك الاختلافات، حيث أنه يؤثر مباشرة في درجة الحرارة، ومقدار الضغط، واتجاه الرياح، وكمية الأمطار. يتميز المناخ أيضاً بارتفاع درجات الحرارة في معظم شهور السنة وخاصة في فصل الصيف، ويمثل شهر يوليو قمة الحرارة في المملكة إذ يعد أعلى شهور السنة في درجات الحرارة، وتنخفض درجة الحرارة في فصل الشتاء ويعد شهر يناير أقل شهور السنة حرارة. هناك علاقة عكسية بين درجة الحرارة والضغط الجوي، فإذا ارتفعت الحرارة انخفض الضغط، والعكس صحيح. تمثل مناطق الضغط المرتفع مناطق تصدير رياح، تستقبلها مناطق الضغط المنخفض.
بالنسبة للرطوبة فيمثل كل من البحر الأحمر والخليج العربي المصدر الأساسي للرطوبة في المملكة، وترتبط الرطوبة مع درجة الحرارة بعلاقة عكسية، أي أنه كلما زادت درجة الحرارة كلما انخفضت الرطوبة النسبية، وذلك لأن الهواء في هذه الحالة يكون قادر على أن يتحمل قدر أكبر من بخار الماء يصل إلى درجة التشبع.(3) تسقط الأمطار على المملكة في فصل الشتاء باستثناء إقليم عسير، الذي تسقط أمطاره في فصل الصيف. وتتصف الأمطار الساقطة بعدم انتظام سقوطها، وتسقط إما في شكل زخات بسيطة أو منهمرة غزيرة، مكونة سيولاً جارفة، تعجز المجاري والأودية على استيعابها، مما يؤدي إلى حدوث فيضانات.

### الغطاء النباتي

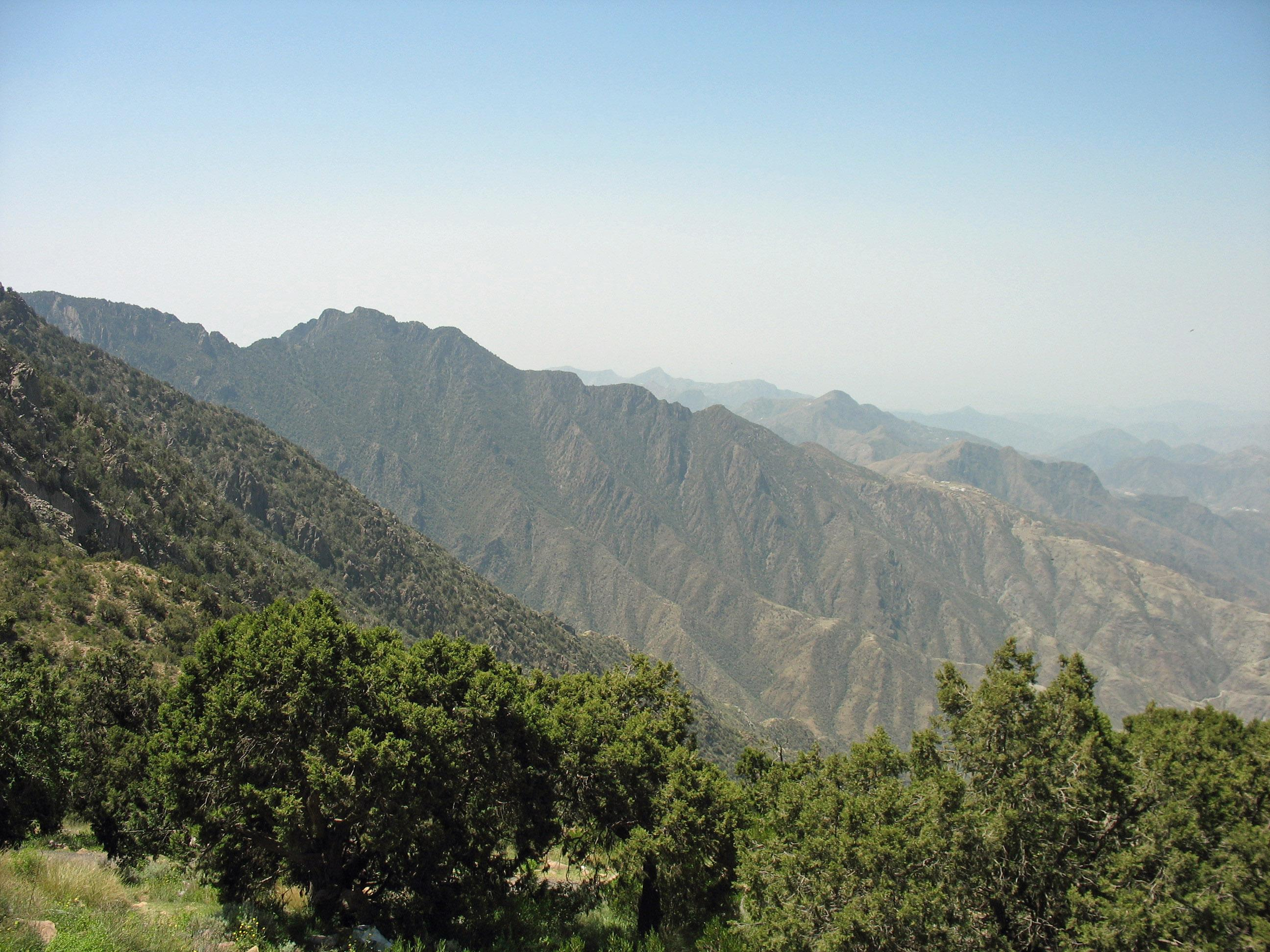
تتميز مناطق المرتفعات الجبلية الجنوبية في السعودية بغطاء نباتي يستمر لمواسم عدة من السنة، هنا تظهر لقطة من مرتفعات السودة.

موقع السعودية الجغرافي وتكوينها الجيولوجي المتباين واختلاف مظاهر سطحها ومناخها من منطقة إلى أخرى أدى إلى وجود العديد من البيئات الطبيعية التي تختلف في مكونات غطائها النباتي من مكان إلى آخر، تقع معظم مناطق المملكة ضمن المناطق الجافة عدا الربع الخالي فيصنف ضمن المناطق شديدة الجفاف وجبال السروات ضمن المناطق شبه الجافة، وتغلب على جزء كبير من تربة المملكة التربة الجيرية وذلك لعدم وفرة الأمطار بالقدر الكافي لغسل كربونات الكالسيوم ونتيجة لهذه الظروف فإن بيئة المملكة من البيئات الهشة والحساسة.
تم تسجيل ما يقرب من 2243 نوع نباتي في السعودية، منها حوالي 40 نوعاً نباتيًا متوطناً أي حوالي 2% من مجموع الأنواع النباتية ضمن 837 جنس، ينمو معظمها في جبال ووديان المنطقة الجنوبية الغربية ذات المناخ المداري، أما النباتات المعمرة التي تمثل ما بين 35% إلى 40% من عدد الأنواع الصحراوية، فتوجد عادة على مساحات محدودة كحواف الروضات والأودية، وينمو في الأراضي المرتفعة في جنوب وجنوب غـرب شبه الجزيرة العربية غابات وحشائش سافانا مثل الأراضي المرتفعة مثل تلك التي تنتشر في شمال شرق أفريقيا، أما المناطق الصحراوية المنخفضة من هذا الإقليم فتنمو فيه الأنواع النباتية الشبيهة بالسافانا مثل الطَلْح والسَّمُرُ والسَّلم وغيرها من الأشجار المدارية المبعثرة.
تتركز غابات العرعر على المرتفعات العالية في جبال السروات، وتنمو نباتات القِرْم في الخلجان الصغيرة (الجون) المحمية على طول الساحل الشرقي للبحر الأحمر والساحل الغربي للخليج العربي، وينتشر نبات الدَّوْم على مقربة من ساحل البحر الأحمر، تمتاز بعض الأنواع مثل الرِّمْث والثُّمَام والحَرْمَل بأنها واسعة الانتشار وذات مدى بيئي واسع، وتمتاز بعض الأنواع النباتية الأخرى بأنها واسعة الانتشار في البيئات الصالحة لنموها فنباتات الأَرْطَى والعَاذِر والسِّبَط تنتشر في جميع المناطق الرملية في المملكة، أما النباتات الملحية مثل الهَرْم والخُرَّيْز والسُّوّيدا والشِّنَان فهي توجد في السباخ والمنخفضات، أما أشجار العِضَاه تتركز في بيئات تتوفر فيها الحرارة الكافية والرطوبة اللازمة معظم أيام السنة وذلك في المرتفعات الرطبة الباردة 

### التكوين الجيولوجي

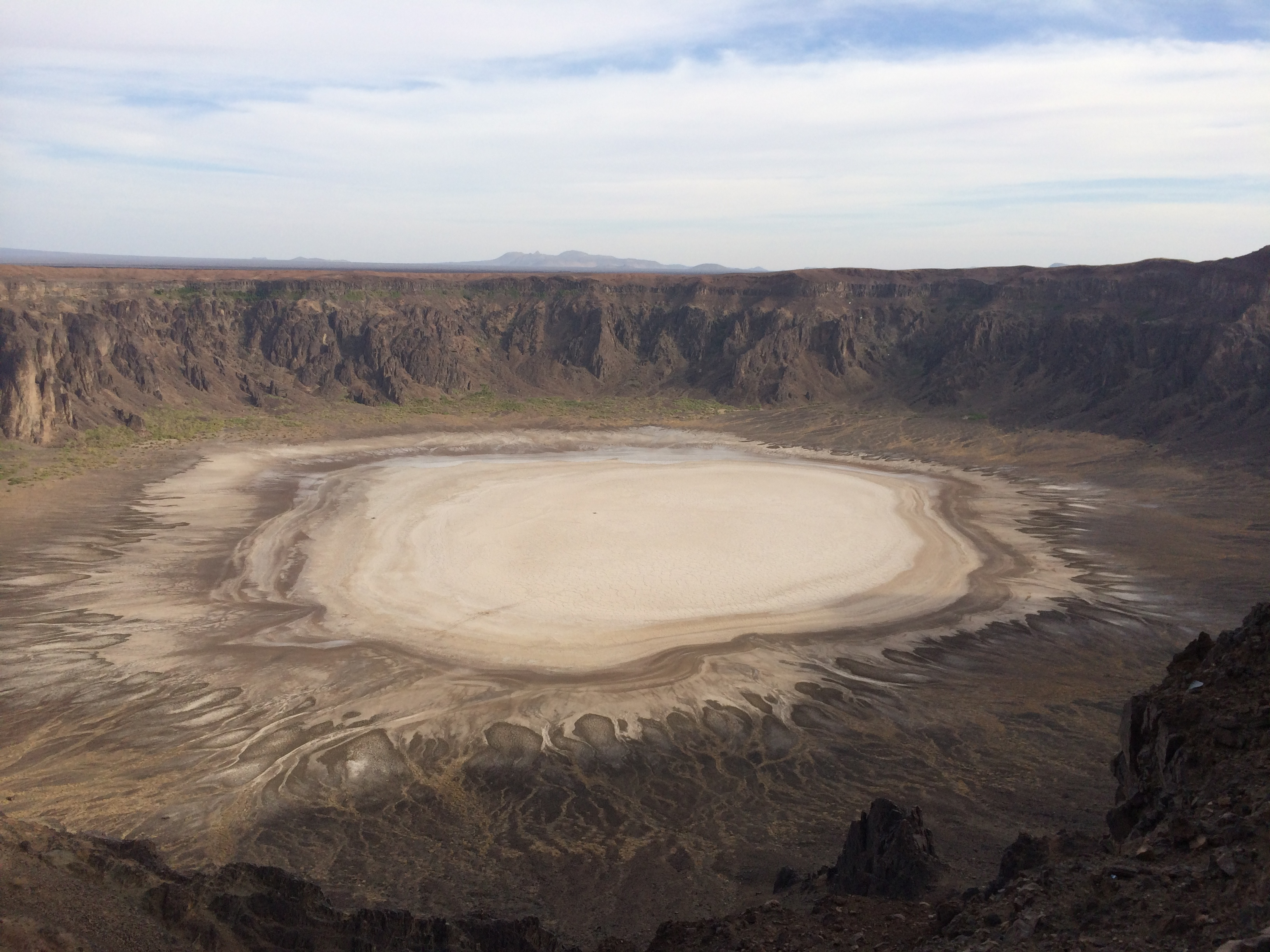
فوهة الوعبة بارتفاع 1105 م، تقع على الحافة الغربية من حرة كشب.

تنقسم أراضي السعودية جيولوجيًا إلى أربع نطاقات رئيسة هي:
- الدرع العربي: يغطي معظم الأجزاء الغربية للسعودية، حيث يمتد بمحاذاة ساحل خليج العقبة والبحر الأحمر، من الحدود مع الأردن شمًا لا، إلى الحدود مع اليمن جنوبًا، تبلغ مساحته نحو 630٫000 كم2، ويغطي نحو 32% من مساحة السعودية أي ثلث مساحة أراضيها، ويتراوح عرضه ما بين 50 و100 كم في الشمال، ويزداد اتساعه في الوسط ليبلغ أقصى عرض له نحو 700 كم، ثم يضيق في الجنوب ليتراوح عرضه ما بين 200 و250 كم. يتكون من صخور قاعدية نارية ومتحولة؛ من حقب ما قبل الكامبري؛ لذلك تعد صخوره أقدم صخور شبه الجزيرة العربية؛ حيث تتراوح أعمارها ما بين 450 و1000 مليون سنة؛ وتوجد دلائل تشير إلى وجود صخور به يصل عمرها إلى أكثر من 1600 مليون سنة. تعّرض الدرع العربي منذ تكوينه لحركات تشوّه وتحوّل إقليمية عديدة تسببت في اندثار معظم صفاته الأصلية، وتحوي صخوره معظم الرواسب المعدنية الفلزية في المملكة مثل الذهب، والفضة، والنحاس، والزنك، والحديد وغيرها.[167]
- الرصيف العربي: يسمى أيضاً الرف العربي، والغطاء الرسوبي، يقع إلى الشرق من الدرع العربي، ويغطي نحو ثلثي مساحة المملكة، أي نحو 68% من مساحتها، إذ تبلغ مساحته نحو 1٫320٫000 كم2، وقد كان الرصيف العربي جزءًا من بحر تيثس، ولكن بسبب حدوث بعض الحركات كانت المياه المحيطة بالدرع العربي تمتد وتنحسر على فترات، مخّلفة وراءها طبقات من الرواسب؛ والتي تحولت بفعل الدفن إلى صخور يزداد سمكها باتجاه الشرق، ليصل السُّمك في حوض الخليج العربي والربع الخالي إلى نحو 6000 م. تحوي صخور الرصيف العربي الرسوبية الثروات النفطية والغاز، وتحوي كذلك رواسب المعادن اللافلزية كالبوكسايت، والفوسفات، والطين، والحجر الجيري، وغيرها، كما تضم صخوره أكبر خزانات المياه العميقة في المملكة.[167]
- الحرّات: يطلق مسمى الحّرة في السعودية على البراكين من مخاريط وفوهات ومخرجاتها من لابات ورماد وغيرها. وقد تكونت الحّرات في المملكة خلال العصرين الثالث والرابع؛ نتيجة التدفقات البركانية التي صاحبت انكسار أخدود البحر الأحمر، وتتراوح أعمارها مابين 5 و30 مليون سنة، وتنتشر معظمها غربي المملكة، وتتكون معظمها من صخور بازلتية قلوية، وفي الغالب تعلو صخور الدرع العربي، وتمتد أساسًا من جنوب المملكة إلى شمالها على الخط البركاني (مكة - المدينة - النفود) الذي يحاذي خط الطول 40 درجة شرقًا تقريبًا، عدا حرّة الهُتيمة التي تكونت وسط السعودية. تبلغِ مساحة الحّرات نحو 90٫000 كم2، تمّثل نحو 4٫6% من مساحة أراضي السعودية، وتعد حرة رِهاط أكبر حرّات المملكة مساحة، إذ تبلغ نحو 20٫000 كم2. توجد بالسعودية العديد من الحرّات، ويعد بركان الملساء الواقع في أطراف حرّة رِهاط الشمالية الشرقية، جنوب شرق المدينة المنورة، آخر الثورات البركانية حدثت في عام 645 هـ (1256م) وذلك عندما تدفقت الحمم حتى وصلت إلى قرب أطراف المدينة المنورة الشرقية.[167]
- السهل الساحلي للبحر الأحمر: يشكل الحافة الشرقية لخسيف واسع يطلق عليه «أخدود البحر الأحمر» تحده من الشرق المرتفعات الغربية، وقد امتد واتسع نتيجة لانفراج قاع البحر الأحمر، كما يتكون السهل الساحلي من صخور رسوبية، وشِعَب مرجانية، ورواسب سطحية من أواخر حقب الحياة المتوسطة والحديثة (العصرين الثالث والرابع)، ويصل سُمك صخوره الرسوبية إلى نحو 5000 م.[167]

## الاقتصاد

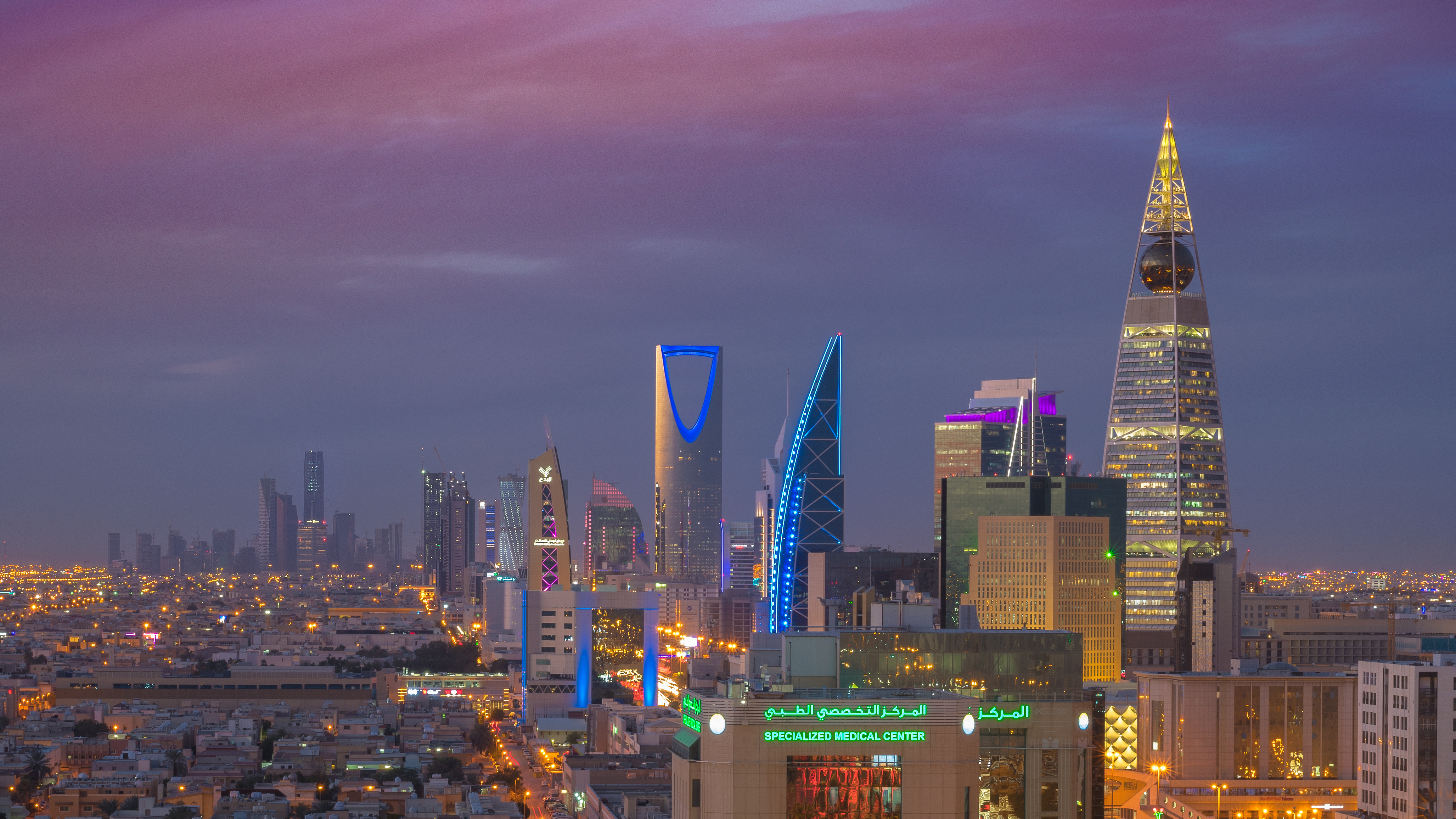
السعودية هي ثاني أكبر منتج للنفط في العالم بعد الولايات المتحدة، وهي أكبر مصدر للنفط وتمتلك 15% من إحتياطي النفط العالمي.

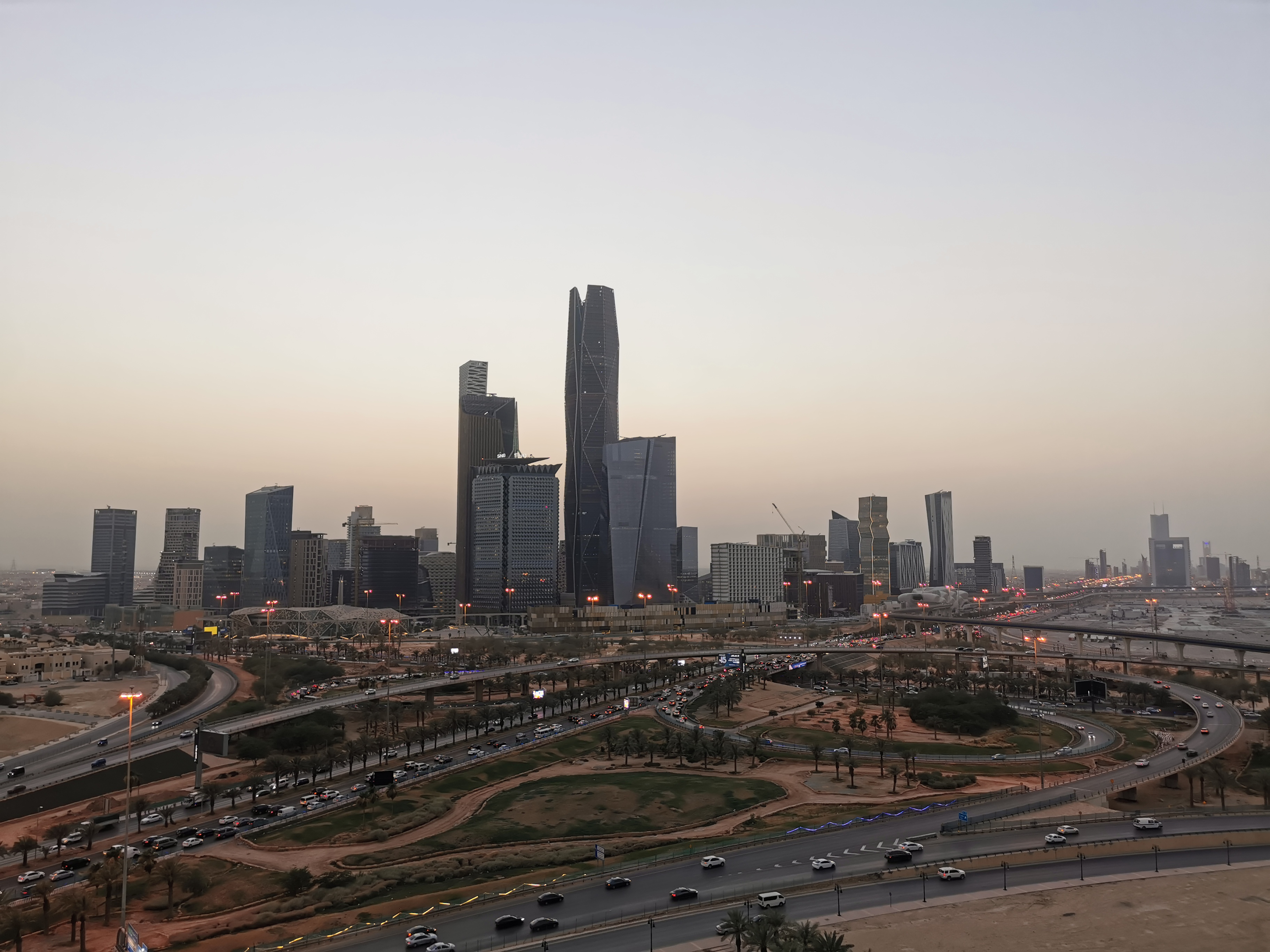
ناطحات السحاب في يمين|مركز الملك عبدالله المالي في الرياض.

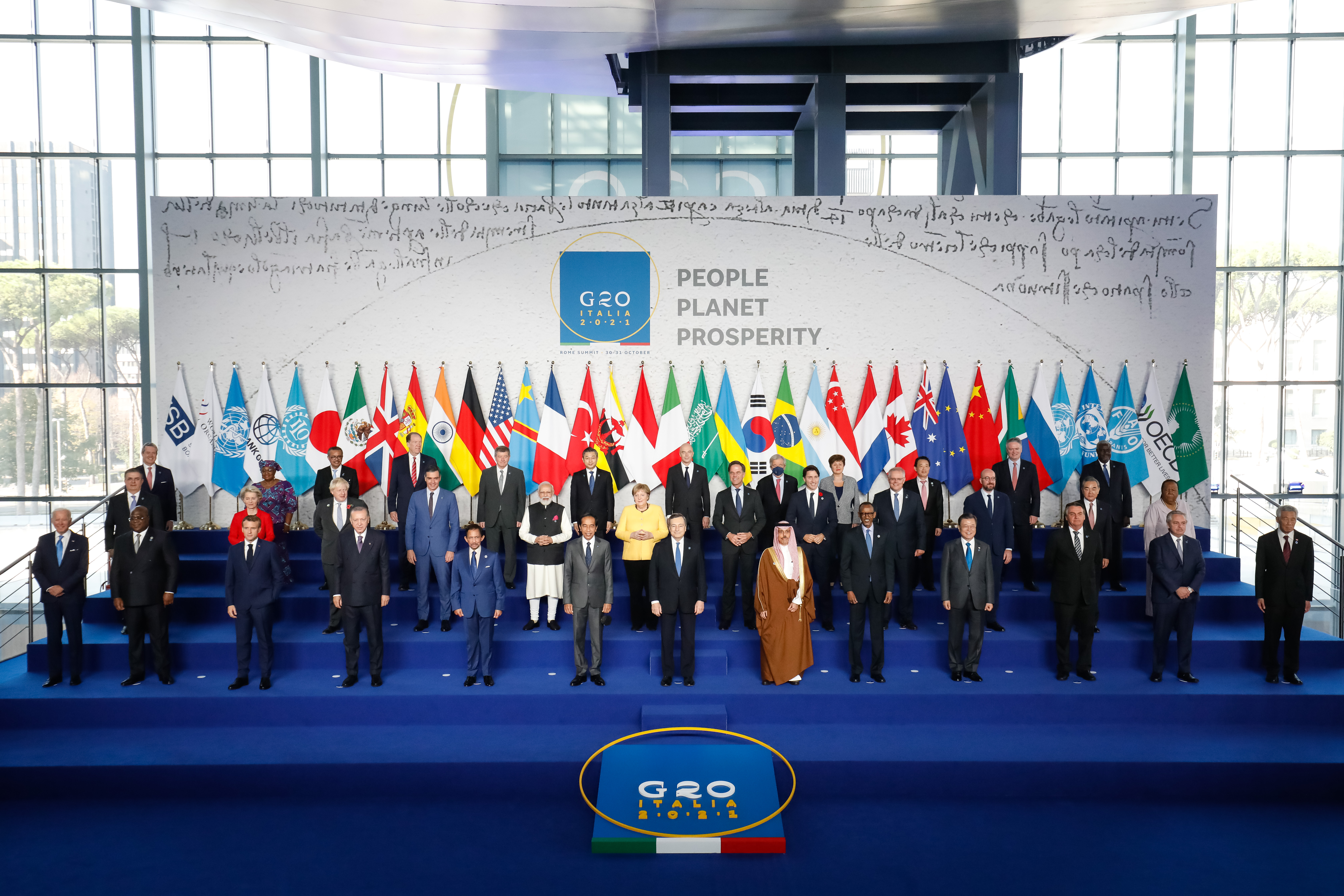
السعودية سابع أقوي 20 إقتصاد في العالم.

يشكل اقتصاد المملكة أكبر اقتصاد للسوق الحرة في منطقة الشرق الأوسط وشمال أفريقيا حيث تحتفظ المملكة بحصة قدرها 25 ٪ من الناتج المحلي الإجمالي لتلك الدول مجتمعة، ويمثل النفط العصب الرئيسي للاقتصاد السعودي حيث تحتل المملكة المرتبة الثانية عالميًا في احتياطي البترول بنسبة 17%، والثانية في الإنتاج والتصدير، وتمتلك 19% من إجمالي الاحتياطي العالمي للبترول، و12% من الإنتاج العالمي، وأكثر من 20% من مبيعات البترول في السوق العالمية، وللمملكة موارد طبيعية أخرى من المواد الخام الصناعية والمعادن مثل بوكسيت والحجر الجيري والجبس والفوسفات وخام الحديد، وحقق الاقتصاد السعودي في نهاية يوليو عام 2014م / 1435 هـ المركز الثالث كأكبر اقتصاد عالمي في إجمالي الأصول الاحتياطية حيث بلغ إجمالي الاحتياطات بما فيها الذهب 738 مليار دولار بعد الصين واليابان، واحتل أيضا المركز الثالث عالميا في فائض الحساب الجاري حيث بلغ فائض الحساب 132 مليار دولار بعد ألمانيا والصين، ويصنف الاقتصاد السعودي في المرتبة 17 ضمن أكبر 20 اقتصاد في العالم، وتحتل المملكة المرتبة الـ3 من بين مجموعة دول العشرين G20، والمركز 6 عالميا في معيار التنافسية العالمي وذلك حسب التقرير الصادر عن مركز التنافسية العالمي.
يتبع اقتصاد المملكة على نظام آليات السوق الذي يقوم على العرض والطلب وعلى المنافسة ولا توجد قيود على عمليات الصرف الأجنبي، كما لا يوجد حظر أو قيود كمية على الواردات من السلع باستثناء عدد قليل من السلع الممنوع استيرادها لأسباب شرعية أو تتعلق بالأمن القومي وحماية الصحة العامة للمواطنين، وتتسم التعرفة الجمركية على الواردات بالانخفاض بل وتعفى بعض السلع الأساسية المستوردة من الرسوم الجمركية. يتكون النظام المالي للمملكة من البنك المركزي السعودي والمصارف التجارية ومؤسسات الإقراض المتخصصة وسوق الأوراق المالية (تداول) الذي يبلغ رؤوس أموال شركاته في أكتوبر من عام 2014م / 1435 هـ 122 مليار دولار بينما تبلغ قيمتها السوقية 584 مليار دولار، وقد تم تنظيم القطاع المصرفي وفق نظام مراقبة المصارف الصادر بالمرسوم الملكي في عام 1385 هـ / 1966، ويقوم مجلس الوزراء السعودي بإصدار تراخيص لإنشاء المصارف.
بلغ إجمالي قوة العمل في المملكة وفقا لنتائج مسح مصلحة الإحصاءات العامة والمعلومات خلال الربع الأول من عام 2023م / 1445هـ أن قوة العمل الوطنية بلغت 15.363,372 مليون فرد، منهم 12,492,203 مليون فرد من الذكور أي ما يمثل (37,9 %)، و2,871,169 مليون فرد من الإناث يمثلون (62.1%)، فيما بلغ إجمالي عدد المشتغلين السعوديين 3,870,481 مليون فرد يمثلون (52.4%)، منهم 2,354,750 مليون فرد من الذكور أي ما يعادل(68.3%)، و1,515.731 فرد من الإناث أي ما يعادل (36%)، في حين بلغت نسبة المتعطلين السعوديين (8.5%) منهم (4.6%) من الذكور فيما يمثلن الإناث نسبة(16.1%)، ويبلغ إجمالي العمالة الوافدة عام 2023م/ / 1445هـ ما مجموعة 11,492,891 مليون وافد، وبذلك تصنف المملكة في المرتبة الرابعة بعد الولايات المتحدة وروسيا وألمانيا في استقدام العمالة على مستوى العالم.

### العملة

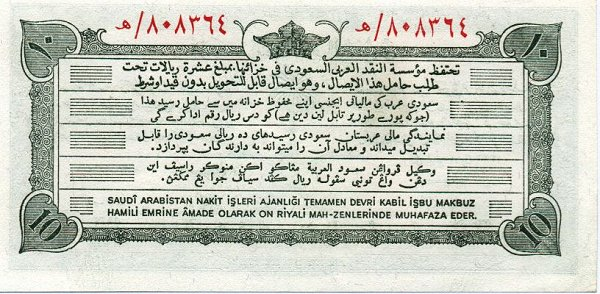
إيصال حجاج فئة عشرة ريالات الإصدار الأول سنة 1371 هـ / 1952.

العملة هي الريال السعودي، ويعود إصداره إلى عهد الملك عبد العزيز وذلك بعد تحويل البلاد من مملكة الحجاز ونجد وملحقاتها إلى المملكة العربية السعودية، حيث صدر مرسوم ملكي برقم (2716) وتاريخ 7 جمادى الأولى 1351 هـ الموافق 22 سبتمبر 1932م. إلا أن هذا اللقب لم يظهر على النقود إلا في سنة 1354 هـ الموافقة لسنة 1935م.
في 14 ذو القعدة 1372 هـ الموافق 25 يوليو 1953م، قامت مؤسسة النقد بإصدار ما عرف آنذاك بإيصالات الحجاج وطرحها للتداول، وقد كانت تلك الإيصالات من فئة العشرة ريالات، والتي طبع منها خمسة ملايين إيصال، كطبعة أولى، كتب على هذا الإيصال عبارات متعددة باللغة العربية، والفارسية، والإنجليزية، والأردية، والتركية، والمالاوية، ما يحفظ لحاملها قيمة هذا الإيصال من الريالات الفضية السعودية. وقد لاقت الاستحسان والقبول من قبل الحجاج، ما دفع بالمؤسسة إلى إعادة إصدار تلك الفئة وفئتين جديدتين أخريين من فئة الخمسة ريالات سنة 1373 هـ (1954م)، وفئة الريال الواحد سنة 1375 هـ (1956م)، ولم يستبدل المواطنين والحجاج تلك الإيصالات بالعملة المعدنية، بل استمروا في تداولها.

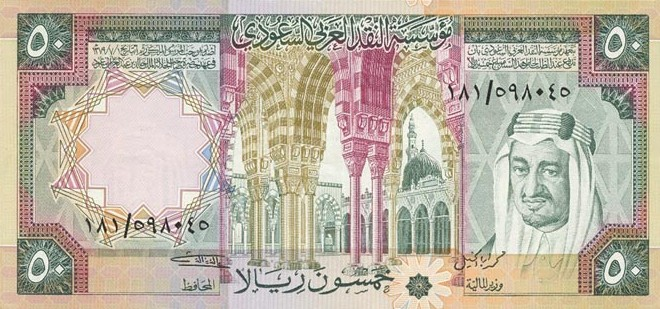
عملة من فئة خمسون ريالاً، طبعت عام 1977 في عهد الملك خالد بن عبدالعزيز.

لاحقًا أصدرت عملة الريال السعودي الورقية من فئة 1، 5، 10، 50، 100، في إصداراتها الثلاثة الأولى بعد إصدار إيصالات الحجاج، وذلك في عهد سعود بن عبد العزيز وفيصل وخالد، على التوالي، كما تمت ولأول مرة إضافة صورة لملك على العملة الورقية النقدية في عهد الملك خالد وكانت تحمل صورة الملك فيصل في جميع فئاتها ما عدا فئة 100 ريال التي حملت صورة الملك عبد العزيز. في الإصدار الرابع وتحديدًا في عهد فهد بن عبد العزيز تمت إضافة فئة 500 ريال التي حملت صورة عبد العزيز بينما بقية الفئات حملت صورته، وقد تم في عهده أيضاً عمل إصدار خاص بمناسبة المئوية على تأسيس المملكة، ويشمل هذا الإصدار على فئتي 20 و200 ريال وقد حملت صورة عبد العزيز.
في سنة 1428 هـ الموافقة 2007 - 2008، في عهد عبد الله بن عبد العزيز تم طرح الإصدار الخامس والذي جاء بنفس الفئات المستخدمة في الإصدار الرابع دون الإصدار الخاص بمناسبة المئوية، وهذا الإصدار يحمل صورة عبد الله بن عبد العزيز في جميع فئاته ما عدا فئة 500 ريال التي تحمل صورة الملك عبد العزيز. الريال السعودي مرتبط بالدولار الأمريكي، فالدولار الأمريكي يساوي 3.75 ريال سعودي.

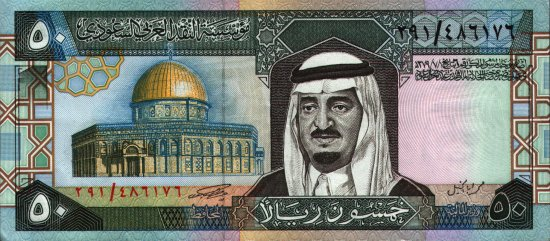
عملة من فئة خمسون ريالاً، طبعت سنة 1983 في عهد الملك فهد بن عبد العزيز.

 في ديسمبر 2016، دشَّن البنك المركزي السعودي الإصدار السادس للعملة، والتي تحمل صورة الملك سلمان بن عبد العزيز على جميع فئاتها التي تضمنت سبعة معدنية وخمسة ورقية، مع بقاء صورة الملك عبد العزيز على فئة 500 ريال. وعززت المؤسسة مواصفات العملة الورقية لإطالة عمرها الافتراضي، وإضافة شريط أمني ثلاثي الأبعاد، وطباعة بارزة تساعد المكفوفين في التعرّف على فئات الإصدار. كما استبدلت الريال الورقي بآخر معدني، والذي يصل عمره الافتراضي إلى نحو 20 عامًا، مع إصدار فئات أخرى جديدة من العملة المعدنية وهي: الريالين، وهللة واحدة، و5 هللات، و10 هللات، و25 هللة، و50 هللة.

### الموارد الطبيعية

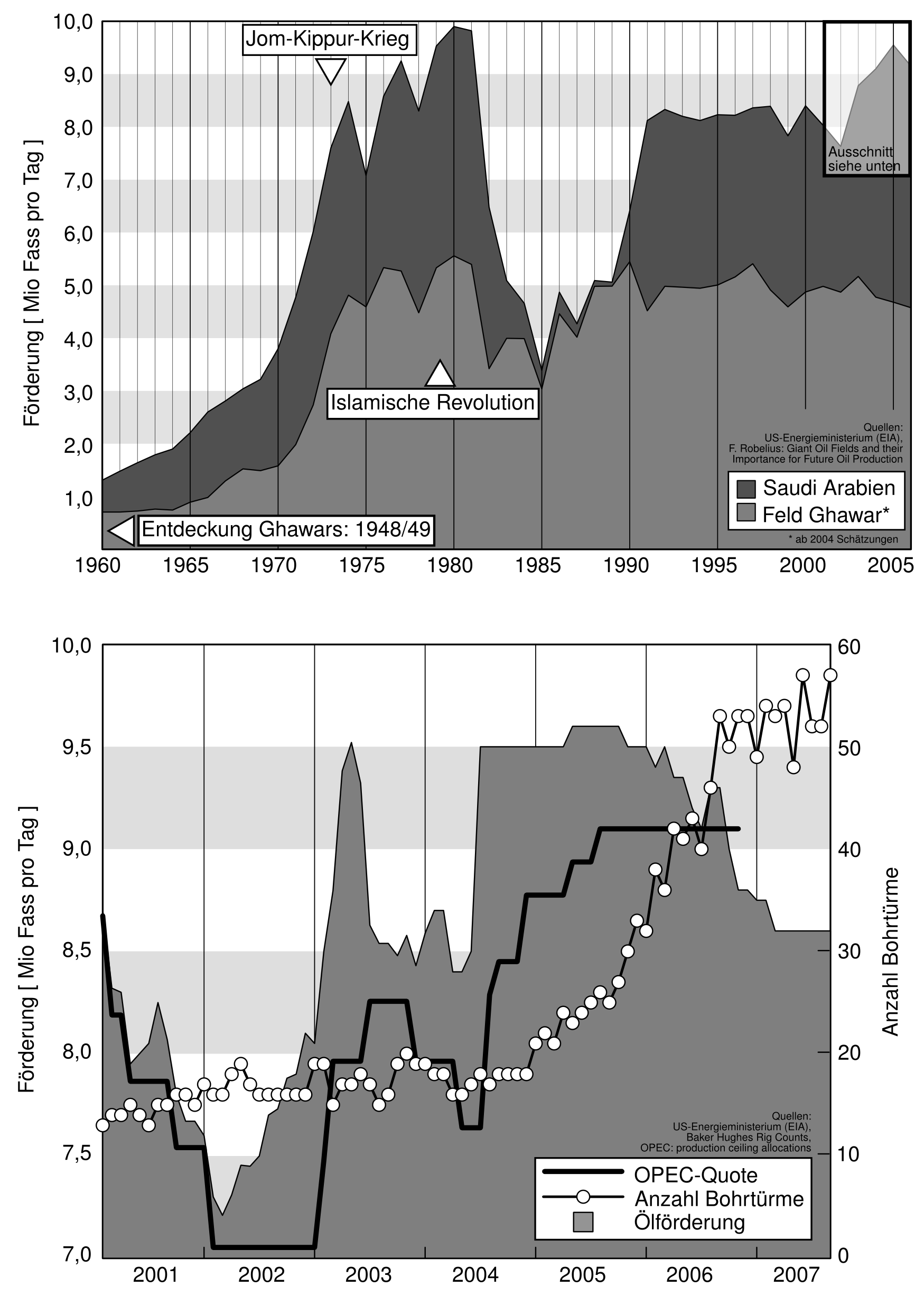
الصورة العليا: إنتاج السعودية الكلي، حقل الغوار.
الصورة السفلى: مقارنة بين كمية استخراج النفط وتزايد عدد الآبار في السعودية.

يعتبر قطاع الطاقة من أبرز القطاعات الاقتصادية في السعودية، فالاقتصاد السعودي لا يزال يعتمد بدرجة كبيرة على النفط والصناعات البترولية ذات الصلة، بما في ذلك صناعة البتروكيماويات وتكرير النفط. كما تملك السعودية أضخم مورد من الترسبات المعدنية في الشرق الأوسط؛ والامتيازات متاحة على نطاق البلاد للصناعات المعدنية والمعادن الثمينة.

#### النفط
تعد السعودية أهم وأكبر دول العالم إنتاجًا للنفط حيث يتراوح متوسط إنتاجها اليومي 10.1 مليون برميل يوميًا (2023م / 1445هـ)، كما تحتل المركز الثاني بين دول العالم من ناحية الاحتياطي، فالمملكة تمتلك 19% من الاحتياطي العالمي، و12% من الإنتاج العالمي، وأكثر من 20% من مبيعات البترول في السوق العالمية، كما تمتلك طاقة تكريرية تصل إلى أكثر من خمسة ملايين برميل يوميًا.
يقدر إنتاج البترول 409.2 مليون طن، احتياط 36.2 مليار طن، ولبيان مدى ضخامة احتياطيات المملكة، وعلى سبيل المثال فقط، فإنه بوسع المملكة مواصلة الإنتاج بمعدل يبلغ 9.5 مليون برميل في اليوم – قياسًا على الاحتياطيات الثابتة فقط – لما يقرب من 80 سنة. أما إذا ما أُخذت الاحتياطيات المحتملة والممكنة في الاعتبار فيمكن أن يستمر الإنتاج لأكثر من 100 سنة. كما يمكن أن تضيف الموارد غير المكتشفة عقودًا إضافية عديدة إلى عمر الإنتاج.
يذكر أن المملكة قامت بمنح امتياز للتنقيب عن البترول للنقابة الشرقية العامة في عام 1341 هـ / 1923م، وذلك قبل أن يتم توحيد البلاد، وقد انتهى ذلك الامتياز في العام 1346 هـ / 1928م، حيث لم تقم النقابة بإجراء أي أعمال تنقيبية.

#### المعادن

قطار تعدين محملاً بخام الفوسفات في رحلة من منجم حزم الجلاميد إلى ميناء رأس الخير، قاطعا مسافة بطول 1400 كيلومتر.

تحتوي أرض المملكة على العديد من المعادن ولعل من أهم الاستثمارات التعدينية القائمة منذ زمن طويل هي مناجم الذهب، ومنها منجم مهد الذهب ومنجم الذهب بالصخييرات ومنجم الأمار، حيث يتجاوز إجمالي قيمة المخزون الجيولوجي في المملكة 5 ترليون ريال، تتركز معظمها في منطقة الدرع العربي، وتسعى المملكة إلى تطوير قطاع التعدين ضمن رؤية المملكة 2030 ليصبح الركيزة الثالثة للاقتصاد السعودي مع النفط والبتروكيميائيات، من خلال تنفيذ إستراتيجية شاملة تتضمن 24 مبادرة للمساهمة في إجمالي الناتج المحلي من 17 مليار دولار حاليا إلى 64 مليار دولار، وتوفير أكثر من 160 ألف وظيفة بحلول عام 2030م. تشير الدراسات التي أجرتها وزارة الطاقة والصناعة والثروة المعدنية إلى وجود مخزون ضخم من المعادن المختلفة في ارض المملكة ومنها الذهب والفضة والبلاتين والنحاس والزنك والرصاص، إضافة إلى خامات النيوبيوم والتيتانيوم والليثيوم وبعض العناصر النادرة والمشعة. كما يوجد فيها الفوسفات الذي يتواجد بشكل مكثف في منطقة الجلاميد شمال المملكة. وتحتضن منطقة الحدود الشمالية حوالي 7% من المخزون العالمي منه. باحتياط يبلغ (2.3) إلى (7.3) مليار طن متري تقريبًا، وذلك بقيمة 321 مليار دولار، مما جعلها في المركز السابع عالميا في كمية الاحتياطيات والثالث عالمیًا في الإنتاج. ويتواجد معدنا الذهب والفضة في مشروع منجم الحجار بمنطقة عسير، ومنجم الآمار الذي يحتوي على كميات من السلفايد المحتوي للذهب وكذلك معدنا الزنك والنحاس، وهناك منجم ضرغط لإنتاج المغنزايت المنصهر بالقرب من حائل، وكذلك منجم منطقة الزبيرة الذي يستخدم لاستخراج معدن البوكسايت الذي تعتمد عليه مصانع الالمنيوم، وهناك منجم جبل صايد للنحاس وكذلك منجم الزنك في الخنيقية. كما تم اكتشاف نحو أكثر من 5300 معدني تقدر قيمة الثروات المعدنية فيه ب5 تريليونات.

#### الغاز
تحتل السعودية المرتبة الثانية في إنتاج الغاز الطبيعي، رابع دولة في العالم تمتلك احتياطيات للغاز تقدر بحوالي 246,7 تريليون قدم مكعب قياسية، منها 156,9 من الغاز غير المصاحب، تتوزع على مجموع حقول الغاز العشرة، كما أن إنتاجها من الغاز في الفترة الحالية يصل إلى 18 مليار قدم مكعب يومياً، وقد تمكنت من إنتاج 4.02 تريليون قدم مكعبة قياسية من الغاز خلال عام 2022م/ 1444هـ  وتخطط شركة أرامكو السعودية في المضي قدما لرفع احتياطيات المملكة من الغاز الطبيعي بنسبة 50- 60% وذلك عن طريق إضافة 4آلاف كيلومتر من خطوط الغاز.
ويبلغ نصف احتياطات المملكة الحالية من الغاز الطبيعي من الغاز المصاحب للبترول والذي يعتمد استخراجه على إنتاج البترول الخام، وتشير المعلومات الجيولوجية أن أراضي المملكة تحتوي على احتياطات مقدرة من الغاز الصخري تزيد على 645 تريليون قدم مكعب من الممكن إضافتها إلى الاحتياطيات المؤكدة الحالية من الغاز التقليدي.

### الصناعة

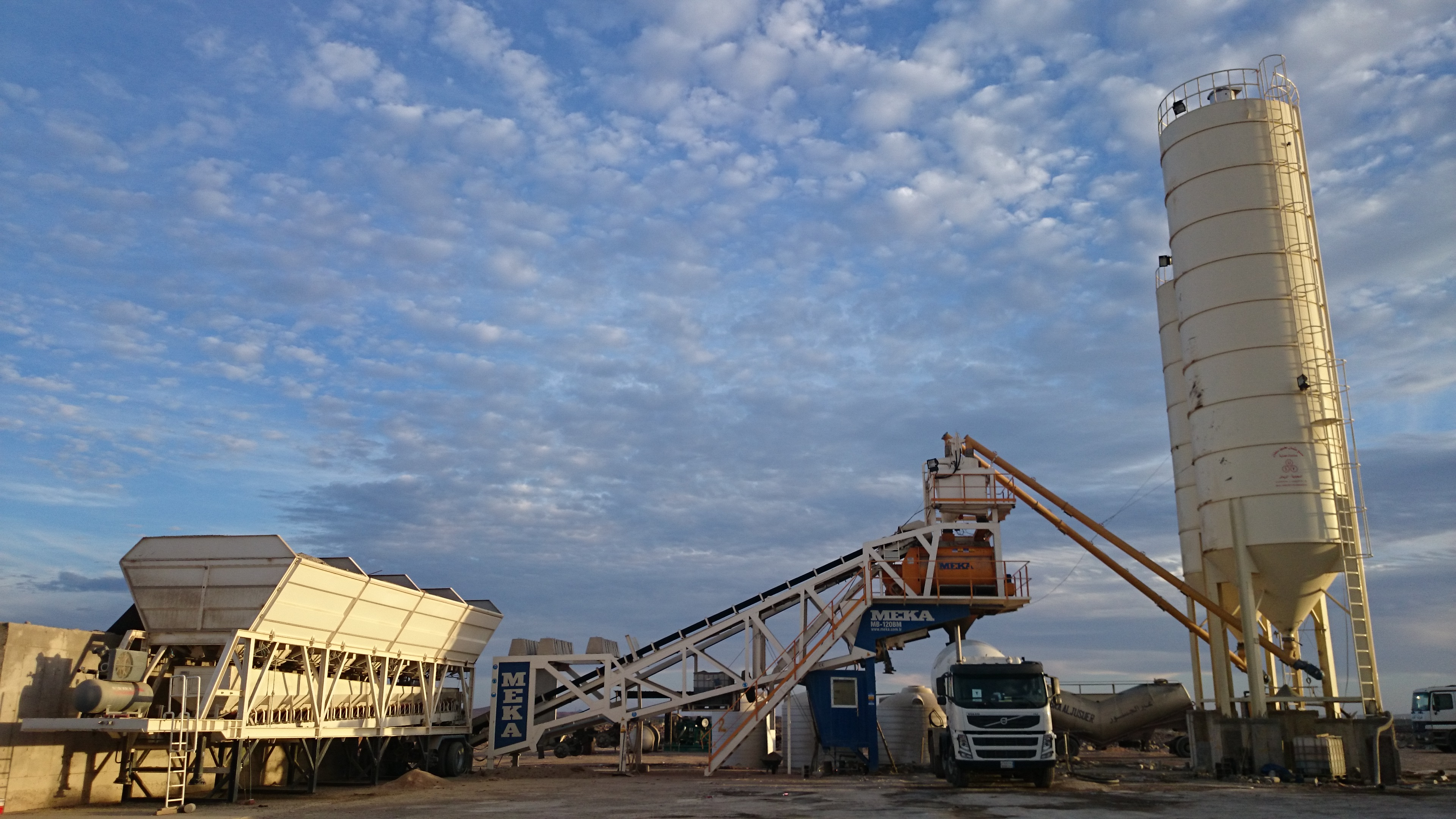
الصناعة في السعودية.

ترتبط الصناعة في السعودية بالنفط والغاز الطبيعي: تكرير وبترو كيمياء. وأهم المنتوجات الصناعية: الأسمنت القطران، قضبان الفولاذ، الإيثيلين، العلف، جليكول الإثيلين، الإيثانول الصناعي، ديكلورور الإثيلين، الستيارين، الصودا الكاوية، الازوت، حمض السيتريك، الاوكسجين، الميلامين، وهناك أيضا تحلية مياه البحر وصناعة المواد الغذائية. يتناول نزع الملح من مياه البحر 6.6 مليون متر مكعب من الماء في اليوم، وأكثر من 2 مليار متر مكعب من الماء في السنة. وليست هذه الكمية بشيء يذكر أمام ال 1مليار متر مكعب التي تؤمنها سنويًا المياه الجوفية والتي تستهلكها الزراعة. وفي موازاة ذلك تشهد اليوم المملكة نمواً كبيرًا في مجال الصناعات الزراعية - الغذائية وصناعة المواد الاستهلاكية التي تقوم على رؤوس الأموال الخاصة، يبلغ عدد المصانع العاملة في المملكة 10,982مصنعاً برأس مال مستثمر بحوالي يزيد عن تريليون ريال بحجم عمالة يبلغ 736,259عامل في عام 2023م / 1445 هـ،  وبلغ إجمالي الناتج المحلي للصناعات التحويلية أكثر من 283 بليوناً بنهاية عام 2013 1434 هـ، وقد حققت الصادرات الصناعية (من دون منتجات النفط) 16,9 مليار ريال سعودي (4 مليار دولار) توزعت بين المنتجات البتروكيميائية واللدائن والمطاط 27.4% والمنتجات التحويلية الأخرى 31.4% وذلك بنهاية عام 2013 / 1434 هـ.
يتكوّن هيكل الإنتاج الصناعي في السعودية من وحدتين رئيسيتين هما:
- الصناعات الأساسية (الثقيلة): تعتمد في معظمها على النفط لتوفير المواد الخام. ويقوم بتمويلها وتشغيلها القطاع العام نظرًا لضخامة حجم استثماراتها وتقنيتها المتطوّرة واستهلاكها المكثّف للطاقة. وتتمثل تلك الصناعات في إنتاج مصافي تكرير النفط والبالغ 652 مليون برميل سنويًا، وفي قطاع الصناعات البتروكيميائية وهو أكبر قطاع بعد النفط في المملكة، والمصنف رقم 11 عالميًا في مجال توريد البتروكيماويات والذي يشكل (7 %)من الإنتاج العالمي، ويستحوذ على نسبة (70 %) من صناعة البتروكيماويات عربيا.[213] إلى جانب صناعة المعادن الثقيلة والتي بلغ إنتاجها 14 مليون طن في عام 1411 هـ / 1990.
- الصناعات التحويلية (المتوسطة): تتكون من سلسلة متنوعة من الصناعات كالمواد الغذائية ومواد البناء والصناعات الكيميائية والمعدنية المختلفة. ويملك هذه الصناعات ويديرها القطاع الخاص الذي يحصل من الدولة على عدة حوافز مالية وتشجيعية، مثل تقديم القروض الصناعية طويلة الأجل دون فوائد، وتأجير الأراضي للمصانع وسكن العمال في المناطق الصناعية المجهزّة بكامل المرافق والخدمات بأسعار رمزية، وإعطاء الأفضلية للمنتجات الوطنية عند الشراء لمؤسسات الدولة والإعفاء الكامل من أنواع الضرائب كافة ما عدا الزكاة الإسلامية التي تُحسب بواقع 2,5% من رأس المال إذا حال عليه الحول (مرّ عليه عام كامل).

| صنع المنتجات الغذائية                                                           | 1,413  | 111,489   | 111,354 |
| صنع المشروبات                                                                   | 308    | 24,962    | 33,880  |
| صنع المنسوجات                                                                   | 115    | 6,710     | 8,905   |
| صنع الملبوسات                                                                   | 186    | 1,594     | 13,454  |
| صنع المنتجات الجلدية والمنتجات ذات الصلة                                        | 24     | 580       | 1,623   |
| صنع الخشب ومنتجات الخشب والفلين، باستثناء الأثاث؛ صنع أصناف من القش ومواد الضفر | 204    | 3,007     | 11,384  |
| صنع الورق ومنتجات الورق                                                         | 451    | 17,871    | 27,113  |
| الطباعة واستنساخ وسائط الإعلام المسجلة                                          | 45     | 2,265     | 2,1444  |
| صنع فحم الكوك والمنتجات النفطية المكررة                                         | 116    | 87,734    | 9,255   |
| صنع المواد الكيميائية والمنتجات الكيميائية                                      | 1,061  | 471,253   | 67,463  |
| صنع المنتجات الصيدلانية الاساسية والمستحضرات الصيدلانية                         | 85     | 11,085    | 8,777   |
| صنع منتجات المطاط واللدائن                                                      | 1,350  | 78,989    | 68,473  |
| صنع منتجات المعادن اللافلزية الأخرى                                             | 1,974  | 335,766   | 137,878 |
| صنع الفلزات القاعدية                                                            | 539    | 107,913   | 52,197  |
| صنع منتجات المعادن المشكلة، باستثناء الالات والمعدات                            | 1,291  | 41,440    | 72,165  |
| صنع الحواسيب والمنتجات الالكترونية والبصرية                                     | 70     | 3,414     | 4,671   |
| صنع المعدات الكهربائية                                                          | 348    | 24,654    | 24,647  |
| صنع الالات والمعدات غير المصنفة في موضع اخر                                     | 385    | 27,394    | 23,470  |
| صنع المركبات ذات المحركات والمركبات المقطورة ونصف المقطورة                      | 161    | 6,004     | 9,790   |
| صنع معدات النقل الأخرى                                                          | 18     | 4,234     | 5,819   |
| صنع الاثاث                                                                      | 458    | 3,394     | 24,812  |
| الصناعات التحويلية الأخرى                                                       | 274    | 17,107    | 14,086  |
| الكهرباء والغاز والبخار وتكييف الهواء                                           | 85     | 70,497    | 2,347   |
| تجميع المياه ومعالجتها وتوصيلها                                                 | 20     | 17,713    | 381     |
| جمع النفايات ومعالجتها وتصريفها، واسترجاع المواد                                | 1      | 59        | 171     |
| المجموع                                                                         | 10.982 | 1,477,131 | 736,259 |

### المبادرات الاقتصادية
قامت الحكومة السعودية بالعدديد من المبادرات والتشريعات الاقتصادية بهدف توسيع القاعدة الاقتصادية في السعودية وتنويعها، ففي عام 1974م / 1395 هـ أنشيء صندوق التنمية الصناعية السعودي، وبلغ إجمالي ما صرف لتأسيس مصانع من إنشاء الصندوق حتى عام 2013م / 1434 هـ 105 مليار ريال، وفي عام 1975 / 1396 هـ أنشئت الهيئة الملكية للجبيل وينبع، وفي عام 2009م / 1430 هـ اضيف للهيئة مدينة أخرى هي رأس الخير، وتهدف الهيئة لتنويع القاعدة الصناعية في السعودية، واستطاعت الهيئة حتى 2013م / 1434 هـ من إنشاء 600 مصنع وجلب استثمارت محلية وأجنبية تبلغ 776 مليار ريال، وفي عام 1999م / 1420 هـ أنشئ المجلس الاقتصادي الأعلى كمنسق بين الهيئات والوكالات الاقتصادية العديدة في المملكة، وفي عام 2000م / 1421 هـ أنشئت الهيئة العامة للاستثمار وهي المسؤولة عن إدارة البيئة الاستثمارية في البلد، وفي عام 2001م / 1422 هـ أنشئت الهيئة السعودية للمدن الصناعية ومناطق التقنية، والتي بدورها أنشأت وتدير 32 مدينة صناعية متكاملة، وفي عام 2006م / 1427 هـ أسست الحكومة السعودية أربع مدن اقتصادية كبيرة، وهي مدينة الملك عبد الله الاقتصادية ومدينة المعرفة الاقتصادية ومدينة الأمير عبد العزيز بن مساعد الاقتصادية ومدينة جازان الاقتصادية، وفي عام 2023م/ 1444هـ قام ولي العهد السعودي محمد بن سلمان بإنشاء 4 مدن اقتصادية في الرياض وجازان ورأس الخير ومدينة الملك عبد الله الاقتصادية بهدف جذب الشركات الدولية، وتشجيع الاستثمار الأجنبي المباشر، من خلال إيجاد بنية تحتية عالمية المستوى، وتشمل الحوافز المقدمة للشركات معدلات ضرائب تنافسية، وإعفاء للواردات ومدخلات الإنتاج والآلات والمواد الخام من الرسوم الجمركية، والسماح بالملكية الأجنبية بنسبة 100%.

### الزراعة

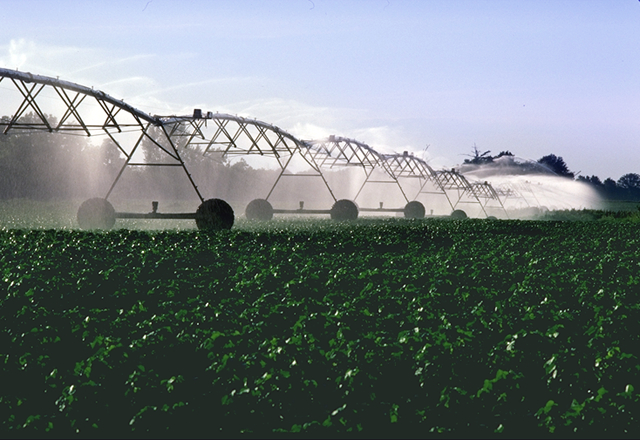
يستخدم الري المحوري في أغلب الأراضي الزراعية في السعودية ولا سيما الصحراوية منها.

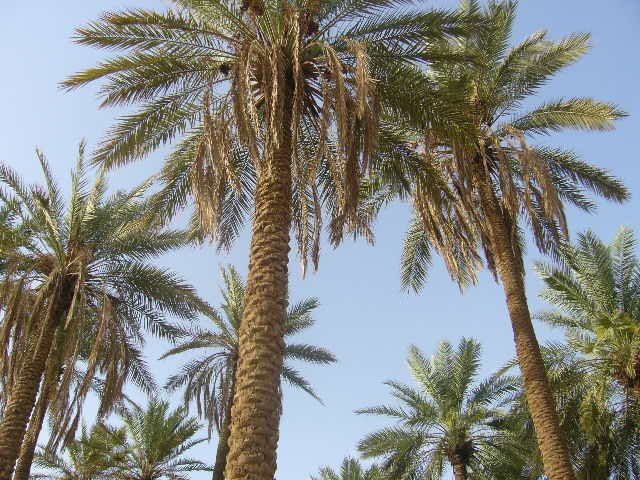
مزرعة بها أشجار نخيل في عنيزة.

تطورت الزراعة في السعودية تطوُّرًا ملحوظ على مدى العقود الماضية، فعلى الرغم من كون السعودية تشكل في غالبيتها أرض صحراوية هناك العديد من المناطق التي تمثل مناخًا وأرضاً خصبة للزراعة في نواحٍ مختلفة من الدولة، إذ تبلغ المساحة الصالحة للزراعة 48.9 مليون هكتار تشكل ما مقداره 22.7% من إجمالي مساحة المملكة في حين تبلغ مساحة الأراضي القابلة للاستصلاح 3.8 مليون هكتار، وقد ساهمت الدولة كذلك على تحويل عدد من المناطق الصحراوية إلى أراضٍ زراعية من خلال تنفيذ مشاريع الري واعتماد هذه الآلية على نطاق واسع. ارتفع الناتج المحلي الزراعي في 2013م / 1434 هـ إلى 51.6 مليار ريال سعودي مقابل 6.3 مليار سنة 1981م / 1401 هـ، و990 مليون ريال سنة 1970م 1390 هـ.

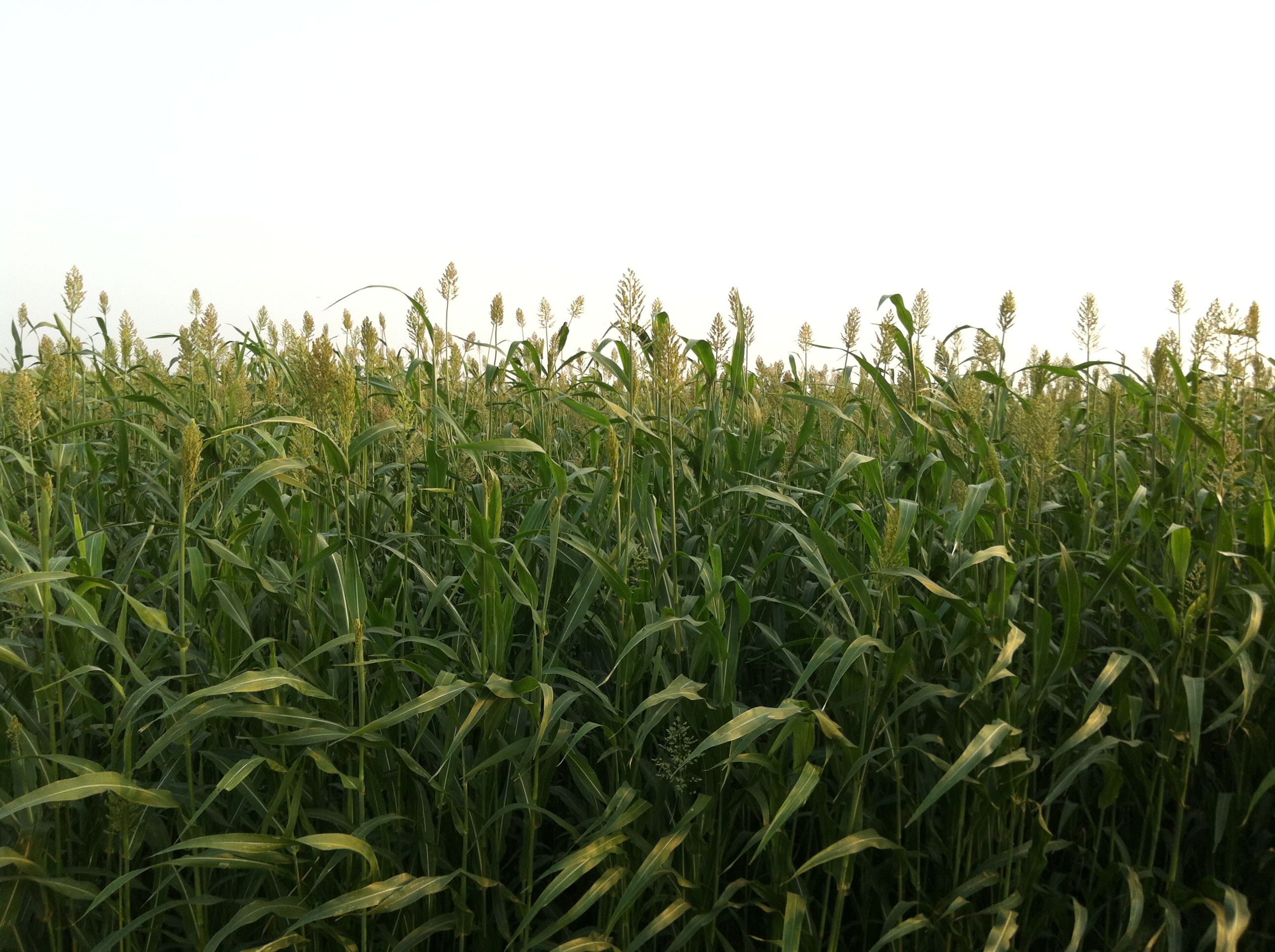
تعتبر الذرة الرفيعة من أهم المحاصيل التي تشتهر بها المنطقة الجنوبية، اللقطة من إحدى مزارع منطقة جازان.

في 2005م / 1426 هـ عملت الدولة على إدخال القطاع الزراعي العضوي بشكل ملموس، تبع ذلك عدد من المراحل التي تعمل على تطوير سوق المنتجات العضوية لتسهيل وصول المشغلين للسوق وتطوير سلاسل القيم العضوية على المستوى الوطني، وبالتزامن مع ذلك قام المشروع بوضع السياسات الأولى للزراعة العضوية سعيًا إلى تنفيذ تدابير الدعم الحكومي من أجل تطوير مستدام. كما تشجع الدولة على الزراعة من خلال تقديم قروض زراعية دون فوائد وعلى المدى الطويل، وتعتبر وزارة الزراعة هي المسؤولة عن السياسات الزراعية في البلاد، كما أن القطاع الخاص يلعب دورا مهمًا في ذلك أيضاً.
في 2008م / 1429 هـ بلغ إنتاج المحاصيل الزراعية ما مقداره 97 مليون طن، وتتنوع ما بين منتجات الحبوب والتي قدرت بنحو 24 مليون طن يتصدرها القمح بحوالي 19.86 مليون طن ويأتي بعدها كل من الشعير والذرة البيضاء والسمسم، بالإضافة إلى الخضروات التي بلغ إنتاجها 27 مليون طن ومن أهمها الطماطم بواقع 5 ملايين طن والبطيخ 3.64 مليون طن يلي ذلك كل من البطاطس والخيار والشمام، وبلغ إجمالي إنتاج الفواكه ومن ضمنها التمور 16 مليون طن، وبلغ إنتاج الأعلاف الخضراء 30 مليون طن.
تعد السعودية من الدول الرائدة في زراعة النخيل وإنتاج التمور، إذ قُدِّر الإنتاج في عام 2011م / 1432 هـ بحوالي 992 ألف طن، كما أن المساحة المزروعة في نفس السنة بلغت نحو 156 ألف هكتار، ويقدر عدد النخيل في المملكة بحوالي 23,7 مليون نخلة، وتتميز بتعدد أصنافها إذ وصلت إلى نحو 400 صنف، وهذه الأصناف تختلف باختلاف المناطق. كما أثبتت زراعة المانجو نجاحها في المنطقة الجنوبية وأبرزها منطقة جازان بواقع ثلاثين صنفًا، كما تم مؤخرًا العمل على زراعة البن حيث أثبتت التجربة نجاحها في عدد من المدرجات الزراعية الجبلية.
وقدرت كمية الإنتاج الزراعي في المملكة العربية السعودية حسب إحصائية سنة 2022م/ 1444هـ بحوالي 95,298 طن، منها 67,610 طن فاكهة، و15,192طن تمور، و8,101 كن أعلاف، و2,518 طن خضار، و294 طن نباتات طبية وعطرية، وتبلغ مساحة المزروع من كل نوع 12,099 هكتار فاكهة، و6,000 هكتار نخيل، و695 هكتار أعلاف، و689 هكتار حبوب، و260 هكتار خضار، 237 هكتار نباتات طبية وعطرية، ومساحتها مجتمعة 23,315 هكتار، 3,335 المتبقة منها أراضي بكر وبور.

### المياه والسدود
تقع السعودية في منطقة جغرافية تفتقر إلى المياه العذبة، ولم تحظ بمصادر طبيعية كالينابيع والأنهار والبحيرات مع ندرة الأمطار أو انعدامها في بعض المناطق. وتقتصر المصادر الطبيعية في المملكة على بعض الآبار وتجمعات مياه الأمطار والسيول والتي لم تكن كافية لسد الاحتياجات الضرورية على مر العصور. ونتيجة للتطور الهائل والتقدم الحضاري والاقتصادي والصناعي وزيادة عدد السكان، فقد ازداد الطلب على المياه الصالحة للشرب بدرجة تفوق بكثير تلك المتوفرة من المصادر الطبيعية مما جعل الأنظار تتجه إلى تحلية مياه البحر كخيار استراتيجي لتأمين إمدادات المياه.
بلغ إجمالي الطلب على المياه في المملكة بحسب آخر إحصائية 24,833 مليار متر مكعب، مع زيادة سنوية بنسبة 7%، يمثل قطاع الزراعة المستهلك الأكبر للمياه بنسبة 82%،و12% منها للأغراض البلدية، و4% للأغراض الصناعية.
بدأت تحلية المياه المالحة منذ العام 1348هـ / 1928م، واستمر التوسع فيها على مر السنين، وقامت الهيئة السعودية للمياه وهي مؤسسة حكومية، تعنى بتحلية مياه البحر وإنتاج الطاقة الكهربائية، وإيصال المياه العذبة المنتجة لمختلف مناطق المملكة، بإنشاء محطات تحلية عملاقة لسد الاحتياجات التنموية. في دولة يبلغ متوسط استهلاك المياه للفرد يوميًا 250 لترا. حتى بلغت كميّة المياه المنتجة خمسة ملايين متر مكعب يوميًّا أي ما يعادل 1.3 مليار متر مكعب سنويا. مما جعل من المملكة اليوم أكبر دولة في العالم منتجة لمياه البحر المحلاة.

سد الملك فهد بن عبد العزيز الواقع على وادي بيشة، يعد أكبر السدود في السعودية من ناحية السعة والتخزين.

تولي السعودية إنشاء السدود اهتماما كبيرا كونها تؤدي دورا رئيسيا في توفير مياه الشرب وأهميتها في الحفاظ على الممتلكات والأرواح إضافة لدورها المهم في دعم مصادر المياه الجوفية للأغراض الزراعية. كما تسعى لإعداد الدراسات المتعلقة بإنشاء هذه السدود في مختلف مناطق المملكة وزيادة أعدادها حسب حاجة هذه المناطق.
وزارة البيئة والمياه والزراعة هي المسئولة عن السدود، وبلغ عدد المنفذ منها والجاري تنفيذه حاليًا 599 سدًا، إجمالي طاقتها التخزينية 2,462,316,380 متر مكعب، تتوزع في مناطق المملكة، 15 سد منها تحت التنفيذ بسعة 84,330,768 متر مربع، ومن أهم هذه السدود وأكبرها طاقة تخزينية: سد الملك فهد بمحافظة بيشة، وسد وادي حلي بمحافظة القنفذة، وسد وادي رابغ بمحافظة رابغ، وسد وادي بيش بمحافظة بيش، وسد وادي المرواني بمحافظة الكامل وسد وادي نجران بمنطقة نجران، وتبلغ الطاقة التخزينية لهذه السدود الستة أكثر من مليار متر مكعب.

### الكهرباء
عرفت البلاد الكهرباء في عام 1327 هـ الموافق 1908، وذلك عندما تمت إضاءة المسجد النبوي الشريف في المدينة المنورة بالتيار الكهربائي من مولدين قدرة كل منهما عشرة كيلو وات أحدهما يعمل الفحم والآخر بالكيروسين. ثم في الحرم المكي الشريف في مكة المكرمة والذي تمت إضاءته بالكهرباء من مولدات خاصة به تابعة لإدارة الحرم الشريف وذلك في عام 1338 هـ. وعرفت جدة الكهرباء عام 1368 هـ بعد تركيب أول محطة كهربائية بقدرة 1600 كيلوات. وبعدها بعام في المنطقة الشرقية، وفي عام 1371هـ تم تأسيس شركة كهرباء الرياض وضواحيها. وفي الفترة ما بين عامي 1371 هـ - 1380 هـ بدأت شركات الكهرباء الخاصة تقدم خدماتها للمشتركين في عدد من المدن والقرى والهجر بتشجيع ودعم من الحكومة.
وبعد ذلك، شهد قطاع الكهرباء تطورًا كبيرًا نتيجة لتشجيع ودعم ومساهمة الدولة بالقروض والإعانات والإعفاءات وضمان الأرباح، مما أدى إلى نمو هائل في القدرات، مما جعل الشركة السعودية للكهرباء تحقق بنهاية عام 2022م / 1444هـ، قدرات هائلة، حيث بلغت قدرات توليد الكهرباء المتاحة في السعودية 58,462 ميغاواط، وعدد المشتركين 10.9مليون مشترك، وأطوال شبكات النقل 92.999 كلم، وأطوال شبكات التوزيع 782,361 كلم، وبلغ إجمالي كمية الطاقة المنتجة خلال عام 2022م حوالي 202,704 جيجاوات/ساعة وذلك بانخفاض بنسبة 8 % عن العام 2021م / 1443هـ. وتحتل السعودية المركز 8 عالميًا في إنتاج الطاقة الكهربائية. وتنفذ حاليًا عدة مشاريع لتعزيز قدرات التوليد بأكثر من 20 ألف ميغاواط تمثل نحو 35 في المائة من القدرات الحالية ستدخل الخدمة تباعا حتى عام 2017م / 1438 هـ. وأعلنت السعودية يوم، 8 أبريل (نيسان) 2021، افتتاح مشروع محطة سكاكا لإنتاج الكهرباء من الطاقة الشمسية ضمن المشاريع السبعة للطاقة المتجددة التي يجري إنشاؤها في أنحاء السعودية ستشمل سبع مدن مختلفة، وهي سدير والقريات والشعيبة وجدة ورابغ ورفحاء والمدينة المنورة، إذ ستوفر سدير 1500 ميغاواط، في حين ستحظى القريات بـ 200 ميغاواط، والشعيبة 600 ميغاواط، وكل من جدة ورابغ 300 ميغاواط، أما رفحاء فتبلغ حصتها 60 ميغاواط، وأخيراً المدينة المنورة بـ 50 ميغاواط. وأطلقت السعودية في المرحلة الثالثة من المشروع عام 2020م/1441هـ 4 مشاريع بسعة إجماليه تصل إلى 1,200ميجاوات من الطاقة الشمسية الكهروضوئية،. وفي المرحلة الرابعة عام 2023م/ 1445هـ قامت بتعزيز موقعها في عالم الطاقة النظيفة ب5 مشروعات تبلغ طاقتها الإجمالية 3300 ميجاوات، وتشمل 3 مشروعات لاستغلال طاقة الرياح، ومشروعين لاستغلال الطاقة الشمسية. ,

## الحياة الفطرية
يعيش في السعودية عدة أنواع من الحيوانات البرية التي يعود وجودها إلى قدرتها الكبيرة على التكيف والعيش في مثل هذه البيئة الصحراوية ويبلغ عدد الثدييات الأرضية في المملكة نحو 86 نوعاً منها خمسة منقرضة، أما الثدييات البحرية فيبلغ عددها نحو 16نوعاً، ويبلغ عدد الطيور نحو 432 نوعاً منها 125 من المتوطنة، بينما بلغ عدد الطيور الخواضة نحو مليوني طائر. أما الزواحف فيبلغ عددها نحو 107 نوعاً منها 55 ثعباناً و9 سلاحف و7 برمائيات، وتعد اللافقاريات أكثر الأنواع انتشارًا في المملكة ويقدر عددها بنحو 3099 نوع، تم تسجيل نحو 570 منها كأنواع أو نويعات متوطنة. وبلغ عدد الأسماك ثمانية أنواع من تلك التي تعيش في المياه العذبة منها خمسة متوطنة أما الأسماك البحرية فيبلغ عددها نحو 1280 نوعاً. وقد تناقصت أعداد الحيوانات البرية في المملكة خاصة الكبيرة منها مثل: المها العربي والطهر العربي والنمر العربي، والوعل الجبلي وغزال العفري وغزال الريم وغزال الادمي، وكثير من أنواع آكلات اللحوم كالضباع والذئاب والقطط البرية، والثعالب والأطوم والسلاحف البحرية، وكثير من أنواع الطيور الجارحة كالعقبان والنسور والصقور والبوم وذلك منذ الخمسينات من القرن الرابع عشر الهجري بسبب الصيد الجائر إلا أن إنشاء المحميات في عدة أماكن من المملكة قد أسهم بإكثار بعض الحيوانات المهددة بالانقراض خاصة المها والغزلان والوعول والنعام وغيرها. وعززت السعودية اهتمامها بالمحميات إثر الأمر الملكي الذي صدر في منتصف 2018 بإنشاء «مجلس للمحميات الملكية» في الديوان الملكي، برئاسة ولي العهد السعودي الأمير محمد بن سلمان آل سعود، وبأمر ملكي أيضا تم تحديد المحميات الملكية وتسميتها وتشكيل مجالس إداراتها، وهي محمية روضة خريم والمناطق المجاورة له وتمت تسميتها بمحمية الإمام عبد العزيز بن محمد، ومحمية محازة الصيد، وأطلق عليها مسمى محمية الإمام سعود بن عبد العزيز، ومحمية التيسية والمناطق المجاورة لها تحت مسمى محمية الإمام تركي بن عبد الله، ومحميتا التنهات، والخفس والمناطق المجاورة لهم وتمت تسميتهما بمحمية الملك عبد العزيز، ومحميات الخنفة، والطبيق، وحرة الحرة والمناطق الواقعة بينها والمجاورة لها بمسمى محمية الملك سلمان، وأخيرا المنطقة الواقعة بين مشروع نيوم ومشروع البحر الأحمر والعلا التي سميت بمحمية الأمير محمد بن سلمان.

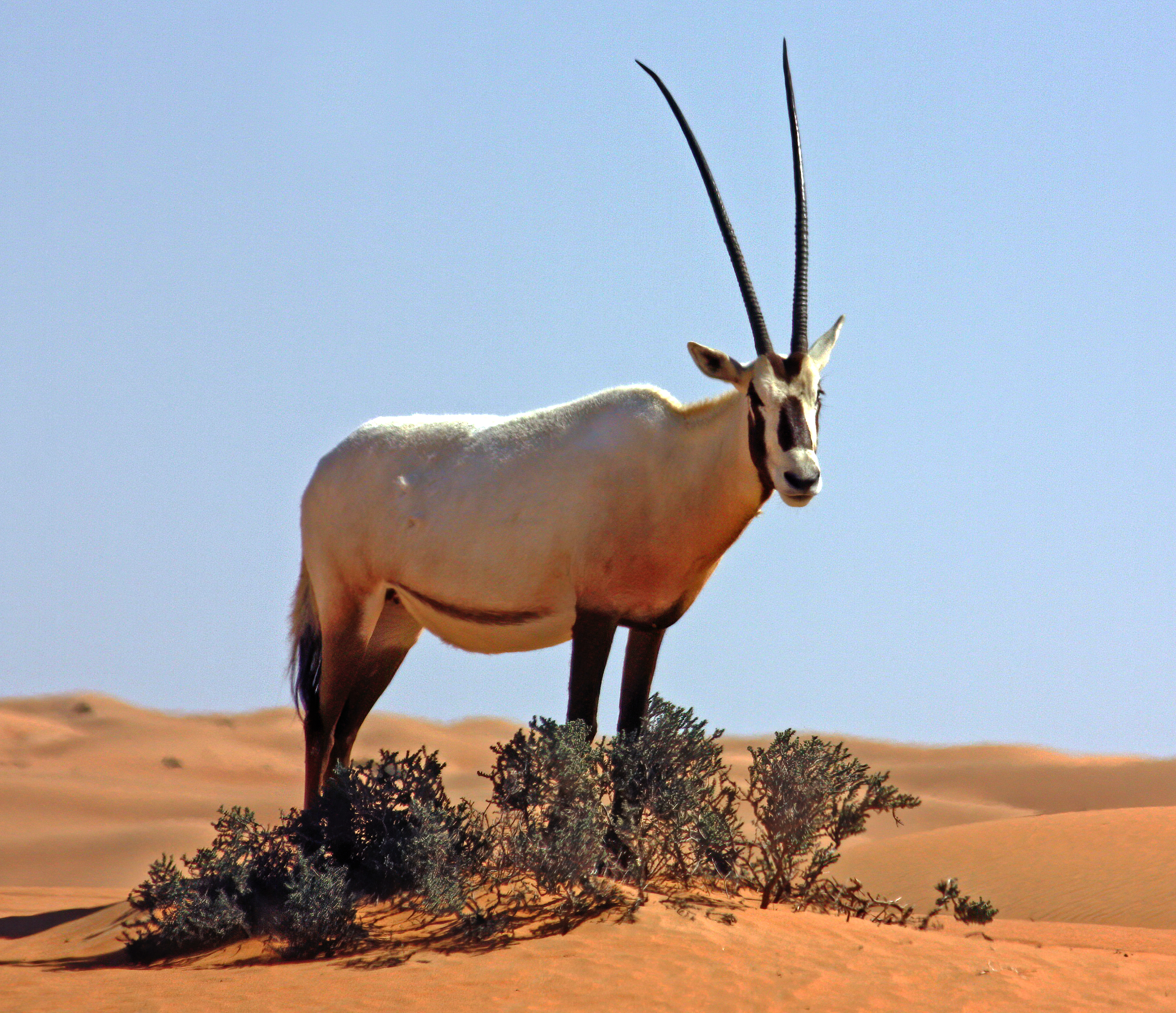
تجري عملية إعادة توطين لعدد من الحيوانات المهددة بالإنقراض ومنها المها العربية.
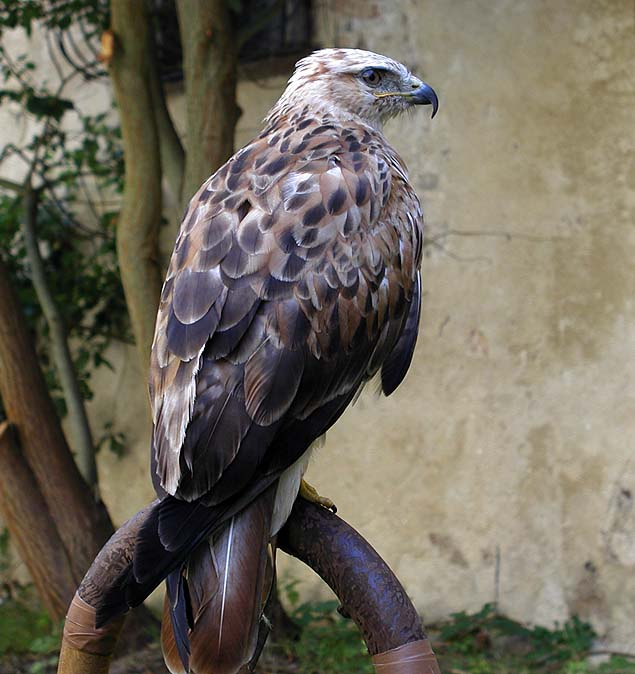
صقر جراح، ينتمي إلى فصيلة البازية، يعيش في السهول، والأماكن الصحراوية الخالية.
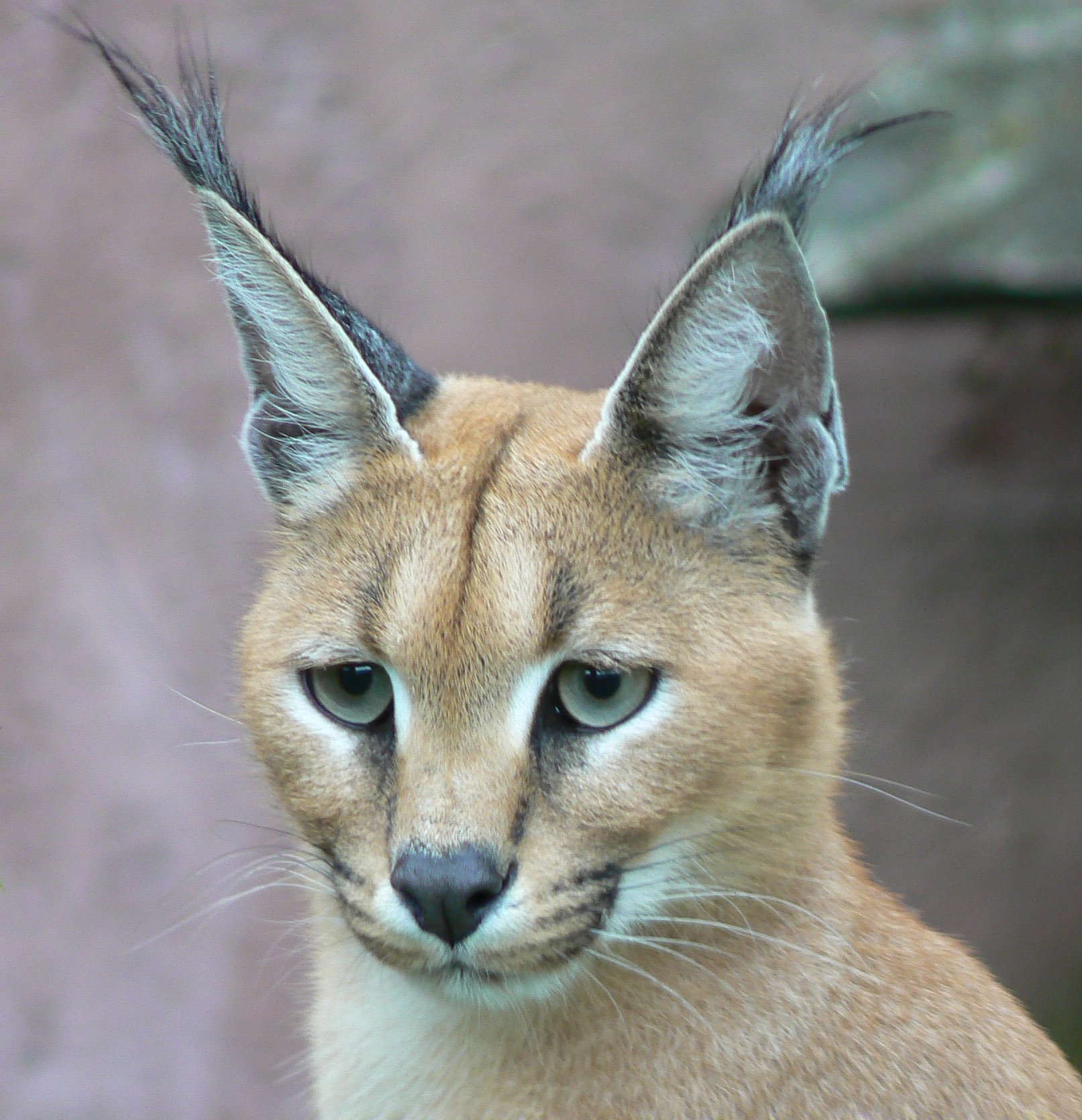
الوشق يتواجد في الحجاز وعسير في السعودية.
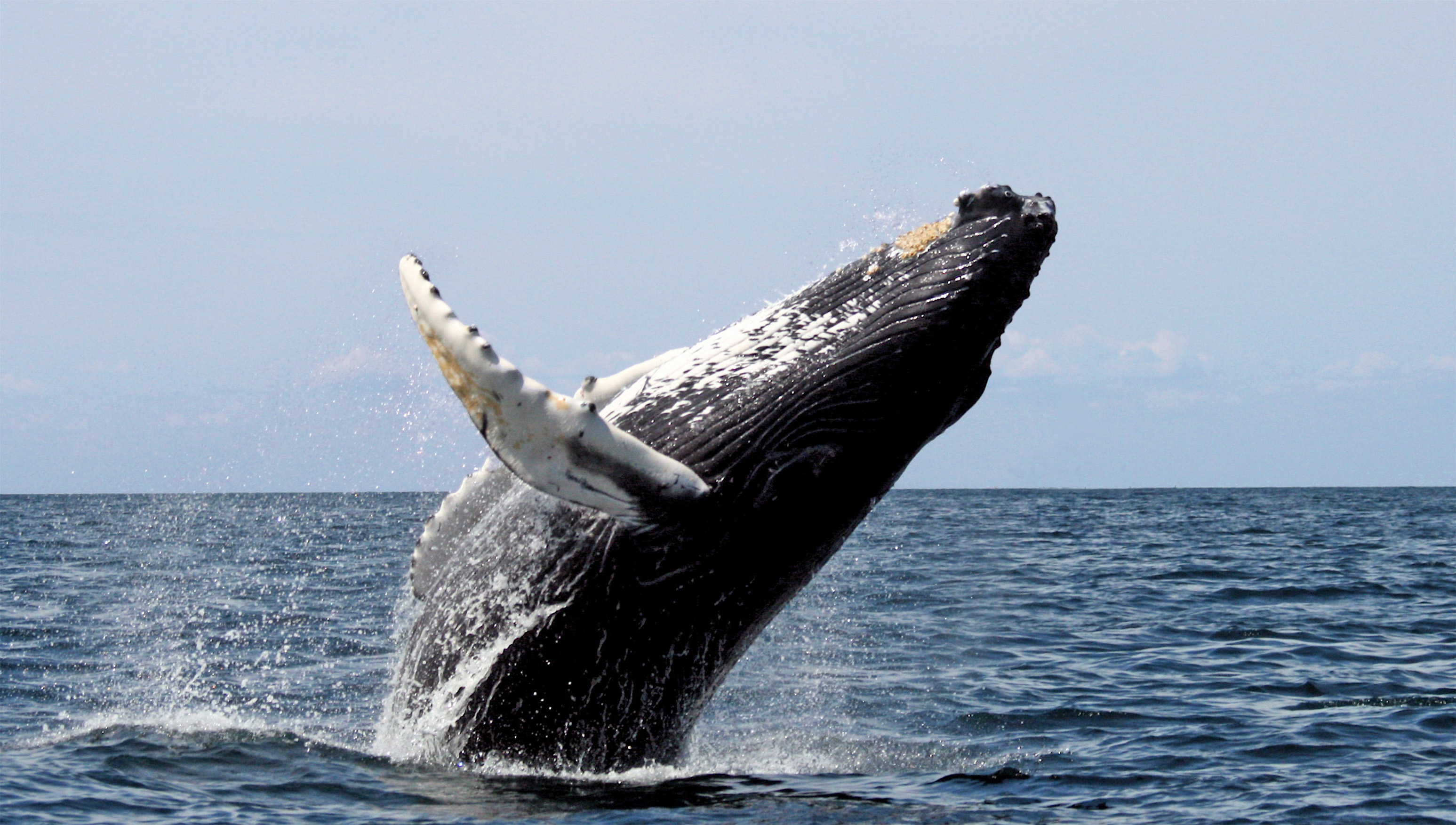
الحيتان البالينية من الحيتان المتواجدة في المياه الإقليمية السعودية.
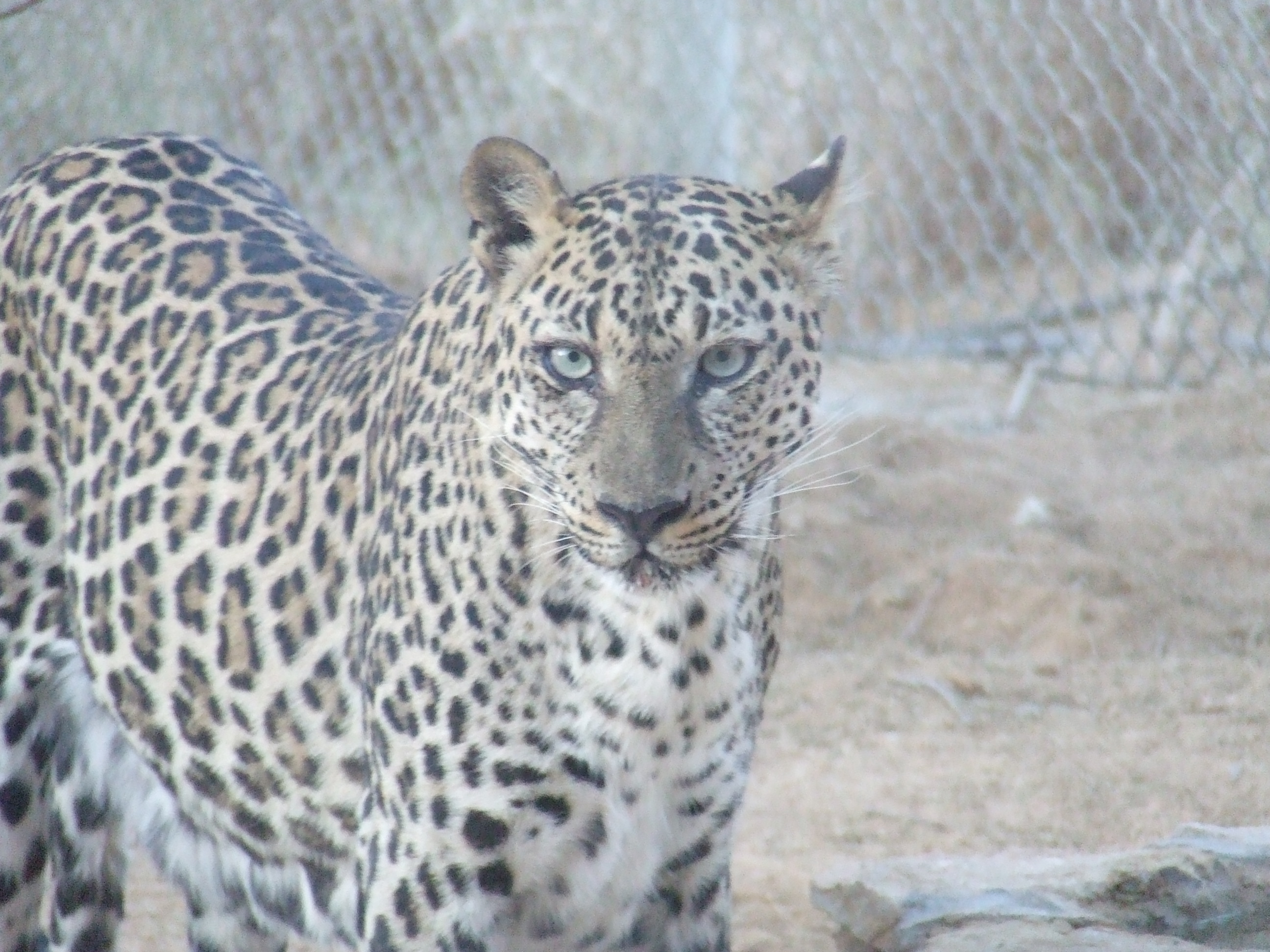
النمر العربي يتواجد في منطقة الباحة وعسير الجبليتان
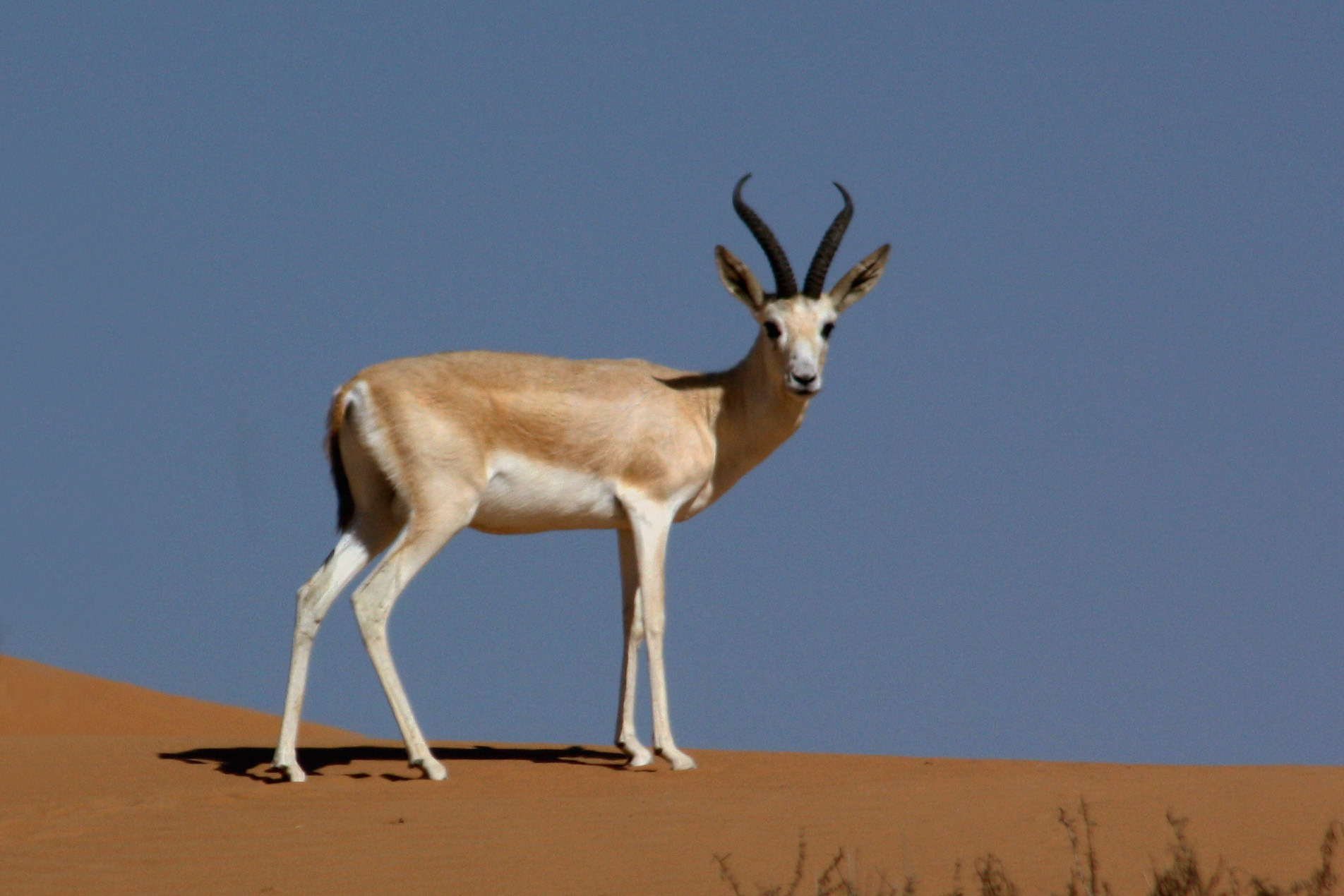
غزال الريم ينتشر في الصحاري المفتوحة الرملية وبخاصة في صحراء النفود والدهناء.
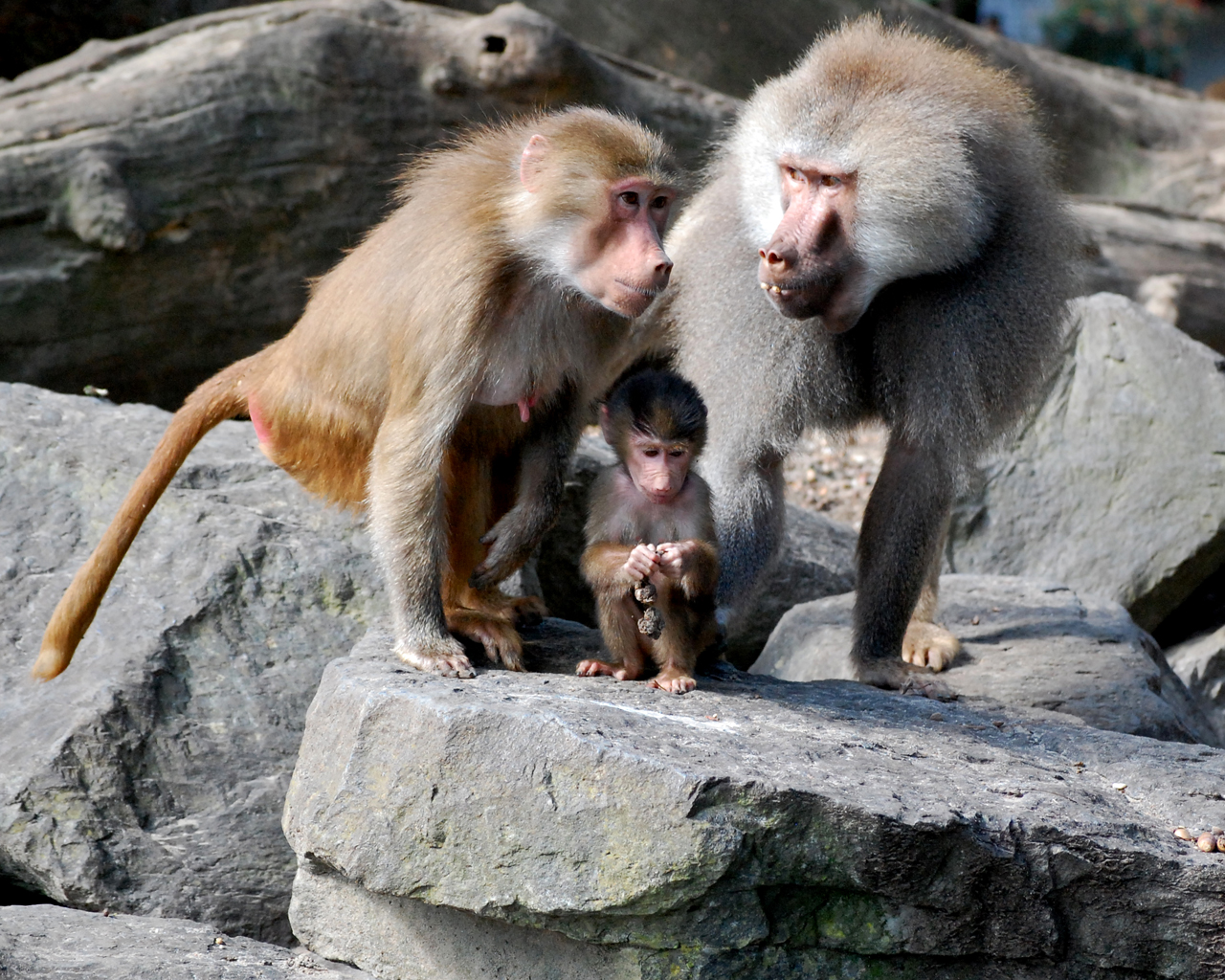
قرد البابون ينتشر في الجزء الجنوبي الغربي من المملكة.
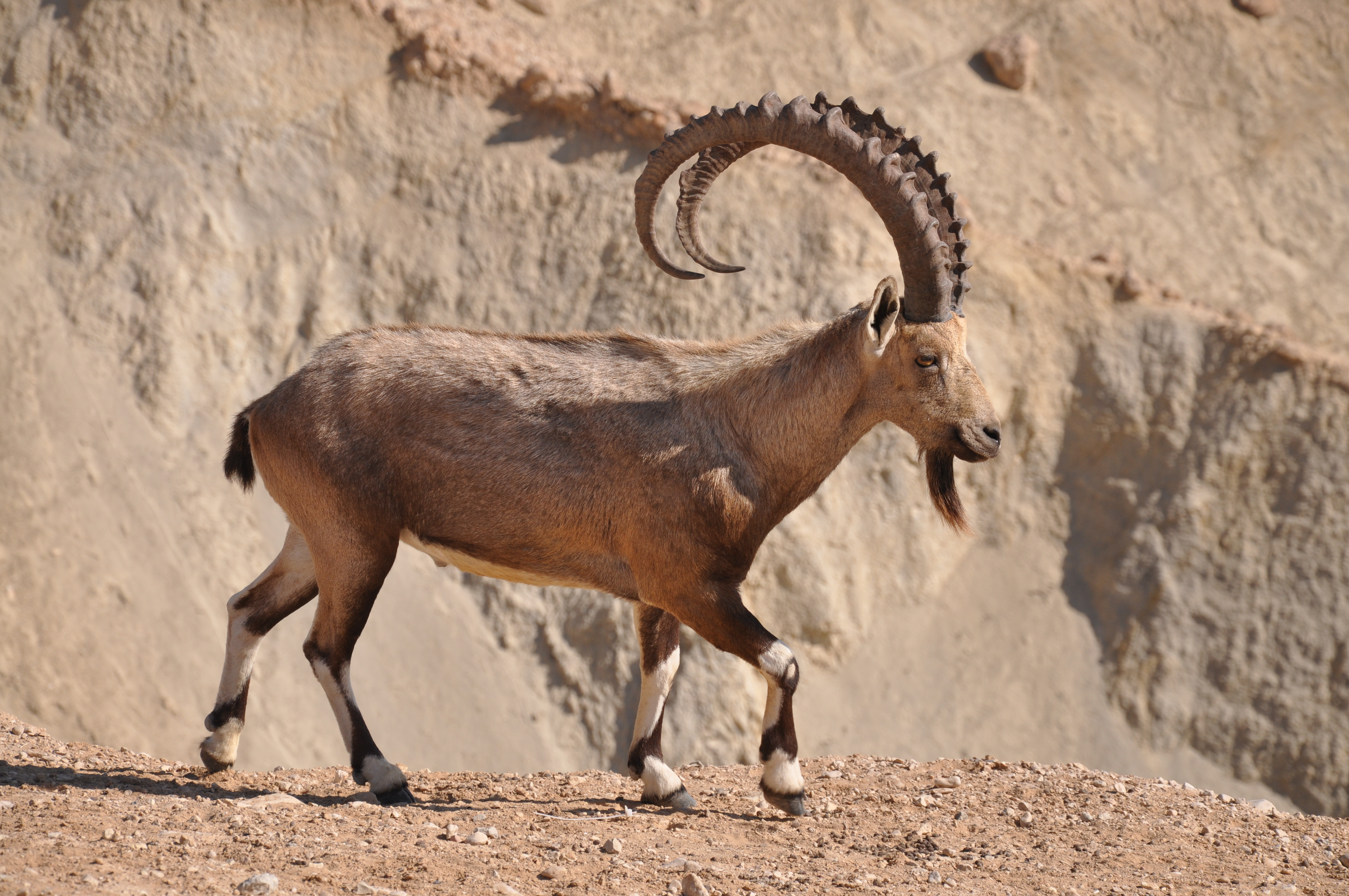
الوعل ينتشر على امتداد سلسلة جبال مدين والحجاز والسروات كما يوجد في جبال أجا وسلمى.
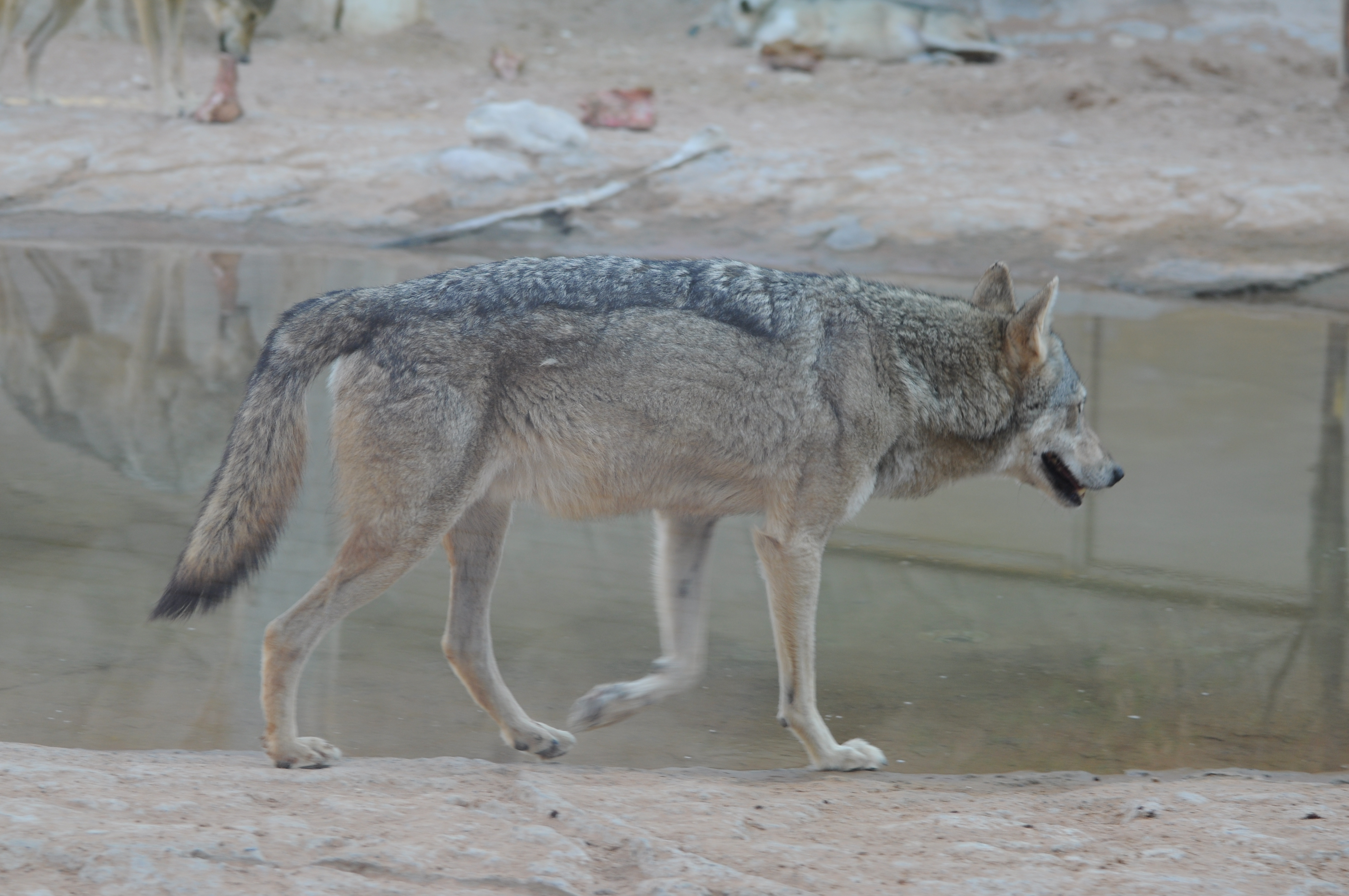
الذئب العربي يتواجد في جميع مناطق المملكة عدا الربع الخالي وبعض أجزاء من صحراء النفود.

| المحميات الطبيعية في السعودية |                     |                      |                                |
| محمية حرة الحرة               | محمية الخنفة        | محمية الوعول         | محمية محازة الصيد              |
| محمية جزر أم القماري          | محمية الطبيق        | محمية جزر فرسان      | محمية ريدة                     |
| محمية مجامع الهضب             | محمية عروق بني معاض | محمية نفود العريق    | محمية التيسية                  |
| محمية الجندلية                | محمية سجا وأم الرمث | محمية جبل شدا الأعلى | محمية الجبيل للأحياء الفطرية * |

* لم تعتمد بقرار مجلس الوزراء.

## الأمن والدفاع

### الأمن

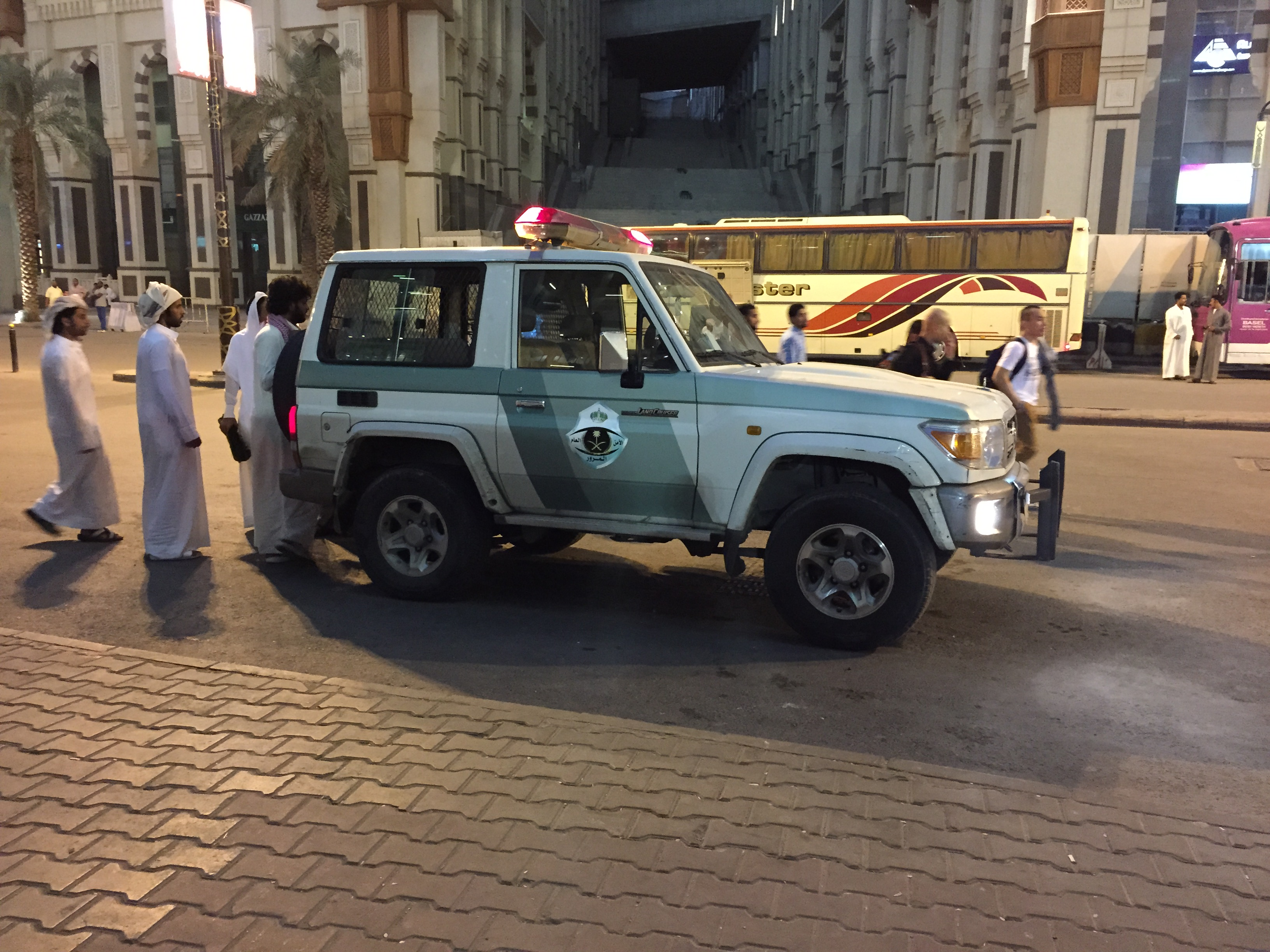
سيارة جيب تابعة لوزارة الداخلية السعودية.

وزارة الداخلية السعودية، والتي يتولاها الأمير عبد العزيز بن سعود بن نايف، هي المسؤولة عن جميع إمارات المناطق الـ 13 والأمن الداخلي للسعودية، وحراسة الحدود مع الدول المجاورة. وأمن وسلامة وخدمة المواطنين والمقيمين والزوار وحجاج بيت الله الحرام، وحمايتهم من المخاطر وتوفير أسباب الطمأنينة والأمان، ومحاربة كل أشكال الجريمة والإرهاب والمخدرات والرذيلة والفساد، بهدف الحفاظ على سلامة المجتمع.
وهناك عدة أجهزة أمنية تابعة لوزارة الداخلية ومنها: الأمن العام ويضم كل من (الشرطة، المرور، دوريات الأمن، القوات الخاصة لأمن الطرق)، والدفاع المدني، وحرس الحدود، والمديرية العامة للجوازات وكلية الملك فهد الأمنية
تعتمد وزارة الداخلية السعودية على أنظمة التعاملات الإلكترونية، لتقديم خدماتها المتعلقة بالمواطن والمقيم، مثل المعاملات الخاصة بالجوازات والمرور والأحوال المدنية والاستقدام وغيرها من معاملات، وذلك عبر بوابتها الإلكترونية على الإنترنت.

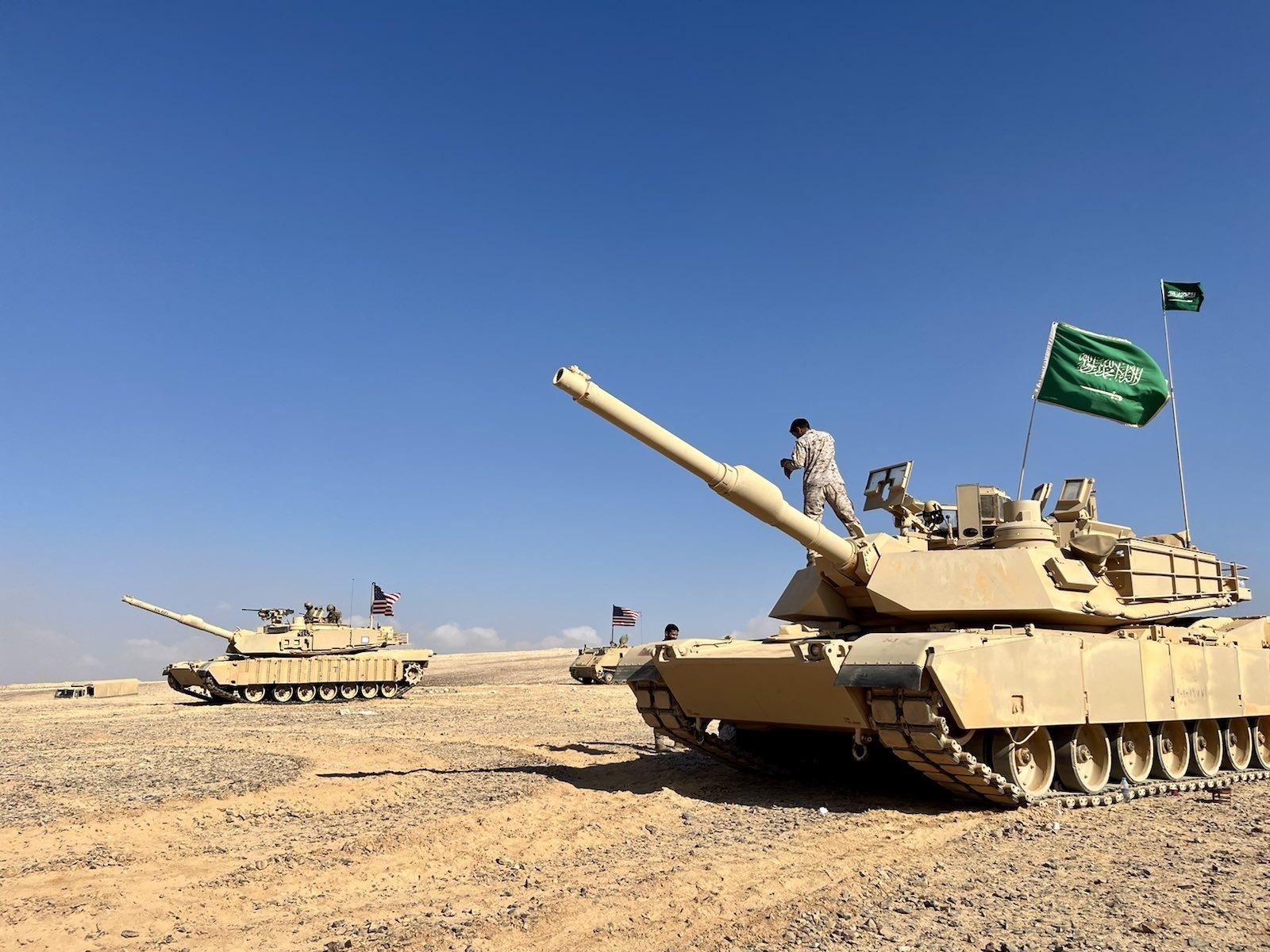
دبابات تابعة للجيش السعودي.

### القوات العسكرية
القوات العسكرية السعودية المشتركة هي جميع القوات العسكرية المستقلة عن الأخرى وهي القوات المسلحة السعودية التابعة لوزارة الدفاع والحرس الوطني السعودي التابع لوزارة الحرس الوطني وحرس الحدود التابع لوزارة الداخلية والحرس الملكي السعودي التابع لرئاسة الحرس الملكي والقوة العسكرية للاستخبارات التابعة لرئاسة الاستخبارات العامة.

### القوات التابعة لوزارة الدفاع
القوات البرية الملكية السعودية
تتكون من عدة أسلحة تتكاتف مع بعضها لتشكل قوة قادرة على خوض المعارك التي يتطلبها واجب الدفاع عن الوطن وهذه الأسلحة هي: سلاح المشاة، والمدرعات، والمظلات، والقوات الخاصة، وسلاح المدفعية، وسلاح الإشارة، وسلاح المهندسين، وسلاح الصيانة، وسلاح النقل، وسلاح التموين، وطيران القوات البرية. وهناك مراكز ومدارس تابعة لكل سلاح من هذه الأسلحة.
القوات الجوية الملكية السعودية
تم تشكيل القوات الجوية في عام 1925. وأعيد تنظيمها في عام 1950، وبدأت استخدام طائرات أميركية الصنع منذ عام 1952، وشهدت تطويرا كبيرا منذ الثمانينات الميلادية، وتحولت من قوة جوية دفاعية إلي واحدة من القوات الجوية ذات القدرات الهجومية المتقدمة. وتملك الآن ثالث أكبر أسطول من طائرات إف-15 إي سترايك إيغل الهجومية المتقدمة. وكذلك طائرات إف-15 النسر وطائرات تورنادو بانافيا والمقاتلة الأوروبية من الجيل الرابع ونصف يوروفايتر تايفون. وهي الدولة الوحيدة خارج حلف الناتو التي تمتلك طائرات إنذار مبكر وتحكم من نوع بوينغ إي-3 سينتري. كما تستخدم طائرات إيرباص إيه 330 إم آر تي تي للتزود بالوقود جواً.
القوات البحرية الملكية السعودية
تعمل القوات البحرية على حراسة وحماية مصالح الدولة في المياه الإقليمية والدولية، وحماية المنشآت الاقتصادية الكبرى الواقعة في البحر، وخطوط المواصلات البحرية، ومراقبة المياه والسواحل وحمايتها من التلوث، وكسح الألغام وتطهير الممرات المائية، والتصدي لعمليات التسلل والتهريب.
قوات الدفاع الجوي الملكي السعودي
مهمة قوات الدفاع الجوي هي تأمين الحماية الجوية للدولة باستخدام التقنية الحديثة من أنظمة للدفاع الجوي وذلك بالاشتراك مع القوات الجوية. وتنقسم قوات الدفاع الجوي عمومًا إلى، قيادة قوات الدفاع الجوي، ومجموعات قوات الدفاع الجوي التي تمثل التشكيلات للوحدات الموزعة في أنحاء المملكة، وكلية الملك عبد الله للدفاع الجوي، ومعهد قوات الدفاع الجوي، وقاعدة الصيانة والإسناد الفني، ومركز ومدرسة قوات الدفاع الجوي.
قوة الصواريخ الاستراتيجية الملكية السعودية
أًنشئت في أواسط الثمانينات الميلادية تحت اسم مشروع الصقر الصاروخي الإستراتيجي، ظلت قوة السرية طي الكتمان لمدة 27 عام، حتى ظهرت للمرة الأولى عام 2014 في عرض عسكري. تمتلك القوة أنواع مختلفة من صواريخ أرض أرض البالستية من أبرزها الصاروخ الصيني من نوع دي إف - 3 أي (دونغفنغ) الذي يبلغ مداه الأقصى 2800 كم، ويحمل رأسا حربيا تقليديا شديد الانفجار بزنة (2150 كلغ). ويتخرج ضباط هذه القوة من كلية الملك عبد الله للدفاع الجوي.

### القوات المستقلة
الحرس الوطني السعودي

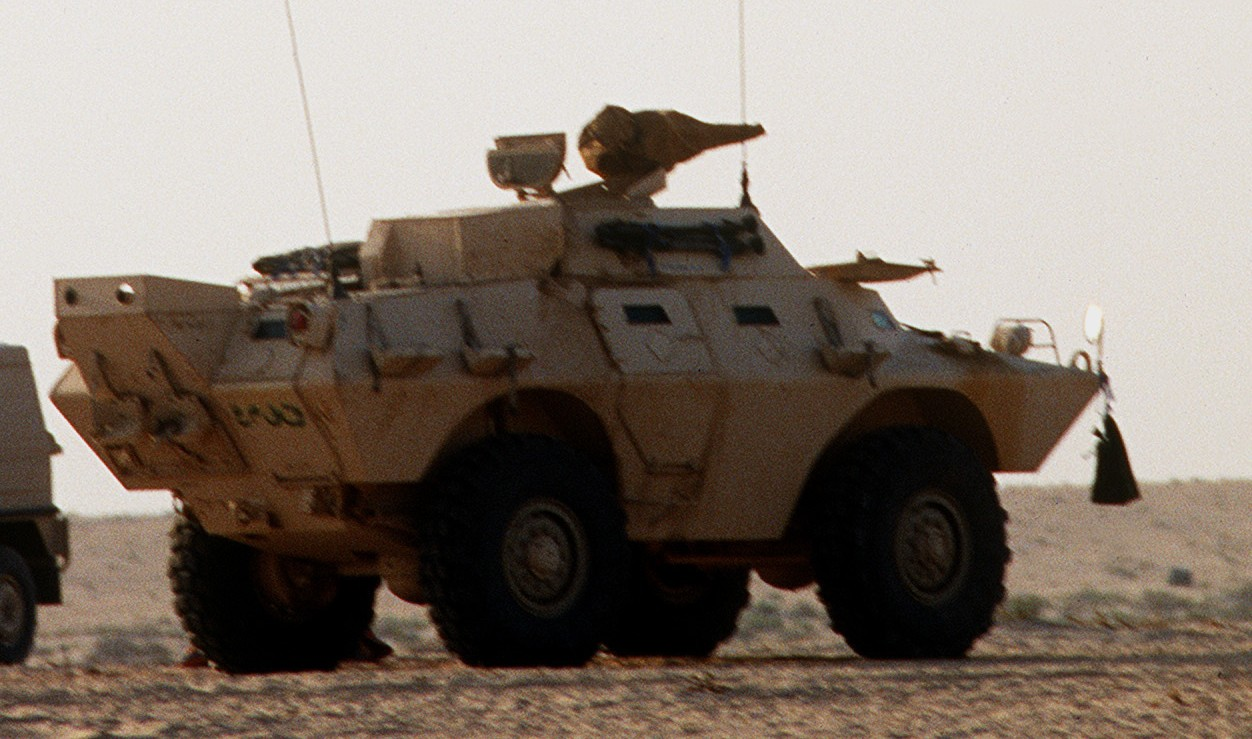
مدرعة تابعة للحرس الوطني.

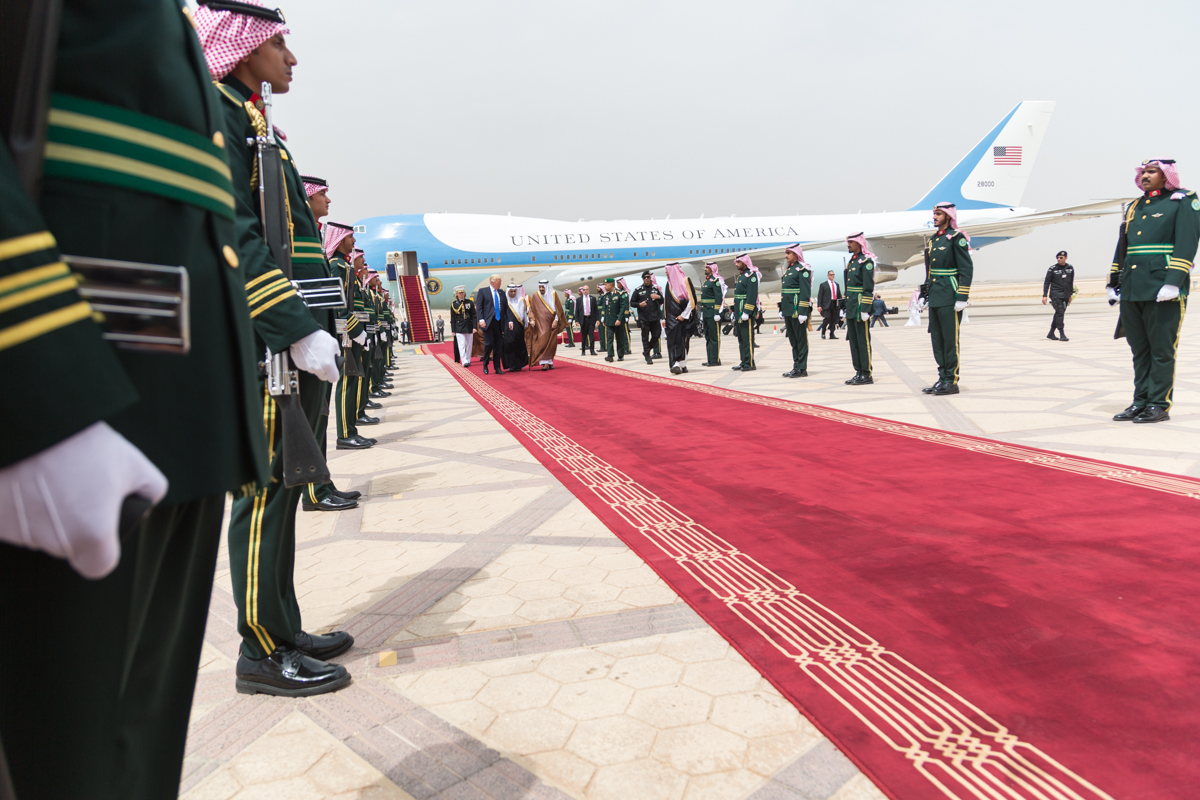
حرس الشرف تابع للحرس الملكي.

الحرس الوطني قوة عسكرية مسلحة تساهم بالدفاع عن أراضي وحدود السعودية وتحافظ على الأمن والاستقرار الداخلي، وتحمي المقدسات والمكتسبات والممتلكات للدولة. الأمير عبد الله بن بندر بن عبد العزيز آل سعود هو وزير الحرس الوطني.
يمتلك الحرس الوطني مرافقًا للتعليم والتدريب العسكري، ومن أهمها كلية الملك خالد العسكرية، وهي الكلية العسكرية التي يتخرج منها ضباط الحرس الوطني. ويشغل الحرس الوطني مجموعة من المستشفيات ذات كفاءةٍ وقدرات عالية، وموزعة في أنحاء المملكة المختلفة، لخدمة منسوبيه والسكان المحليين والحجاج وذلك عبر إدارة الشؤون الصحية للحرس الوطني، ومن أهم تلك المستشفيات: مدينة الملك عبد العزيز الطبية للحرس الوطني بالرياض، مدينة الملك عبد العزيز الطبية بجدة، وكذلك جامعة الملك سعود بن عبد العزيز للعلوم الصحية. ومستشفى الملك عبد الله التخصصي للأطفال، ومركز الملك عبد الله العالمي للأبحاث الطبية.
الحرس الملكي السعودي
رئاسة الحرس الملكي السعودي هي قوة عسكرية مسلحة مستقلة ترتبط رتباطاً مباشراً بالديوان الملكي وهي المكلفة بتأمين الحراسة للملك وولي العهد وكبار الشخصيات من ضيوف الدولة وكافة القصور والدواوين والضيافات الملكية وكافة المناسبات التي يرعاها الملك وولي العهد تم فصل الحرس الملكي عن وزارة الدفاع وأصبح قطاعاً مستقلاً وبميزانية مستقلة وتم توحيد اللباس والتجهيزات وأصبح رئيس الحرس الملكي مرتبطاً ارتباطاً مباشراً بالملك.
حرس الحدود السعودي
المديرية العامة لقوات حرس الحدود من أقدم الأجهزة الأمنية التي تتبع لوزارة الداخلية. ويتولى جانباً إلى جنب مع بقية الأجهزة الأمنية بوزارة الداخلية الأخرى، القيام بدور مهم وفعال، ضمن منظومة الأمن الذي تعيشه المملكة العربية السعودية. كما تعد المديرية العامة لحرس الحدود أحد أهم الأسلحة الهامة في القوات العسكرية السعودية ومهمتها الأساسية حمايـة الـحدود البرية والبحرية والجوية المنخفضة من الاختراق غير المشـروع وكذلك منع عمليات التسلل والتهريب غير المشـروع للبضائع والممنوعات مثل الـمخدرات والأسلحـة وغيرها.

## السكان

### التركيبة والنمو السكاني

مؤشر نسبة سكان الريف إلى مجموع عدد السكان منذ 1962 إلى 2011م.

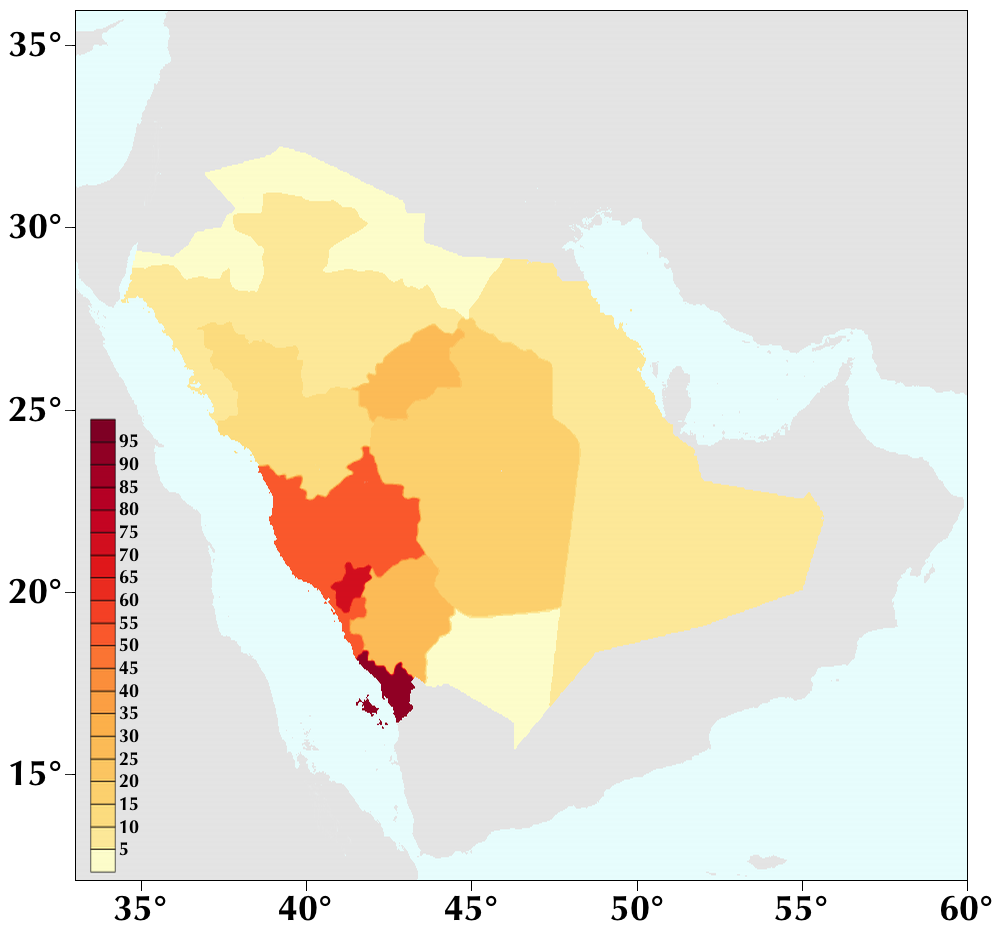
خريطة لتوزيع الكثافة السكانية في السعودية

بلغ عدد سكان السعودية في 2022م حوالي 32.175.224 مليون نسمة. ويتألف المجتمع السعودي من ثلاث فئات وهي البادية والريف والحاضرة. يمثل البدو 21,77% والريفيون 26,87% بينما تمثل فئة الحضر نحو 51,36%، وتتشكل في الحاضرة غالبًا الأسر النواة المكونة فقط من الوالدين والأطفال، أما الأسر الممتدة فتوجد في الريف والبادية. بلغ عدد السعوديين 20,700,058 نسمة ما يعادل 67 % من إجمالي عدد السكان، نسبة الذكور منهم 50,9% فيما تبلغ نسبة الإناث 49,1%، وتبلغ نسبة فئة الشباب السعوديين ما بين (15-34) عاما 36,70% من السكان. يتركز ما نسبته 65,6% من السكان في المناطق الكبرى مثل منطقة الرياض ومنطقة مكة المكرمة والمنطقة الشرقية فيما يتوزع الباقون على بقية المناطق، بالإضافة إلى وجود عدد من السعوديين في الخارج.، وبلغ عدد غير السعوديين 10.070.000 مليون نسمة وهو ما يمثل حوالي 33% من إجمالي عدد السكان.

### اللغة واللهجات

#### اللغة

خارطة توضح تعدد لهجات اللغة العربية في شبه الجزيرة العربية ومختلف مناطق الوطن العربي.

اللغة العربية هي اللغة الرسمية الوحيدة، ويتكلم السكان المواطنون اللغة العربية بأكثر من 20 لهجة محلية، لكن اللغة الفصحى هي المستخدمة في وسائل الإعلام والتعليم والمعاملات الرسمية والحكومية. فيما يتحدث بعض المواطنين السعوديين من قبائل المهرة وسكان صحراء الربع الخالي وسكان مرتفعات فيفا في منطقة جازان بلغات سامية قديمة مختلفة عن اللغة العربية وهي اللغة المهرية واللغة الخولانية. بينما تستخدم اللغة الإنجليزية بشكل واسع المجالات العلمية والطبية والصناعية التخصصية، وللتواصل بين السعوديين والوافدين، وبين القوميات والاثنيات المتعددة الموجودة في المملكة، ويتحدث ربع السكان بالإنجليزية بطلاقة.

#### اللهجات
اللهجات السعودية من أقرب اللهجات للعربية الفصحى، ويعود السبب لكون الفصحى هي لغة قريش، وكون الجزيرة العربية هي الموطن الأصلي للقبائل العربية، وسكانها هم الأقل اختلاطاً بغير العرب (حتى خمسينيات القرن الماضي) وبسبب الطبيعة الجغرافية والطبيعة الاجتماعية حيث أن غالبية السعوديون كانوا فيما مضى بدو رحل في الصحراء لا يختلطون بغير أفراد قبيلتهم إلا نادرًا. ولذلك توجد في السعودية بعض المفردات التي اندثر استخدامها بين غالب العرب ولم يعد يستخدمها غيرهم، كما أن السعودية لاتزال تحتفظ بغالبية اللهجات العربية القديمة التي لم تعد تستخدم فيما سواها.
في السعودية لهجات رئيسية سائدة، مازالت تستخدم حتى اليوم، ومن أهم تلك اللهجات ومناطق تمركزها: الحجازية في المنطقة الغربية والنجدية في المنطقة الوسطى ولهجة خليجية وبحرانية في المنطقة الشرقية ولهجة جنوبية في المنطقة الجنوبية. وهذه اللهجات قد تتفرع منها لهجات أخرى وهي: لهجة نجد حاضرة، ولهجة نجد بادية، ولهجة قصيمية (القصيم) ولهجة حائلية (حائل)، ولهجة حوطة بني تميم، ولهجة الدواسر، ولهجة عنزة، ولهجة الشرارات، ولهجة الحويطات، ولهجة الحجاز حاضرة (مكة، المدينة المنورة، ينبع. الطايف، جدة)، ولهجة جهينة، ولهجة حرب (المدينة المنورة)، وغامد وزهران (الباحة)، ولهجة رجال الحجر (النماص)، ولهجات شهران، ولهجة تهامة، ولهجات جازان وقراها، ولهجات قبائل جبال فيفاء والحقو والقهر والريث، ولهجة نجرانية (نجران)، ولهجة العجمان، ولهجة بني هاجر (الهواجر)، ولهجات القطيف وقراها، ولهجة حساوية (الأحساء وقراها).

### الدين

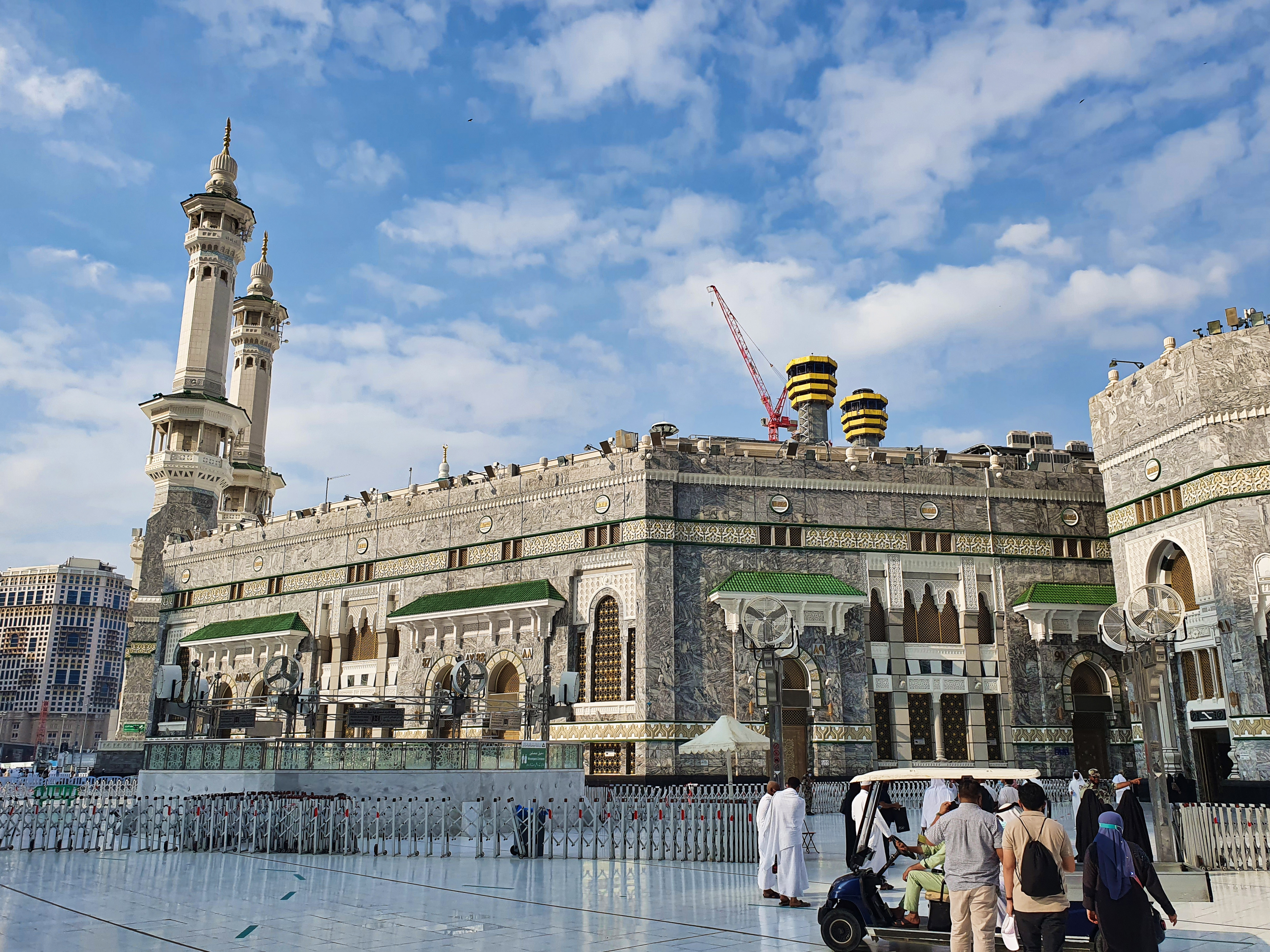
منظر خارجي للمسجد الحرام بمكة المكرمة، المملكة العربية السعودية.

يعتبر الإسلام هو الدين السائد في البلاد إذ يمثل ما نسبته 97% من مجموع عدد السكان، وحوالي نسبة 100% بين المواطنين. أغلبية السعوديين هم من السنة إذ تقدر نسبتهم بحوالي 85-90%، في حين يمثل الشيعة حوالي 10-15%، منهم شيعة جعفرية ويتركزون في المناطق الشرقية مع وجود للطائفة الإسماعيلية في منطقة نجران. الطابع الرسمي والسائد في السعودية هو المذهب السني.
غالبية العمالة في السعودية هم من المسلمين، مع وجود عدد من المسيحيين والهندوس والبوذيين، ولكن التبشير في الدولة من قبل غير المسلمين غير قانوني، ولا يوجد قانون في الدولة يحمي حرية الأديان، ومن شروط الحصول على الجنسية السعودية أن يكون طالبها مسلم،  وقد واجهت السعودية ضغوطات دولية في أسلوب تطبيق الشريعة الإسلامية وحقوق الإنسان.

## حقوق الإنسان
لقد تعرضت الحكومة السعودية، التي تفرض على المسلمين وغير المسلمين الالتزام بالشريعة الإسلامية تحت الحكم المطلق لآل سعود، لإدانة شديدة من قبل العديد من المنظمات الدولية والحكومات بسبب انتهاكها لحقوق الإنسان داخل البلاد. يتم تصنيف النظام الاستبدادي باستمرار ضمن "الأسوأ على الإطلاق" في المسح السنوي الذي تجريه منظمة فريدوم هاوس للحقوق السياسية والمدنية. وبحسب منظمة العفو الدولية، تواصل قوات الأمن تعذيب المعتقلين وإساءة معاملتهم لانتزاع اعترافات منهم لاستخدامها كأدلة ضدهم في المحاكمة. امتنعت المملكة العربية السعودية عن التصويت في الأمم المتحدة على اعتماد الإعلان العالمي لحقوق الإنسان، قائلة إنه يتعارض مع الشريعة الإسلامية. وقد أدانت جماعات حقوق الإنسان الدولية عمليات الإعدام الجماعية، مثل تلك التي نُفذت في أعوام 2016 و2019 و2022.
منذ عام 2001، فرضت المملكة العربية السعودية رقابة واسعة النطاق على الإنترنت. تنقسم معظم الرقابة على الإنترنت عمومًا إلى فئتين: واحدة تعتمد على الرقابة على المواقع "غير الأخلاقية" (معظمها مواقع إباحية ومواقع داعمة للمثليين والمثليات ومزدوجي الميل الجنسي والمتحولين جنسيًا بالإضافة إلى مواقع الويب التي تروج لأي أيديولوجية دينية غير الإسلام السني) والأخرى تعتمد على القائمة السوداء التي تديرها وزارة الإعلام في المملكة العربية السعودية، والتي تقوم في المقام الأول برقابة المواقع التي تنتقد النظام السعودي أو المرتبطة بأحزاب معارضة أو معارضة للمملكة العربية السعودية.

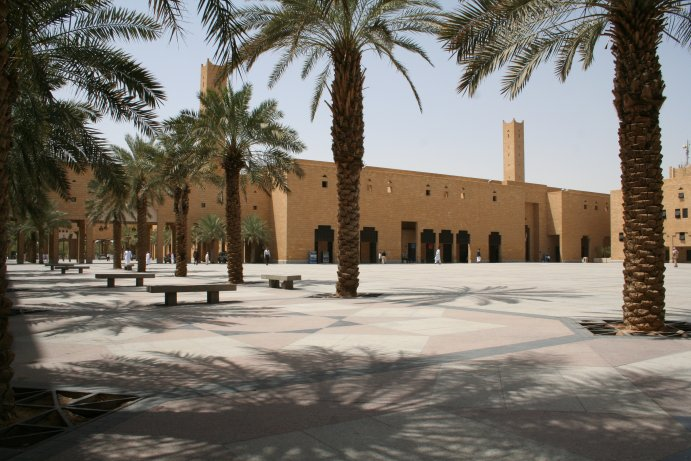
ميدان الديرة وسط الرياض. إنه موقع سابق لعمليات قطع الرؤوس العلنية.

لا يعترف القانون السعودي بالتوجهات الجنسية أو الحرية الدينية، كما أن الممارسة العامة للأديان غير الإسلامية محظورة بشكل نشط. يلجأ نظام العدالة بانتظام إلى عقوبة الإعدام، والتي تشمل عمليات الإعدام العلنية بقطع الرأس. وفقًا للشريعة الإسلامية في نظام العدالة السعودي، يمكن نظريًا فرض عقوبة الإعدام على مجموعة واسعة من الجرائم، بما في ذلك القتل والاغتصاب والسطو المسلح وتعاطي المخدرات المتكرر والردة والزنا والسحر والشعوذة ويمكن تنفيذها بقطع الرأس بالسيف، والرجم أو إطلاق النار، ثم الصلب (كشف الجثة بعد الإعدام). في عام 2022، صرح ولي العهد السعودي بأن عقوبة الإعدام سوف تُلغى "باستثناء فئة واحدة مذكورة في القرآن الكريم"، وهي القتل، والتي يجب أن تتوفر فيها شروط معينة. في أبريل 2020، أصدرت المحكمة العليا السعودية توجيهًا بإلغاء عقوبة الجلد من النظام القضائي السعودي، واستبدالها بالسجن أو الغرامات.
تاريخيًا، واجهت النساء السعوديات التمييز في العديد من جوانب حياتهن، وفي ظل نظام الوصاية الذكورية، تم التعامل معهن فعليًا كقاصرات قانونيًا. تمت الإشارة إلى معاملة النساء باسم " الفصل بين الجنسين" و"الفصل العنصري بين الجنسين". اعتبارًا من يونيو 2023، أفادت التقارير أن المملكة تراجعت عن حظرها على "أن تصبح النساء محاميات أو مهندسات أو جيولوجيات" وأنشأت "برامج عمل إيجابية قوية"، مما أدى إلى مضاعفة معدل مشاركة القوى العاملة من الإناث. وقد أضافت "أول رئيسة تحرير صحيفة ودبلوماسية ومذيعة تلفزيونية ومدعية عامة"، إلى جانب رئيسة لسوق الأسهم السعودية وعضو في مجلس إدارة شركة أرامكو السعودية. بالإضافة إلى ذلك، في 24 يونيو 2018، أصدرت الحكومة السعودية قانونًا يسمح رسميًا للمرأة بقيادة السيارة.
تُعد المملكة العربية السعودية وجهة بارزة للرجال والنساء الذين يتم الاتجار بهم لأغراض العمل القسري والاستغلال الجنسي التجاري. يتم توظيف المهاجرين من آسيا وأفريقيا والشرق الأوسط في قطاعات البناء والضيافة والعمل المنزلي في البلاد بموجب نظام الكفالة الذي تقول جماعات حقوق الإنسان إنه مرتبط بالانتهاكات بما في ذلك العبودية الحديثة.

## الثقافة

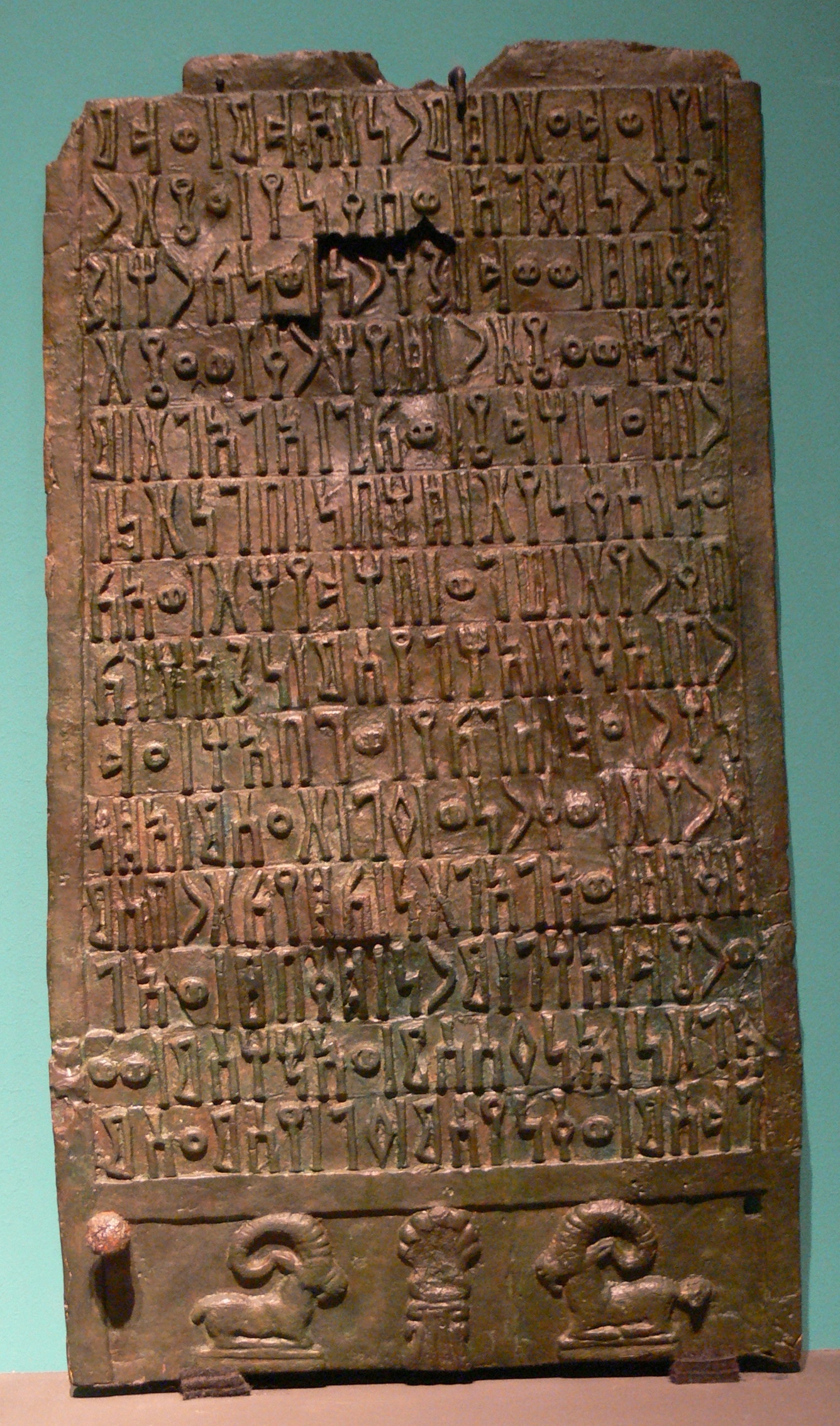
نقش في قرية الفاو
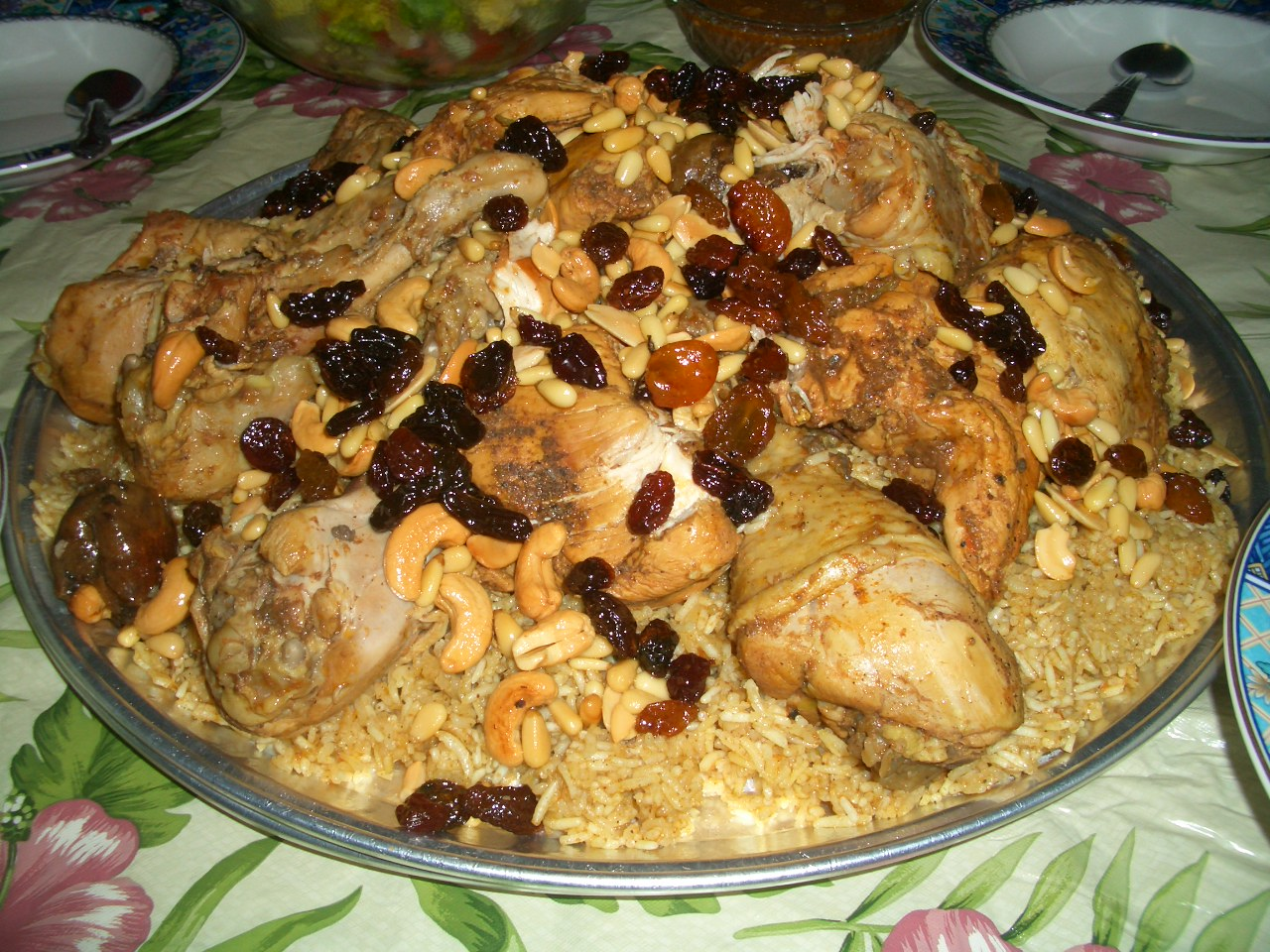
تعد الكبسة من أبرز الأطباق الشعبية
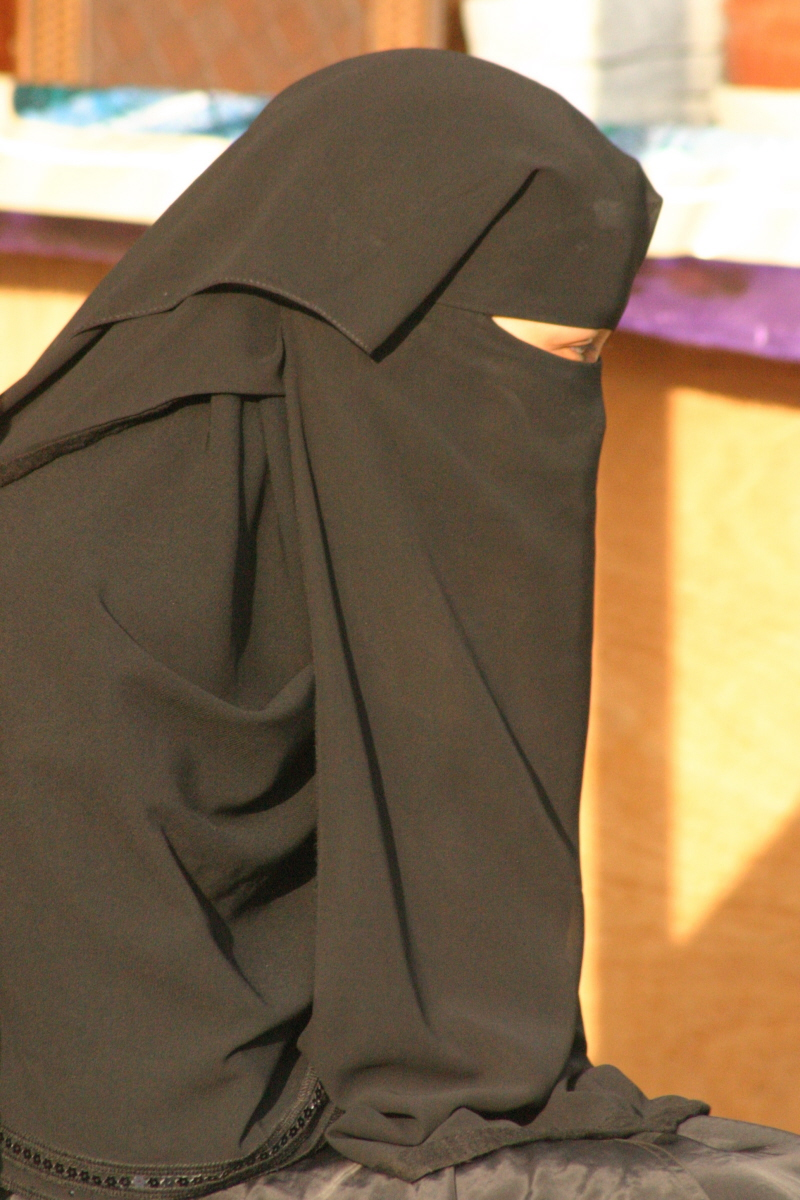
امرأة ترتدي النقاب
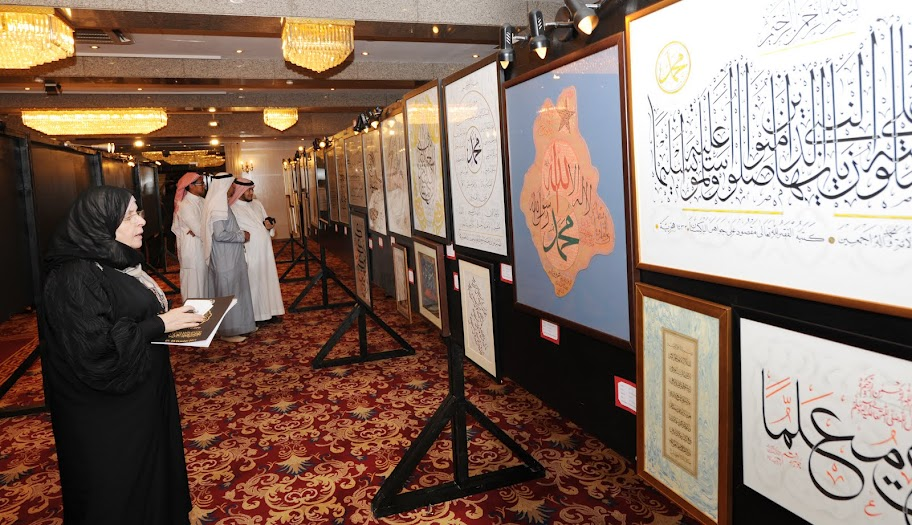
معرض للخط العربي في جدة
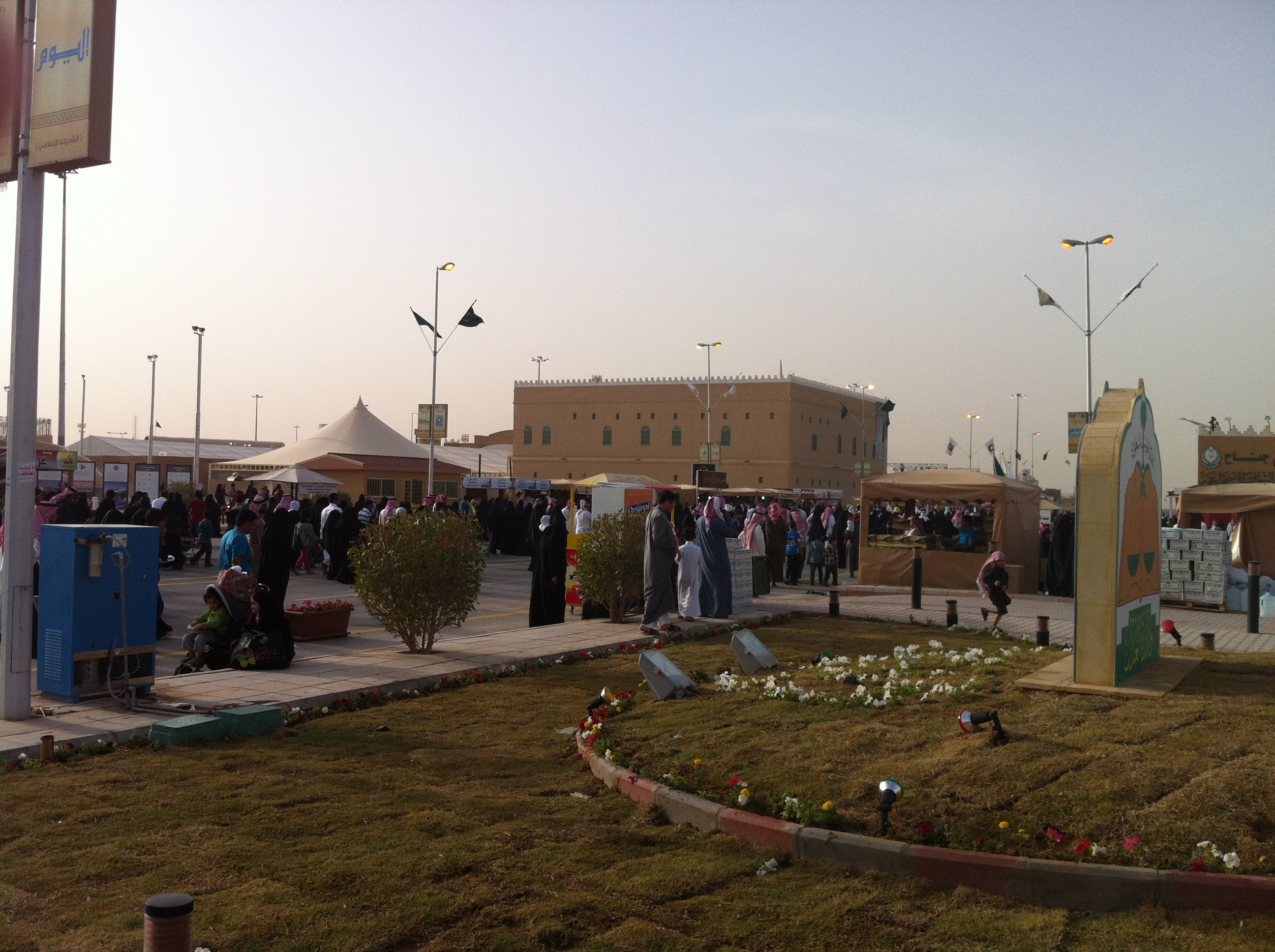
مهرجان الجنادرية يقام سنويًّا
مسلسل طاش ما طاش
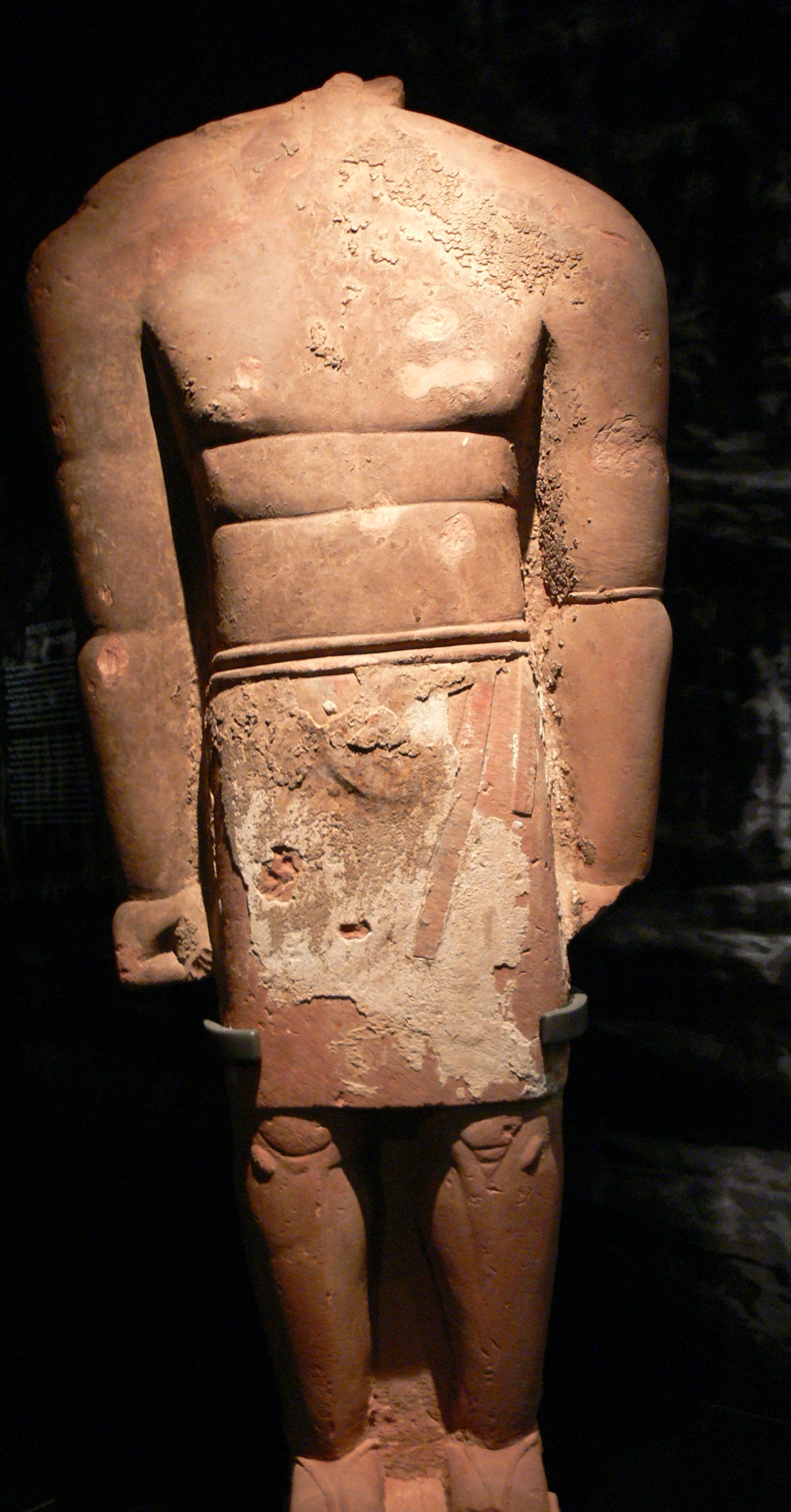
تمثال ضخم لملك لحياني من دادان
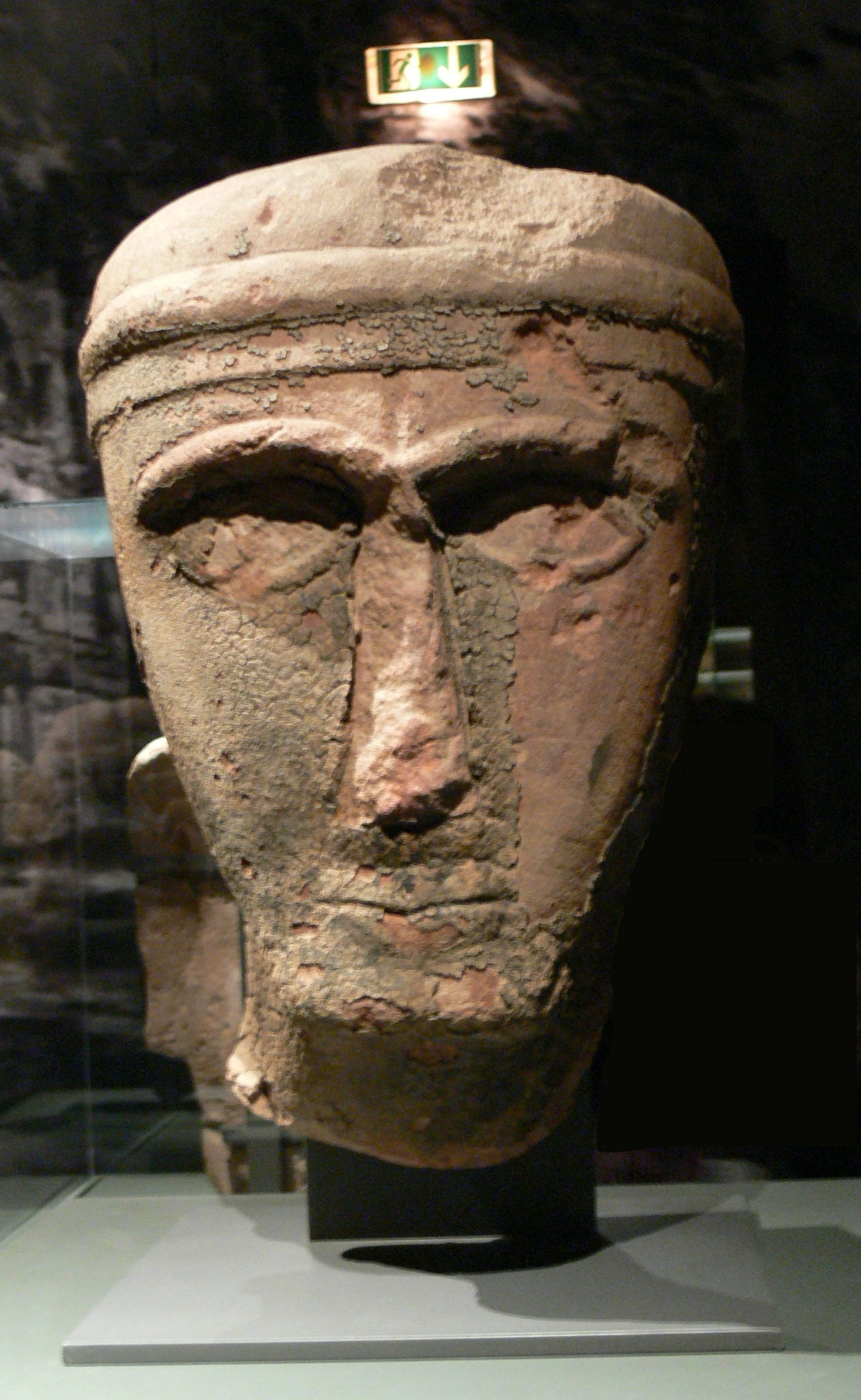
تمثال لرجل من مملكة دادان

### المواقع التاريخية
تعتبر الأراضي السعودية موطناً للعديد من الحضارات القديمة من فترة ما قبل الإسلام، حيث يضم موقع الشويحطية في منطقة الجوف مستوطنة تعود للعصر الحجري القديم. ويضم موقع بئر حما في منطقة نجران نقوشًا صخرية متعددة تمتد من 7,000 قبل الميلاد إلى 1,000 قبل الميلاد دلت على أن سكان هذه المنطقة استخدموا الكلاب المستأنسة واصطادوا حيوانات المنطقة ومنها الجمال والماعز والأبقار باستخدام الرماح والأقواس. وفي المنطقة الواقعة بين محافظة تثليث ومحافظة وادي الدواسر نشأت حضارة تعرف باسم «حضارة المقر» التي تعود إلى 9,000 سنة قبل الميلاد والتي أثبت اكتشافها أن الإنسان العربي هو أول من استأنس الخيل وأن هذه الحضارة نشأت على ضفتي نهر قديم.
في شمال محافظة العلا اشتهرت مدائن صالح (الحجر) والتي سكنها الثموديون في الألفية الثالثة قبل الميلاد ثم سكنها اللحيانيون في القرن التاسع قبل الميلاد ثم الأنباط في القرن الثاني قبل الميلاد، ومن أشهر آثارها «ديوان جبل أثلب»، و«قصر الصانع»، و«القصر الفريد»، و«قصر البنت». وفي منطقة تبوك اشتهرت محافظة البدع بمدائن شعيب التي سكنها قوم مدين في الألفية الثانية قبل الميلاد، وفي تيماء عثر على نقش هيروغليفي يعرف باسم «نقش تيماء الهيروغليفي» مدون عليه اسم رمسيس الثالث أحد فراعنة الأسرة العشرين المصرية (1183 - 1152 قبل الميلاد). كما عثر فيها أيضاً على مسلة آرامية تعرف باسم «حجر تيماء» يعود لفترة الملك نبو نيد البابلي (555 - 539 قبل الميلاد) والنقوش عليها تظهر أن كاهناً اسمه «صن ابن بط أو زير» أدخل عبادة صنم يدعى «صنم هجم» إلى المدينة.
في شمال غرب صحراء الربع الخالي تقع قرية الفاو والتي كانت عاصمة لمملكة كندة، ووجد فيها قصر وسوق وآبار وكتابات ونقوش ولوحات جدارية. اكتشفت العديد من المدافن بالقرب من صفوى في المنطقة الشرقية تعرف باسم «مدافن جاوان» وتضم أربع مقابر وبعض الآثار التي يعود تاريخها إلى القرن الثاني الميلادي. كما تضم نجران مدينتها القديمة والتي يحيط بها سور طوله 235 متر وعرضه 220 متر وبدأ الاستيطان فيها سنة 600 قبل الميلاد واستمر حتى نهاية القرن الثالث الميلادي، وشهدت هذه المدينة مذبحة نصارى نجران على يد الملك اليهودي ذو نواس وذكروا في القرآن باسم «أصحاب الأخدود».
في العهد السعودي اشتهرت العديد من الأماكن مثل مسجد محمد بن عبد الوهاب في الدرعية، وبيت نصيف وقصر خزام في جدة، وقصر المربع وقصر المصمك في الرياض، وقصر شبرا في الطائف. كما توجد خمسة مواقع تم إدراجها ضمن قائمة مواقع التراث العالمي بعد أن أقرتها منظمة الأمم المتحدة للتربية والعلوم والثقافة (اليونسكو)، حيث كانت البداية مع موقع مدائن صالح الذي تم إدراجه سنة 2008 / 1429 هـ، ومن ثم تمت إضافة منطقة الدرعية القديمة في 2010 / 1431 هـ، كما تم تسجيل منطقة جدة التاريخية في 2014 / 1435 هـ.
في عام 2015 / 1436 هـ تم تسجيل الفنون الصخرية في منطقة حائل، إضافةً إلى واحة الأحساء التي تم تسجيلها سنة 2018 / 1439 هـ لتكون على قائمة التراث العالمي.

#### المواقع والأماكن المقدسة الإسلامية

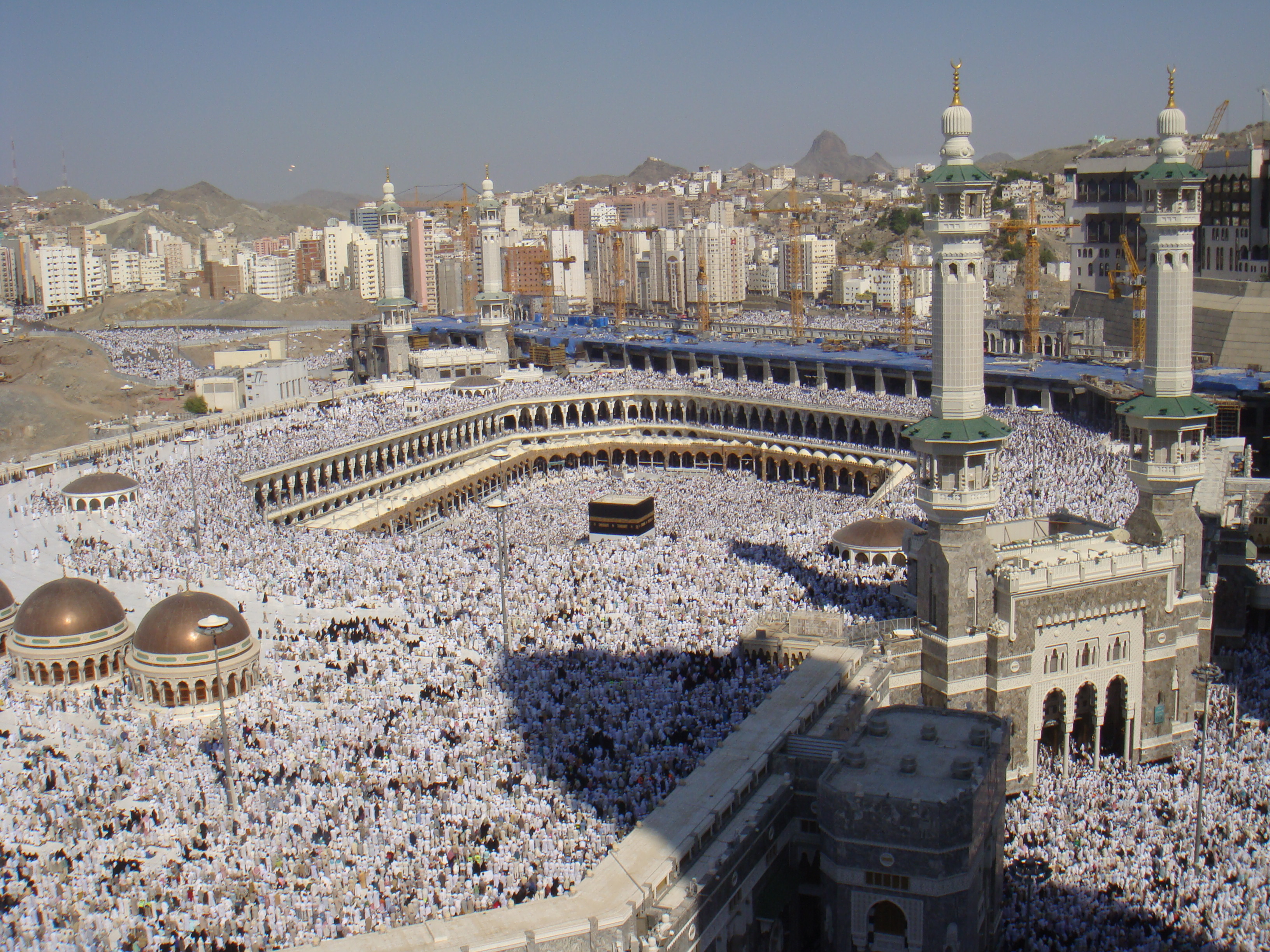
حوالي 25 مليون سائح مسلم يزور السعودية سنويًا للحج والعمرة حيث يتواجد بها العديد من المقدسات الإسلامية التي تجلب السياحة الدينية.

يزور المسلمون من كافة أرجاء العالم الإسلامي، المسجد الحرام في مكة المكرمة والمسجد النبوي في المدينة المنورة، واللذين يعدّان من أهم مقدسات المسلمين ويبلغ عدد زوارهما حوالي 12 مليون مسلم سنويًا. وقد عني الولاة من الخلفاء والسلاطين والملوك والأمراء على مر التاريخ الإسلامي بالاهتمام بالحرمين الشريفين، وحظيا في العصر السعودي بمزيد من الاهتمام والتوسيع والتشييد والعناية.
في السعودية العديد من المواقع الإسلامية الأخرى، منها مساجد أبرزها مسجد قباء والذي يعرف بأنه موقع أول مسجد في الإسلام، ومسجد القبلتين الذي كسب اسمه من حادثة تغيير اتجاه القبلة، ومسجد الإجابة. عُرف البقيع بأنه مقبرة أهل المدينة منذ صدر الإسلام، وبالقرب من جبل أحد تقع مقبرة شهداء أحد التي تضم أجساد 70 من شهداء أحد. كما أن هناك مواقع شهدت أحداثًا تاريخية مهمة ومفصلية في بداية التاريخ الإسلامي، ومنها سقيفة بني ساعدة، ومواقع معارك بَدْر أُحُد والأحزاب. توجد كذلك عدد من الآبار تاريخية، منها بئر أريس أو الخاتم وبئر غرس والبوصة أو البصة والسقيا وعثمان أو بئر رومة. بالقرب من وادي العقيق وجِدَت العديد من القصور التي تعود للصحابة وآل البيت والتابعين في العهد الأموي، منها قصر عنبسة، وقصر عروة بن الزبير، وغيرها. بالنسبة لأشهر آثار العهد العباسي الباقية إلى الآن فهي عين زبيدة التي بنتها أمة العزيز زبيدة لسقيا الحجاج، كما قامت ببناء أحواض سقاية الحجاج على الطريق عُرِفت باسم درب زبيدة الذي يبدأ في بغداد وينتهي في مكة. أما أشهر الآثار العثمانية فهو الخط الحديدي الحجازي بمحطاته في كل من المدينة المنورة ومدائن صالح.

### الحياة الاجتماعية

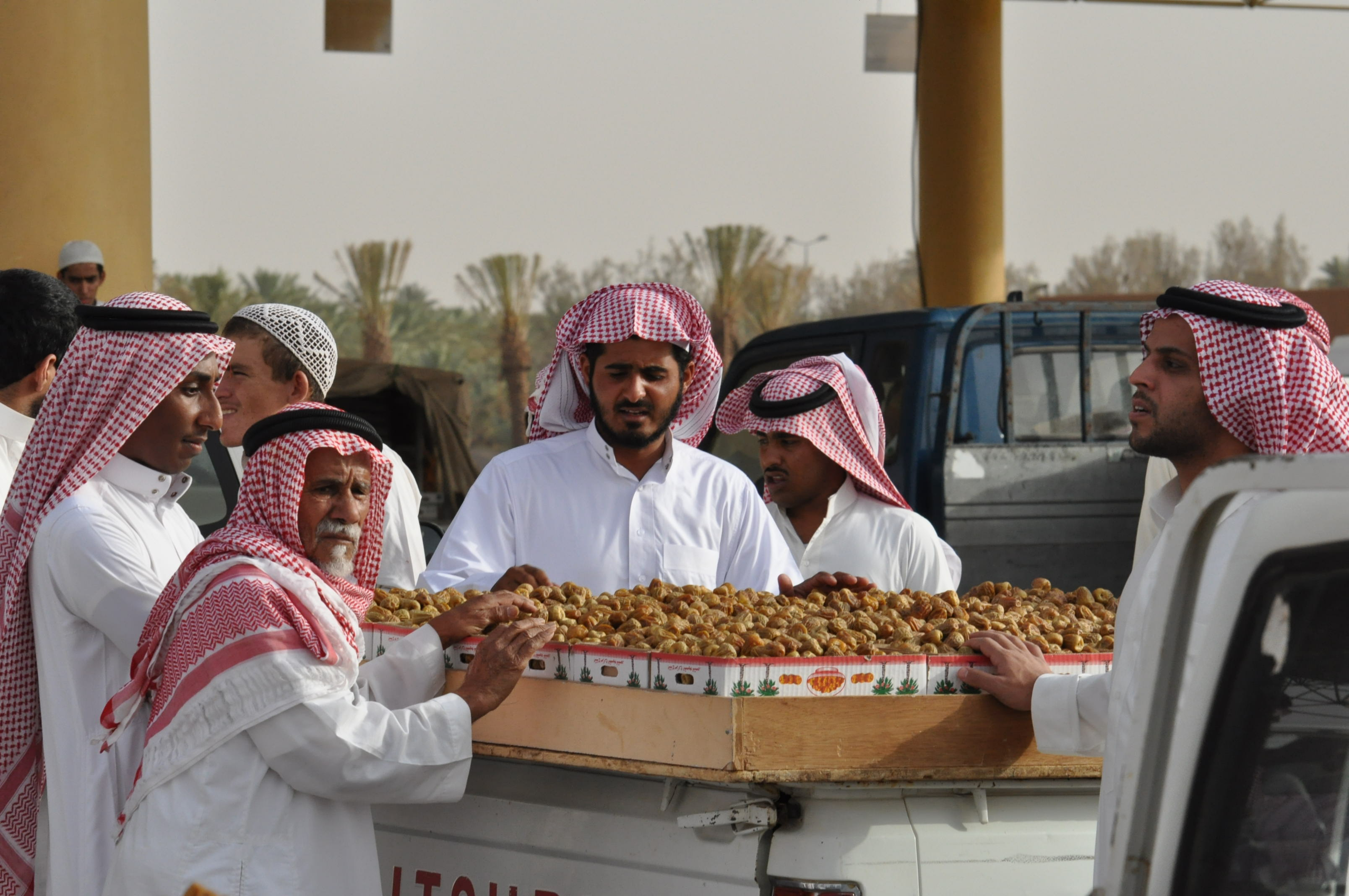
سعوديون في مدينة بريدة.

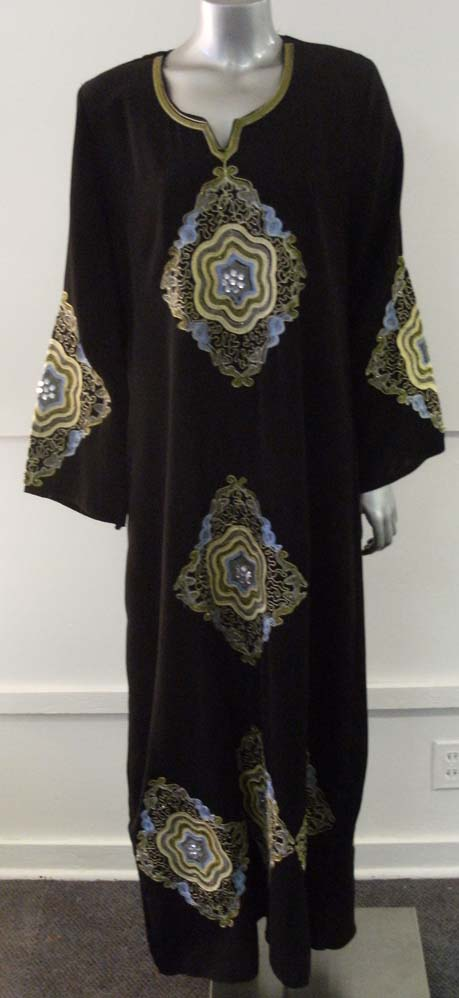
لباس المرأة السعودية

الزي السعودي الرسمي الخاص بالرجال يسمى الثوب وهو عبارة عن قميص طويل مصنوع من القطن أو الصوف وله أكمام مستطيلة الشكل متوسطة الاتساع وتكون إما مغلقة من كلا الجانبين أو مفتوحة من الجانب الأيمن وتغلق بما يسمى الكبك، بالإضافة إلى الطاقية التي تلبس على الرأس وهي إما من قماش أبيض خالص أو بألوان متعددة، وتكون محاكة بواسطة آلة تسمى(السنارة)، والشماغ وهو عبارة عن قطعة قماش مصنوعة من القطن ومخططة بالأحمر ويثبت على الرأس بالعقال الأسود، إلى جانب الغترة وهي عبارة عن قطعة قماش بيضاء مصنوعة من القطن الخفيف، وأخيرًا العباءة أو البشت المنسوجة من قماش الصوف الناعم أو المتين وطريقة لبسها أما على المناكب فوق الاثواب، أو تطبق وتنسف على الذراع ومنها أنواع عديدة من حيث اللون، والقماش، والخفة، والثقل.

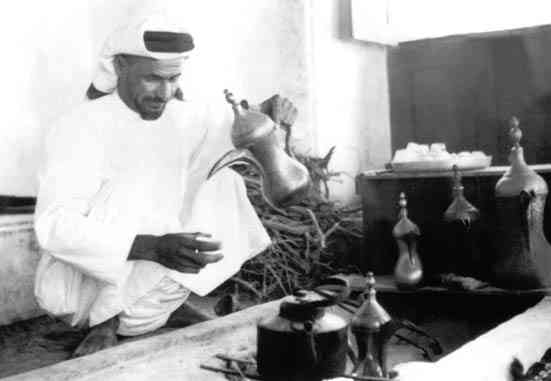
القهوة العربية مشروب الضيافة التقليدي في السعودية

أما بالنسبة للزي التقليدي المخصص للنساء عمومًا فهو يتكون من الدراعة (مقطع) وهو اللبس السائد للمرأة في منطقة الجزيرة العربية بشكل عام، وهو عبارة عن ثوب فضفاض من الصوف مشقوق المقدم يصل طوله إلى الكعبين وله أكمام طويلة،، وعند الخروج من المنزل ترتدي غالبيتهن لباس أسود ساتر للجسم ويسمى العباية بالإضافة إلى غطاء الرأس الطرحة والنقاب.
ومن الموانع والمحرمات داخل أراضي المملكة أكل لحم الخنزير وشرب الخمور بكافة أنواعها، وتعد القهوة العربية من أهم تقاليد المجتمع السعودي عامة وإحدى أهم مظاهر الضيافة، التقليد العربي القديم في الكرم مازال قائما حتى يومنا هذا من قاطني المدينة والبدو.

### المطبخ

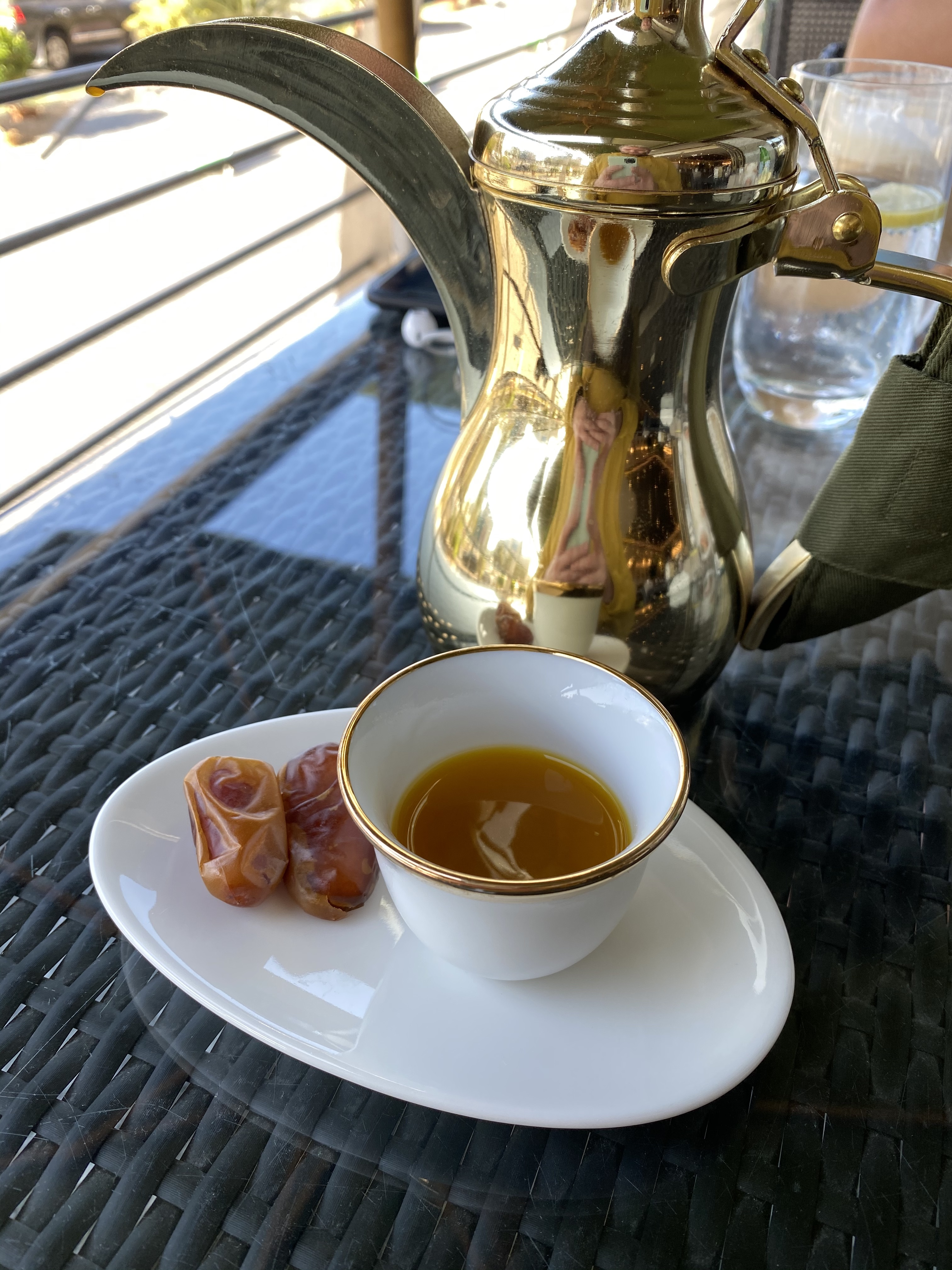
القهوة العربية هو مشروب الضيافة التقليدي في السعودية

تتعدد المأكولات السعودية من منطقة إلى أخرى، وهذا الأمر قد ساهم في جعل المطبخ السعودي يتميز بتنوّع أطباقه، وتعتمد كل منطقة في تجهيز أطباقها على ما يتوافر في بيئتها المحلية من مكونات، ومن أبرز هذه الأطباق المختلفة الشوربة العلاوي، والقشد، والمخامير، والممروس، والخواضة، والحيسة، والشريك الحجري أو المديني، والكبسة، والجريش، والسليق، والمرقوق والقرصان، والمطازيز، والمطبق، والمثلوثة، والمصابيب أو المراصيع، والخبز الأحمر الأحسائي، والمعصوب، والعريكة، والعصيدة، والحنيذ، والحنيني، والفتيت، والكليجاء، وغيرها.
ساهم وجود الوافدين في المملكة بإضافة عدد من الأطباق إلى المطبخ السعودي، كما ساهم عدد من المطاعم بإدخال بعض الأطباق من المطابخ العربية الأخرى والآسيوية إلى أصناف المأكولات الشعبية السعودية. بالإضافة إلى ذلك، تنتشر العديد من المطاعم والمقاهي الغربية والشرقية في مختلف مدن المملكة.

### الموسيقى والغناء
تتنوع الموسيقى والغناء باختلاف المناطق بعض هذه الأشكال والأنواع الغنائية يعتمد على المهن والبيئات، مثل الهيجنة (للجَمَّالَةٌ)، وحداء السواني (استخراج الماء)، وأغاني البناء والفلاحة والطحن ونحوها. بينما هناك مكونات أساسية منها الأشكال الشعرية والأنماط اللحنية والألوان الإيقاعية وحركات الرقص التي تشكِّل طُرقَ الأداء والتلحين والكتابة الشعرية مثل فن السامري في نجد، والخبيتي والرديح (البدواني) وشعر المحاورة والكسرة وفن الصهبة في الحجاز، وفن النهمة (غناء البحر) في الأحساء. كما أن هناك ملامح مشتركة مثل فن المجرور الطائفي المنشأ وفن المجس (الموَّال المكي)، أما فن الدان فهو مشترك بين الحجاز واليمن، وبالنسبة لفن العرضة والسامري فهو مشترك بين حائل والقصيم ونجد والأحساء، على الرغم من اختلافها قليلاً في الأحساء حيث تأتي بفن النهمة (غناء البحر). يعتبر طارق عبد الحكيم الأب الأكاديمي للأغنية السعودية كما أنه مؤسِّس مدرسة موسيقى الجيش العربي السعودي، كما برز عدد من الفنانين على مستوى العالم العربي منهم الراحل طلال مداح ومحمد عبده وخالد عبد الرحمن وراشد الماجد وعبد المجيد عبد الله وعبادي الجوهر ورابح صقر.

### المسرح والسينما
في عام 1960 بدأت أولى محاولات المسرح في المملكة على يد أحمد السباعي حيث قام بتأسيس فرقة مسرحية في مكة، وظل المسرح في السعودية ذا طابع مدرسي حيث أن كثيرا من العروض المسرحية تقدم على مسارح المدارس والجامعات بالإضافة للعروض المسرحية في فترة الأعياد، وكانت العديد من دور السينما تنشط في المملكة خلال الفترة من عام 1970 على الرغم من أنه كان ينظر إليها على أنها تتعارض مع الأعراف القبلية والدينية، وخلال فترة الصحوة الإسلامية التي نشأت مع بدايات العام 1980 أغلقت الحكومة جميع دور السينما. ولم يسمح بإنشاء أو افتتاح أي دور للسينما حتى ديسمبر 2017 عندما وافق مجلس إدارة الهيئة العامة للإعلام المرئي والمسموع على إصدار تراخيص للراغبين في فتح دور للعرض السينمائي بالمملكة.
وفي تاريخ 10 جمادى الآخر 1441هـ الموافق 2 فبراير 2020م أسست السعودية هيئة خاصة معنية بتطوير قطاع المسرح والفنون الأدائية وتنميته سمتها هيئة المسرح والفنون الأدائية، مهمتها النهوض بالمجال المسرحي، ودعم وتشجيع التمويل والاستثمار، واعتماد برامج تدريبية مهنية وجهات مانحة للشهادات المتخصصة في المجال، وفي نفس العام تاريخ 12جمادى الآخر/ 4 فبراير أُسست هيئة الأفلام، وهي هيئة تعنى بالسينما وتطوير قطاع الأفلام وبيئة الإنتاج داخل المملكة، وتحفز صناع الأفلام السعوديين وتدعمهم وتمكنهم في هذه الصناعة.

### الأدب والفنون

عبد الله الغذامي، أستاذ النقد والنظرية، وصاحب مشروع في النقد الثقافي وآخر حول المرأة واللغة

شهدت السعودية نهضة علمية وفكرية معاصرة تمثلت في اتساع رقعة النشاط الفكري والأدبي وتعدد أوعيته وموضوعاته وأغراضه ومحاضنه التي نشأت حديثا وسنلخص هذا الحراك الفكري والأدبي في عدد من المحاضن التي أنشئت لتنهض برسالة الأدب والتنوير الشامل في كل أنواعه وموضوعاته العلمية والفكرية والأدبية، وباختصار لتكون منطلقا واسعا ومجالا رحبا لمختلف العلوم والآداب، ويأتي في مقدمة هذه المحاضن: الصحافة والطباعة، والمكتبات العامة والخاصة والجمعيات والأندية الأدبية، وقبل ذلك التعليم بكل مستوياته وبكل أغراضه وفنونه، التعليم العام، والتعليم العالي، والتعليم المهني والصناعي، من المؤثرات في الحركة الأدبية.
كما يعد أدباء المملكة امتدادا متعاقبا لشعراء وكتاب الجزيرة العربية الذين عاشوا في العصر الجاهلي والأموي والعباسي و ما تلاها من عصور، ومن أبرز أدباء المملكة الذين شهدوا تأسيس الدولة حمزة شحاتة وعبد الوهاب آشي ومحمد حسن عواد وأحمد عبد الغفور عطار وأحمد قنديل وأحمد السباعي وحسين بن علي عرب وحسين سرحان وطاهر زمخشري وعبد الله عبد الجبار وصالح محمد جمال وعبد الله بن خميس وعثمان حافظ وعبد الرحمن المنيف، ثم تبعهم جيل برز على مستوى الأدب العربي وترجمت أعماله للغات مختلفة ومنهم غازي القصيبي وتركي الحمد ورجاء عالم وعبد الرحمن العشماوي وعبده خال وعبد الله الغذامي، وهناك العديد من التقاليد والفنون الثقافية المحبوبة في المملكة فنظم وتناقل الشعر يعود تاريخه إلى العصر الجاهلي ويعتبر كنز ثقافي وطني، القصة والرواية أحد مظاهر الثقافة التي لقت رواجا واسعا وهي شكل من أشكال التعبير الفني ولكن لابد أن تتماشى مع الشريعة الإسلامية التي تحكم المبادئ التوجيهية العامة، والخط العربي بصفة عامة وكتابة المصاحف بصفة خاصة يعتبر فن مقدس يجب أن يحترم ويبقى وينفل إلى الأجيال القادمة.
وفي يوم الثلاثاء 10 جمادى الآخر 1441هـ الموافق 4 فبراير 2020م قامت المملكة العربية السعودية بتأسيس هيئة خاصة معنية بتطوير قطاع الأدب والنشر والترجمة وتنميته سمتها هيئة الأدب والنشر والترجمة أسندت مهمة الإشراف عليها إلى وزارة الثقافة، مهمتها تنظيم صناعة النشر في السعودية بكل ما يرتبط بها من دعم للتأليف وحفظ الحقوق، وتهيئة البيئة المحفزة للإبداع وخلق التدريب وفرص الاستثمار في المجال.

### المتاحف
كانت بداية تأسيس المتاحف في المملكة العربية السعودية بصدور قرار مجلس الوزراء رقم 727 في 8 ذو القعدة 1383هـ الموافق تاريخ 22 مارس 1964م بالموافقة على تأسيس دائرة للأثار ترتبط بوزارة المعارف آنذاك، وبدأ النشاط الأثري الفعلي في السعودية سنة 1396هـ/ 1976م وافتتح أول متحف فيها "المتحف الوطني السعودي" في تاريخ 21 محرم 1398هـ الموافق 31 ديسمبر 1977م وكان مقره في إدارة المتاحف بمدينة الرياض قبل أن ينقل عام 1418هـ / 1997م إلى مقره الرئيس في مركز الملك عبد العزيز التاريخي، وأُسست في عام 1441هـ/ 2020م هيئة خاصة معنية بحفظ التراث والعناية بالمتحف أُطلق عليها اسم هيئة المتاحف مهمتها تطوير المتاحف في المملكة والأنظمة واللوائح المتعلقة بها، وخلق بيئة مستدامة تشجع على الاستثمار في هذا المجال، يبلغ عدد المتاحف التابعة للجهات الرسمية والجهات الخاصة والمجموعات في المملكة اليوم ما يزيد عن 200 متحف 53 منها حكومية و 210 منها خاص ومجموعة بحسب إحصائية الهيئة العامة للسياحة والتراث الوطني، وتعنى هذه المتاحف بإبراز تاريخ السعودية والجزيرة العربية على مر العصور وعلى مدى الحضارات المتعاقبة عليها، إلى جانب دورها في تنشيط الحركة السياحية للمملكة، ويعتبر المتحف الوطني السعودي التابع لمركز الملك عبد العزيز التاريخي المعلم الوطني على مستوى المتاحف في السعودية، حيث تبلغ مساحته الإجمالية لمبناه المكون من طابقين 28,000 ألف متر مربع.

### المهرجانات

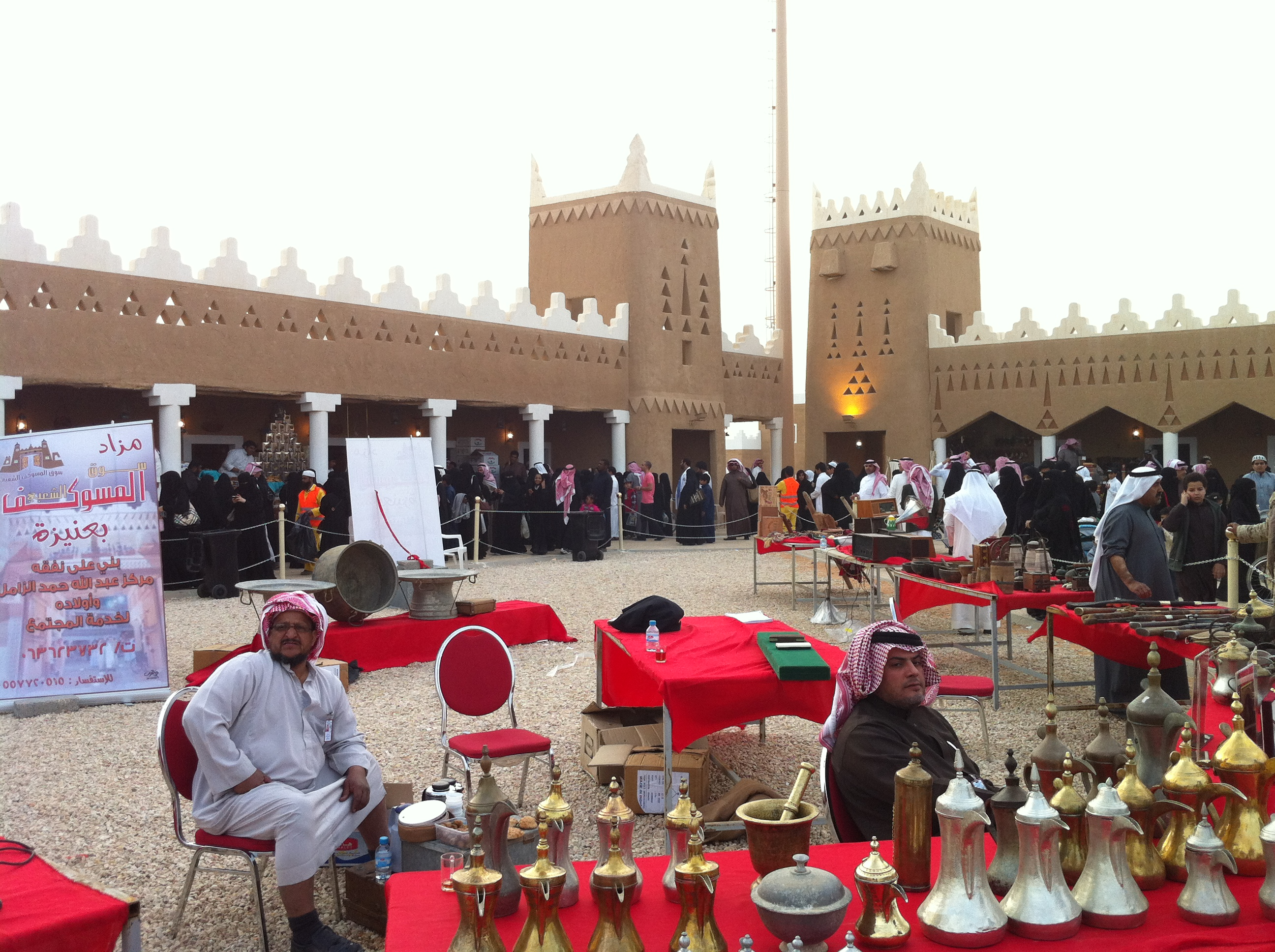
جانب من مهرجان الجنادرية في دورته 27 الذي أقيم عام 2012.

تقام في السعودية العديد من المهرجانات التراثية والثقافية والشعرية والسياحية التي تجذب السعوديين ومواطني دول الخليج العربي والعرب بصفة عامة، وأشهر مهرجانات المملكة على الإطلاق مهرجان الجنادرية وهو مهرجان تراثي وثقافي يقام في مدينة الرياض منذ عام 1405 هـ الموافق 1985 وكانت الدورة الأولى للمهرجان في الرابع والعشرين من شهر مارس عام 1985م / 1405 هـ، وغالبا ما يكون موعده في فصل الربيع بين شهري فبراير ومارس ويجذب العديد من الزوار داخل وخارج المملكة، وكان يقام تحت إشراف وزارة الحرس الوطني السعودي، ثم نقل إلى وزارة الثقافة في يوليو 2019.
من المهرجانات الثقافية التي تقام في المملكة: فعاليات جدة التاريخية ومهرجان الحارة المكية ومهرجان أضواء المدينة ومهرجان قرية رجال ألمع التراثية السياحي وسوق عكاظ، وأما المهرجانات التي تعنى بالثروة النباتية والحيوانية فهي: مهرجان تمور بريدة ومهرجان الزيتون في منطقة الجوف ومهرجان الورد الطائفي والعرض الوطني لجمال الخيل العربية الأصيلة ومسابقة مهرجان جائزة الملك عبد العزيز لمزايين الإبل ومهرجان العسل رجال ألمع ومهرجان الحريد السياحي، هذا بالإضافة لفعاليات اليوم الوطني للمملكة العربية السعودية التي يعرض فيها لوحات من الفلكلور الشعبي بالإضافة إلى الأنشطة الترفيهية والرياضية والأمسيات الشعرية.
تقام في كل مدن المملكة مهرجانات صيفية بهدف الجذب السياحي وتعزيز مكانة السياحة المحلية ورفع الدخل الوطني وقد وصل عددها عام 2013م / 1435 هـ إلى أكثر من 42 مهرجانا موزعة على جميع مناطق المملكة، وتتنوع فعاليات هذه المهرجانات بين الفعاليات الثقافة والتراثية والرياضية والترفيهية بالإضافة للتسوق.

## السياحة

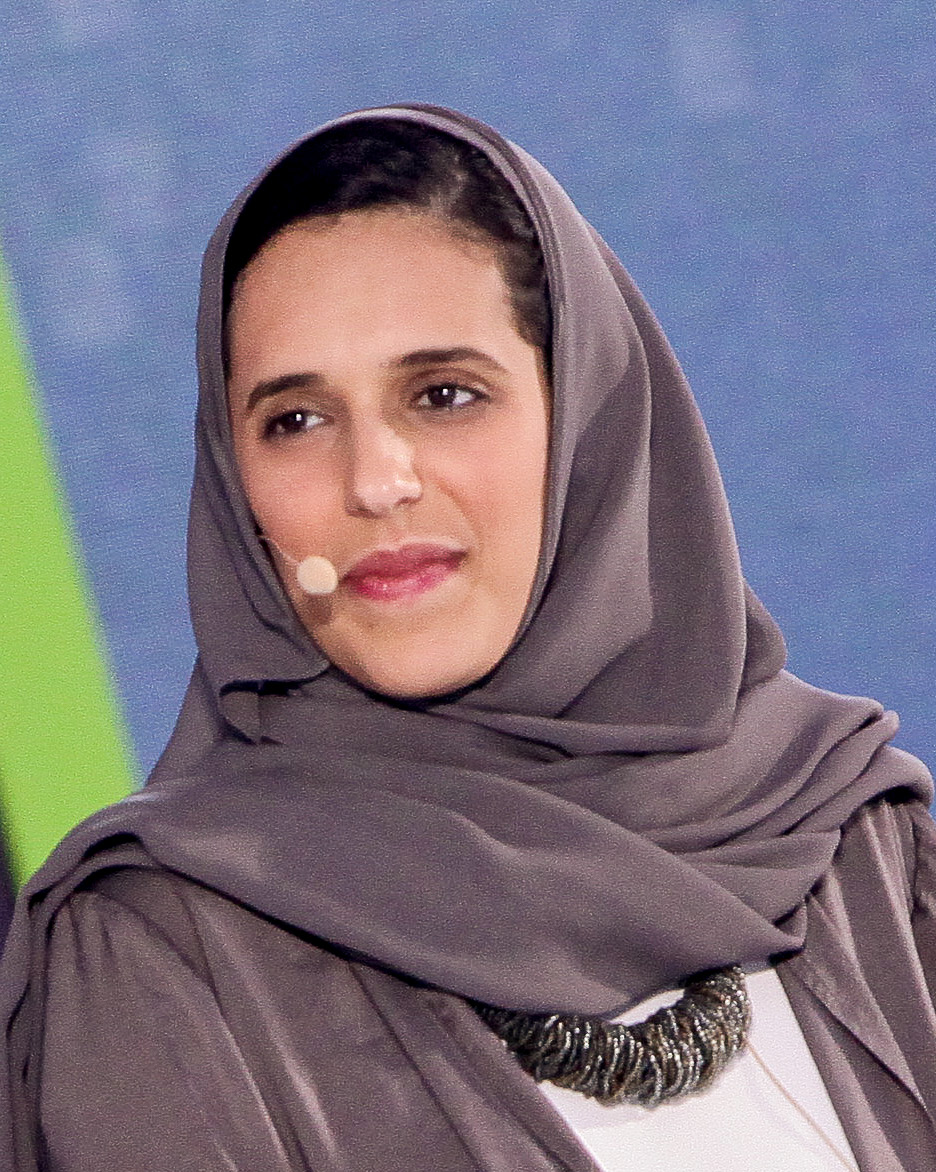
الأميرة هيفاء بنت محمد آل سعود نائب وزير السياحة السعودي.

يعتبر القطاع السياحي من القطاعات التي بدأت تنشط في السنوات الأخيرة، حيث احتلت السعودية في عام 1435هـ/ 2014م في المرتبة الرابعة ضمن المؤشر العالمي للسياحة بالنسبة لدول منظمة التعاون الإسلامي، تعد السعودية الأكثر جذبا ونشاطا للسياح المسلمين؛ لوجود الحرمين الشريفين، إضافةً للسياحة البيئية وسياحة الأعمال التي زاد الاهتمام بهما مع توجهات رؤية المملكة 2030، حيث وضعت السعودية الخطط لجذب 100 مليون زيارة سنويا في عام 2030 وأعلنت في28 محرم 1441هـ الموافق 27 سبتمبر 2019 عن فتح أبوابها لاستقبال السياح من جميع أنحاء العالم، ووضعت ضمن مستهدفاتها رفع مساهمة السياحة في الاقتصاد من خمسة إلى 18%. كما تحتل سياحة التسوق مكانة ملحوظة من ناحية الجذب، وتستحوذ على ما نسبته 75% من الإنفاق الإجمالي على الأنشطة الترفيهية في المملكة، وتتمتع السعودية بمناطق أثرية وتاريخية مهمة مثل مدائن صالح ومنطقة الدرعية وجدة التاريخية والفنون الصخرية في منطقة حائل وواحة الأحساء ومنطقة حمى الثقافية وهي مناطق تم إدراجها ضمن قائمة مواقع التراث العالمي. وغيرها منطقة العلا في المدينة المنورة، وتيماء في تبوك ودومة الجندل، ودومة الجندل في الجوف، ومنطقة رجال ألمع بعسير ونحوها.
وإضافة للتأشيرة السياحية التي تستهدف بها المملكة في المرحلة الأولى مواطني 49 دولة يتوقع أن يمثلوا نحو 80% من نفقات السفر العالمية و75% من الرحلات الترفيهية في العالم بحلول عام 2030، ويمكن استخراجها إلكترونيا أو عند الوصول إلى المملكة، توجد أنواع أخرى من تأشيرات الدخول مثل تأشيرات الأعمال والتأشيرات الدينية، وأعلنت السعودية مؤخرا عن اعتماد نوع جديد من التأشيرات وهي تأشيرة زيارة فعالية عن طريق وزارة الخارجية، لتسهيل حضور السياح من خارج المملكة للفعاليات الترفيهية والثقافية والمناسبات التي بدأت تنشط بشكل غير مسبوق في السعودية.

## الرياضة

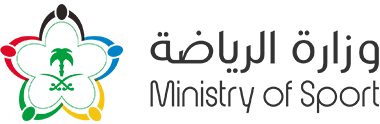
شعار وزارة الرياضة.

تعد كرة القدم الرياضة الأبرز في السعودية، وللمنتخب السعودي لكرة القدم رصيد من الإنجازات الإقليمية والعالمية والقارية على المستوى الآسيوي. على الصعيد العالمي فقد تأهل المنتخب السعودي لبطولة كأس العالم لكرة القدم خمس مرات كان أبرزها بطولة سنة 1994 إذ وصل المنتخب إلى دور الستة عشر، كما أن السعودية كانت صاحبة فكرة كأس القارات لكرة القدم وتحديدًا من قِبل فيصل بن فهد، وكانت تلك البطولة قد بدأت تحت مسمى كأس الملك فهد وقد احتضنت السعودية أول ثلاث نسخ من البطولة وقد حلّت وصيفًا سنة 1992 وفي المركز الرابع سنة 1999. بالنسبة لمشوار المنتخب السعودي في القارة الآسيوية فقد فاز ببطولة كأس آسيا ثلاث مرات وذلك في 1984 و1988 و1996، كما أصبح وصيفًا في البطولة لثلاث مرات أيضاً. أما فيما يتعلق بالمشاركات الإقليمية وعلى رأسها بطولة كأس الخليج العربي لكرة القدم فقد فاز بها ثلاث مرات وذلك في 1994 و2002 و2003. بالإضافة إلى إنجازات عديدة تمت عبر مُختلف الفئات السنية، من أبرزها الفوز بنهائي كأس العالم تحت 17 سنة لكرة القدم التي أقيمت سنة 1989. كما حقق المنتخب السعودي لكرة القدم لذوي الاحتياجات الخاصة لقب كأس العالم «إيناس» أربع مرات على التوالي.
تبلغ عدد الأندية في السعودية حاليًا 170 ناديًا وتتوزع في مختلف المناطق ومختلف فئات الدوري السعودي، حيث أن الدوري السعودي الممتاز (دوري عبد اللطيف جميل) هو المسابقة الأهم والأبرز ومن ثم دوري الدرجة الأولى (ركاء)، ويأتي بعدها دوري الدرجة الثانية، ودوري الدرجة الثالثة. هناك العديد من الأندية البارزة ضمن الدوري الممتاز منها الهلال والنصر والاتحاد والأهلي والشباب، وكل منها يضم رصيدًا من الإنجازات.
من الرياضات الأخرى البارزة رياضة الفروسية التي حققت إنجازات وحضورًا دوليًا، وفي مجال سباق الراليات فقد حقق السائق السعودي يزيد الراجحي العديد من الإنجازات وقد حقق مؤخرًا المركز الأول في رالي جدة 2022م، كما حقق السائق السعودي ياسر السعيدان بطولة العالم للراليات الصحراوية فئة الـ"T3" بعد هيمنته على غالبية جولات بطولة العالم والتي كان آخرها رالي هنغاريا.
كما حققت رياضة ألعاب القوى العديد من الإنجازات على كافة المستويات الإقليمية والقارية والعالمية، إذ حصدت العديد من الميداليات. كما أن هناك إنجازات تحسب لرياضة كرة اليد على صعيد المنتخب الأول والناشئين وعلى صعيد الأندية كذلك، وبرزت كذلك رياضة كرة الطائرة التي حصدت عدة إنجازات عبر ممثليها الهلال والأهلي، كما حقق المنتخب السعودي للكاراتيه عدد من الميداليات الذهبية والبرونزية في البطولات العربية والآسيوية. هناك عدد من الرياضات البارزة على المستوى الخليجي منها رياضة كرة السلة، ورياضة كرة الطاولة، ورياضة رفع الأثقال، ورياضة كرة الماء، والسباحة.

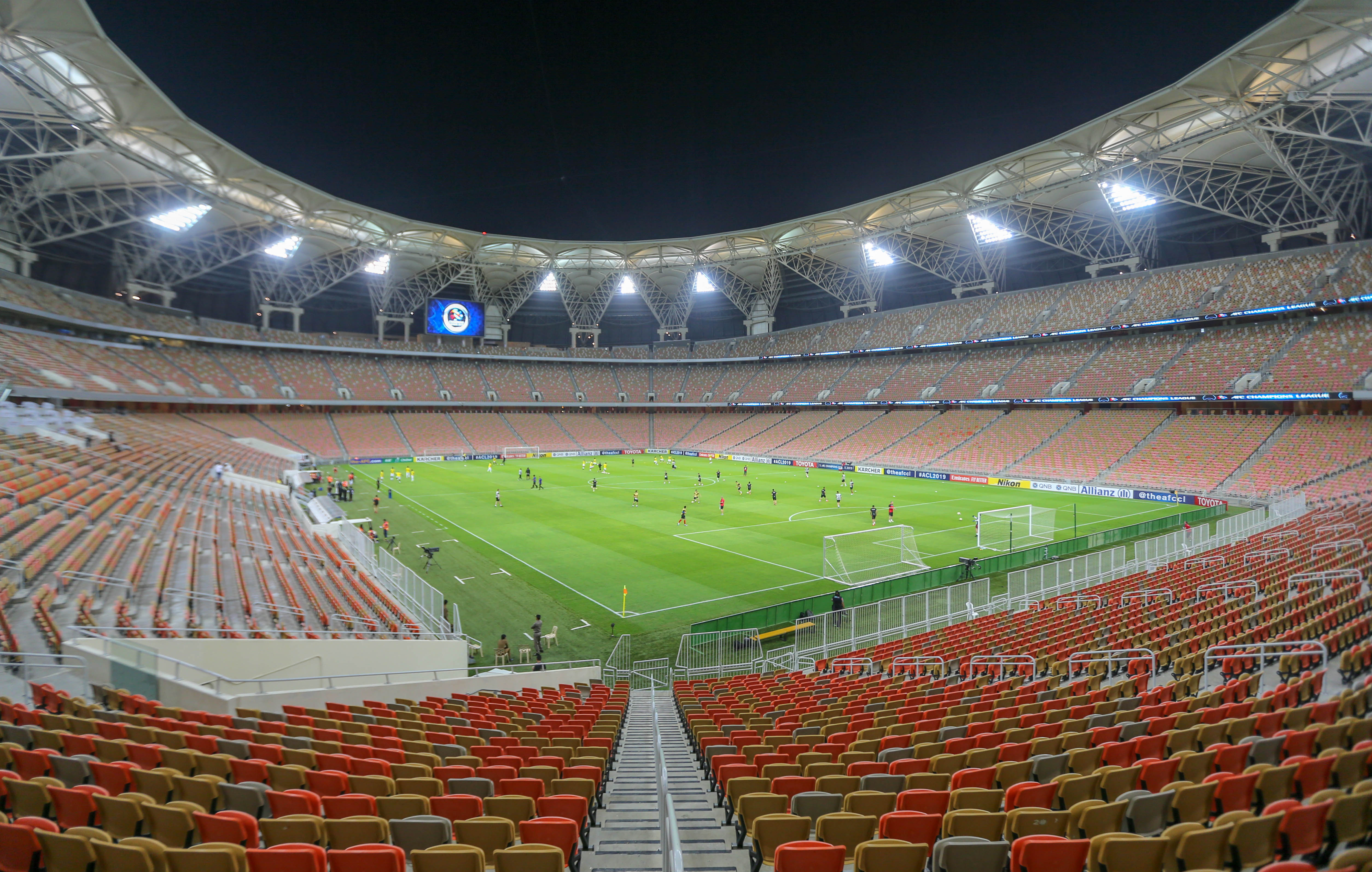
ملعب الملك عبد الله الدولي في جدة.
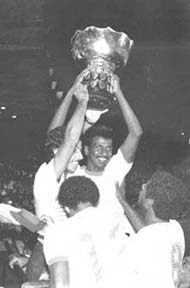
ماجد عبد الله حاملاً كأس أمم آسيا 1984.

## التعليم

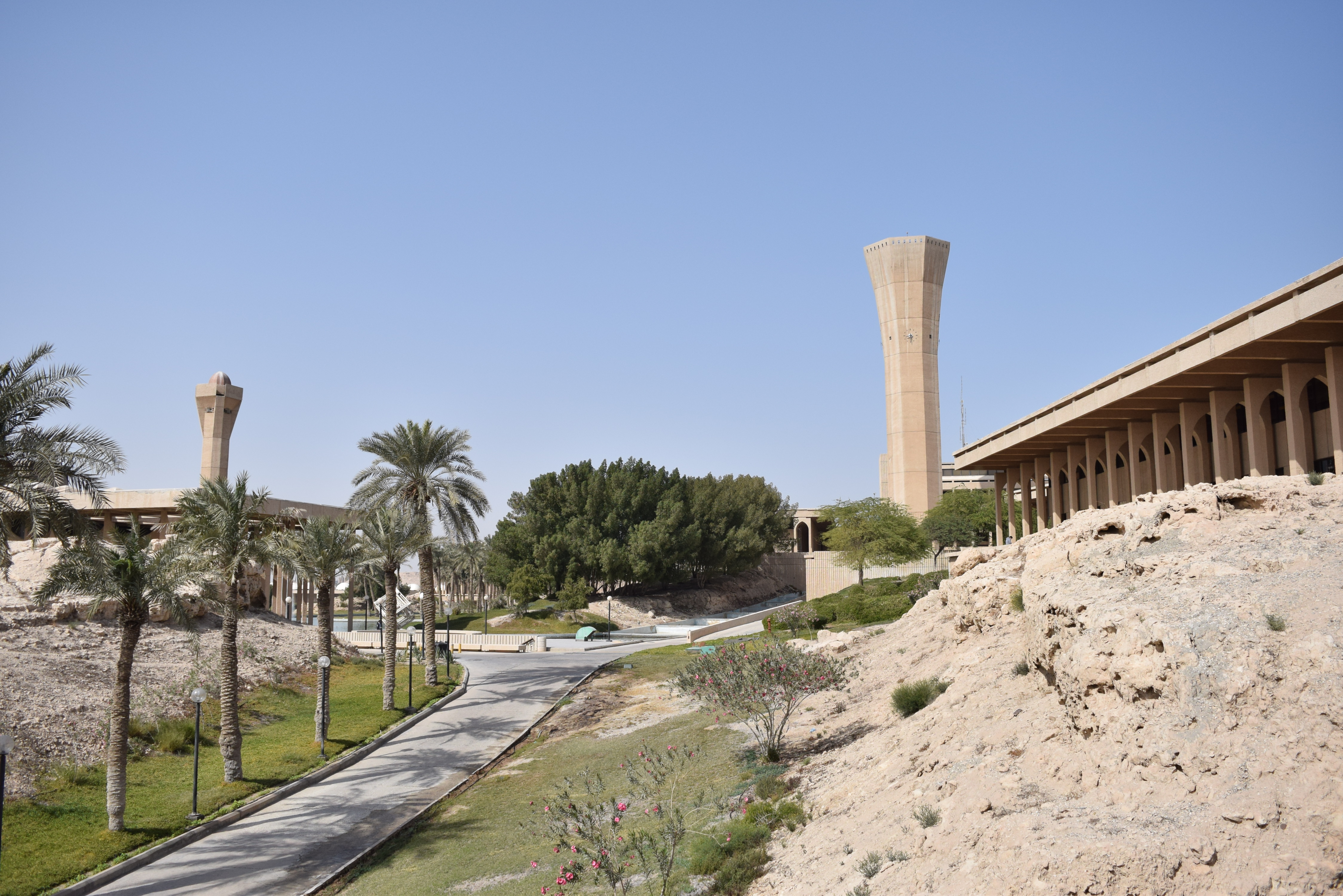
جامعة الملك فهد للبترول والمعادن تأسست في عام 1963م، وتحتل المرتبة السادسة عالميًا بحسب تصنيف مكتب الولايات المتحدة لبراءات الاختراع

شعار وزارة التعليم السعودية.

في أوائل شهر رمضان من عام 1344هـ/ 1926م صدر أمر ملكي يقضي بإنشاء أولى لبنات التعليم النظامي في المملكة العربية السعودية وهي مديرية المعارف العمومية التي كانت غاية عبدالعزيز بن عبدالرحمن آل سعود من انشائها تعميم التعليم في البلاد وذلك من خلال افتتاح المكتبات والمدارس والمعاهد ونشر العلوم والمعارف المختلفة، والبدء في إقامة النظام التعليمي المتكامل وافتتاح المعهد العلمي السعودي لتدريب أصحاب المعرفة من أهل البلاد ومنحهم رخصة التدريس، وقد ظلت المديرية العامة تمارس عملها قرابة الـ29 عام بادئةً رحلتها بـ4 مدارس في الحجاز وهي موجهة لقلة مختارة من الطلبة كمدارس الفلاح على سبيل المثال في جدة والفخرية بمكة ونحوها، أما بقية مناطق المملكة فقد كانت حتى توحيد المملكة في عام 1351هـ الموافق 1932م تعاني من شبه عدم وجود للمدارس فيها، مع اعتمادها على حلقات تعليمية تعرف محليًا باسم (الكتاتيب)، استمرت مديرية المعارف تمارس مهمتها بعد التوحيد حتى انتهت بإنشاء323 مدرسة في كامل المملكة، ثم تحولت في بداية عهد سعود بن عبدالعزيز وتحديدًا في عام 1373هـ/ 1953م كغيرها من الأجهزة والهيئآت والمديريات الحكومية في البلاد إلى وزارة عرفت باسم المعارف. اليوم التعليم العام مفتوح لكل مواطن سعودي من المرحلة الابتدائية حتى الجامعية. بالإضافة إلى مجانية التعليم في جميع المدارس الحكومية، الدولة تمنح علاوات مالية للطلاب (بنين وبنات) في بعض المراحل التعليمية، والتي تصل إلى ألف ريال شهريا في الكليات الجامعية، والكليات التقنية والمعاهد المتخصصة، بالإضافة إلى الرعاية الصحية، والسكن والغذاء وتأمين النقل في كثير من الحالات.
نظام التعليم في السعودية هو في المقام الأول من اختصاص وزارة التعليم، والمؤسسة العامة للتدريب التقني والمهني. مع وجود قطاعات أخرى مثل وزارة الدفاع ووزارة الحرس الوطني، ووزارة الداخلية توفر التعليم بجميع المستويات لمنسوبيها وعائلاتهم، وذلك بما يتفق مع مبادئ وتوجهات ومقررات وزارة التعليم، والتي تُعد الوزارة المسؤولة التي تشرف على التعليم في السعودية.
حلّت السعودية في المرتبة 48 في مؤشر الابتكار العالمي عام 2023، متقدمةً من المركز 68 عام 2019. ثم تقدّمت إلى المركز 47 في مؤشر الابتكار لعام 2024.

### التعليم العام
ينقسم التعليم العام إلى ثلاث مراحل:

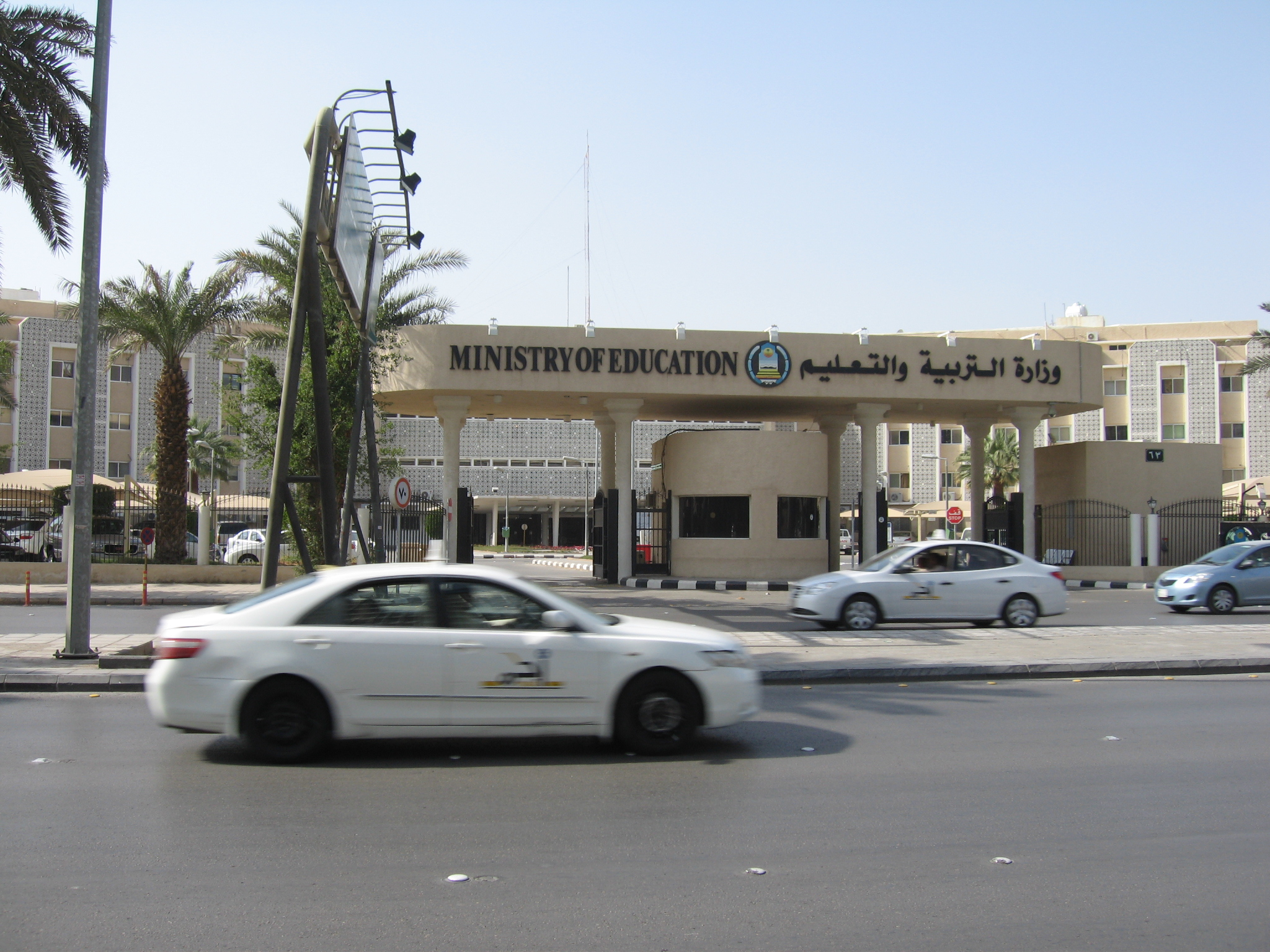
مبنى وزارة التربية والتعليم بالشعار القديم، تأسست عام 1373هـ.

- المرحلة الابتدائية: وتتكون من ست سنوات دراسية.
- المرحلة المتوسطة: وتتكون من ثلاث سنوات دراسية.
- المرحلة الثانوية: وتتكون من ثلاث سنوات دراسية.

كما يتوفر التعليم المتخصص في المرحلة الابتدائية في تحفيظ القرآن وكذلك المتوسطة والثانوية والتعليم الصناعي والتعليم التجاري والتعليم الزراعي.
ووفقًا لبيانات عام 1443هـ / 2022م، كان هناك 43.233 مدرسة، تّحوي 280.077 فصلاً دراسيًا، يدرس فيها 6.315.848 طالب وطالبة من مختلف الجنسيات، ومنهم 4.616.595 سعودي. وبلغ عدد المعلمين 490.555 معلما، و110.982 إداري.

### التعليم العالي
أنشئت وزارة التعليم العالي بالمرسوم الملكي رقم 1/ 236 في 8/5/1395هـ (1975م) لتتولي تنفيذ سياسة المملكة في التعليم العالي، ويعد وزير التعليم العالي مسئولا عن تنفيذ سياسة الحكومة في مجال التعليم الجامعي. في 9 ربيع الآخر 1436 هـ الموافق 29 يناير 2015، صدر أمر ملكي من سلمان بن عبد العزيز بدمج وزارتي التربية والتعليم والتعليم العالي في وزارة واحدة تحت مسمى وزارة التعليم.
حظي التعليم الجامعي في السعودية بدعم سخي تمثل في إنشاء جامعات جديدة، وكليات علمية وتطبيقية واعتمادات مالية ضخمة في الميزانيات، حيث بلغ عدد الجامعات في المملكة ستة وعشرين جامعة حكومية وخمسة عشر جامعات أهلية وواحد وعشرون كلية أهلية، احتوت على تخصصات علمية وتطبيقية في مختلف المجالات، كما تبنت وزارة التعليم العالي توجهات حديثة في البحث العلمي والتخطيط المستقبلي.
كما أدركت وزارة التعليم في السعودية التغيرات المطردة التي يواجها التعليم من التخصيص والتمويل والمنافسة الأجنبية وتغير متطلبات سوق العمل، ولمسوا أهمية الاستعداد لذلك بالتخطيط للمستقبل والتعامل مع تلك المتغيرات بخطط مدروسة للتوسع والتقويم الذاتي وتبني برامج واستحداث مؤسسات تصب معظم أنشطتها في مواجهة التحديات العالمية والمحلية.
| مراكز ومشاريع التعليم العالي: |                                          |                                                        |
| المركز الوطني للقياس والتقويم | إحصاءات التعليم العالي                   | مشروع نظم المعلومات الجغرافي                           |
| مراكز التميز البحثي           | مشروع تطوير الجمعيات العلمية في الجامعات | مشروع المركز الوطني للتعليم الإلكتروني والتعليم عن بعد |
| تحفيز إسهام التعليم الأهلي    | مركز البحوث والدراسات                    | الإبتعاث                                               |

## الرعاية الصحية
وزارة الصحة السعودية هي الجهة الحكومية الرئيسية المناط بها توفير الرعاية الصحية الوقائية والعلاجية والتأهيلية لسكان المملكة. كما تقوم بالإشراف العام ومتابعة الأنشطة المتعلقة بالرعاية الصحية التي يقوم بها القطاع الخاص. وتقوم بتقديم خدمات الرعاية الصحية الأولية من خلال شبكة من مراكز الرعاية الصحية (تضم 2121 مركزا) منتشرة في جميع أنحاء المملكة. وتبلغ عدد المستشفيات العامة والتخصصية في عام 1443هـ/ 2022م نحو 497 مستشفى بسعة 77.224 سرير. وزارة الصحة تعتبر الوكالة الحكومية الرئيسية المسؤولة عن إدارة وتخطيط وتمويل وتنظيم قطاع الرعاية الصحية، وهناك أيضا ثلاثة قطاعات أخرى رئيسية ذاتية التمويل، تقوم بتقديم الرعاية الأولية والرعاية التخصصية المتقدمة إلى منسوبيها وللسكان المسجلين. وتتمثل في: الخدمات الطبية للقوات المسلحة، والتابعة لوزارة الدفاع، والشؤون الصحية للحرس الوطني، والتابعة لوزارة للحرس الوطني، والخدمات الطبية لوزارة الداخلية.

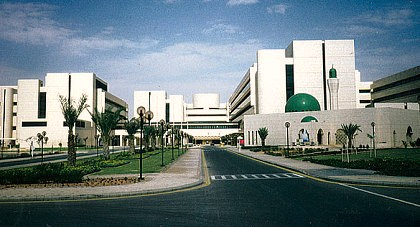
مدينة الملك فهد الطبية، إحدى أبرز المدن الطبية في السعودية.

وبالإضافة إلى هذه القطاعات، هناك عدة قطاعات حكومية مستقلة تتولى مسؤولية تقديم وتمويل خدمات الرعاية الصحية لمنسوبيها، ومنها على سبيل المثال لا للحصر وزارة التعليم: تقدم الرعاية الصحية الأولية الفورية للطلاب والمعلمين.، وزارة العمل والتنمية الاجتماعية تقدم الخدمات الطبية الشاملة بجميع التخصصات الطبية للفئات التي ترعاها في مرافقها، وللأشخاص ذوي الإعاقة وكبار السن في منازلهم وتحديد احتياجاتهم من الأجهزة الطبية المساعدة.، المؤسسة العامة للتأمينات الاجتماعية، الهيئة العامة للرياضة تقدم خدمات صحية لفئات معينة للرياضيين ومن يعمل في إدارة المرافق الرياضية، الهيئة الملكية للجبيل وينبع توفر مرافق صحية للعاملين والمقيمين في المدينتين الصناعية (الجبيل وينبع)، الخطوط الجوية العربية السعودية تملك مرافق رعاية صحية خاصة بها، وذلك بهدف توفير خدمات الرعاية الصحية لموظفيها، الجامعات في المملكة: من خلال كلياتهم الطبية أو المستشفيات، والخدمات العلاجية المتخصصة وبرامج التعليم الطبي والتدريب، في حين أنها أيضا إجراء البحوث الصحية بالتعاون مع المراكز البحثية الأخرى.
توجد في السعودية مستشفيات تخصصية حكومية معروفة عالميا تستقبل الإحالة من المستشفيات الرئيسية في السعودية ومن كافة دول العالم، وذلك للحالات التي تحتاج رعاية متخصصة من الدرجة الثالثة ومن تلك المستشفيات:
- مستشفى الملك فيصل التخصصي ومركز الأبحاث: يستخدم تقنيات متقدمة للغاية ويكون بمثابة مستشفى مرجعي للحالات التي تتطلب علاج متخصص ومتقدم، كما أنه يجري أيضا أبحاثًا عن القضايا الصحية عمومًا وتلك المتعلقة المملكة على وجه الخصوص.
- مستشفى الملك خالد التخصصي للعيون: أحد المرافق الصحية الكبيرة والمشهورة في العالم، ويقدم خدمات ذات جودة عالية متخصصة في طب وجراحة العيون، فضلا عن كونه مركز البحوث الإقليمية في مجال طب العيون. ويحتوي المستشفى أيضا «بنك العيون» يتم فيه تخزين القرنيات المستوردة. وقام المستشفى منذ إنشائه وحتى نهاية شهر ديسمبر 2013 بزراعة 17.114 قرنية.[426]

يوفر القطاع الخاص الخدمات الصحية من خلال مرافق صحية منتشرة في جميع أنحاء المملكة، تشمل المستشفيات والمستوصفات والمختبرات والصيدليات ومراكز العلاج الطبيعي. في نهاية عام 1443هـ / 2021م ـ، كان القطاع الخاص يقوم بتشغيل 159 مستشفى بسعة 17.889 سرير، 3732 مستوصف ومجمع طبي، 198 عيادة خارجية، 278 مختبر طبي، 80 مركز علاج طبيعي، 2,108 محلا لبيع النظارات، 152 مركب اسنان، 11,597 صيدلية.

## النقل والمواصلات

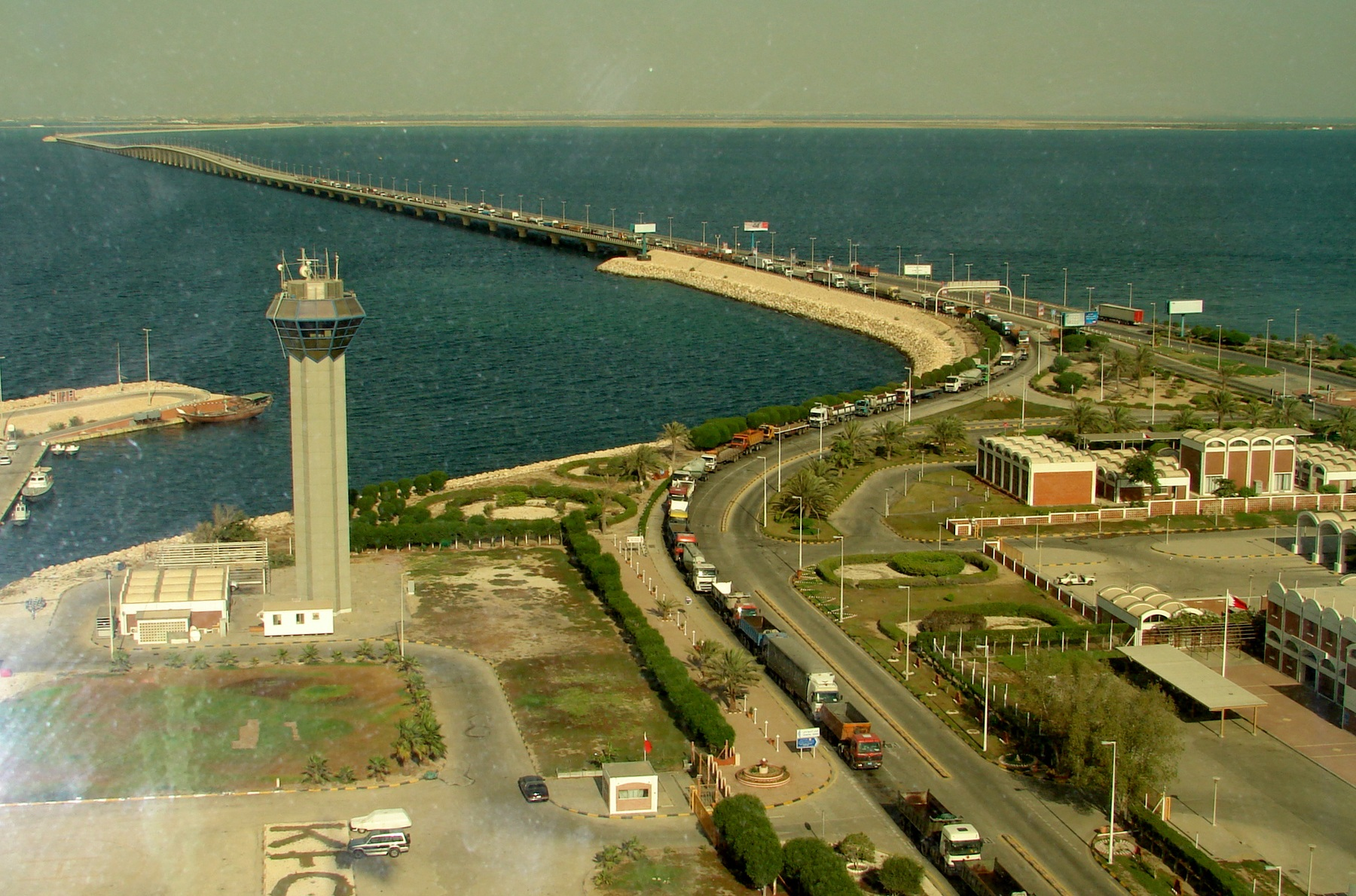
جسر الملك فهد يربط بين السعودية والبحرين

تمتلك السعودية أكبر شبكة للطرق في الشرق الأوسط وأكثرها تطورًا، إذ تتنوع ما بين الطرق البرية والجوية والبحرية. وتسعى المملكة من خلال رؤية السعودية 2030 إلى أن تكون المملكة مركزًا لوجستيًا يربط القارات الثلاث. فمن ناحية الطرق البرية تمتلك المملكة شبكة ضخمة من الطرق السريعة المتطورة تربط الخليج شرقًا مرورًا بالعاصمة الرياض إلى البحر الأحمر غربًا، ومن الشمال على الحدود الأردنية إلى جيزان في الجنوب. ويبلغ مجموع أطوال الطرق ما يزيد عن (48) ألف كيلومتر ما بين طرق سريعة ومزدوجة ومفردة تربط بين المدن. أما بالنسبة إلى داخل المدن فإن أغلب المدن الرئيسية وعواصم المحافظات الـ 13 فإنها تمتلك شبكة من الطرق السريعة الدائرية. وبالنسبة إلى السكك الحديدية فيوجد الآن سكة حديد تربط ما بين ميناء الملك عبد العزيز بمدينة الدمام وما بين الميناء الجاف بمدينة الرياض ويمر بالأحساء وبقيق والظهران وحرض. كما يجري الآن بناء شبكة ضخمة من السكك الحديدية التي ستربط الشمال بالجنوب والغرب بالشرق، إذ ستكون محور نقل بين الدول العربية والخليجية. كما يتم الآن بناء سكة حديد سريعة متطورة وممغنطة بين مكة والمدينة المنورة مرورًا بجدة تقطع مسافة 450 كيلو متر بساعتين. ووفقا لتقرير منتدى التنافسية العالمي لعام 2019 حققت منظومة النقل في المملكة بشكل عام المركز الـ 36 عالميًا، والمركز الأول عالميا في مؤشر ترابط شبكة الطرق والمركز الرابع في مؤشر جودة البنية التحتية للطرق، والمركز الخامس في مجال كفاءة خدمات النقل الجوي.

### النقل البري

ميدان القاهرة في الرياض.

توجد في السعودية شبكة طرق ضخمة إذ بلغ مجموع أطوالها حتى نهاية العام 1433 هـ ما يزيد عن (60.000) ستون ألف كيلومتر، منها الطرق السريعة التي تربط بين مختلف مناطق المملكة، وتتميز كونها طرق محكمة المداخل والمخارج، عديمة الإشارات، مكونة من عدة مسارات ومزودة بوسائل الأمان، وأبرزها طريق الرياض-الدمام السريع بطول (383) كم، وطريق الرياض-القصيم السريع بطول (317) كم، وطريق القصيم-المدينة المنورة بطول (448) كم، وطريق الرياض-الطائف-مكة المكرمة السريع بطول (820) كم، وطريق مكة المكرمة-جدة السريع بطول (70) كم، وطريق جدة-المدينة المنورة السريع بطول (410) كم، وطريق مكة المكرمة-الطائف السريع (السيل) بطول (70) كم، وطريق مكة المكرمة-المدينة المنورة السريع بطول (421) كم.

شبكة السكة الحديدية السعودية.

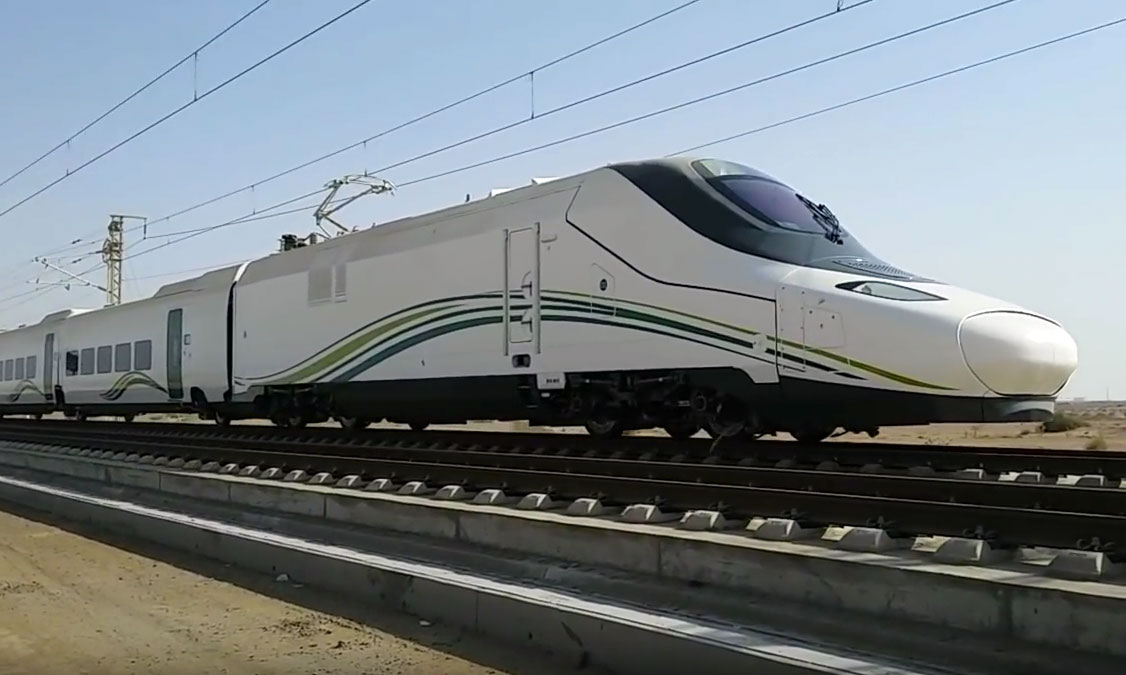
قطار الحرمين السريع

فيما يتعلق بالخطوط الحديدية في المملكة، فتشرف عليها المؤسسة العامة للخطوط الحديدية. وقد بدأت بخط الدمام الرياض الحديدي الذي افتتح بتاريخ 19 محرم 1371 هـ الموافق 20 أكتوبر 1951م، ويربط ميناء الدمام بالعاصمة الرياض لغرض نقل البضائع والسلع والمواد الغذائية ومستلزمات البناء والتعمير المستوردة. ثم بني خط آخر في عام 1405 هـ الموافق 1985م بطول 450 كم. كما يوجد مشروع خط قطار الشمال الجنوب (مشروع الشركة السعودية للخطوط الحديدية «سار») الذي يبلغ طوله الإجمالي (2750) كيلو متر وينفذ على جزئيين، الخط الأول يربط مناطق إنتاج المعادن (الفوسفات والبوكسايت) شمال المملكة إلى منطقة التصنيع والتصدير في ميناء رأس الخير على الخليج العربي، والثاني يجري تنفيذه ويبدأ من الحدود الأردنية ويمر بمناطق الجوف وحائل والقصيم حتى الرياض. كما يوجد قطار الحرمين السريع المخصص للركاب إذ يبلغ طوله (450) كيلو متر، ويربط كل من مكة المكرمة والمدينة المنورة وجدة ومدينة الملك عبد الله الاقتصادية وتم تدشين القطار وتشغيله في 25 سبتمبر 2018. ومشروع الجسر البري البالغ طوله (1150) كيلو متر ويربط غرب المملكة على ساحل البحر الأحمر بشرقها على ساحل الخليج العربي عبر الشبكة الحالية القائمة بين الرياض والدمام الذي يجري حاليًا إعداد الدراسات التصميمية والفنية والمالية له. بالإضافة إلى قطار المشاعر المقدسة الذي يربط مكة المكرمة بالمشاعر المقدسة منى، عرفة ومزدلفة. كما أن هناك عدد من مشاريع القطارات الكهربائية (المترو)، هناك ما تم تنفيذه مثل مترو جامعة الأميرة نورة، ومنها ما هو جارٍ العمل على تنفيذه مثل مترو الرياض ومترو جدة ومترو المدينة المنورة ومترو مكة المكرمة ومترو المنطقة الشرقية وقطار جامعة الملك سعود.

### النقل الجوي

طائرة الخطوط السعودية من طراز دوغلاس دي سي-3 عام 1945م / 1364 هـ، بشعار الخطوط السعودية القديم.

يلعب النقل الجوي دورًا حيويًا في الربط فيما بين مدن السعودية المترامية الأطراف وبين دول العالم. وتعود بداية النقل الجوي إلى العام 1364 هـ الموافق 1945، عندما قدم الرئيس الأمريكي فرانكلين روزفلت، طائرة دي سي-3 داكوتا هدية إلى الملك عبد العزيز، والذي بدوره أمر بأن تكون هذه الطائرة جزء مُساهم في جعل السفر الجوي في المملكة أكثر يسرًا وسهولة، وأيضا أمر بشراء طائرتين إضافيتين.
شكلت هذه الطائرات الثلاث، النواة الأساسية لتأسيس الناقل الوطني، الخطوط الجوية العربية السعودية، والتي نمت لتصبح واحدة من شركات الطيران الرائدة في العالم، وإحدى شركات الطيران التي يضم أسطولها اليوم أكثر من 140 طائرة حديثة. وتنقل سنويًا ما يزيد عن 25 مليون راكب في رحلات إلى 97 مدينة محلية ودولية. ونقلت 557,800 مليون كيلوغرام من البضائع.
كذلك توجد شركات طيران تجاري في المملكة مثل: طيران ناس، وطيران أديل، وطيران السعودية الخليجية، وطيران المها.
في السعودية 27 مطارا مخصصة للطيران المدني مقسمة إلى مطارات دولية وإقليمية وداخلية. أربعة منها مطارات دولية هي: مطار الملك خالد الدولي في الرياض، ومطار الملك عبد العزيز الدولي في جدة ومطار الملك فهد الدولي في الدمام ومطار الأمير محمد بن عبد العزيز الدولي في المدينة المنورة.
من أبرز أرقام الحركة الجوية في المملكة لعام 2013م / 1434 هـ، تخطي عدد الركاب المسافرين في كافة المطارات السعودية أكثر من 68 مليون راكب، وبلغ إجمالي عدد الرحلات 565.631 رحلة جوية، فيما بلغ حجم الشحنات 1.059.068 طن.

### النقل البحري

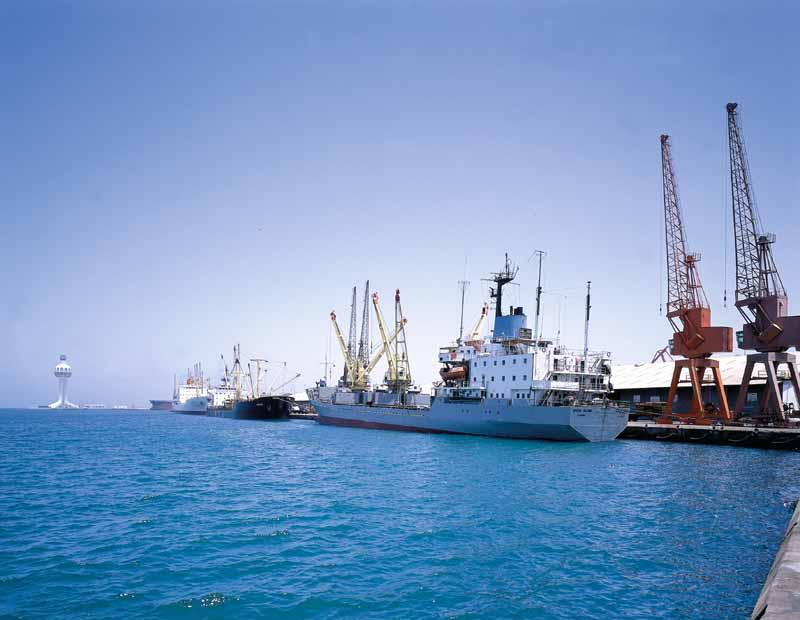
ميناء جدة الإسلامي.

تعد الموانئ البحرية من أهم القطاعات التي تعتمد عليها الدولة في تنفيذ خططها الاقتصادية والاجتماعية، وقد شكلت هذه الموانئ بعد إنشاء المؤسسة العامة للموانئ في شهر رمضان سنة 1396 هـ.
عملت الدولة على إنشاء وتطوير الموانئ السعودية على ساحلي البحر الأحمر والخليج العربي، وعددها تسعة موانئ منها ستة تجارية وميناءين صناعيين بالإضافة إلى ميناء رأس الخير المخصص للتعدين الذي بدأ تشغيله الفعلي في 22 ربيع الأول 1432 هـ، ويبلغ مجموع أرصفة هذه الموانئ 210 رصيفًا، وتشكل هذه الأرصفة في مجموعها أكبر شبكة موانئ في دول الشرق الأوسط. جميع الموانئ مجهزة بأحدث المعدات والمرافق والتجهيزات والبنية الأساسية اللازمة لاستقبال جميع وسائط النقل البحرية بمختلف أنواعها، وتعتبر الموانئ السعودية أول قطاع في المملكة يتم تخصيص خدماته وذلك في نهاية سنة 1417 هـ.
تضم عدد من الموانئ صالات للركاب كالحجاج والمعتمرين، من أبرزها صالات الركاب في ميناء جدة الإسلامي وميناء ضباء وميناء ينبع التجاري، بالإضافة إلى صالات الركاب في مينائي جازان وجزيرة فرسان. وتستقبل الموانئ سنويًا ما يزيد على المليون راكب.
تحتل الموانئ السعودية مراكز متقدمة عالمياً، وبحسب تقرير البنك الدولي، فأن ميناء الملك عبد الله يتربع على المركز الأول عالميًا في مؤشر أداء مواني الحاويات العالمي لعام 2021م، فيما يأتي ميناء جدة الإسلامي في المركز الثامن وميناء الملك عبد العزيز في المركز الرابع عشر عالميًا.

## الصحافة والإعلام

أحد الأعداد المميزة من صحيفة أم القرى

كانت بداية الصحافة والإعلام في المملكة بإنشاء صحيفة أم القرى عام 1343 هـ / 1924، أما التلفزيون فقد كان له وجود قبل بداية البث الرسمي عام 1385 هـ / 1965 حيث كانت هنالك محطة تلفزيونية لأرامكو السعودية في الظهران عام 1377 هـ / 1957، واليوم تصدر في السعودية 11 صحيفة مكتوبة تطبع دوريًا بعضها بشكل يومي وآخر بشكل أسبوعي، هذا بالإضافة إلى 653 صحيفة إلكترونية، وقد احتلت المملكة المرتبة 166 على العالم في مؤشر حرية الصحافة لعام 1443هـ/ 2022م.

### الإذاعة والتلفزيون

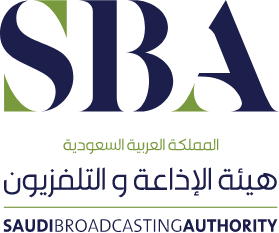
هيئة الإذاعة والتلفزيون

يعود تاريخ تأسيس الإذاعة في السعودية إلى العام 1932م / 1351 هـ، عندما تأسس أول نظام راديو خاص لتزويد الملك عبد العزيز بأخبار مدن ومراكز المملكة، وأخبار الأحداث الجارية في العالم. واستمرت بعض الوقت، لينطلق بعدها البث الإذاعي من مدينة جدة عبر أول محطة إذاعية أنشأتها الحكومة في المملكة، وكان اسمها حينذاك إذاعة «مكة المكرمة». وفي 18 يوليو 1949م / 1368هـ، أصدر الملك عبد العزيز مرسومًا ملكيًا بتأسيس الإذاعة السعودية، وفوض نائبه في الحجاز حينذاك الأمير فيصل مسؤولية الإشراف على الإذاعة. وفي يوم 19 رمضان 1368هـ الموافق 20 مايو 1949 أذيع أول برنامج تجريبي للإذاعة السعودية من جدة، بينما كان أول يوم عرفت فيه السعودية الإذاعة هو 9 ذو الحجة من عام 1368 هـ، وذلك حينما افتتحت الإذاعة إرسالها في حج ذلك العام بكلمة من الملك عبد العزيز لحجَّاج بيت الله الحرام، ألقاها نيابة عنه ابنه الأمير فيصل. في البداية كان مقر الإذاعة في جدة، وفي عام 1371 هـ أنشئت محطة إذاعية أخرى في مكة المكرمة.
حاليًا هيئة الإذاعة والتلفزيون هي الجهة المسؤولة عن إذاعات وقنوات التلفزيون السعودي الرسمية، وتقوم بتشغيل وإدارة 7 قنوات تلفزيونية و6 إذاعات راديو.
| قنوات التلفزيون السعودي | قنوات التلفزيون السعودي   | إذاعات المملكة العربية السعودية                | إذاعات المملكة العربية السعودية | إذاعات المملكة العربية السعودية | إذاعات المملكة العربية السعودية |
| قناة السعودية           | قناة ذكريات               | إذاعة الرياض                                   | إذاعة جدة                       |                                 |                                 |
| قناة القرآن الكريم      | قناة السنة النبوية        | إذاعة السعودية (إذاعة ناطقة باللغة الإنجليزية) | الإذاعات الدولية السعودية       |                                 |                                 |
| قناة الإخبارية          | القنوات الرياضية السعودية | إذاعة القرأن الكريم                            | إذاعة نداء الإسلام              |                                 |                                 |
| قناة SBC                |                           |                                                |                                 |                                 |                                 |

كما أن هناك العشرات من القنوات والشبكات التلفزيونية والاذاعية الخاصة، منها مجموعة إم بي سي وشبكة راديو وتلفزيون العرب وروتانا وشبكة أوربت شوتايم والشرق للأخبار، و6 إذاعات تشغل ترددات موجة «إف إم» وهي «إم بي سي» و«بانوراما» و«روتانا» إضافة إلى «مكس» و«ألف ألف» و«يو».

### وسائل التواصل الاجتماعي
السعوديون هم من أكبر مستخدمي وسائل التواصل الاجتماعية في الشرق الأوسط. ويعود ذلك إلى نسبة انتشار الإنترنت التي بلغت نحو 98.6% في عام 2022م / 1444هـ، وارتفاع معدل ملكيّة الهواتف الذكية، حيث جاءت في المرتبة الأولى عالميّاً في نسبة مستخدمي الهاتف المحمول، بنسبة بلغت 188% من عدد الهواتف إلى عدد السكان. ووفقًا لجوجل، مالكة موقع يوتيوب فإن السعودية تأتي في المرتبة الأولى عالميًّا في العدد الإجمالي للمشاهدات اليومية وأعلى نصيبٍ للفرد في استخدام يوتيوب أكثر من أي بلدٍ في العالم. فيما بلغ عدد حسابات السعوديين في تويتر "أكس" أكثر من 14 مليون مستخدم، يشكلون أكثر من نصف المستخدمين النشطين في المنطقة العربية، ويتصدر تطبيق الواتساب من حيث الأكثر استخدامًا في السعودية حيث يبلغ عدد المستخدمين 22 مليون مستخدم بنسبة 87.4% يليه الإنستغرام بنسبة 78.1%، ثم تويتر "أكس" بنسبة 71.9%، ثم السناب شات بنسبة 68.8%، فالتيك توك بنسبة 63.6%، فالفيسبوك بنسبة 63.4%، وأخيرًا التليجرام بنسبة 59.5%.

## الاتصالات
قطاع الاتصالات في السعودية ينمو بمعدل كبير. ويجري باستمرار توسيع المرافق والخدمات لتلبية حاجات السوق المتنامية. بلغت نسبة مساهمة قطاع الاتصالات في الناتج المحلي الإجمالي حوالي 5.48% للعام 1443 هـ / 2021م. وبلغ حجم الإنفاق على خدمات الاتصالات وتقنية المعلومات نحو 146.9 مليار ريال في العام نفسه، بمعدل نمو سنوي نسبته 8% مقارنة بعام 1441هـ/ 2019م، ويتمثل معظمها في الإنفاق على الأجهزة وخدمات تقنية المعلومات.

### الهاتف

شركة الاتصالات السعودية تحتل المرتبة 15 عالميًا كشركة مشغلة لخدمات المحمول.

وزارة الاتصالات وتقنية المعلومات هي الجهة التي تشرف على جميع تقنيات الاتصالات الحديثة في المملكة. بينما تعتبر شركة الاتصالات السعودية (STC) (شركة خصخصتها الحكومة جزئيا)، واحدة من أكبر مشغلي خدمات الاتصالات في العالم، كما أنها المزود الرئيسي في السعودية لخدمات الاتصالات.
نظام الهاتف الثابت في المملكة حديث وفعال، ويعتمد على أنظمة راديو الميكروويف المتتابع واسع النطاق، والكابلات المحورية، وأنظمة من كابلات الألياف البصرية. في عام 1421 هـ / 2000، كان هناك 2.9 مليون خط هاتفي ثابت، ومع نهاية عام 1434 هـ / 2013، وصل العدد إلى أكثر من 4.7 مليون خط. مع سبع محطات أرضية مرتبطة مع نظام أقمار انتلسات الصناعية.
الهواتف المحمولة، والمعروفة محليًا باسم الجوال، تلقى شعبية كبيرة في السعودية. وتعمل على النظام العالمي للاتصالات المتنقلة (GSM). بنهاية عام 2013م 1434 هـ، بلغ عدد الاشتراكات في خدمات الاتصالات المتنقلة، حوالي 51 مليون مشترك، مقارنة بـ 5 ملايين مشترك في عام 2002م / 1423 هـ. وبنسبة انتشار بلغت نحو 170% بالنسبة لعدد السكان. وارتفعت نسبة الانتشار في عام1444هـ/ 2022م لتبلغ 172% من السكان المشتركين في خدمة الاتصالات المتنقلة.
ووصلت كمية البيانات المستخدمة عبر شبكة الهواتف المتحركة إلى مليار جيجابايت، أي بمعدل 2.8 تيرابايت في اليوم الواحد، وبلغ إجمالي الاشتراكات في خدمات النطاق العريض عبر شبكات الاتصالات المتنقلة حوالي 14.27 مليون اشتراك، لتكون بذلك نسبة انتشار خدمات النطاق العريض عبر شبكات الاتصالات المتنقلة على مستوى السكان 47.6%.
هناك خمسة مشغلين ومقدمين لخدمات الاتصالات المتنقلة بالمملكة وهم، شركة الاتصالات السعودية، وشركة اتحاد اتصالات (موبايلي)، وشركة الاتصالات المتنقلة السعودية (زين)، بالإضافة إلى شركتي فيرجن موبايل السعودية واتحاد جوراء (ليبرا) وهاتان الشركتان تعملان كمشغل شبكة اتصالات متنقلة افتراضية (MVNO) مع مقدمي الخدمة المضيف وهما على التوالي «شركة الاتصالات السعودية»، و«شركة اتحاد اتصالات (موبايلي)»، ومن المتوقع أن يزيد العدد إلى 6 مشغلين عند منح رخصة مشغل افتراضي ثالث.

### الإنترنت

شعار نطاق الإنترنت في السعودية.

إجمالي إشتراكات الانترنت في السعودية.

هيئة الاتصالات والفضاء والتقنية تشرف على جميع العمليات الخاصة بقطاع الإنترنت في المملكة. وتقوم الهيئة أيضا بمساعدة العائلات السعودية لتملك أجهزة الكمبيوتر الشخصية والوصول إلى الإنترنت من خلال المبادرة الوطنية للحاسوب الشخصي.
في عام 1985 / 1405 هـ، حصلت السعودية على حق استخدام الإنترنت للتطبيقات العسكرية، وفي عام 1994م / 1414 هـ في التطبيقات المدنية، واستخدم حينها في المؤسسات التعليمية والطبية والبحثية، بعد أن حجز النطاق.sa وهو اختصار لـ (Saudi Arabia). في عام 1997 / 1417 هـ، صرح بالاستخدام العام للإنترنت، وذلك بموجب قرار وزاري، وبدأت خدمة الإنترنت فعليًا للعامة في 26 شعبان 1419 هـ الموافق 15 ديسمبر 1998م.
استخدام الإنترنت ينمو بسرعة كبيرة في السعودية. ويجري توفير المزيد من الخطوط عالية السرعة للوصول إلى الإنترنت لاستيعاب الطلب المتزايد، بما في ذلك خطوط المشتركين الرقمية (DSL) وطُرق اتصال أخرى تصل سرعتها لـ200 ميغابت. وارتفع عدد مستخدمي الإنترنت ليصل إلى 16.5 مليون مُستخدم بنسبة انتشار تجاوزت 55%. ووصلت كمية البيانات المستخدمة عبر شبكة الهواتف المتحركة إلى مليار غيغابايت، أي بمعدل 2.8 تيرابايت في اليوم الواحد، وبلغ إجمالي الاشتراكات في خدمات النطاق العريض عبر شبكات الاتصالات المتنقلة حوالي 14.27 مليون اشتراك، لتكون بذلك نسبة انتشار خدمات النطاق العريض عبر شبكات الاتصالات المتنقلة على مستوى السكان 47.6%. حاليًا فإن 200 ميغابت / ثانية هي أقصى سرعة إنترنت متاحة وتقوم حاليا شركة الاتصالات السعودية بالاستعداد لإطلاق إنترنت بسرعة 500 ميغابايت/ ثانية و1 غيغا/ ثانية. وتحتل السعودية المرتبة العاشرة عالمياً في سرعة الإنترنت، حيث تمكنت من رفع متوسط سرعة الإنترنت المتنقل إلى 55.71 ميغابايت في الثانية، وذلك بحسب تقرير نشره موقع «سبيد تست» العالمي المختص في قياس سرعات الإنترنت المتنقل.
شهدت المملكة في يونيو 2018 إطلاق مواقع شركات الاتصالات الحيّة لشبكة الجيل الخامس في البلاد للمرة الأولى على مستوى دول منطقة الشرق الأوسط وشمال أفريقيا، والتي توفر ما يزيد على 1 غيغا هرتز من الطيف الترددي لخدمات الجيل الخامس، من خلال أكثر من 1000 قاعدة للجيل الخامس متوفرة حالياً، بما يساهم في ضخ أكثر من ثمانية مليارات دولار إيرادات في سوق الاتصالات بحلول عام 2030، وأكثر من 19 مليار دولار في الناتج المحلي، وخلق نحو 20 ألف وظيفة جديدة في مجال الاتصالات وتقنية المعلومات.
واتت السعودية في المركز الأول عالمياً في سرعة التنزيل على شبكة الجيل الخامس (5G) حسب تقرير أوبن سيغنال لعام 2020 حيث تبلغ متوسط سرعة التحميل 377.2 ميغابايت في الثانية كما أوضح التقرير أن الوقت الذي يقضيه المستخدمون السعوديون متصلين بشبكات الجيل الخامس يُعد مرتفعًا مقارنة بالدول الأخرى حيث يصل إلى 37%.
| 1985م | إنشاء الشبكة الخليجية (GULFNET) كأول شبكة حاسوبية عامة في منطقة الخليج العربي في شعبان 1405 هـ الموافق مايو 1985م، تضم عددًا من الجامعات ومراكز الأبحاث في دول المنطقة، وتعد مدينة الملك عبد العزيز للعلوم والتقنية النواة الرئيسة للشبكة. |
| 1989م | ربط الشبكة الخليجية بشبكة "بت نت" (BITNET) العالمية في رمضان 1409 هـ الموافق إبريل 1989، عن طريق دائرة اتصال تربط مدينة الملك عبد العزيز للعلوم والتقنية بجامعة جورج واشنطن في الولايات المتحدة الأمريكية. |
| 1994م | - ارتباط مستشفى الملك فيصل التخصصي بشبكة الإنترنت العالمية في شعبان 1414 هـ الموافق يناير 1994، وهي أول جهة في المملكة ترتبط بشبكة الإنترنت. - إنشاء اسم النطاق السعودي (SA.) في شهر ذي الحجة 1414 هـ الموافق مايو 1994. |
| 1995م | ارتباط مدينة الملك عبد العزيز للعلوم والتقنية بشبكة الإنترنت في شعبان 1416 هـ الموافق ديسمبر 1995 عن طريق مستشفى الملك فيصل التخصصي، وذلك ضمن المشروع التجريبي للربط بشبكة الإنترنت الذي كان يضم عددًا من الجهات بالإضافة إلى المدينة. |
| 1997م | صدور قرار مجلس الوزراء رقم 163 بتاريخ 24/10/1417 هـ الموافق 3/3/1997 القاضي بالموافقة على إدخال خدمة الإنترنت إلى المملكة تحت إشراف مدينة الملك عبد العزيز للعلوم والتقنية وبالتنسيق مع جهات أخرى. |
| 1998م | ترخيص 41 جهة من بين الجهات المؤهلة لتقديم الخدمة، وتشغيل أول خط اتصال لربط مركز تشغيل الشبكة بالمدينة بشبكة الإنترنت العالمية. |
| 1999م | تأسيس "وحدة خدمات الإنترنت" في مدينة الملك عبد العزيز للعلوم والتقنية، لتولي مهام الإشراف على خدمة الإنترنت الموكلة للمدينة. |
| 2000م | تشغيل أول خط اتصال دولي بالإنترنت يستخدم الكيابل البحرية. |
| 2001م | صدور الموافقة على نظام الاتصالات، وعلى إنشاء هيئة للاتصالات. |
| 2003م | الإعلان في شهر شوال 1423 هـ الموافق يناير 2003 عن أول اندماجين لمجموعتين من مقدمي الخدمة. قامت المجموعة الأولى بإنشاء شركة جديدة سميت "سيبريا" ضمت في ملكتيها ثلاثة مقدمي خدمة هم سعودي أوجيه ومؤسسة دلة ومؤسسة خليل بن لادن. أما المجموعة الثانية فقد ضمت "أول نت" التابعة لمؤسسة الفيصلية وشركة العالمية للإنترنت والاتصالات وشركة النظم العربية المتطورة (نسيج). |
| 2003م | نقل المهام التنظيمية لخدمة الإنترنت من مدينة الملك عبد العزيز للعلوم والتقنية إلى هيئة الاتصالات في 1/11/1423هـ الموافق 3/1/2003م. |
| 2004م | انتقال المهام التشغيلية لبوابات الإرتباط (Gateways) وخدمة الفلترة (Filtering) إلى شركة الاتصالات السعودية وشركات مزودي خدمة المعطيات (DSP's). |
| 2004م | انتقال المهام الإشرافية لخدمة الفلترة (Filtering) وتنفيذ الظوابط الأمنية إلى هيئة الاتصالات وتقنية المعلومات. |
| 2004م | انتقال خدمة تسجيل أسماء النطاقات السعودية إلى هيئة الاتصالات وتقنية المعلومات. |
| 2005م | تم الترخيص لكل من شركة الاتصالات المتكاملة وشركة بيانات من قبل هيئة الاتصالات وتقنية المعلومات لتقديم خدمات المعطيات ليصبح بعد ذلك عدد الشركات المرخص لها بتقديم المعطيات في المملكة ثلاث شركات وهي: 1. شركة الاتصالات السعودية. 2. شركة الاتصالات المتكاملة. 3. شركة بيانات.                                                                                       |

### الأقمار الصناعية
يعود تاريخ السعودية مع الأقمار الصناعية إلى سنة 1975م / 1395 هـ، وذلك عندما اقترحت إنشاء «منظمة الاتصالات الفضائية العربية» والتي تأسست سنة 1976م / 1396 هـ في الرياض، ونتج عنها إطلاق أول قمر صناعي عربي «عربسات1». وفي 17 يونيو 1985م الموافق 1405 هـ، كان الأمير سلطان بن سلمان، أول رائد فضاء عربي ومسلم، عندما شارك في رحلة مكوك الفضاء الأمريكي ديسكفري، خلال مهمته في إطلاق قمر «عربسات2».
مركز تقنية الأقمار الصناعية، التابع لمدينة الملك عبد العزيز للعلوم والتقنية يقوم بتطوير أنظمة الأقمار الصناعية وتطبيقاتها في المملكة. وقام المركز بتصميم وبناء وإطلاق 15 قمرًا صناعيًا حتى الآن. المركز أيضا، يصمم ويبني أجهزة الاتصال بالأقمار الصناعية الصغيرة، بالإضافة إلى بناء محطات أرضية للتحكم بها. وحاليًا، يقوم بتطوير وتصنيع الجيل القادم من الأقمار الصناعية والمتمثل في الاتجاه العالمي نحو استخدام أقمار صناعية صغيرة في المدارات المنخفضة لأغراض الاتصالات والاستشعار عن بعد؛ والتي تقدم مجموعة من هذه الأقمار تغطية أرضية أكبر وبتكلفة أقل من أقمار المدار الثابت.
السعودية تمتلك حاليا 14 قمرًا صناعيًا، بنيت للاتصال والمراقبة، ومنها القمر الصناعي أوسكر-50، وهو الوحيد الذي يستخدم تقنية الخلايا الشمسية الكريستالية المتطورة في مجال الاتصالات، كذلك القمر الصناعي (SAUDISAT 1C) الذي تدخل استعمالاته في نواحي الحياة التجارية، والتقنية، ومجال الملاحة البحرية والبرية على حد سواء، وبدقة عالية ومتطورة. كما أن هناك عدة أقمار صناعية جديدة تستخدم تقنية الاستشعار عن بعد، بهدف المساعدة في إجراء التجارب العلمية المختلفة، ومنها القمر الصناعي «سعودي سات 4»(SAUDISAT4) والذي أطلق في سبتمبر/أيلول 2013م (1434 هـ)، ويعتبر الأول لجيل جديد من الأقمار السعودية، بُنِي بناءً كاملًا في معامل المركز الوطني لتقنية الأقمار الاصطناعية في معهد بحوث الفضاء والطيران بمدينة الملك عبد العزيز للعلوم والتقنية، وصمم ليتوافق مع مهمات فضائية مختلفة، مثل التصوير الفضائي، ونقل البيانات التي تحتاج إليها المملكة، ويحمل أجهزة استشعار عن بعد مرجعية للجاذبية ذات تقنية حديثة لقياس الجاذبية بدقة عالية في الفضاء تسمى «ليد يو في» “سعودي سات 4″  والقمر الصناعي (SAUDI GEO1) وسيتم إطلاقه عام 2015.، تدار تلك الأقمار من مدينة الملك فهد للاتصالات الفضائية في جدة، وهي أكبر مجمع من هذا القبيل في الشرق الأوسط. وهي أيضا محطة التحكم الأرضية لقمر عربسات للاتصالات، إضافة إلى القمرين "سعودي سات5أ" و«سعودي سات 5ب» والتي أطلقت في ديسمبر 2018م (1439هـ)، وتدار من محطة تحكم تقع في مدينة الملك عبد العزيز للعلوم والتقنية في الرياض، والقمر السعودي للاتصالات أول قمر صناعي مملوك بالكامل للسعودية، أُطلق في فبراير 2019 من قاعدة كورو في إقليم غويانا الفرنسية، ويشمل اتصالات النطاق العريض والاتصالات الآمنة وتوفير الاتصالات للمناطق شبه النائية والمناطق المنكوبة.
وأعلنت مدينة الملك عبدالعزيز للعلوم والتقنية يوم الاثنين 22 مارس 2021 عن إطلاق القمر الصناعي «شاهين سات» المخصص لتصوير الأرض وتتبع السفن من المدارات المنخفضة بنجاح، وذلك من قاعدة بايكونور في جمهورية كازاخستان على متن الصاروخ الروسي «سيوز 2» ويتضمن القمر «شاهين سات» حمولة تلسكوب بدقة فائقة للتصوير، وحمولة تتبع السفن البحرية، ويتميز هذا القمر الذي تم تطويره وتصنيعه محلياً خلال فترة زمنية قصيرة بدقة تصوير تصل إلى 0.9 متر، ووزن لا يتجاوز 75 كيلو جرام، وأبعاد تصل إلى 56 * 56 * 97 سم.
|  | سعودي سات 1 إيه (اوسكار 41, أس أو 41) SaudiSat 1a (OSCAR 41, SO 41) | 26 سبتمبر 2000 | الصاروخ الروسي "دنيبر"         | 2000-057D |                                                   |
|  | سعودي سات 1 بي (اوسكار 42, أس أو 42) SaudiSat 1b (OSCAR 42, SO 42)  | 26 سبتمبر 2000 | الصاروخ الروسي "دنيبر"         | 2000-057E |                                                   |
|  | سعودي سات 1 سي (اوسكار 50, أس أو 50) SaudiSat 1c (OSCAR 50, SO 50)  | 20 ديسمبر 2002 | الصاروخ الروسي "دنيبر"         | 2002-058C |                                                   |
|  | سعودي سات 2 (بالإنجليزية: SaudiSat 2)                               | 29 يونيو 2004  | الصاروخ الروسي "دنيبر"         | 2004-025F | التقاط صور بدقة أفضل من 15 م                      |
|  | سعودي سات 3 (بالإنجليزية: SaudiSat 3)                               | 17 ابريل 2007  | الصاروخ الروسي "دنيبر"         | 2007-012B | تصوير عالي الدقة                                  |
|  | سعودي سات 4 (بالإنجليزية: SaudiSat 4)                               | 19 يونيو 2014  | الصاروخ الروسي "دنيبر"         | 2014-033G | استشعار عن بعد                                    |
|  | سعودي سات 5أ وسعودي سات 5ب                                          | 7 ديسمبر 2018م | الصاروخ الصيني (Long March 2D) |           | تزويد الجهات الحكومية بالصور الفضائية عالية الدقة |

## رموز ومناسبات وطنية

### العلم

علم المملكة العربية السعودية الحالي

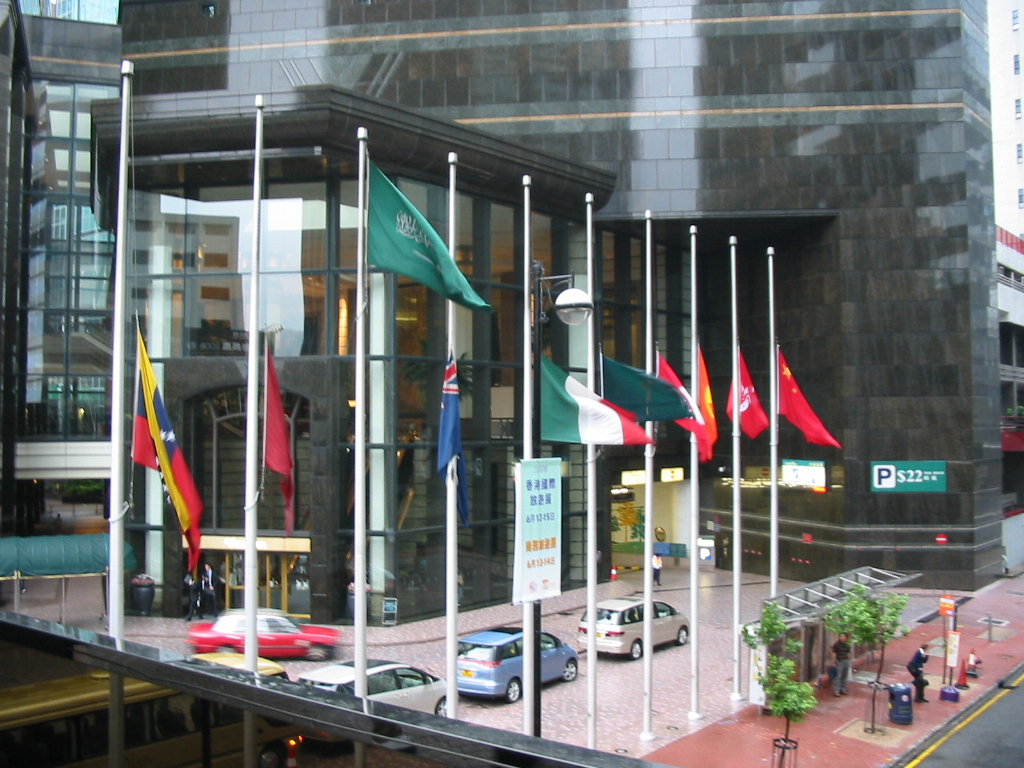
العلم السعودي لا ينكس مطلقًا.

رفع علم السعودية لأول مرة في عهد محمد بن سعود عام 1139هـ/ 1727م وهو في شكله مستطيل مشغول من الخز (النسيج) والإبرسيم(نوع من أنواع الحرير) أما في لونه فربعه الأول  المحاذي للسارية أبيض  والثلاثة أرباع الباقية منه لونها أخضر ويتوسط الجزء الأخير منه عبارة "لا إله إلا الله محمد رسول الله" مكتوبة بشكل عريض باللون الأبيض. ظل هذا العلم على حاله حتى أوائل عهد  عبدالعزيز بن عبدالرحمن آل سعود بحيث أدخل على شكله شارة السيف المسلول، وبعد أن استقرت أوضاع البلاد الداخلية  عَقِبْ توحيد أقطارها أمر الهيئة التأسيسية بصياغة العلم الجديد المعروف في يومنا الحاضر. وفي تاريخ 1 محرم 1393هـ الموافق 4 فبراير 1973م وافق فيصل بن عبدالعزيز على نظام علم المملكة العربية السعودية وهو نظام رُسمت فيه الخطوط العريضة لما يجب أن يكون عليه شكل العلم وهو مستطيل الشكل عرضه يساوي ثلثي طوله، أرضيته خضراء وتتوسطه الشهادة (لا إله إلا الله محمد رسول الله) بخط الثلث وتحتها سيف عربي تتجه قبضته نحو سارية العلم مرسومة باللون الأبيض. استخدم منذ تاريخ 10 صفر 1393هـ الموافق 15 مارس 1973.

### النشيد الوطني

شعار المملكة العربية السعودية

النشيد الوطني السعودي وهو عبارة عن مجموعة من الأشعار الغنائية التي وضع لحنها "الأساس" قبل كتابتها بفترة الموسيقار عبد الرحمن الخطيب  وذلك بعزفه لها على آلة البوق وتقديمها للدولة عام 1365هـ/1946م لتكون مقطوعة السلام الملكي السعودي التي ستعزف ولأول مرة في مصر بمناسبة زيارة الملك عبدالعزيز آل سعود لها، وبعد هذا الحدث بزمن عُمد طارق عبدالحكيم بأمر من وزير الدفاع بتوزيع هذا اللحن، وفي عهد فهد بن عبدالعزيز  تم تكليف الشاعر إبراهيم خفاجي بكتابة أبيات شعرية تتناسب معه فاصطفى الأخير كلماتها وصاغها بالصورة التي نعرفها اليوم أربعة مقاطع شعريه ذات كلمات جزله تتمحور في معناها حول المسارعة نيل العًلى وتمجيد الرب والاعتزاز بالعلم السعودي الذي يحمل الشهادتين في قلبه. وفي عام 1404هـ/ 1984م بدأ غناء النشيد الوطني بشكل رسمي في الإذاعة والتلفزيون وذلك خلال أوقات افتتاح وختام البث، يتألف النشيد الوطني السعودي من أربعة مقاطع تقول كلماتها:

### الشعار
يتألف شعار السعودية من سيفين عربيين منحنيين متقاطعين تعلوهما نخلة، ويرمز السيفان للقوة والمنعة والتضحية أما النخلة فترمز للحيوية والنماء والرخاء. والإثنين مجتمعين معًا يشيران إلى أن الرخاء والازدهار لا يتحققان إلا بالعدل، تم تنفيذ هذا الشعار على العديد من الإصدارات الوطنية  المادية كجواز السفر والوجه الخلفي من العملات الورقية والمعدنية وغير الإصدارات شعارات معظم مؤسسات الدولة الحكومية كوزارة الداخلية على سبيل المثال والخارجية والعدل والتجارة والاقتصاد والتخطيط والمجلس الأعلى للقضاء والقوات العسكرية.

### المناسبات الوطنية
تحتفل السعودية بيومها الوطني في اليوم الأول من الميزان الموافق 23 سبتمبر (أيلول) من كل عام وذلك تخليدًا لذكرى توحيد المملكة وتأسيسها على يدي الملك عبد العزيز بن عبد الرحمن آل سعود، الذي أعلن تأسيس المملكة العربية السعودية عام 1351 هـ الموافق 1932م.
وفي 27 يناير 2022 أصدر الملك سلمان بن عبد العزيز أمرا ملكيا بأن يكون يوم 22 فبراير من كل عام يوماً لذكرى تأسيس الدولة السعودية، باسم يوم التأسيس، ويصبح إجازة رسمية.

## التقويم وأوقات العمل والعطل الرسمية

### التقويم
تتبع السعودية في تأريخ الأحداث وتعيين المواقيت بنوعيها الرسمية كالمراسيم والأوامر الملكية والقرارات الوزارية، والدينية كبداية صوم رمضان والحج والأعياد ونحوها اعلى لتقويم الإسلامي الهجري القائم على أساس الهجرة النبوية، حيث تعتمد رسميًا تقويم أم القرى. كما تتخذ الميلادي كتقويم رديف تعمل به وذلك في تحديد موعد صرف رواتب الموظفين وإعلان الميزانية السنوية للدولة، وتوثيق زمن حصول الأحداث والوقائع التاريخية. والتقويمين في عدد أيامهما لا يتساويان؛ فالسنة الهجرية تتكون تتكون من 354 يومًا مقسمة على 12 شهرًا وهي تقل بمقدار عشر أو إحدى عشر يوما عن السنة الميلادية التي تبلغ 356 يومًا، كما تتراوح أيام الشهر الهجري بين تسع وعشرين أو ثلاثين يومًا يحكم ذلك رؤية الأهِلة، وتبلغ عدد الأيام في الشهر الميلادي إما 29 أو 30 أو 31 يومًا.

### أيام وساعات العمل
| الجهة             | الأيام           | الفترة |
| ----------------- | ---------------- | --- |
| القطاعات الحكومية | الأحد - الخميس   | 7:30 صباحًا - 2:30 مساءً |
| القطاعات الخاصة   | الأحد - الخميس   | الفترة الصباحية: 8:00 صباحًا - 12:00 ظهرًا الفترة المسائية: 4:30 مساءً - 7:30 مساءً                                              |
| البنوك            | الأحد - الخميس   | 8:30 صباحًا - 4:30 مساءً |
| المحلات التجارية  | الأحد - الجمعة * | الفترة الصباحية: 10:00 صباحًا - 12:00 ظهرًا الفترة المسائية: 4:00 مساءً - 10:00 مساءً * يوم الجمعة: تبدأ نشاطها الساعة 4:00 عصرًا |

وتختلف ساعات العمل في رمضان حيث تبدأ من الساعة 10:00 – 3:00 مساءً بالنسبة للدوائر الحكومية، أما المحلات التجارية فإنها تغلق ما بين صلاة المغرب وصلاة العشاء.

### الأعياد والعطلات الرسمية
السعودية ليس لديها الكثير من العطلات الرسمية مقارنة مع الدول الأخرى في مجلس التعاون الخليجي، لكنها تعطي عطلات طويلة الأمد من 10 إلى 12 يوم. حيث يتم حساب أيام العطل الرسمية في المملكة كأيام عمل فقط، بالإضافة إلى يومي الجمعة والسبت عطلة نهاية الأسبوع، في هذه الحالة تصل العطلة إلى أكثر من أسبوعين. وتعطل الدوائر والمؤسسات الحكومية في السعودية أثناء الأعياد والعطلات الرسمية على النحو التالي:
- عطلة نهاية الأسبوع: يومي الجمعة والسبت.

| التاريخ     | المناسبة     | عدد الأيام للقطاع الحكومي | عدد الأيام للقطاع الخاص | توضيح |
| ----------- | ------------ | ------------------------- | ----------------------- | --- |
| 1 شوال      | عيد الفطر    | 12                        | 7-3                     | يصادف عيد الفطر الأول من شهر شوال وفق التاريخ الهجري بعد انتهاء شهر رمضان المبارك، وتكون العطلة فيه للقطاعات الرسمية 10 أيام أما القطاعات الخاصة (اعتمادًا على رغبة صاحب العمل) فتتراوح بين 3 إلى 7 أيام.                           |
| 10 ذو الحجة | عيد الأضحى   | 12-10                     | 7-3                     | يصادف عيد الأضحى العاشر من شهر ذي الحجة وفق التاريخ الهجري، وتكون العطلة فيه 10 أيام للقطاعات الرسمية، وتتراوح بين 3 إلى 7 أيام للقطاعات الخاصة (اعتمادًا على رغبة صاحب العمل)، وتبدأ من الخامس من شهر ذو الحجة إلى الخامس عشر منه. |
| 23 سبتمبر   | اليوم الوطني | 1                         | 1                       | اليوم الوطني يبدأ في اليوم الأول من الميزان الموافق 23 سبتمبر (أيلول). |
| 22 فبراير   | يوم التأسيس  | 1                         | 1                       | ذكرى تأسيس الدولة السعودية. |

ملحوظة: بالنسبة لإجازة عيد الفطر وعيد الأضحى للقطاع العام إذا كان هناك دوام يوم واحد واقع بين عطلة نهاية الأسبوع وعطلة العيد فإن هذا اليوم يضاف إلى إجازة العيد.

## المقاييس والموازين
| نظام المقاييس والموازين في السعودية |           |             |            |
| الأوزان                             | الجرام    | الكيلو جرام | الطن       |
| الأطوال                             | السنتيمتر | المتر       | الكيلو متر |

## معرض الصور

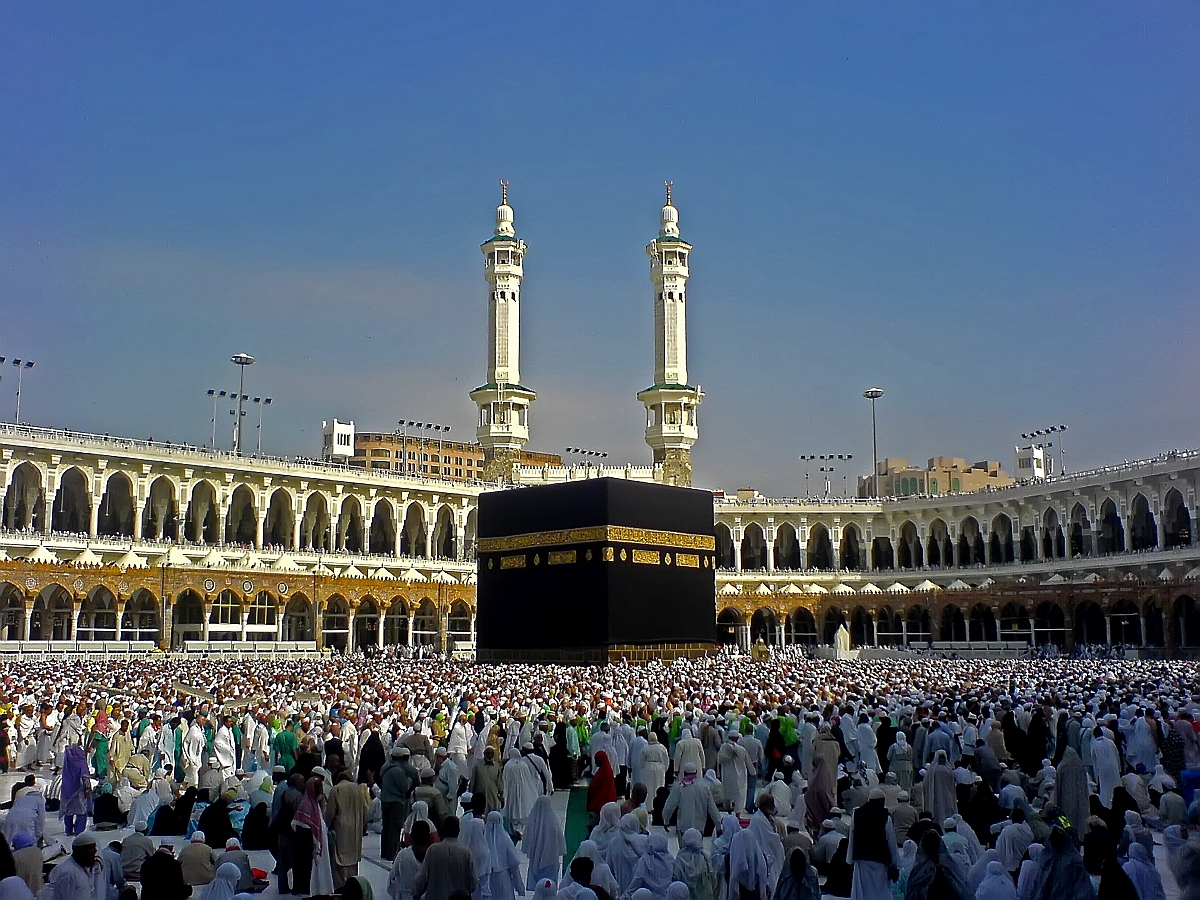
المسجد الحرام في مكة المكرمة
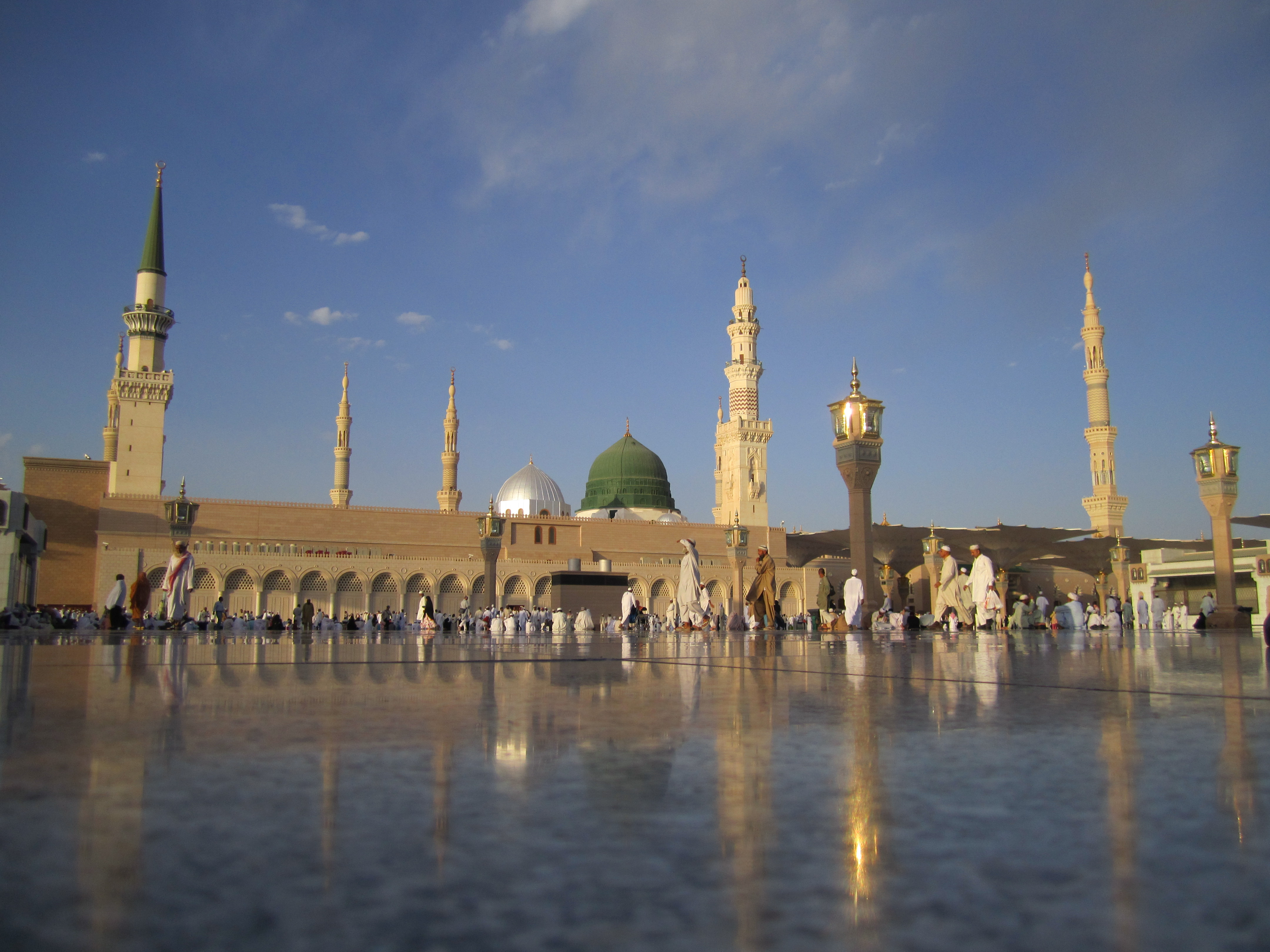
المسجد النبوي في المدينة المنورة
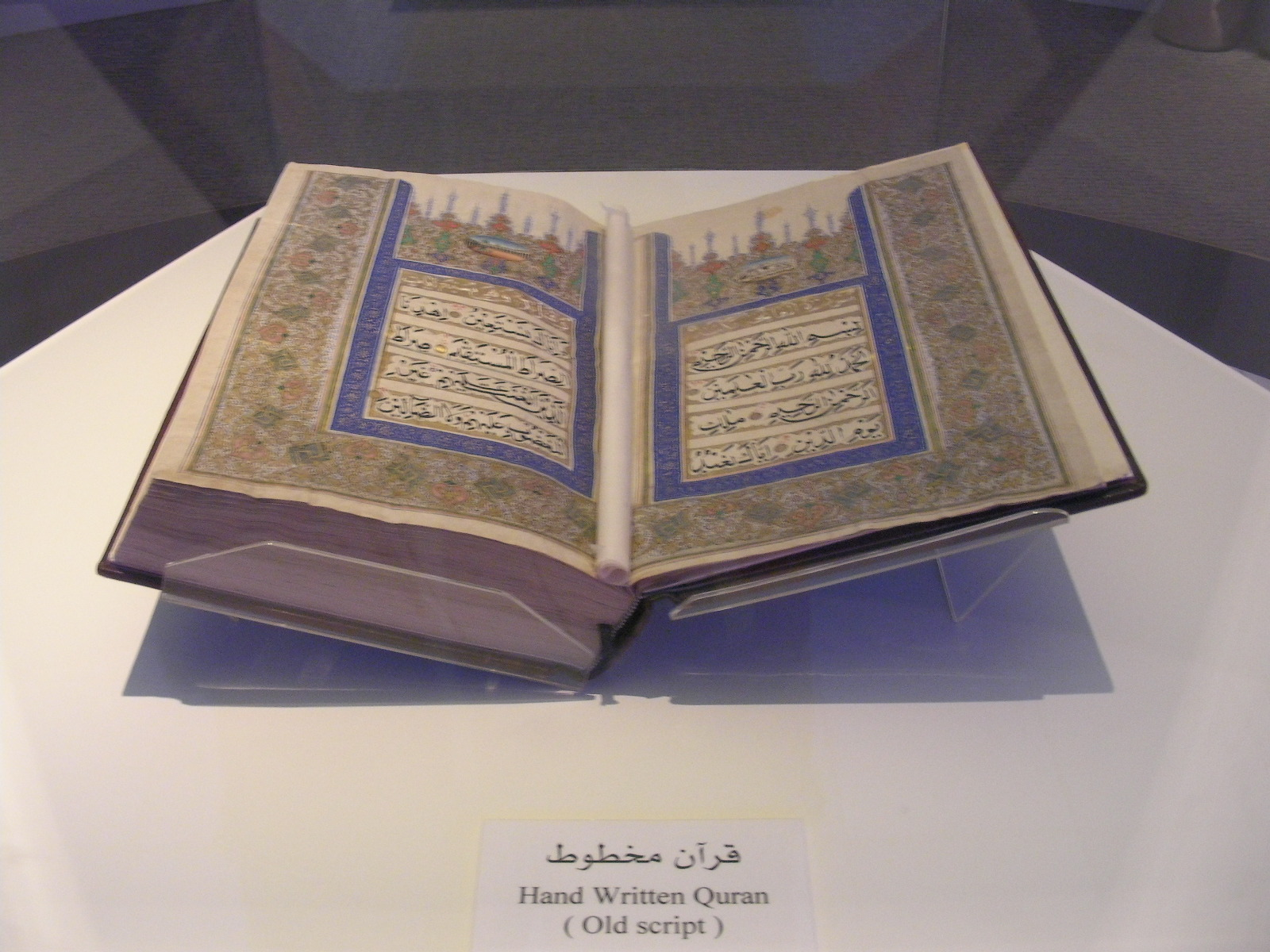
قرآن مخطوط في المتحف الوطني
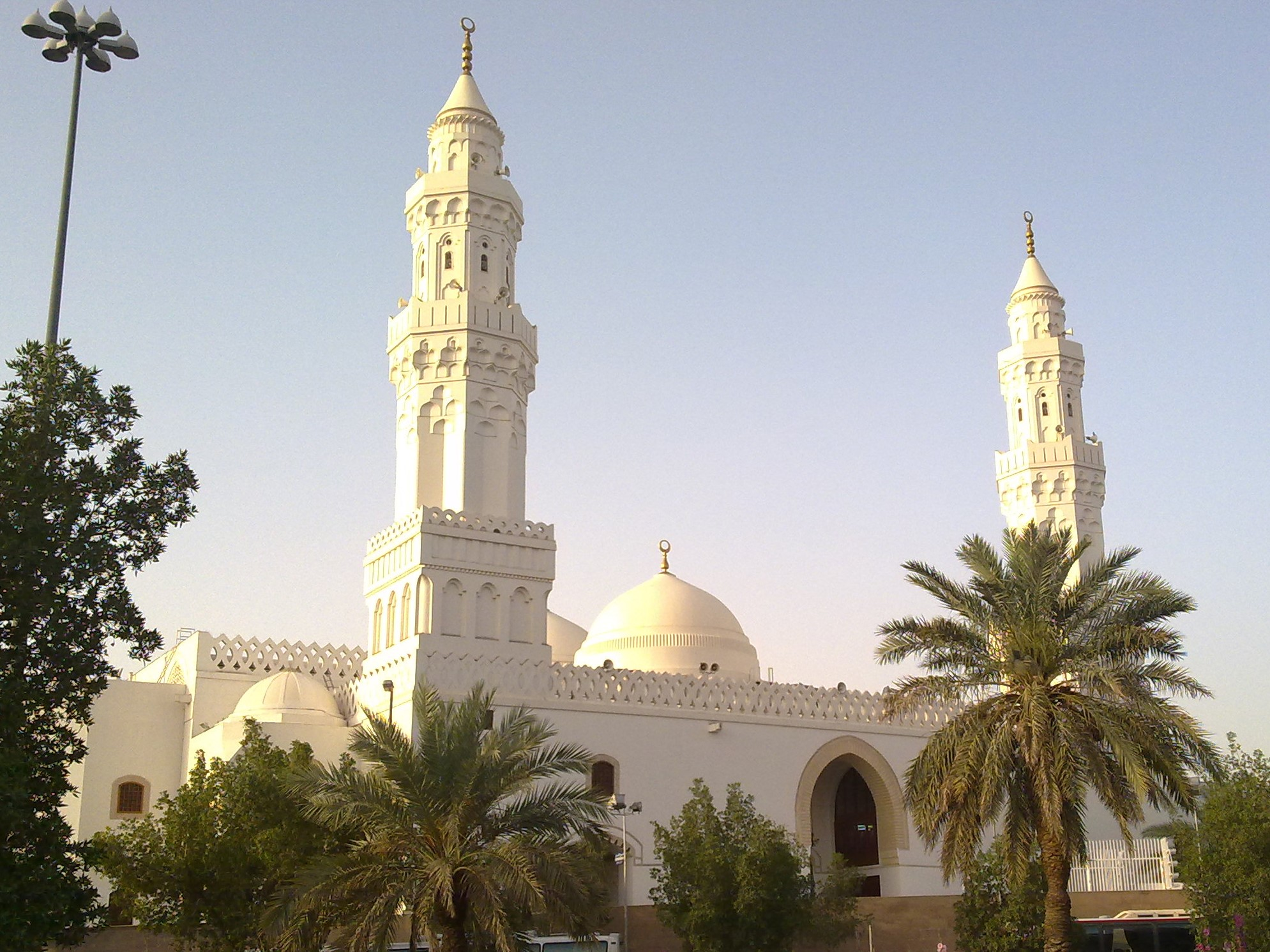
مسجد القبلتين في المدينة المنورة
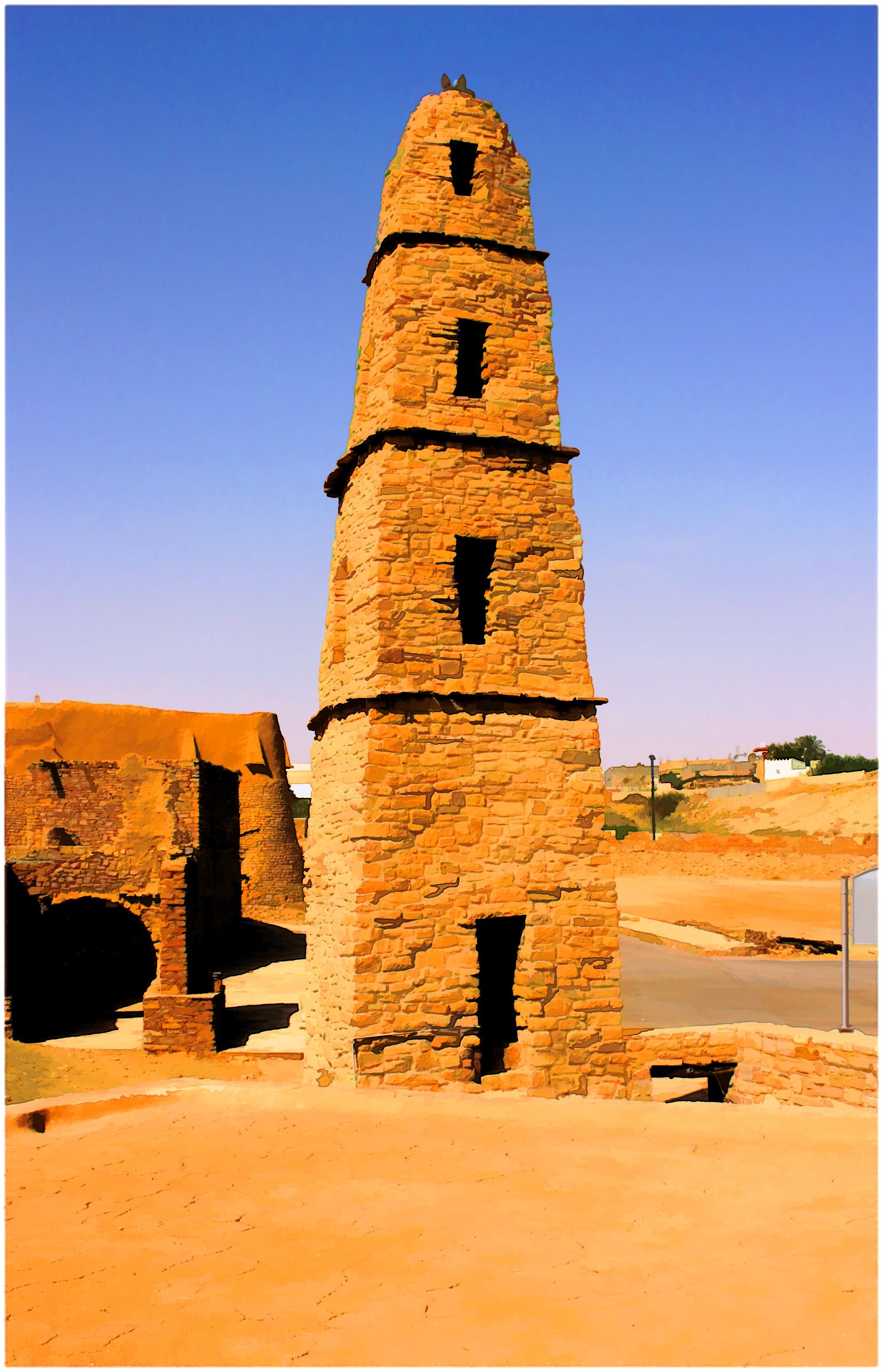
مسجد عمر بن الخطاب في دومة الجندل
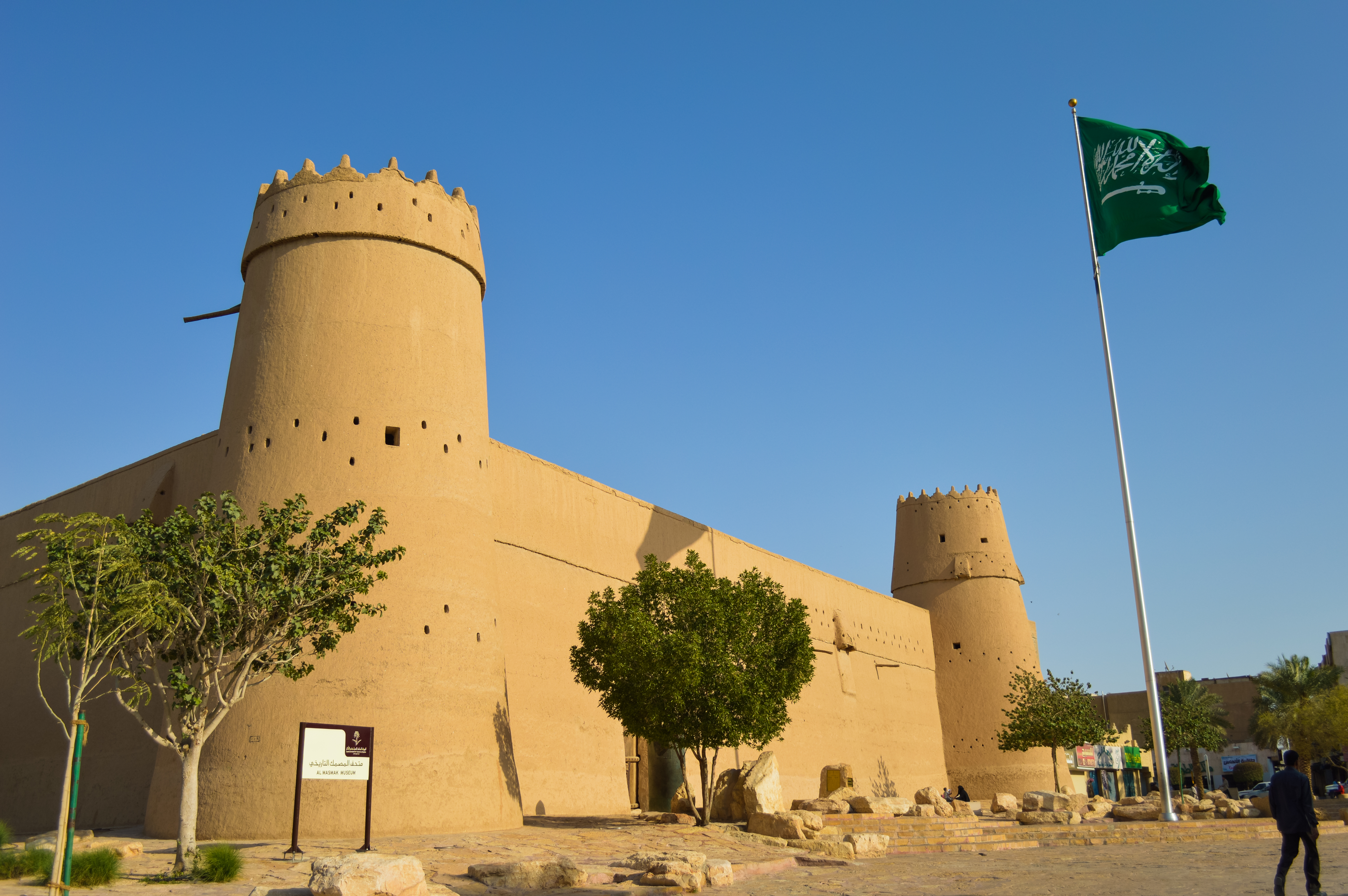
قصر المصمك في الرياض
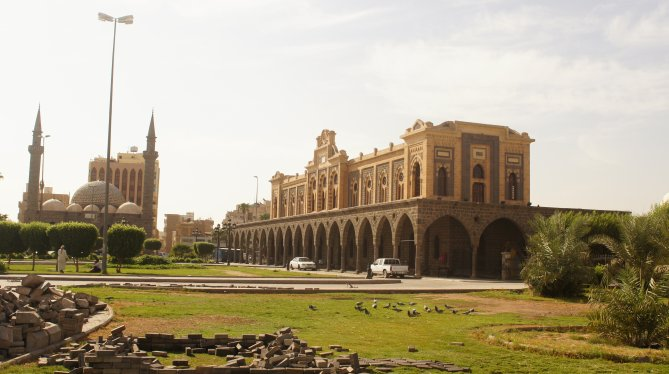
محطة سكة حديد الحجاز بالمدينة المنورة
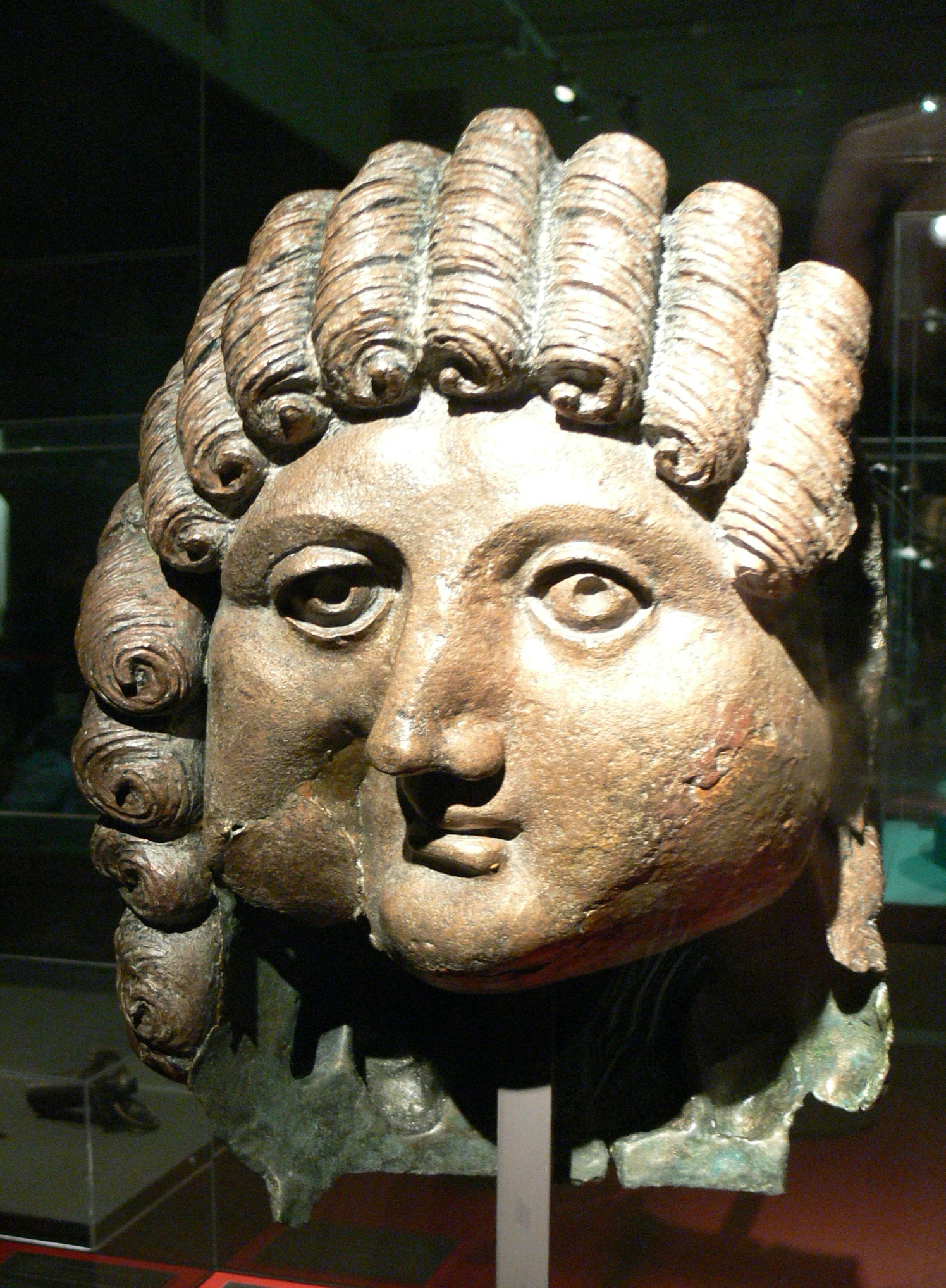
قطعة وجدت في الفاو عاصمة مملكة كندة تعود للقرن الأول ق.م
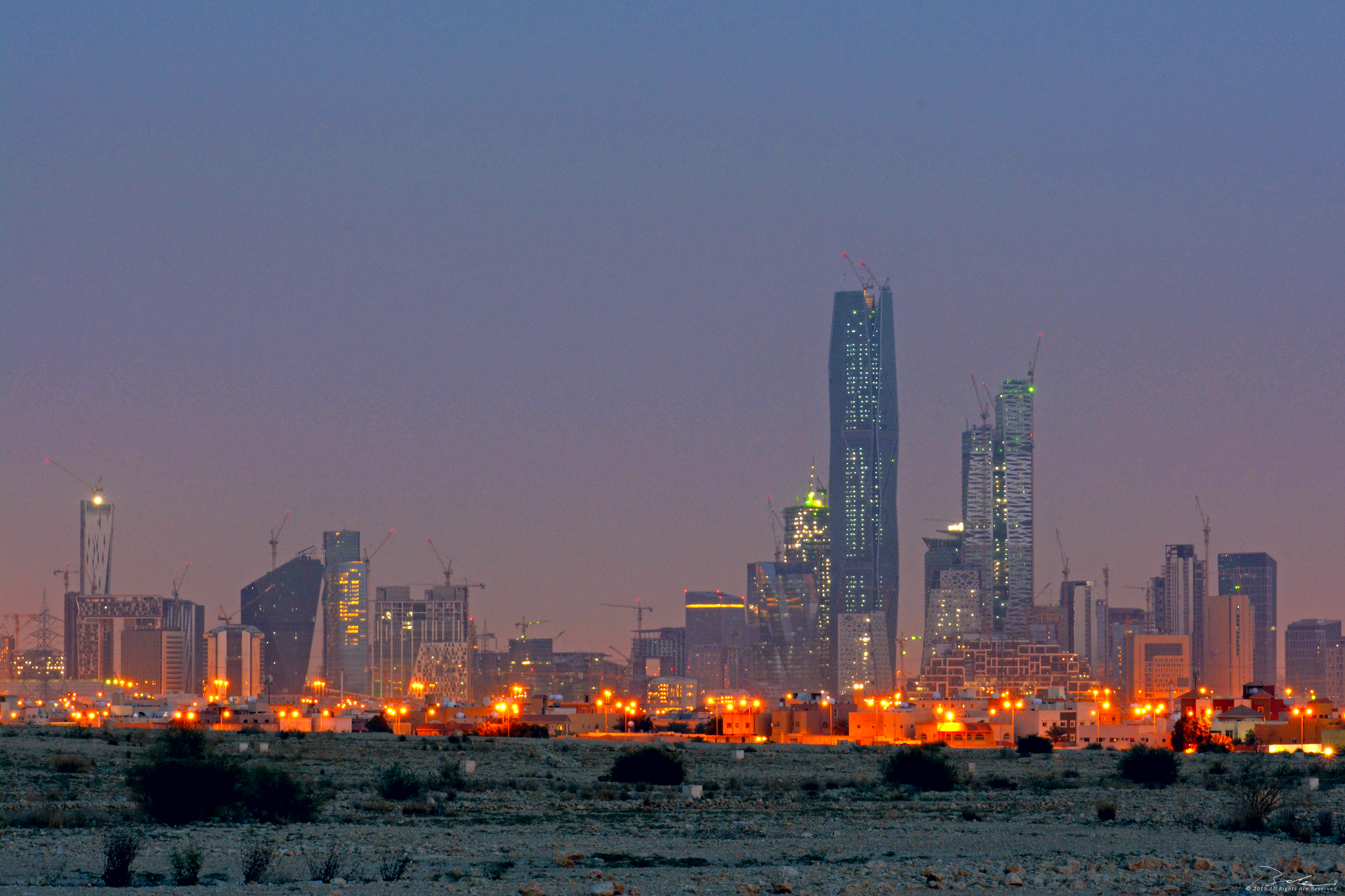
مركز الملك عبد الله المالي في الرياض
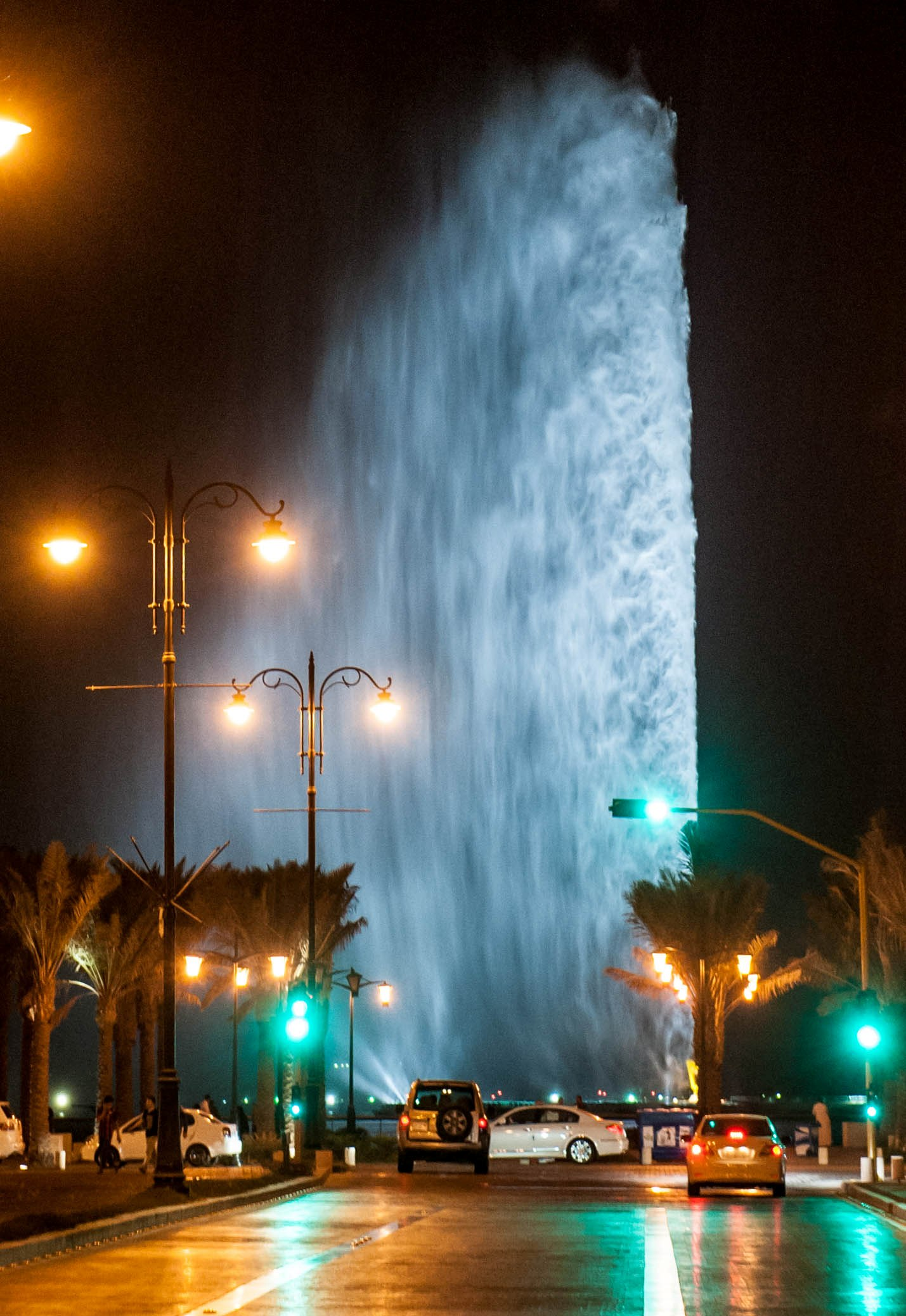
نافورة جدة
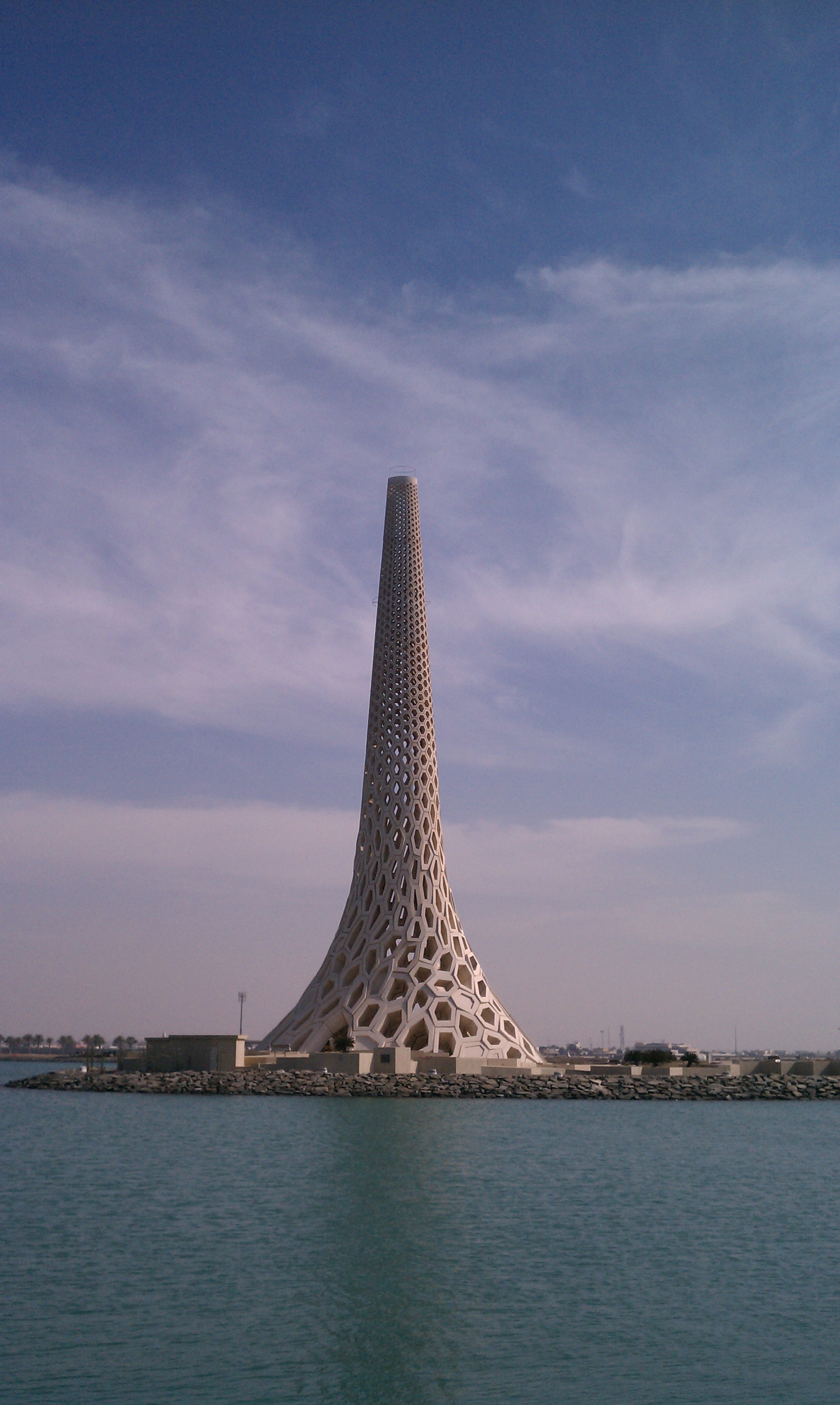
منارة جامعة كاوست
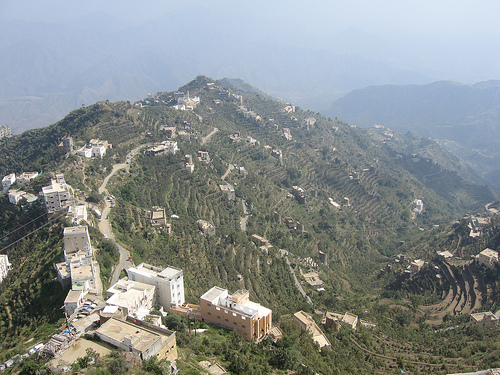
جبال فيفاء
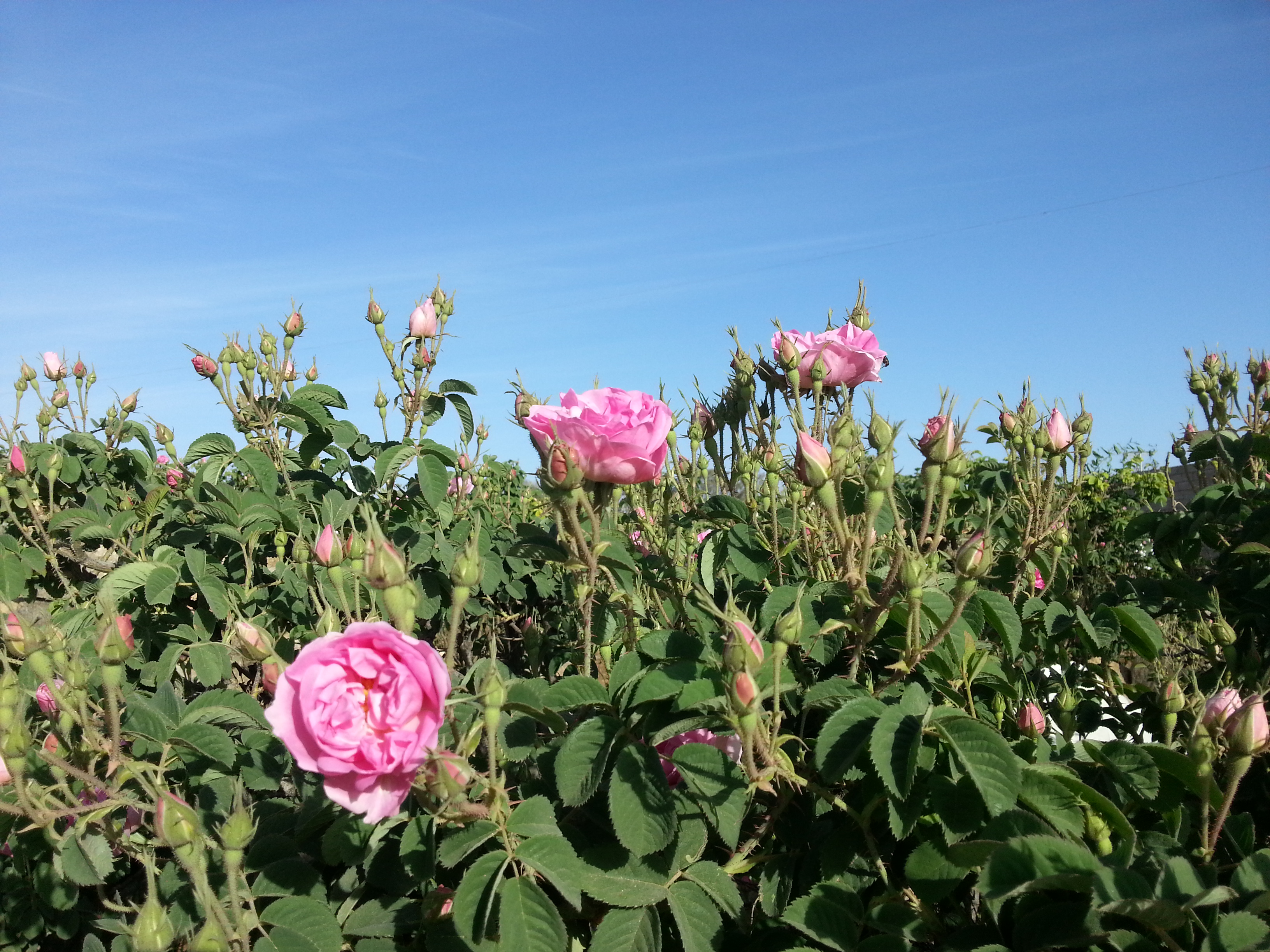
ورد طائفي
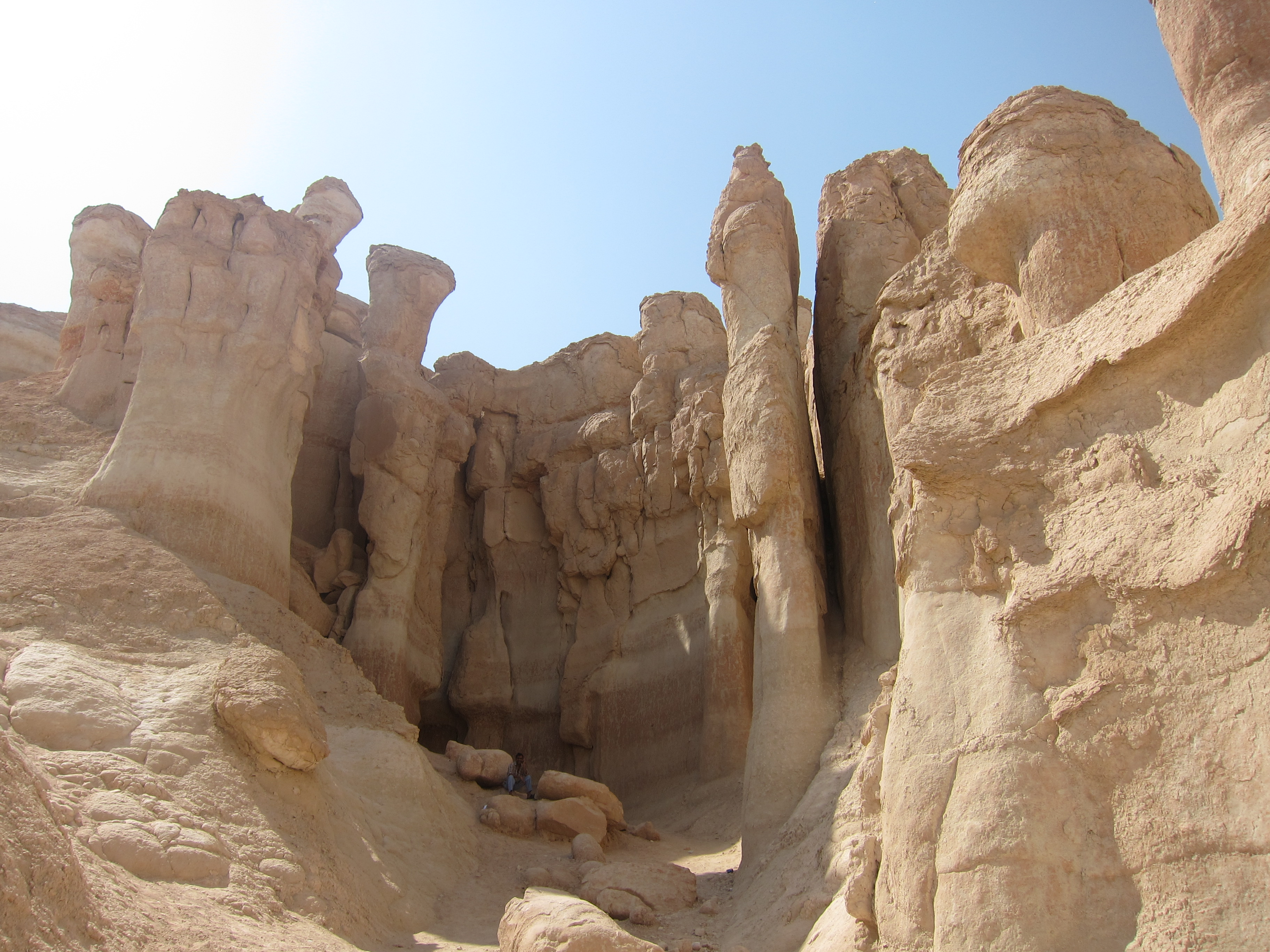
جبل القارة في الأحساء
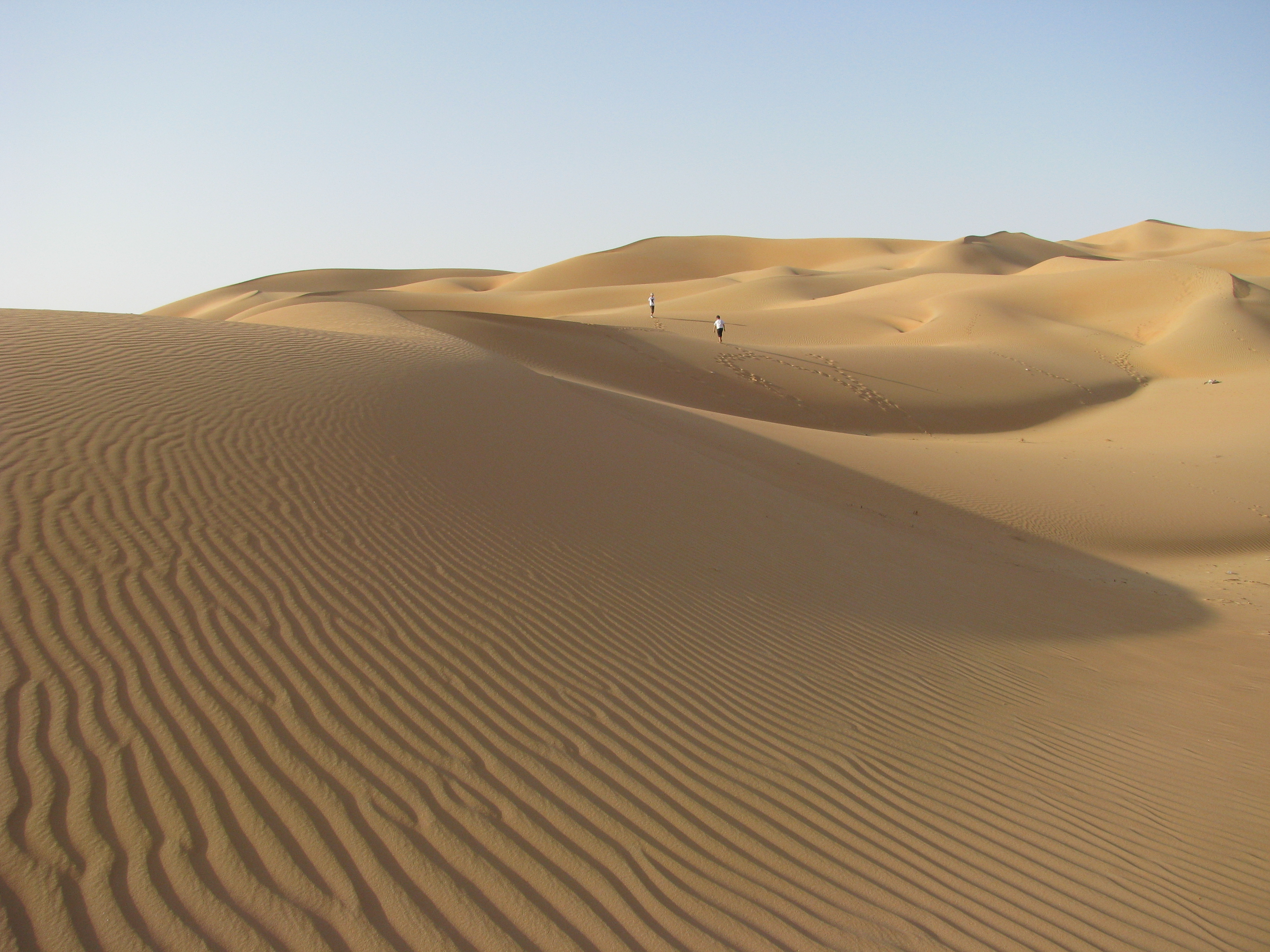
صحراء الربع الخالي
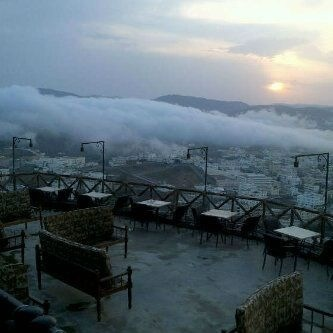
منظر من مدينة أبها
قصر شبرا في الطائف
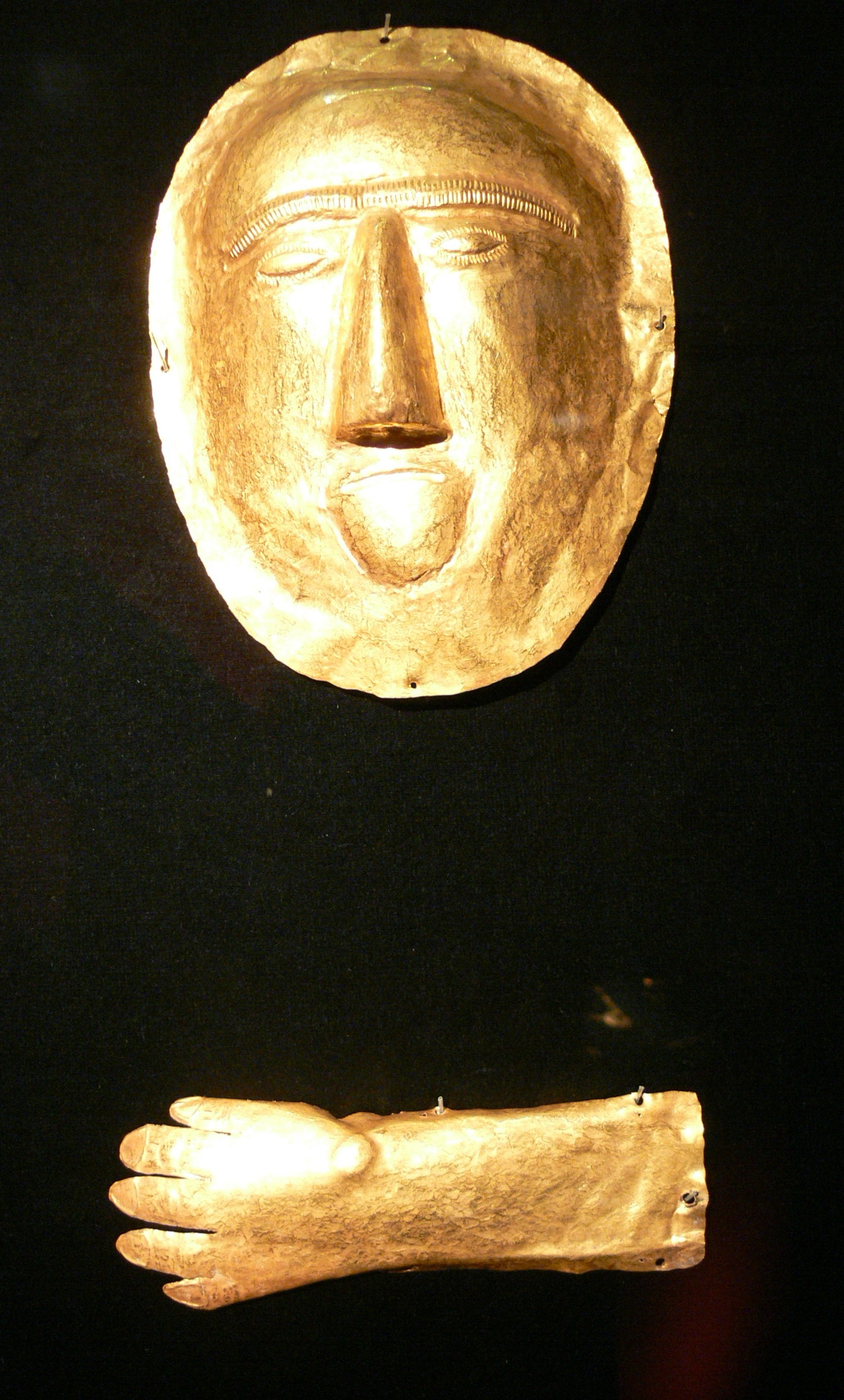
قناع أميرة ثاج
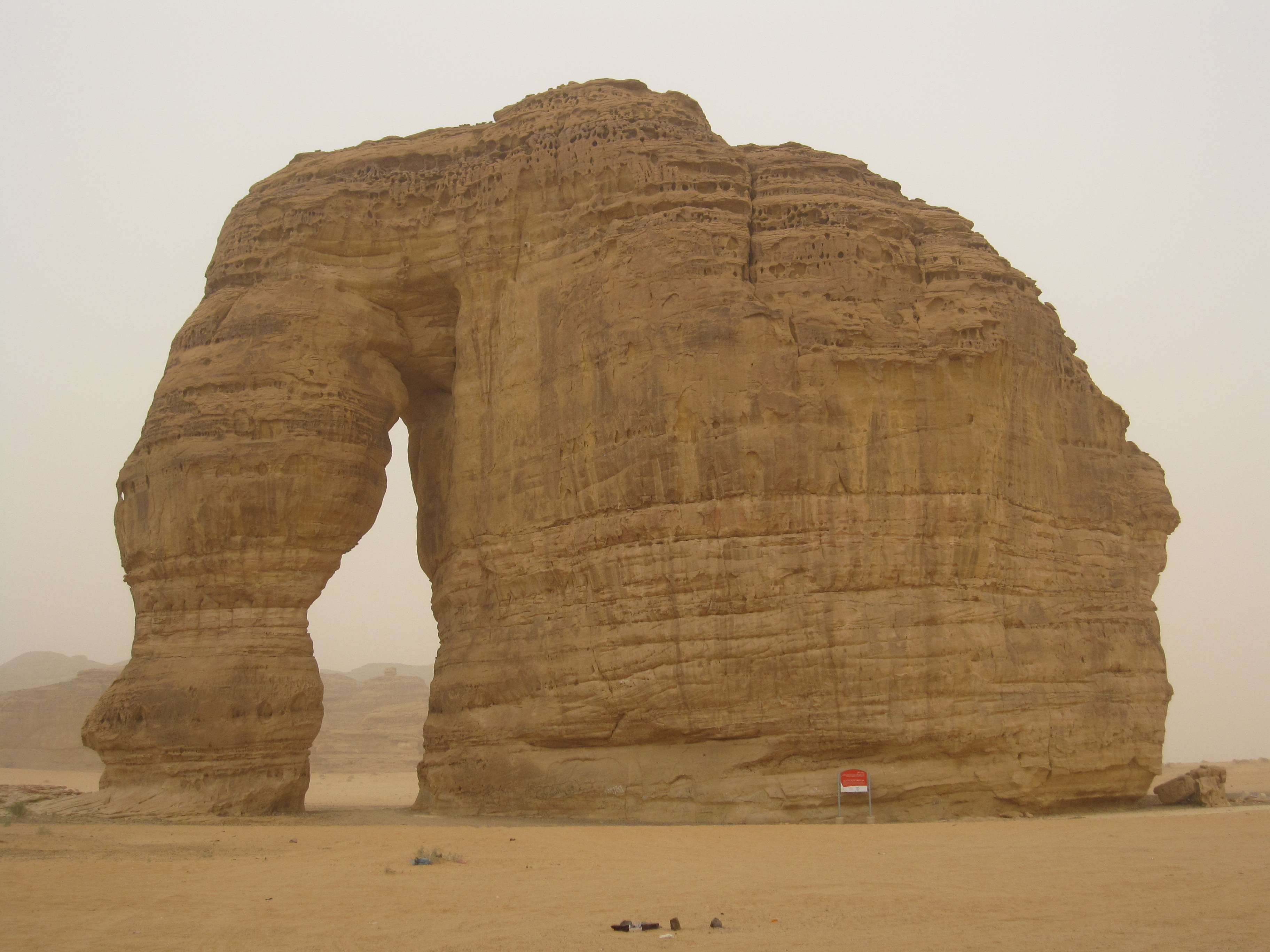
جبل الفيل
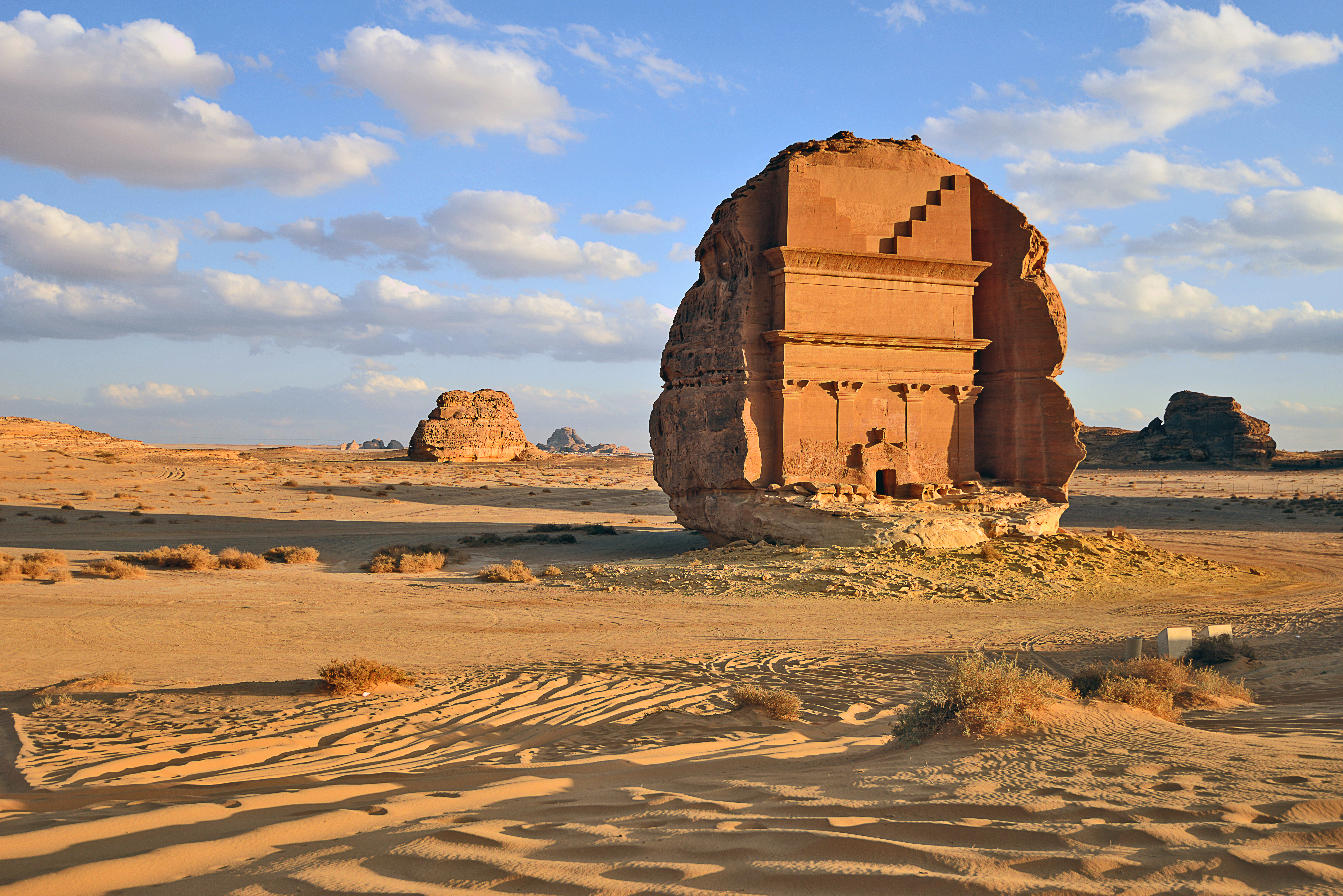
القصر الفريد في مدائن صالح
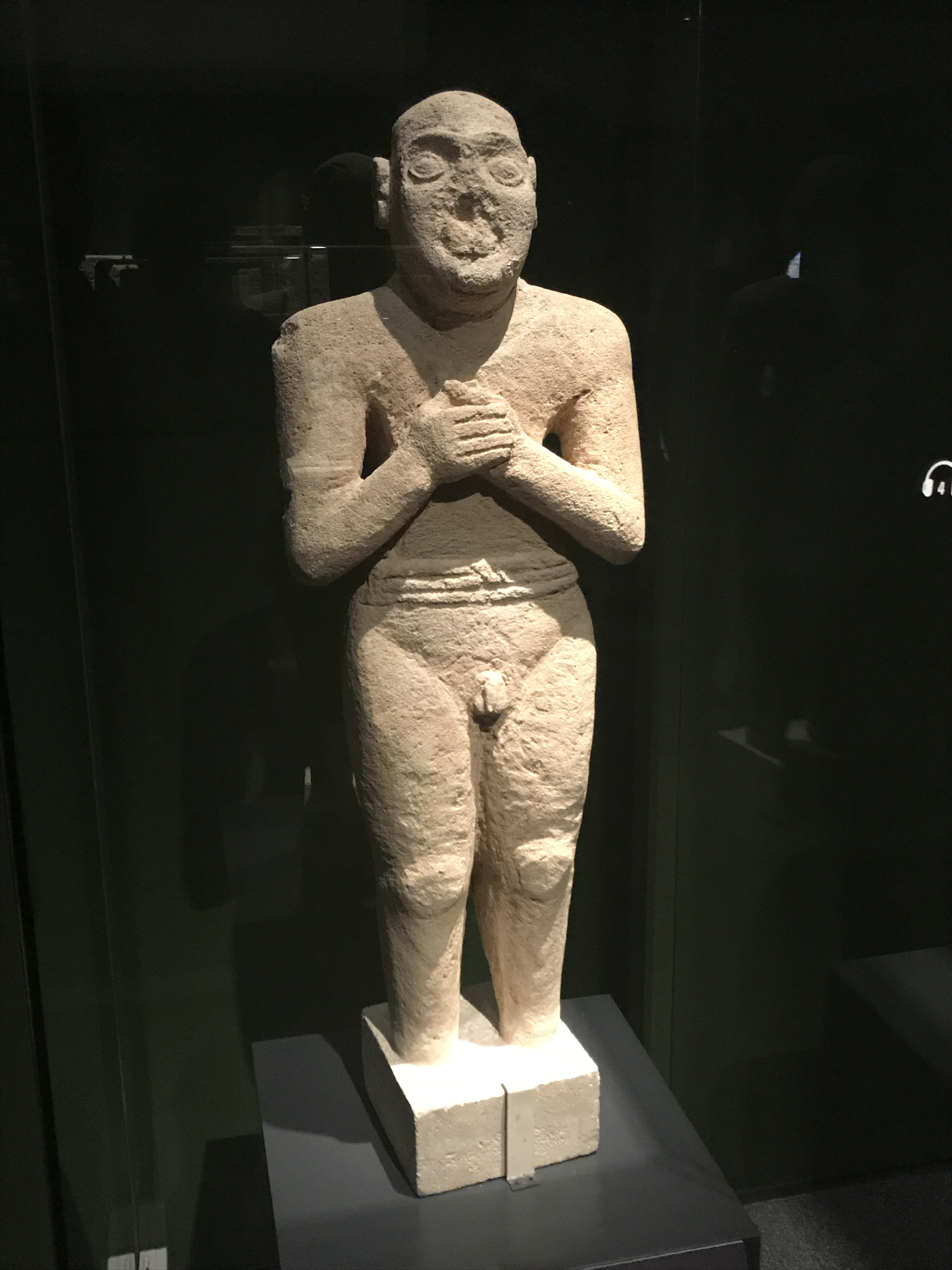
تمثال تاروت الخادم العابد

## الهوامش
- 1: بموجب نظام المناطق الصادر بالأمر الملكي رقم (92/1) وتاريخ 1412/8/27هـ.
- 2: يستمد الهواء حرارته من الإشعاع الأرضي، الناتج بعد انعكاس الإشعاع الشمسي على سطح الأرض. ويكتسب الهواء حرارته بواسطة الغبار، والمواد العالقة فيه، والغازات الثقيلة، مثل ثاني أكسيد الكربون، وبخار الماء، وتعمل هذه جميعاً على امتصاص الحرارة، وبالتالي رفع درجة حرارة الهواء الملامس لسطح الأرض. أما إذا انخفضت نسبة وجود هذه المواد في المناطق الجبلية العالية، والتي لا يتمثل عندها سوى الغازات الخفيفة، التي لا تؤدي إلى ارتفاع درجة الحرارة، فإن درجة الحرارة تقل درجة واحدة لكل 150 متر ارتفاع.
- 3: الرطوبة نوعان هما: 1. الرطوبة المطلقة أو الكلية Absolute Humidity، وتقدر بوزن بخار الماء، والموجود بكل وحدة معنية من الهواء (أي جرام لكل لتر مكعب مثلاً). 2. الرطوبة النسبة Relative Humidity، وهي عبارة عن النسبة المئوية، بين كمية بخار الماء في وحدة معنية من الهواء، وبين كمية بخار الماء اللازم لتشبع هذا الحجم من الهواء، عند درجة الحرارة نفسها، وعند مقدار الضغط نفسه.
- 4: مركز الإمارة يُعد محافظةً أيضاً.
- 5: تمتد هضبة حِسْمَى في شمال غرب المملكة، من حدود الأردن شمالاً، حتى حَرَّة الرَّحَا جنوبًا، ومن منخفض تَبُوك شرقًا حتى جبال مَدْيَن غربًا. وهي تنحدر إجمالاً نحو الشرق والشمال. ويتراوح ارتفاعها بين 800 إلى 1000م فوق مستوى سطح البحر.
- 6: تقع هضبة الحجاز إلى الجنوب الشرقي من هضبة حِسْمَى. وهي تمتد من جبال الطبيق شمالاً حتى حرة خَيْبَر جنوبًا ومن النفود الكبير شرقًا حتى المرتفعات الغربية غربًا. وهي تنحدر بصفة عامة نحو حوض تَبُوك في الوسط ونحو الشمال والشرق. ويتراوح ارتفاعها 900 إلى 1100م فوق مستوى سطح البحر.
- 7: تمتد هضبة عَسِير من حرتي النُّوَاصِف والبُقُوم شمالاً حتى هضبة نَجْرَان وجبال السَّرَوَات جنوبًا، ومن هضبة نَجْد شرقًا حتى جبال السَّرَوَات غربًا. وهي تنحدر بصفة عامة نحو الشمال والشرق، ويتراوح ارتفاعها بين 1200 – 1600م فوق مستوى سطح البحر.
- 8: تمتد هضبة نجران من هضبتي نجد وعَسِير شمالاً حتى وادي نجران جنوبًا، ومن رمال الرُّبْع الخَالِي شرقًا حتى مرتفعات السروات غربًا. وهي تنحدر بصفة عامة نحو الشرق. ويتراوح ارتفاعها بين 1100- 1500م فوق مستوى سطح البحر.
- 9: تعرف محليًا في _ بعض أجزائها _ بالعرضية وفي أجزاء أخرى بالحَقُو، وهذه المرتفعات تبدأ من السهل على شكل تلال منخفضة ما تلبث أن يزيد ارتفاعها تدريجيَّاً كلمّا تقدمت نحو الشرق حتى تلتقي مع المرتفعات العالية، ومنطقة الالتقاء هذه تسمى في بعض الأجزاء «الخياطة». على الرغم من الانخفاض النسبي لهذا النطاق إلا أنه يضم جبالاً منعزلة عالية قد يبلغ ارتفاعها في بعض الجهات إلى ارتفاع المرتفعات العالية إلى الشرق منها.
- 10: الأصدار (جمع صَدْر) وهي السفوح الغربيَّة للمرتفعات العالية والتي تنحدر انحدارًا سحيقًا نحو الغرب ومع شئ من التجاوز يضاف إلى هذا النطاق الجبال المنعزلة العالية في النطاق السابق. وتمتد الأَصْدَار ما بين خط تقسيم المياه.

## وصلات خارجية
- أطلس خرائط السعودية.
- وزارة الداخلية السعودية.
- وزارة الخارجية السعودية.
- الهيئة العامة للسياحة والتراث الوطني السعودية.
- تقويم أم القرى (التقويم الرسمي للسعودية).
- جريدة أم القرى (الجريدة الرسمية للسعودية).
- البوابة السعودية الإلكترونية للتعاملات الحكومية.
- وزارة العمل والتنمية الاجتماعية السعودية.
- الخطوط السعودية.
- وزارة الحج والعمرة.